# História da humanidade
A história da humanidade ou história humana descreve a história dos seres humanos como determinada pelos estudos arqueológicos e registros históricos. A chamada História Antiga começa com a invenção da escrita.

## Pré-História
Há certas dúvidas sobre quais foram exatamente os nossos antepassados mais remotos. Os seres humanos modernos só surgiram há cerca de 200 mil anos. Os humanos são primatas e surgiram na África; duas espécies que pertenceram aos primórdios da evolução dos hominídeos foram o Sahelanthropus tchadensis, com um misto de características humanas e símias, e o Orrorin tugenensis, já bípede, mas não se sabe o tamanho do cérebro, que no Sahelanthropus era de 320–380 cm cúbicos. Ambos existiam há mais de 6 milhões de anos. Os hominídeos da época habitavam a África subsariana, a Etiópia e Tanzânia, ou seja na África Oriental. Seguiram-se a esses primeiros hominídeos os Ardipithecus e mais tarde (há 4,3 milhões de anos até há 2,4 milhões) os Australopithecus, descendentes dos Ardipithecus. Tinham (os australopitecos) maiores cérebros, pernas mais longas, braços menores, e traços faciais mais parecidos aos nossos.
Há 2,5 milhões de anos surge o gênero Homo, Homo habilis na África oriental, com ele começam-se a usar ferramentas de pedra totalmente feitas por eles (começando o Paleolítico) e carne passa a ser mais importante na dieta do Homo habilis. Eram caçadores e tinham um cérebro maior (590–650 cm cúbicos), mas tinham braços compridos.
Mas os H. habilis não eram apenas caçadores, pois também eram necrófagos e herbívoros.
Havia outras espécies como o Homo rudolfensis que tinha um cérebro maior e era bípede e existiu durante a mesma época que o Homo habilis. Há dois milhões de anos surgiu o Homo erectus: de constituição forte, com um cérebro muito maior (810–1 250 cm cúbicos), rosto largo e foi o primeiro hominídeo a sair de África existindo na África, Ásia e Europa, existindo até há 500 mil anos. É o primeiro a usar o fogo. Há 300 mil anos já tinha estratégias elaboradas de caça a mamíferos corpulentos.
A era glacial começou há 1,5 milhões de anos.

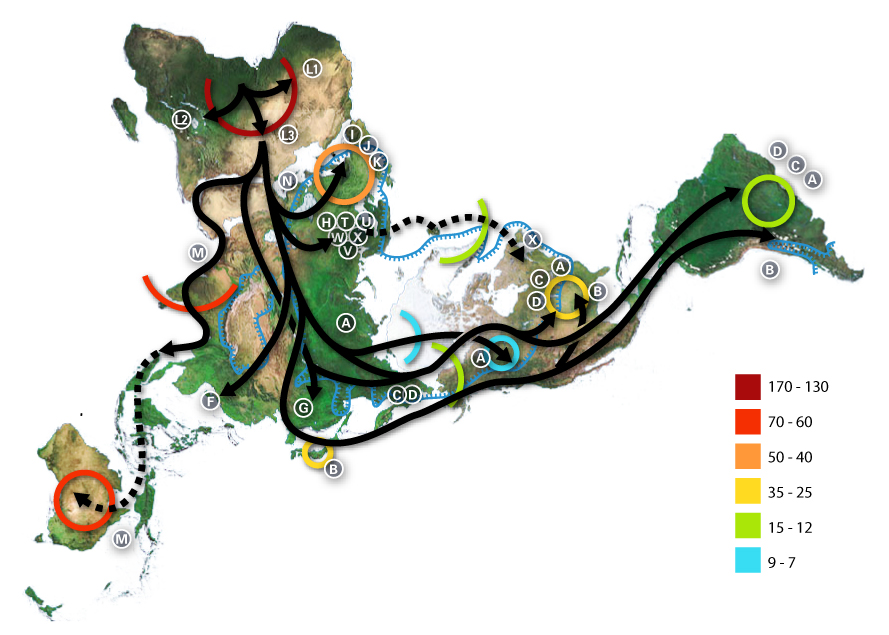
Migrações humanas em todo o globo (os números indicam os milênios antes da nossa era)

Há uns 50 mil anos, os seres humanos lançaram-se à conquista do planeta em diferentes rumos desde África. Um rumo alcançou a Austrália. A outra chegou a Ásia Central, para logo se dividir em dois, uma a Europa, e a outra caminhou até cruzar o Estreito de Bering e chegou à América do Norte. As últimas áreas a ser colonizadas foram as ilhas da Polinésia, durante o primeiro milênio.
Os neandertais eram robustos, com um cérebro grande, e viviam na Europa e oeste da Ásia. Sobreviveram até 24 mil anos atrás e coexistiram com os modernos Homo sapiens sapiens, apesar de estudos de ADN provarem que não podiam reproduzir-se entre si.
A origem dos Homo Sapiens atuais é bastante discutida, mas a maioria dos cientistas apoia a teoria da Eva Mitocondrial, apoiada por testes genéticos, em vez da teoria evolução multirregional que defende que os seres humanos modernos evoluíram em todo o mundo ao mesmo tempo a partir das espécies Homo lá existentes e que se reproduziram entre si entre as várias migrações que supostamente fizeram. Os primeiros fósseis totalmente humanos foram encontrados na Etiópia e datam de aproximadamente 160 mil anos.
Há cerca de 35 mil anos surgiu a arte paleolítica na Europa. Consistia em pinturas nas paredes das grutas, e pequenas esculturas eram feitas em madeira ou pedra, representado várias vezes símbolos de fertilidade.

## Idade Antiga
Idade Antiga ou Antiguidade, na periodização das épocas históricas da humanidade, é o período que se estende desde a invenção da escrita (de 4 000 a 3 500 a.C.) até à queda do Império Romano do Ocidente (476 d.C.). Embora o critério da invenção da escrita como balizador entre o fim da Pré-história e o começo da História propriamente dita seja o mais comum, estudiosos que dão mais ênfase à importância da cultura material das sociedades têm procurado repensar essa divisão mais recentemente. Também não há entre os historiadores um verdadeiro consenso sobre quando se deu o verdadeiro fim do Império Romano e início da Idade Média, por considerarem que processos sociais e econômicos não podem ser datados com a mesma precisão dos fatos políticos.
Também deve-se levar em conta que essa periodização está relacionada à História da Europa e também do Oriente Próximo como precursor das civilizações que se desenvolveram no Mediterrâneo, culminando com Roma. Essa visão se consolidou com a historiografia positivista que surgiu no século XIX, que fez da escrita da história uma ciência e uma disciplina acadêmica. Se repensarmos os critérios que definem o que é a Antiguidade no resto do mundo, é possível pensar em outros critérios e datas balizadoras.
No caso da Europa e do Oriente Próximo, diversos povos se desenvolveram na Idade Antiga. Os sumérios, na Mesopotâmia, foram a civilização que originou a escrita e a urbanização, mais ou menos ao mesmo tempo em que surgia a civilização egípcia. Depois disso, já no Primeiro milénio a.C., os persas foram os primeiros a constituir um grande império, que foi posteriormente conquistado por Alexandre, o Grande. As civilizações clássicas da Grécia e de Roma são consideradas as maiores formadoras da civilização ocidental atual. Destacam-se também os hebreus (primeira civilização monoteísta), os fenícios (senhores do mar e do comércio e inventores do alfabeto), além dos celtas, etruscos e outros. O próprio estudo da história começou nesse período, com Heródoto e Tucídides, gregos que começaram a questionar o mito, a lenda e a ficção do fato histórico, narrando as Guerras Médicas e a Guerra do Peloponeso respectivamente.
Na América, pode-se considerar como Idade Antiga a época pré-colombiana, onde surgiram as avançadas civilizações dos astecas, maias e incas. Porém, alguns estudiosos considerem que em outras regiões, como no que hoje constitui a maior parte do território do Brasil, boa parte dos povos ameríndios ainda não havia constituído similar nível de complexidade social e a classificação de Pré-história para essas sociedades seria mais correta. Na China, a Idade Antiga termina por volta de 200 a.C., com o surgimento da dinastia Chin, enquanto que no Japão é apenas a partir do fim do período Heian, em 1185, que podemos falar em início da "Idade Média" japonesa. Algumas religiões que ainda existem no mundo moderno tiveram origem nessa época, entre elas o cristianismo, o budismo, confucionismo e judaísmo.

### Antigo Egito
O Antigo Egito (atual República Árabe do Egito), atravessado pelo rio Nilo, com 6 500 km e 6 cataratas, limitado por dois desertos (Deserto da Líbia e Deserto da Arábia), localizava-se no nordeste da África. Ao norte, o mar Mediterrâneo facilitava a viagem por mar e a atividade comercial com as demais civilizações. A leste, o mar Vermelho era a segunda via de comunicação depois do mar Mediterrâneo.

O rio Nilo era a origem da vida dos antigos egípcios, os quais dedicavam-se principalmente à agricultura. Entre junho e setembro, no tempo das enchentes, as chuvas intensas transbordavam o rio; este inundava e revestia as vastas e extensas terras localizadas nas suas margens. O solo era fertilizado pelas águas, porque elas levavam limo e matéria orgânica, esta última transformada num excelente fertilizante. Bem como fertilizantes, o rio havia oferecido muitos peixes e propiciou a navegação de milhares de barcos.

Mapa do Antigo Egito

Na hipótese dos egípcios, o rio Nilo era realmente benzido pelos deuses. Quer dizer, o mesmo rio era conhecido como santo. No entanto, o Egito não era exclusivamente essa dádiva do Nilo. Eram necessários homens experientes, trabalhadores, aplicados e organizados. Na época da estiagem, enquanto cooperavam para que unissem forças, os egípcios desfrutavam das águas do rio para que fossem irrigadas inclusive terras longínquas ou que fossem erguidos diques para que as enchentes fossem controladas.
Depois das enchentes, as águas diminuíam, desfazendo os limites das fazendas. Dessa forma, a cada ano que passava, a necessidade do homem trabalhador para a medição e o cálculo desenvolveu a geometria e a matemática. Esse trabalho frequente e a unidade geográfica favoreceram um governo centralizador e único.

#### Períodos históricos do Egito
Povoou-se o vale do rio Nilo a partir do paleolítico. Ao longo do tempo, nasceram comunidades livres e estruturadas denominadas nomos. Os nomos foram organizados em ambos os reinos (do Norte e do Sul) e no ano de 3 200 a.C., o faraó Menés unificou o total dos reinos num único reino. Com ele, iniciaram-se as grandes dinastias (famílias reais governantes do Egito por mais ou menos três mil anos).
A História do Egito é usualmente dividida na periodização de quatro grandes etapas:
- Reino Antigo (entre 3 200 e 2 200 a.C.)
- Reino Médio (entre 2 200 e 1 750 a.C.)
- Reino Novo (entre 1 580 e 1 085 a.C.)
- Época Baixa (entre 653 e 332 a.C.)

No fim do Médio Império, muitos hebreus, que perderam a liberdade e até que enfim ganharam-na de novo para retornarem à pátria de onde originaram-se, imigraram pacificamente ao Egito. Após os hebreus, o Egito foi invadido pelos hicsos, que ali se estabeleceram por 200 anos. Os carros de guerra, que os egípcios não sabiam da existência, foram inseridos pelos hicsos, expulsos em 1 580 a.C., marco inicial do Novo Império.
No fim do Novo Império, o Egito foi desfortalecendo e decaindo aos poucos, e isso favoreceu para que o país mais antigo do mundo fosse invadido e dominado por parte de uma grande variedade de civilizações, como persas, gregos, romanos e muçulmanos. No início do século XX, o Reino Unido conquistou politicamente o Egito, que declarou sua independência como monarquia constitucional em 1922, antes da proclamação da república em 1953, como nação contemporânea com governo próprio.

#### Sociedade egípcia
A sociedade egípcia era dividida em certos níveis, cada um com suas funções muito determinadas. Naquela sociedade, a mulher era muito prestigiada e autoritária.

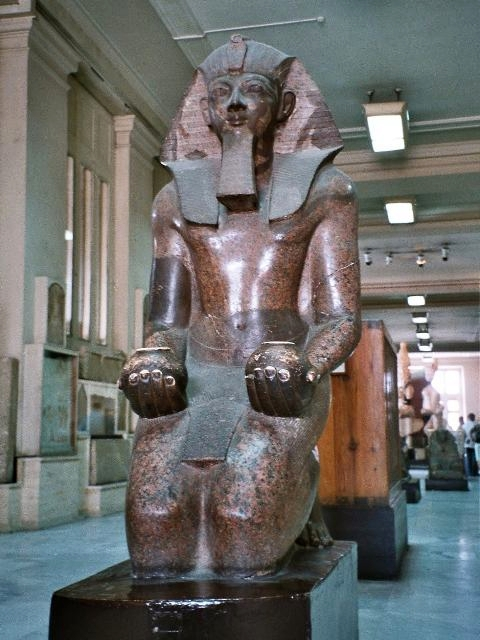
O faraó significava a própria vida que passava no Egito. Era monarca e deus vivo. Fruto de adoração, reverência. Seu direito era o de ter uma grande variedade de esposas, a maior parte delas sendo familiares, para que o sangue real em família fosse garantido. Mas, apenas uma utilizava o título de rainha e dela ocorria o nascimento do herdeiro

No ponto mais alto da pirâmide estava o faraó, sem limites de poderes, porque via-se o faraó como uma santidade, divindade e aceitado como uma pessoa que descendia de deus ou como o verdadeiro deus. É o sistema de governo chamado teocracia, ou seja, o governo em que deus é regente.
- O faraó era um rei todo-poderoso e o país todo era propriedade sua. Os campos, os desertos, as minas, os rios, os canais, os homens, as mulheres, o gado e os animais em sua totalidade — eram todos pertencentes ao faraó.[18] Ele era, em igual tempo, rei, juiz, sacerdote, tesoureiro, general. Era ele quem determinava e comandava tudo, porém, não sendo possível a sua presença em todos os locais, confiava encargos a mais de cem funcionários que o ajudavam para administrar o Egito. Na visão dos egípcios, o próprio faraó sobreviveria e esperava ser feliz.[18]
- Os sacerdotes eram enormemente prestigiados e poderosos, tanto espiritualmente como materialmente, porque controlavam as riquezas e os bens dos vastos e enriquecidos templos. Eram também os egípcios que sabiam muito, guardavam os mistérios científicos e religiosos que se relacionavam com sua grande quantidade de deuses.[18]
- A nobreza era constituída por pessoas da família do faraó, funcionários de primeiro escalão e enriquecidos fazendeiros.[18]
- Os escribas, que vieram das famílias enriquecidas e abastadas, estudavam a leitura e a escrita e eram dedicados ao registro, à documentação e à contabilidade de documentos e atividades da vida do Egito.[18]
- Os artesãos e os comerciantes. O trabalho dos artesãos era feito somente aos reis, à nobreza e aos templos. Fabricavam belas peças de adorno, utensílios, estatuetas, máscaras funerárias. O trabalho dos artesãos com madeira, cobre, bronze, ferro, ouro e marfim era excelente. Já os comerciantes eram dedicados ao comércio sob a responsabilidade dos reis ou em benefício próprio, adquirindo, comercializando ou permutando produtos com as demais civilizações, como cretenses, fenícios, povos da Somália, da Núbia, etc. O comércio obrigou que fossem construídos os imensos barcos de carga.[18]
- Os camponeses constituíam a maioria da população.[18] O faraó organizava e controlava os trabalhos agrícolas, porque as terras, em sua totalidade, pertenciam ao governo. As enchentes do Nilo, os trabalhos de irrigar, semear, colher e armazenar os grãos forçavam os camponeses a trabalhar arduamente e receber pouco dinheiro. Em geral, os camponeses eram pagos com uma pequena parte dos produtos que colhiam e somente o suficiente para que sobrevivessem. Moravam em cabanas precárias e usavam roupas bem simplistas. Os serviços dos camponeses eram prestados também nas terras dos membros da nobreza e nos templos. A principal atividade econômica do Egito era a agricultura, por causa da falta de terreno e da escassez de vegetação para a criação de mais rebanhos. Como os camponeses eram pobres, eles plantavam cevada, trigo, lentilhas, árvores frutíferas e videiras. Fabricavam pão, cerveja e vinho. Muitos peixes eram oferecidos pelo Nilo.[18]
- Os escravos eram, na maior parte, perseguidos dentre os derrotados nas guerras. Foram severamente obrigados a trabalhar como construtores das grandes pirâmides, exemplificando.[18]

#### A importância de alguns faraós
Havia numerosos faraós governantes do Egito no decorrer da sua história. Certos conseguiram algum destaque.
- Menés (ou Narmer), em 3 000 a.C., unificou os reinos do norte e do sul num único reino.[18]
- Djoser (Zozer), reino no qual surgiu o primeiro edifício monumental em pedra do mundo, a pirâmide de Djoser, medida em degraus.[18]
- Quéops, Quéfren e Miquerinos ficaram mundialmente conhecidos como os faraós que construíram as três maiores pirâmides do Egito, na planície de Gizé. Pai de Quéfren, foi sucedido em seu trono e também ergueu a sua pirâmide a uma certa distância em metros da do pai. Depois de Quéfren, reinou Miquerinos, ordenando que fosse construída sua pirâmide próxima das demais, porém, com uma pequena diferença de tamanho.[18]
- Amenófis IV, também denominado de "sacerdote do deus Sol", ficou conhecido mundo afora como o faraó que uniu a religião egípcia, obrigando que venerassem a uma única divindade, o Sol, denominado de Aton. Seu nome foi mudado de Amenófis (cujo significado é "Amon tem satisfação") para Aquenaton (cujo significado é "aquele que serve Aton"). Foi antipatizado pelos sacerdotes e pelo fanatismo do povo e este, depois que o faraó morreu, retornou aos velhos cultos.[18]
- Tutancâmon, que pertencia à família de Aquenaton, tomou posse do novo reino ainda em plena juventude aos cinco anos de idade. Seu reino durou pouco tempo, devido à sua morte ocorrida aos dezoito anos de idade. Tornou-se muito famoso no século XX, pois em 1924, o arqueólogo britânico Howard Carter encontrou no Vale dos Reis, o seu sarcófago muito rico. O túmulo, intocado, ainda não tinha sido alvo de violação por criminosos e continha riquezas de valor, porque as matérias-primas desses objetos eram ouro, prata e pedras preciosas. Havia objetos extraordinariamente ricos como máscaras mortuárias, sarcófagos, estátuas, móveis, joias, vasos, carros fúnebres, entre outros. Por esse descobrimento da arqueologia, é possível ter uma ideia do quanto era grandiosa, luxuosa e rica a vida dos faraós, enquanto a maior parte da população, constituída por camponeses, vivia durissimamente e comia menos.[18]

#### Religião e mitologia egípcias
Os egípcios eram profundamente religiosos. Isso era importante porque a fé formava uma sociedade civilizada e organizada. Eram politeístas (acreditavam numa grande variedade de deuses). A partir dos primeiros tempos, os egípcios veneravam um grande número de deuses estranhos. Os mais antigos deuses foram animais e toda a pessoa era protegida por deuses-animais. Veneravam gatos, bois, serpentes, crocodilos, touros, chacais, gazelas, escaravelhos, etc.
Dentre os animais venerados, o mais conhecido foi o boi Ápis que, durante a sua morte, causava tristeza no Egito inteiro e os sacerdotes buscavam nos campos um substituto que tivesse a mesma semelhança física. Criam na possível reencarnação de um deus num animal de vida própria. O rio Nilo, com suas inundações diárias, e o vento aquecido do deserto, que acabava com as colheitas, eram venerados como forças naturais.
Os egípcios criam na reencarnação, por esse motivo cultuavam as pessoas que morriam. Cada localidade era protegida por seus deuses, com características diferenciadas, sendo certos deles metade homem e metade animal (em geral, corpo humano e cabeça de animal — antropomorfismo).

##### Deuses do Egipto

Rá, o deus Sol

Rá: o deus Sol, que na união com o deus Amom (Amom-Rá) era o mais importante deus egípcio.
Nut: é o firmamento, simbolizado por um indivíduo do sexo feminino com os membros inferiores no Hemisfério Oriental e as mãos no Hemisfério Ocidental. Os corpos celestes percorriam ao longo do seu corpo. Seu filho, Rá (o Sol), é engolido por ela durante o período noturno e renascia a cada período diurno.
Babuíno divino: aquele que provou que a viagem da barca solar era verdadeira.
Barca solar de Rá, a qual em uma viagem permanente, diariamente o devolve à Terra e no período noturno o conduz novamente à vida eterna.
Ísis: seu marido é Osíris e seu filho era Hórus. Protegia a vida vegetal, as águas (as enchentes do Nilo) e as sementes. As chuvas significariam as lágrimas de Ísis buscando seu marido, Osíris, que também representa o rio Nilo.
Néftis: irmã de Osíris, era casada com Set.
Maat: protegia a justiça, a verdade, e o equilíbrio universal.
Hórus: a divindade falconídea, cujos pais eram Osíris e Ísis, também venerado como o nascer do Sol.
Osíris: no seu hábito em forma de múmia, protegia os mortos, a vida vegetal, a fecundidade. Também venerado como o pôr do Sol. Era ele que vinha procurar as almas dos mortos para que fossem sentenciadas no seu tribunal (Tribunal de Osíris).
Sacmis: divindade com corpo feminino e cabeça leonina. Protegia os conflitos militares e, por ser forte, encarregou-se de matar os inimigos de Rá.
Ptá: protegia Mênfis, considerava-se o Grande Arquiteto do Universo, conforme teriam dito os membros da maçonaria, e protegia os profissionais do artesanato.
Quenúbis: deus pastor, protegia as nascentes e as enchentes do Nilo.
Anúbis: deus chacal, guardava os túmulos, protegia a vida após a morte, mediava entre o firmamento e o nosso planeta.
Tote: protegia o conhecimento, os poderes mágicos e elaborou a escrita. Considerava-se o escriba divino e protegia os escribas.
Hator: divindade feminina apresentada com ambas as formas: como uma fêmea do boi com os chifres e o Sol entre eles e como uma mulher tendo o Sol entre os chifres. Protegia os vaidosos, os músicos, os felizes, os prazerosos e os apaixonados.
Seti: grande inimigo de Osíris (o Nilo), considerava-se o vento aquecido do deserto. Personificação do mal, causava raios e trovões e protegia as armas de fogo.
Amom (de Tebas): divindade das divindades da mitologia egípcia, em seguida venerado juntamente com Rá, com a denominação de Amom-Rá.
Bes: espírito (ou demônio) monstruoso e maligno, morava no inferno.
Tuéris: divindade feminina em formato de hipopótamo, protegia as mães com bebê na barriga.
Bastet: deusa gata, a qual passava as desejáveis influências da divindade solar para as pessoas.

##### Templos egípcios

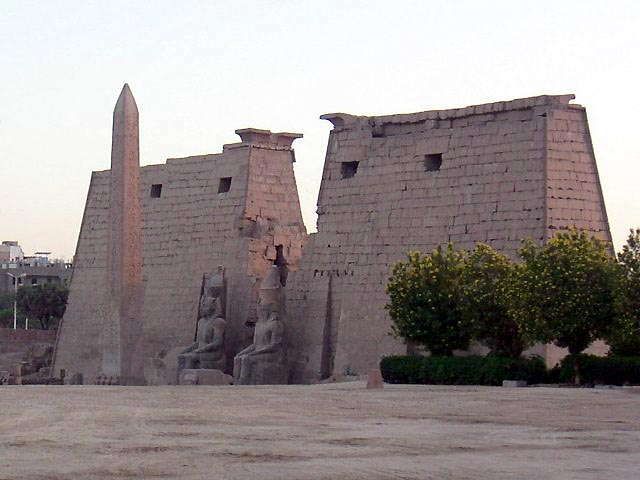
Templo de Luxor

Os templos egípcios não eram da mesma forma que as igrejas atuais. Eram luxuosos, de tamanhos imensos, com um portão suntuoso e vastos pátios amplificados. As gigantescas colunas sustentavam os templos. Na parte do fundo estava situada a estátua da divindade do lugar e nos lados os demais poucos deuses. Na frente, o colosso das estátuas dos faraós construtores dos templos. No interior dos templos, moravam os diversos sacerdotes, com raspão no cabelo e que vestiam-se com uma única túnica. Do Antigo Egito restaram as ruínas dos dois grandes templos, o templo de Luxor e o templo de Karnak.

##### Cerimônias fúnebres

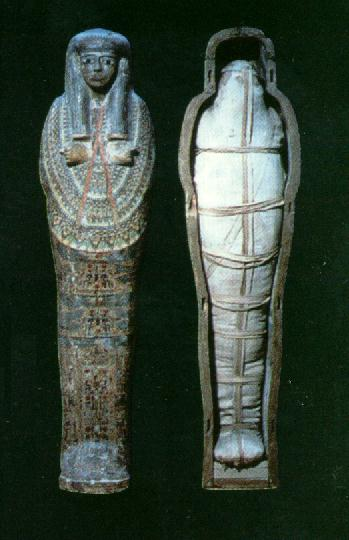
Múmia dentro do sarcófago

Quanto às múmias, os egípcios criam que o ser humano eram constituídos por Ká (o corpo) e por Rá (a alma). Na opinião deles, quando morria, o corpo (Ká) era deixado pela alma (Rá), mas era possível a continuidade da vida da alma (Rá) no reino de Osíris ou de Amon-Rá. Isso podia acontecer caso se preservasse o corpo que precisava suportá-la. Daí vinha a necessidade do embalsamamento ou da mumificação do corpo para que a decomposição do mesmo fosse impedida. Para assegurar que a alma sobrevivesse, em caso de destruição da múmia, eram colocadas no túmulo estatuetas da pessoa que morreu.
O túmulo era onde habitava um morto assim como a casa é onde habita um vivo, com mobiliários e alimentos provisionados. As pinturas que aparecem nas paredes significavam as cenas da vida de um morto à mesa, na perseguição aos animais e na atividade pesqueira. Eles criam na magia dos poderes dessas pinturas, porque na opinião deles, isso representava o sentimento de felicidade e serenidade da alma durante a sua contemplação perante às imagens. A alma da pessoa que morreu era apresentada ao Tribunal de Osíris, onde era sentenciado por suas obras, para ver se era possível a sua admissão no reino de Osíris.
Os túmulos eram moradias de eternidade. Para que os corpos fossem melhor protegidos, colocavam-se as múmias em sarcófagos hermeticamente tampados. Os faraós, os nobres, os ricos e certos sacerdotes erguiam os imensos túmulos feitos de pedras para assegurar que os corpos fossem protegidos contra ladrões e profanadores. Faziam-se sarcófagos para assegurar que o morto aguardasse por muito tempo até o retorno da sua alma.
Assim, construíram-se mastabas, pirâmides e hipogeus com rico adorno.

#### Cultura egípcia
Durante a antiguidade, a cultura egípcia era o conjunto de manifestações culturais desenvolvidas no Antigo Egito. Sem falar nas pirâmides, mastabas, hipogeus e nos vastos templos, a arte do Antigo Egito era manifestada também nos palácios, nas luxuosas colunas e obeliscos, nas esfinges, na estatuária e na arte decorativa em baixo-relevo. Listados abaixo:
- Mastabas: As mastabas eram túmulos revestidos com lajes rochosas ou feitas de tijolo especial. Possuíam uma capela, a câmara mortuária e demais compartimentos.[18]
- Hipogeus: Escavação de túmulos nas rochas, perto do talvegue do Nilo. O hipogeu mais conhecido foi de Tutancâmon, que localiza-se no Vale dos Reis.[18]
- Esfinge: As esfinges guardavam os templos e as pirâmides. A esfinge na frente da pirâmide de Quéfren possui cabeça humana e corpo leonino.[18] Sua frase célebre é "Decifra-me ou te devoro".[19]
- Obelisco: Monumento cuja matéria-prima é uma única pedra no formato de agulha para que fosse marcado certo fato ou realização. Significa também um raio do deus sol.[18]

##### Pirâmides

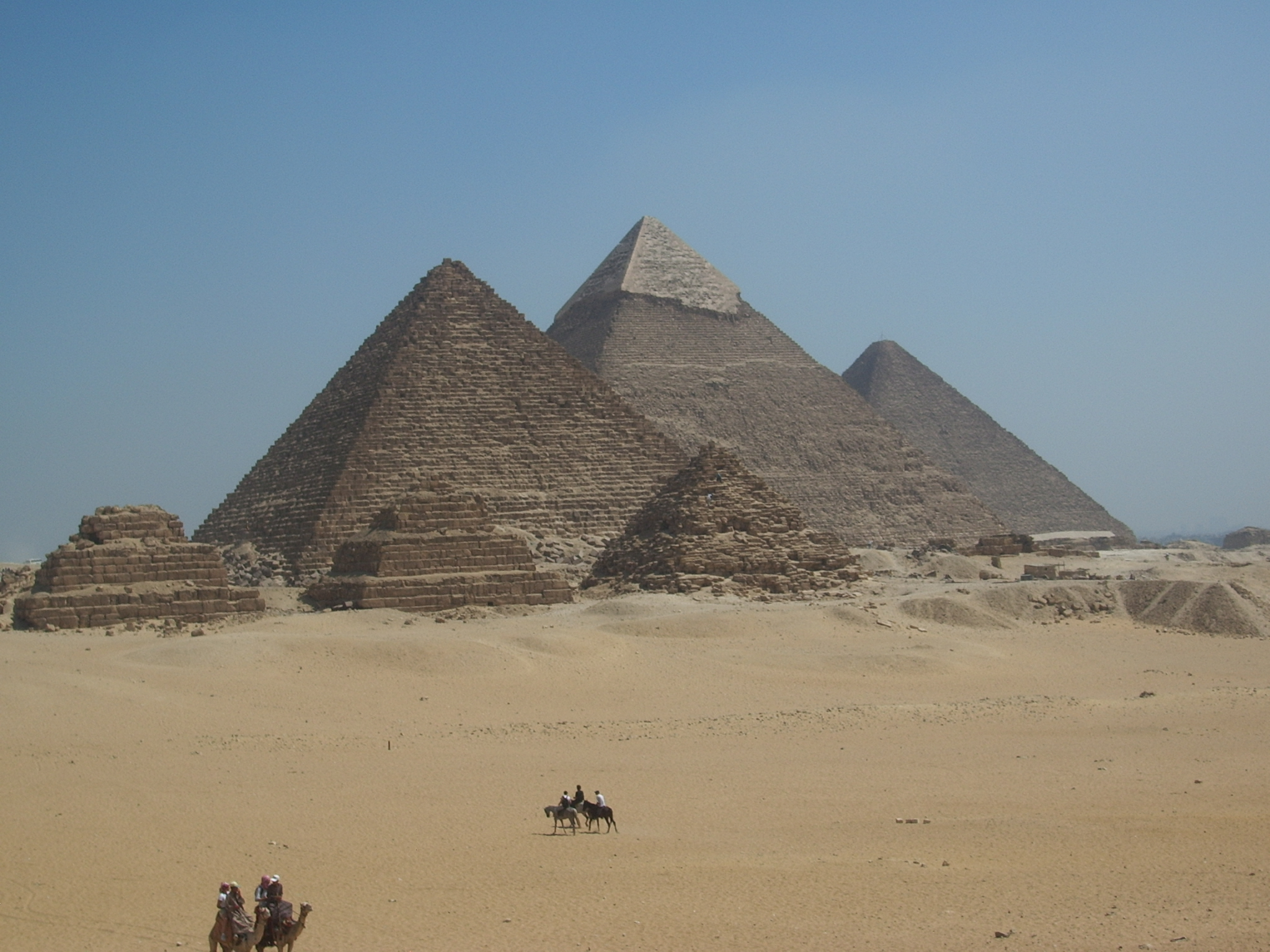
Nas pirâmides reais, havia corredores secretos, galerias, câmaras, portas e passagens falsas para enganar ladrões, cripta, corredores de ventilação e a câmara do rei

No antigo Egito foram erguidas mais de cem pirâmides. As três grandes incluem-se dentre as Sete Maravilhas do Mundo antigo. Até os dias atuais as pirâmides apresentam certos segredos para a mente humana. Dessa forma a moderna engenharia não pôde ainda esclarecer como foi que, naquele momento, conseguiu-se transportar blocos rochosos de 2 a 10 ou mais toneladas que vieram de longe até o deserto onde são encontradas as pirâmides. Mais complicado ainda é esclarecer como conseguiram carregar pedras em cima de pedras até uma altura de 146 metros (a altura da grande pirâmide de Quéops). Outro segredo é esclarecer o motivo da construção das pirâmides com seus lados voltados com rigor para os quatro pontos cardeais. Atualmente, diversas pessoas no mundo inteiro creem num misterioso poder de concentração enérgica e de preservação no interior das pirâmides. Dessa forma, não teriam estragado as coisas deterioráveis que fossem postas dentro, na posição que a câmara do rei ocupa.
Para isso, com ajuda de uma bússola, necessita-se da orientação das bases piramidais na direção dos quatro pontos cardeais. Crê-se, também, em curar ou melhorar a saúde por meio da utilização de uma pirâmide de cobre em bom estado para que fosse abrigado um ser humano dentro dela.

##### As ciências egípcias
Não é à toa que as sete maravilhas do mundo antigo estão no Egito, que legou à humanidade grandes conhecimentos. Os egípcios haviam desenvolvido a arquitetura, a matemática, a astronomia, a medicina e a engenharia, além do ano dividido em 365 dias, 12 meses com 30 dias. Utilizavam os relógios solares, estelares e à base de água para que o tempo fosse medido.
Na matemática, os egípcios haviam desenvolvido a geometria, porque foram necessárias a medição das terras rurais e o levantamento das vastas construções. Na medicina, possuíam médicos conhecedores de uma grande variedade de doenças, além de trabalharem como cirurgiões, usando até mesmo anestésicos. Mas, a medicina egípcia era mais esotérica que científica, por acompanhar-se de magias e por suplicar os deuses.
Especializaram-se em mumificação de corpos por meio de recursos de embalsamamento os quais preservaram numerosos corpos até os dias atuais. De acordo com Heródoto, um historiador grego de muita fama, fazia-se o processo de mumificar o corpo da seguinte forma:
| “ | "Tiram-lhe primeiro o cérebro, com ferro recurvado, que introduzem nas narinas e com o auxílio de drogas, que injetam na cabeça. Fazem em seguida uma incisão no ventre, com uma pedra cortante da Etiópia. Tiram por esta abertura os intestinos, que são lavados, passados por vinho de palma e por aromas, enchem, seguidamente, o ventre de mirra (resina de uma árvore utilizada como incenso ou perfume), canela e outros perfumes, depois o costuram cuidadosamente. Terminado isto, salgam o corpo e cobrem-no de natrão (carbonato de sódio natural) durante setenta dias. Acabado este prazo, lavam o corpo e o envolvem inteiramente em faixas de linho." | ” |

Em seguida o corpo era colocado no sarcófago. Os pobres possuíam processos de mumificação mais fáceis.

##### Língua e literaturas egípcias

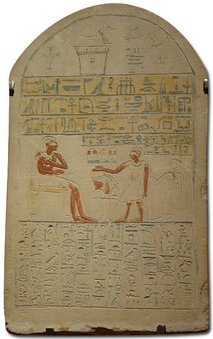
Hieróglifos em uma estela funerária

Os egípcios foram um dos primeiros povos que usaram a escrita no mundo. Haviam desenvolvido três alfabetos:
- O alfabeto hieróglifo que considera-se religioso;[18]
- O alfabeto hierático, mais fácil, usado pelos nobres e pelos membros do sacerdócio;[18]
- O alfabeto demótico era um tipo de escrita utilizado pela maioria da população.[18]

Na época da campanha de Napoleão Bonaparte no Egito, o arqueólogo francês Jean François Champollion levou para a França, em 1799, uma pedra da cidade de Roseta, que abrange escrita em três tipos de alfabeto: hieróglifos, grego e demótico. Em 1822, Champollion, relacionando o texto em língua grega clássica com o mesmo tema em hieróglifos, conseguiu a decodificação do alfabeto egípcio, colaborando para os estudos da civilização egípcia.
Os egípcios escreviam especialmente em uma planta denominada papiro, muito encontrada às margens do Nilo. Cortava-se o miolo do papiro, ligavam-se e prensavam-se as partes umas às outras, compondo rolos que até mesmo eram importados por povos vizinhos. Diversos livros escritos foram deixados pelos egípcios, a maior parte deles sobre assuntos relacionados à religião, como o conhecido Livro dos mortos.

##### Música egípcia
Pelos documentos achados, como músicas fragmentadas e instrumentos, a arte musical começaria na Mesopotâmia e no Antigo Egito. Na verdade, em 1950 os arqueólogos haviam encontrado uma canção de origem assíria datada de 4 000 a.C., inscrita numa tabuleta feita de argila.
Os egípcios utilizavam muito a música em quaisquer das ocasiões religiosas ou da sociedade, como casamentos, festas, canções de guerra, de vitória, ou para que fossem expressos sentimentos tristes e fúnebres. Entre os instrumentos musicais incluem a lira, cítara, oboé, címbalo, harpa e outros com caixa de ressonância. Era comum que as mulheres enriquecidas cantassem muito bem. Junto com a música, a dança e a coreografia foram desenvolvidas. Os mesopotâmicos e os egípcios conseguiram que a música fosse escrita por meio de sinais.

##### Influência da civilização egípcia sobre outras civilizações
Os egípcios influenciaram o progresso de uma grande variedade de povos vizinhos ou distantes. Diversos eruditos de demais povos da antiguidade procuravam seus saberes no Egipto, em que estagiavam. Criaram a geometria, que depois os gregos e demais povos começarão a seguir.
Os egípcios influenciaram quase toda a medicina. Na verdade, superaram todos os povos antigos nos saberes médicos.
No que diz respeito à religião, seus deuses e suas crenças se espalharam por toda a parte. O mundo foi impressionado pelas pirâmides e os egípcios acreditavam que a alma era imortal, considerando isso um avanço espiritual.
No que tange à escrita, foram pioneiros na arte de escrever, e seus caracteres foram para a Fenícia, onde simplificaram-se, tendo como resultado o alfabeto que possuímos nos dias atuais. Grande colaboração às civilizações antigas foi o papiro fornecido pelo Egito ao mundo antigo inteiro para que fossem escritos seus livros, formadas suas bibliotecas e fornecido material para que seus sábios estudassem.

### Mesopotâmia

#### O Tigre e o Eufrates
A designação Mesopotâmia se aplica à região correspondente ao atual Iraque e leste da Síria, a terra entre os rios Tigre e Eufrates cujas nascentes ficam nas montanhas do leste da Turquia. O Eufrates, que segue um curso mais tortuoso atravessando a Turquia e fazendo uma curva acentuada na Síria, é o mais longo dos dois rios, com 2 800 km. O Tigre segue um curso mais rápido e direto rumo ao sul e possui 1 840 km de extensão. Os dois rios chegam ao seu ponto mais próximo na atual Bagdá, onde são separados por uma distância de 30 km, e voltam a se afastar ao serpentear pela grande planície aluvial do sul do Iraque. Nessa região, a irrigação proporcionava uma terra fértil na qual se plantava principalmente cevada e tâmaras. Hoje em dia os dois rios se juntam e formam o Shatt el-Arab, mas, na Antiguidade, desembocavam em locais separados no golfo Pérsico, cuja linha costeira se deslocou para o sul ao longo dos milênios.

### O início da civilização
Arqueólogos conseguiram identificar várias culturas pré-históricas organizadas em vilas na Mesopotâmia. A localização de Uruk (chamada de Ereque em Gênesis) no sul da Mesopotâmia ilustra a transição de vila para cidade. Foi encontrado um templo de 78 m por 33 m, decorado com cones de terracota com cerca de 10 cm de comprimento, pintados em preto, vermelho e branco e inseridos no reboco de argila dessa construção datada do final do quarto milênio a.C. Essa época é marcada pelo surgimento dos objetos de cerâmica moldados em rodas de olaria e, principalmente, pelos primeiros exemplos de escrita, datados de c. 3100 a.C. Inscrições em tábuas de argila registram o comércio de produtos como cereais, cerveja e animais domésticos. Uma vez que empregam cerca de setecentos sinais pictóricos separados, são, obviamente, complexas demais para serem consideradas as primeiras tentativas de um povo de preservar suas ideias. Por certo, o desenvolvimento da escrita teve um estágio anterior do qual ainda não foram encontradas evidências. A língua usada nesses textos é desconhecida, mas, uma vez que a escrita é, em sua maior parte, pictórica, pelo menos parte do seu significado pode ser compreendido.

#### O Período Dinástico Antigo
Nesse período que se estende de 2750 a.C. a 2371 a.C., várias cidades-estados - Sipar, Kish, Lagash, Uruk, Larsa, Umma, Ur e Eridu - surgiram no sul da Mesopotâmia. São desse período as inscrições curtas em sumério, a primeira língua do mundo a ser registrada por escrito. A origem dos sumérios ainda é obscura. Há quem argumente que vieram de fora da Mesopotâmia, talvez da região montanhosa do Irã, outros afirmam que eram nativos da Mesopotâmia. Sua língua não fornece muitas pistas, pois tem pouca ou nenhuma ligação com outras línguas conhecidas. Em 2500 a.C., o sistema sumério de escrita cuneiforme (em forma de cunha) já era usado para registrar outra língua, o acádio, uma língua semítica associada ao hebraico e ao árabe.
Escavações realizadas em Ur (Tell el-Muqayyar) por C.L. Woolley em 1927 encontraram o cemitério dos reis do final do período dinástico antigo (2600 a.C. - 2400 a.C.). Alguns dos túmulos reais apresentam vestígios de sacrifícios humanos, sendo possível observar que 74 servos foram entorpecidos na Grande Cova da Morte. Para reconstruir nove liras e três harpas encontradas no local, os orifícios resultantes da decomposição de partes de madeira desses instrumentos foram preenchidos com gesso calcinado e cera de parafina derretida. O "Estandarte de Ur", medindo cerca de 22 cm de comprimento, provavelmente era a caixa acústica de um instrumento musical. A decoração com conchas sobre um fundo de lápis-lazúli, calcário vermelho e betume retrata, de um lado, uma cena de guerra, e, de outro, uma cena de paz com homens participando de um banquete vestidos com saias felpudas. Uma música aparece tocando uma lira de onze cordas, uma imagem importante para a reconstituição das liras usadas em Ur. Sabe-se, ainda, que o lápis-lazúli era importado de Badkshan, na região nordeste do Afeganistão. Entre outras descobertas, pode-se citar o suntuoso adorno para a cabeça feito em ouro que pertencia à rainha Pu-abi, uma adaga com lâmina de ouro e cabo em lápis-lazúli, recipientes de ouro e um tabuleiro retangular marchetado com 22 quadrados e dois conjuntos de sete fichas de um jogo cujas regras são desconhecidas.

#### A Dinastia Acádia
Em 2371 a.C., o copeiro do rei de Kish depôs seu senhor e usurpou o trono, assumindo o nome de Sharrum-kin - "rei legítimo" - mas conhecido como Sargão, uma designação usada no Antigo Testamento para um rei posterior da Assíria. Sargão atacou as cidades de Umma, Ur e Lagash. Em todos esses lugares foi vitorioso, derrubou as muralhas de cada uma das cidades e lavou suas armas no "mar de baixo" (golfo Pérsico). Fundou uma nova capital, Agade, cuja localização ainda é desconhecida. Suas inscrições oficiais foram registradas em acádio e a dinastia fundada por ele, chamada de dinastia acádia, foi derrubada em 2230 a.C. pelos gútios, povo de origens ainda desconhecida.

### Hebreus

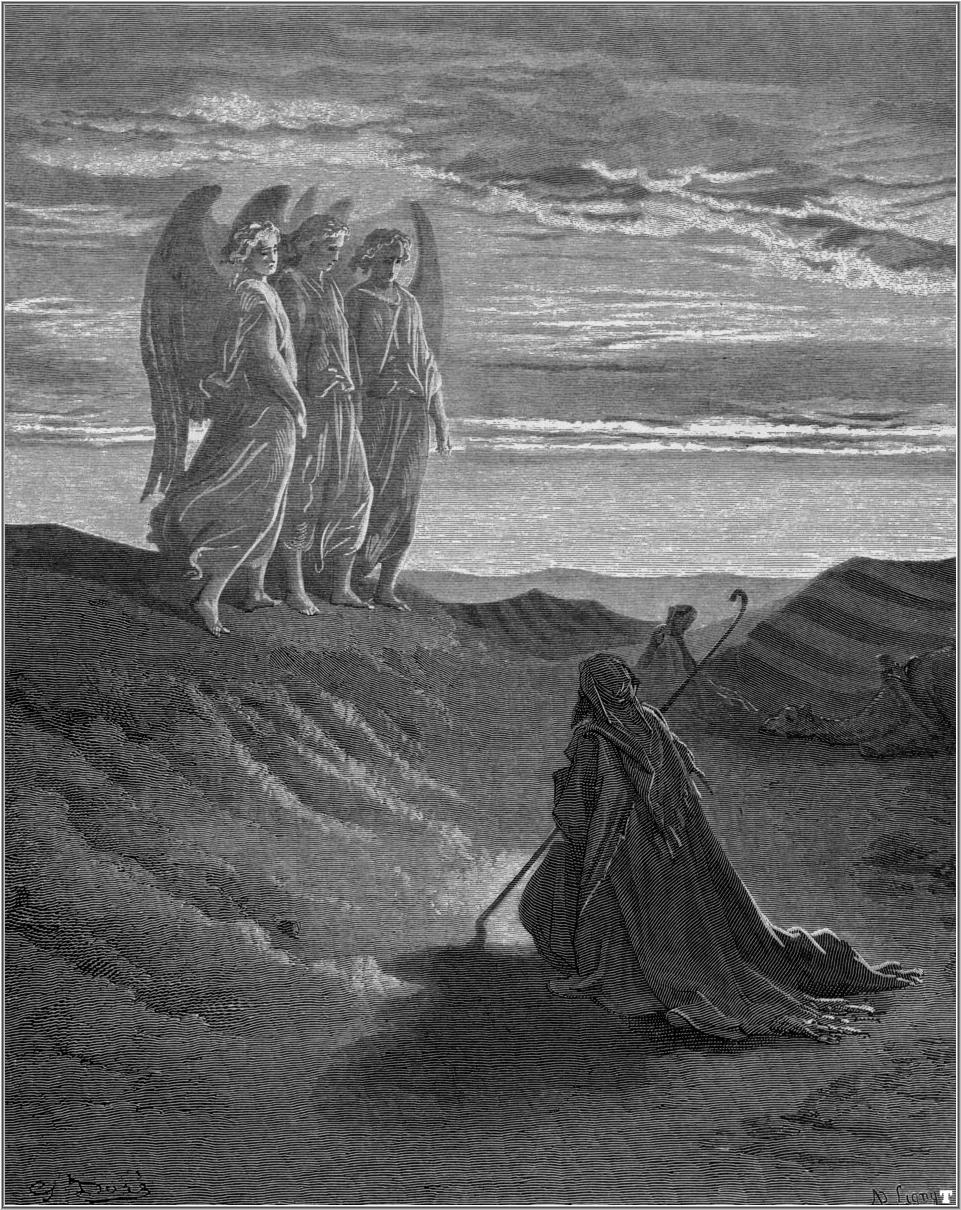
Abraão e os três Anjos as portas do purgatório segundo descrição de Dante Alighieri em 1250. Gravura de Gustave Doré (1832-1883)

As origens mais antigas dos hebreus (ou israelitas) ainda não se conhecem. A Bíblia sempre é a fonte mais importante para estudar esse povo. As origens se iniciaram com Abraão, líder de uma tribo de pastores seminômades que, recebendo os conselhos de Deus, partiu da cidade de Ur na Mesopotâmia, perto das margens do rio Eufrates, foi para Harã e depois se fixou na terra de Canaã, no litoral leste do mar Mediterrâneo (hoje Israel). O caráter dessa migração era religioso e teve grande duração de tempo até a chegada de Abraão à terra que Deus prometeu.
Abraão, em contrapartida aos demais homens da época, cria em um único Deus, que criou o mundo, que não se podia ver e que lhe ordenou que partisse para Canaã. Premiado por obedecer a isso e por crer, uma promessa de Deus foi recebida por ele: sua família originaria um povo que se destinaria a ter a terra de Canaã, na qual, de acordo com a Bíblia, brotava leite e mel. Renovou-se essa promessa a Isaac, do qual Abraão era pai e mais tarde a Jacó (do qual Abraão era avô), este recebendo dum anjo a denominação de Israel, cujo significado é “o forte de Deus”. No entanto, Canaã foi definitivamente conquistada, no século XIII a.C., durante a saída de Moisés do Egito e a condução de todos os hebreus à Terra Prometida, em 1 250 a.C..

#### Os patriarcas
São chamados de patriarcas os três primeiros líderes dos israelitas: Abraão, Isaac e Jacó. O primeiro passava a sua vida em Ur, na Mesopotâmia. Abraão é ordenado por Deus que partisse para Canaã e lhe é prometido por ele que sua família terá um excelente futuro. Abraão viaja e é estabelecido na terra de Canaã com seus familiares. Depois que morreu, é sucedido por Isaac, do qual Abraão é pai. Depois, é seguido por Jacó, do qual Isaac é pai.
Jacó é pai de doze filhos, que vão originar as doze tribos de Israel. José, o mais jovem deles, é o preferido dos pais. Ele é invejado pelos irmãos de tal maneira que é vendido como escravo a comerciantes egípcios, sejam eles nascidos no país, sejam eles imigrantes. No Egito, José trabalhará na corte do Faraó. Depois de uma grande quantidade de aventuras ele é nomeado primeiro-ministro. Naquela época, muitos israelitas ficam sem nada para comer e José conseguiu estabelecer sua família no Egito.

#### Moisés

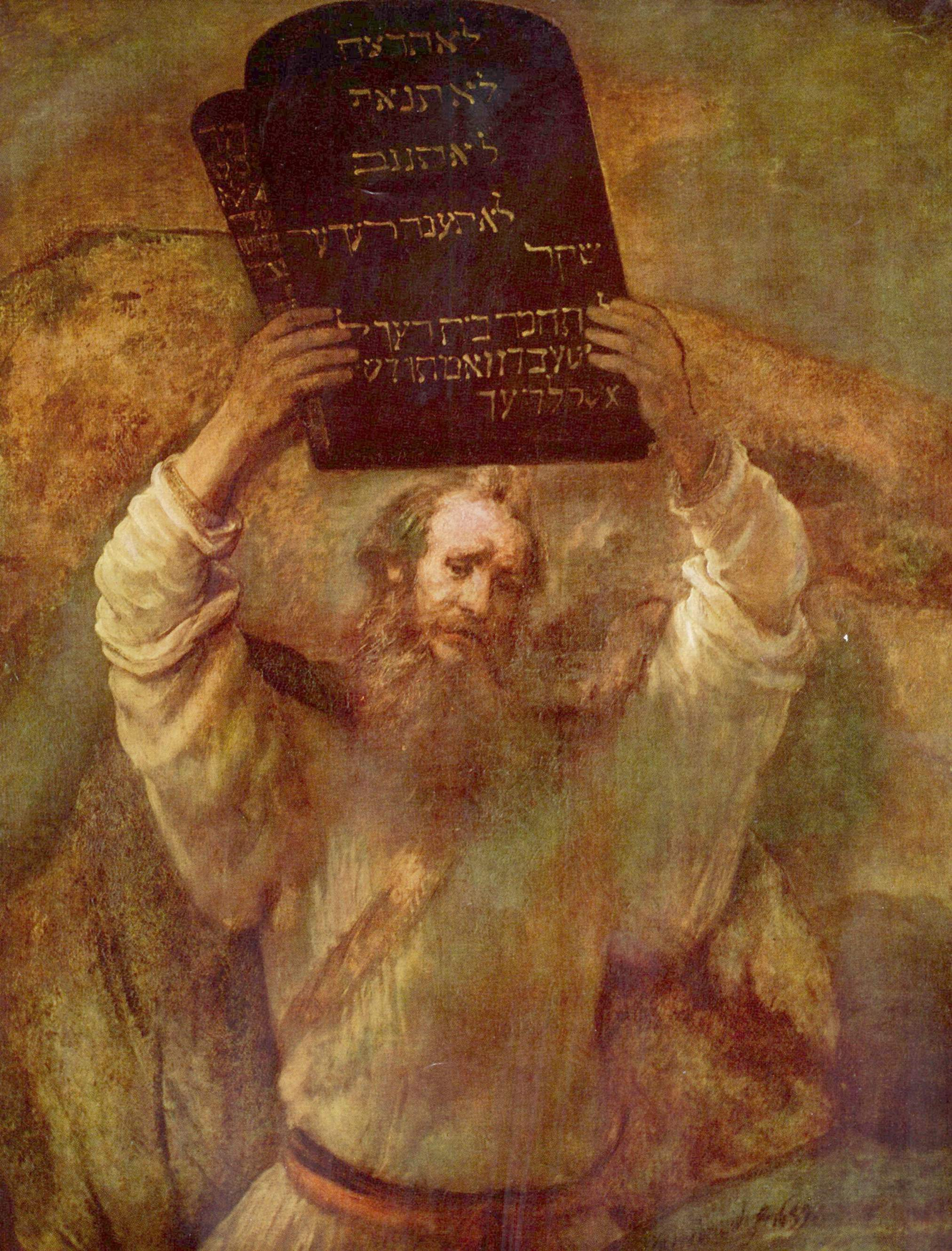
Moisés com as Tábuas da Lei, por Rembrandt

A vida dos hebreus no Egito foi pacífica por uma grande quantidade de gerações. No entanto, um faraó ficou inquieto porque a população cresceu e seu país ficou poderoso. Decide transformá-los em escravos e ordena a matança de todos os meninos nascidos a pouco tempo. Ora, naquele tempo, surge numa família de hebreus, o menino Moisés. Para ser salvo, é acomodado por sua mãe em uma pequena cesta feita de papiro e é escondido dentre os caniços do rio Nilo. A filha do faraó recolhe o bebê e o educa na corte. Chegando na idade adulta, Moisés se revolta porque seu povo é miserável e se refugia no deserto do Sinai. Ali, Deus é revelado a ele e lhe promete duas coisas: tornará livres os israelitas da escravidão e ser-lhe-á dado o país de Canaã. Desde então, a missão extraordinária de Moisés é de que o povo israelita será guiado até a Terra Prometida e será por ele transmitida aos homens a mensagem de Deus incluída nos dez mandamentos.
Moisés retornou, então, para o Egito, para juntamente do faraó e lhe pediu que fosse permitida a partida dos hebreus à sua terra, porque Deus ordenou. Sabendo que o faraó recusou, o Egito é castigado por Deus com dez terríveis pragas, contadas na Bíblia. Enfim, o faraó renuncia e os israelitas são libertados: é o Êxodo, ou seja, o momento histórico em que os hebreus saíram do Egito.
Os hebreus foram conduzidos por Moisés por meio do deserto do Sinai. Outra vez, Deus é revelado a ele, ser-lhe-ão dadas as Tábuas da Lei, com os dez mandamentos e uma aliança, um pacto é feito por Moisés com os israelitas. Estes são protegidos por ele até entrarem na terra de Canaã, no entanto, será exigido em troca que seu povo obedeça absolutamente a suas leis. Sem dúvida, são ditas por Deus a Moisés as leis de regência à vida do povo de Israel. As 10 primeiras são de importância particular: são os Dez Mandamentos da Lei de Deus.

#### Conquista de Canaã
Depois da saída do povo de Israel do Egito, o mar Vermelho foi atravessado pelos israelitas que erraram 40 anos pelo deserto, enfim, chegando às fronteiras da Terra Prometida (atualmente Estado de Israel). Moisés morre, Josué sucede-lhe, declara uma guerra santa contra os cananeus e ganha. O país dos cananeus é transformado então no país de Israel. Deus cumpriu o que prometeu.

#### Juízes
Uma vez que se estabeleceram na terra de Canaã, era preciso uma autoridade para chefiar os hebreus nas batalhas contra os inimigos e orientar as atividades do povo. Foram os juízes, e dentre eles mereceram destaque Josué, Sansão, Gideão e Samuel. Depois dos juízes, o reino de Israel foi fundado, sendo que o rei passou a comandar o país.

#### Monarcas

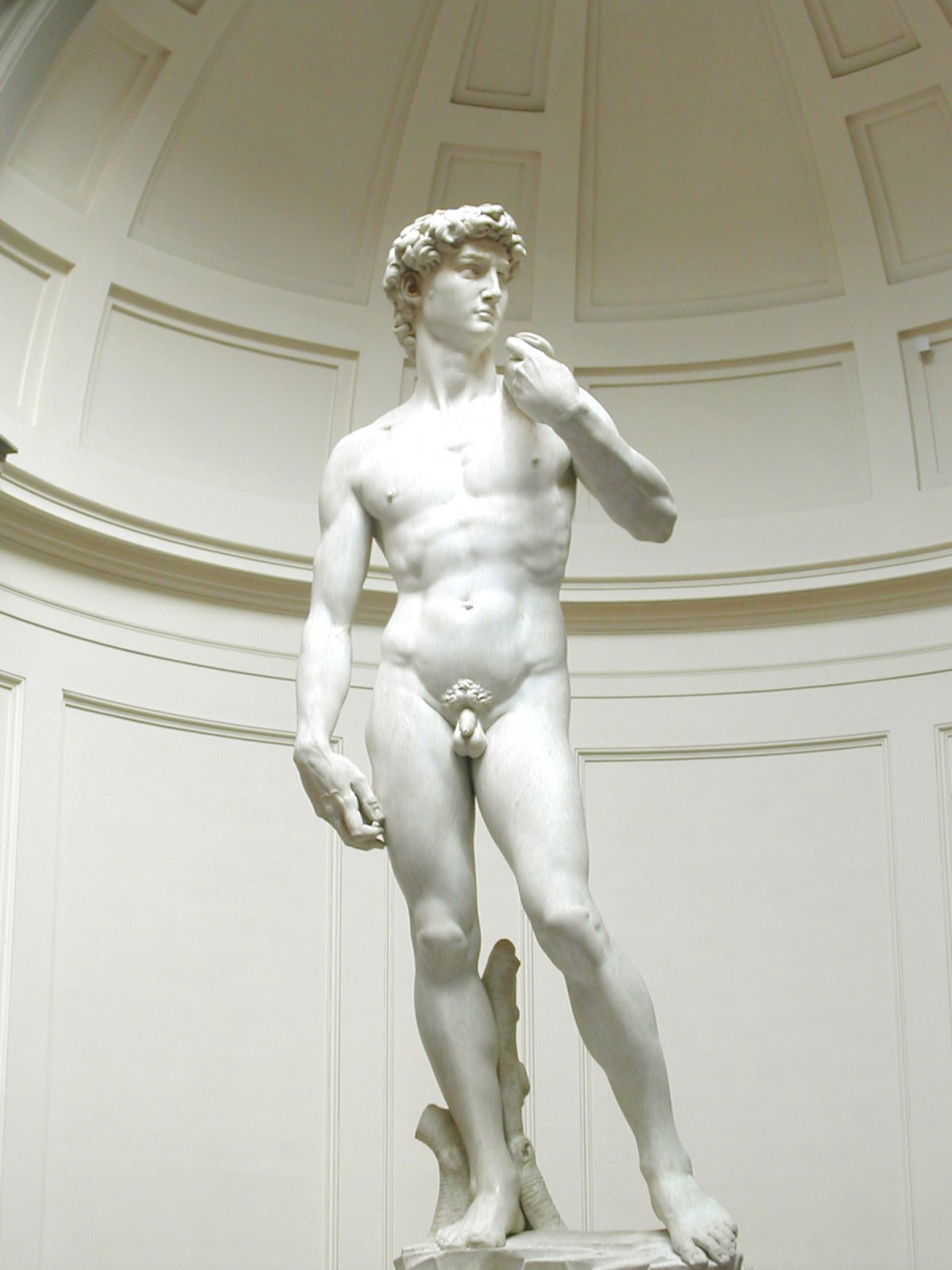
David representado por Michelangelo

Davi e Salomão foram os reis mais vitoriosos da história de Israel. Davi terminou de conquistar a terra de Canaã e criou o reino de Israel. Mandou embora os filisteus e elegeu Jerusalém como capital. Davi foi um rei autor de poesias e seus vários salmos bíblicos foram escritos.
Na época do reinado de Salomão, Israel se desenvolveu muito. Ordenou a construção de palácios, fortificações e o Templo de Jerusalém. No interior do templo, se localizava a Arca da Aliança, contendo as Tábuas da Lei, nas quais estavam escritos os Dez Mandamentos, que Deus ditou para Moisés no Monte Sinai, durante a vinda do povo hebreu do Egito à Canaã.
Importou-se a maior parte do material utilizado nas construções de Tiro, na Fenícia. Exageraram-se muito as importações de madeira (especialmente o cedro-do-Líbano), ouro, prata e bronze que o país tornou-se empobrecido. O dinheiro recebido era muito pouco para que as dívidas fossem pagas. Para que os gastos e o luxo da corte fossem sustentados, os impostos foram aumentados por Salomão que tornou obrigatório o trabalho da população empobrecida em obras públicas. Além do mais, a cada três meses 30 000 hebreus foram revezados no trabalho das minas e das florestas da Fenícia para extrair madeira, como forma de pagar a dívida externa de Israel com a Fenícia.
A administração de Salomão foi motivo de descontentamento do povo, porém, ele foi considerado historicamente como um rei que construiu muito e, especialmente, como um rei de muito conhecimento.

#### Invasões estrangeiras
Os demais povos se apoderaram de Israel por uma grande variedade de vezes. Após a divisão de Israel em dois Estados adversários — Israel na parte setentrional e Judá na parte meridional, os assírios e babilônios aprisionaram os hebreus. Depois, dentre os demais povos dominadores, os persas e romanos se apoderaram de Israel. Por volta do ano 70 a.C., a cidade de Jerusalém foi destruída pelo imperador romano Tito. Os judeus, desde então, foram espalhados pelo mundo (foi a denominada Diáspora) e somente foi conseguida a reunião no território de hoje, em 1948, quando fundou-se o Estado de Israel.

#### Religião judaica
Demais povos conquistaram os israelitas, bem enfraquecidos sob a ótica militar, e até levaram como escravos à Babilônia (o cativeiro da Babilônia). Mas os hebreus superaram numerosas dificuldades por meio dos séculos e, uma vez que se uniram ao redor de seus ensinamentos religiosos, ainda hoje são sempre um povo.
Uma função bem essencial na parte religiosa e moralista foi desempenhada pelos judeus, que influenciaram muito o ocidente inteiro, a partir da Europa às Américas.
Eram praticantes do monoteísmo e acreditavam em Javé, Deus que criou tudo, universal, que não pode ser visto, espírito todo-poderoso, o qual não se podia representar através de estátuas ou imagens. Os hebreus tinham que adorá-lo "em espírito e verdade". Os sacerdotes também denominavam-se de levitas, por serem pertencentes à tribo de Levi, uma das doze tribos israelitas.
Nos 1 000 anos anteriores à época em que Jesus Cristo nasceu, o povo hebreu escreveu sua história, suas leis e suas crenças. Esses relatos, em seu total, acham-se na parte inicial da Bíblia, denominada de Antigo Testamento, o qual é a parte que o povo hebreu segue. A Bíblia é um livro religioso do judaísmo como também do cristianismo.

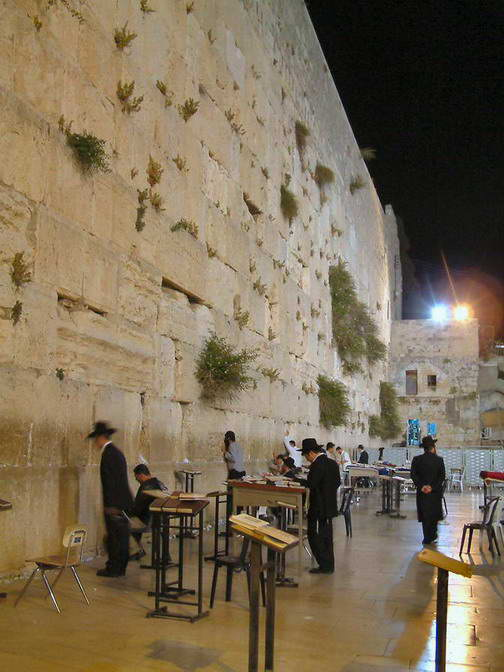
O povo que destruiu o monumental Templo de Jerusalém foram os romanos, no ano 70. Atualmente a parte restante somente era de um muro que servia de cercania do templo. Nesse muro, os hebreus ainda atualmente vão fazer a lamentação do templo destruído e o seu povo que se espalhou pelo mundo. Esse muro chama-se de Muro das Lamentações

Quanto às festas e dias santificados, os judeus consagram o sábado à prática da religião. Proíbe-se qualquer trabalho que pode ser realizado apenas em seis dias úteis. Os judeus reservam o sábado, propriamente dito, para se encontrar com os familiares, para que orem e estudem o Antigo Testamento (faziam-se também cultos religiosos na sinagoga).
Geralmente, fatos históricos, religiosos e agrícolas são comemorados pelas festas religiosas. A festa religiosa de maior solenidade do judaísmo é o Yom Kippur (Dia do Perdão); era um dia destinado pela Lei de Moisés para que todos se apresentassem diante do Sumo Sacerdote e, através do ato simbólico do sacrifício, fossem perdoados por Deus caso houvesse sinceridade no arrependimento.
Numa época antiga, dentre os judeus, Deus era homenageado através de animais sacrificados (holocaustos) e através de ofertas. Atualmente, na Diáspora (dispersão pelo mundo), os judeus são reunidos em locais de culto que chamam-se sinagogas. Orar e ler a Bíblia Hebraica tornam-se atos indispensáveis na vida judaica.
Em toda a história israelita, certos homens influenciaram uma função especial: eles são os profetas. Os profetas são pessoas que Deus inspirou; são os porta-vozes dele. Desde o século VII a.C., eles já esperavam muito: o Messias, um enviado de Deus, veio para que o mundo seja transformado, fazer com que reinem a paz, a justiça e o amor e que os israelitas estejam reunidos para que vivam em paz em sua própria terra. Os israelitas ainda hoje sempre esperam um messias salvador, que, segundo o que os cristãos acreditam já chegou na pessoa de Jesus Cristo.
Esperando o messias, o judeu tem que preferir a santidade, em observação da Lei e das regras de vida (moral judaica). O conteúdo das leis aparece em um livro que denomina-se Torá (lit. "Lei"). Elas dizem respeito ao total dos aspectos da vida: cultuar, trabalhar, viver em família, comer, vestir, punir as faltas, etc. Os religiosos que explicam as leis da Torá são mestres que chamam-se rabinos. O conteúdo dos comentários que os rabinos explicam a respeito dessas leis aparece num grande livro: o Talmud.

### Fenícia
O povo fenício, originário do Oriente Médio, habitou, desde uns 3 000 a.C., uma faixa terrestre de pequeno comprimento no litoral leste do mar Mediterrâneo, na região que o Líbano e a Síria ocupam atualmente.

Comércio fenício

Proprietários de uma pequena quantidade de terrenos e de solos arenosos, os fenícios não foram dedicados à agricultura. Uma vez que se cercavam de regiões montanhosas entre as partes setentrional, meridional e oriental, somente lhes sobrava o aproveitamento do mar. Convivendo com o mar, inventaram precocemente a construção de navios e a navegação. Dessa forma, suas cidades mais importantes, como Tiro, Sidom, Biblos e Ugarite, foram transformados em portos de partida dos navios que vendiam produtos próprios ou de demais nações. Suas galeras viveram aventuras pelos mares em corajosas viagens, na conquista de mercados longínquos.
Foi dessa forma, que os fenícios, além de sondar o mar Mediterrâneo, comercializando com as ilhas do Chipre, Creta, Sicília, Córsega e Sardenha, alcançaram o oceano Atlântico, vindo ao mar Báltico, no norte da Europa, e explorando o litoral da África. Os fenícios foram o povo que mais navegou e explorou durante a Antiguidade. Circunavegaram o litoral da África no ano 600 a.C., por solicitação do faraó egípcio Necao, viajando no mesmo trajeto que, dois mil anos depois, seria feito por Vasco da Gama na direção oposta. Existe, ainda, a afirmação de quem considera a chegada dos fenícios até o litoral brasileiro.

#### Comércio fenício
Numerosas foram as mercadorias que os fenícios comercializavam. Compravam-se alguns deles em demais nações e revendiam-se em demais locais. Porém, a maior parte era de produtos propriamente fabricados, como tecidos, corantes para pintar tecidos (como a púrpura), cerâmicas, armas de fogo, peças metálicas, vidro transparente e colorido, joias, perfumes, especiarias, entre outros. Seus artesãos possuíam habilidade para imitar e falsificar mercadorias de demais povos. Importavam-se também os cedros da região montanhosa da Fenícia. Os fenícios também foram o povo que mais vendia escravos à época. Criaram feitorias (pontos onde mercadorias eram armazenadas) e uma grande quantidade de colônias em demais regiões, como as ilhas de Malta, Sardenha, Córsega e Sicília, e criaram, na porção setentrional da África, a famosa cidade de Cartago.

#### Política fenícia
Os fenícios se organizavam em cidades-estados, ou seja, cada cidade fenícia formava um centro comercial livre e administração política peculiares. Comerciantes de influência denominados sufetas exerciam o governo dessas cidades. Por uma grande quantidade de vezes, essas cidades chocavam-se porque o comércio era muito concorrido. Tributos chegaram mesmo a ser pagos por certos centros urbanos que objetivavam preferir e proteger seus produtos comerciais.

#### Cultura fenícia

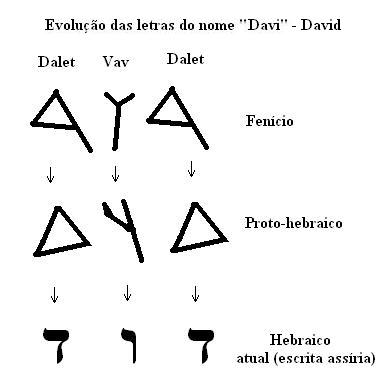
Evolução das letras que compõem o nome hebraico do rei Davi a partir do alfabeto fenício, passando pela escrita hebraica antiga pré-exílio chegando as letras hebraicas atuais (denominadas de "letras quadráticas" ou "escrita assíria")

Inicialmente, os fenícios usavam a escrita cuneiforme da Mesopotâmia. Após a escrita cuneiforme, os fenícios, propriamente ditos, começaram a usar hieróglifos dos egípcios. Porém, esses sistemas de escrita não estavam atendendo às suas necessidades de comércio. Dessa forma, nasceu a ideia da simplificação da escrita e da invenção do alfabeto, o qual tornou-se a mais importante colaboração dada pelos fenícios para o nosso planeta, na área da cultura.
Este relevante descobrimento surgiu porque era necessária a facilitação dos contratos de comércio que eram contabilizados e elaborados com os demais países. Dessa forma, os fenícios criaram os 22 sinais que representam das consoantes; em seguida, o alfabeto fenício foi aperfeiçoado pelos gregos, que adicionaram as vogais, e este sistema de escrita passou a ser adotado pelos demais povos.
Em Ugarit, encontrou-se uma biblioteca com numerosos tabletes feitos de argila com escritura a respeito dos aspectos administrativos, religiosos e mitológicos da Fenícia.

#### Religião fenícia
O povo fenício era adepto do politeísmo, ou seja, cultuavam uma grande variedade de deuses, como Astarte, deusa que protegia a fecundidade; Baal, deus do trovão; Melcarte, deus batalhador e cruel; Ishtar, adorada também na Fenícia, e demais divindades. Embora marinheiros, não possuíam deuses do mar e homens e crianças eram sacrificados por religiosos, em cerimônias ritualísticas, homenageando os deuses, especialmente Moloch.

#### Ciência fenícia
O povo fenício não teve originalidade na área científica, deixando de parafrasear de demais povos o que possivelmente seria de grande utilidade para eles. Como comerciantes, o setor de maior desenvolvimento dos fenícios foi o da construção de navios e da navegação. Conheciam muito bem matemática para construir navios e astronomia, que os ajudava a navegar pelos mares.

### Persas

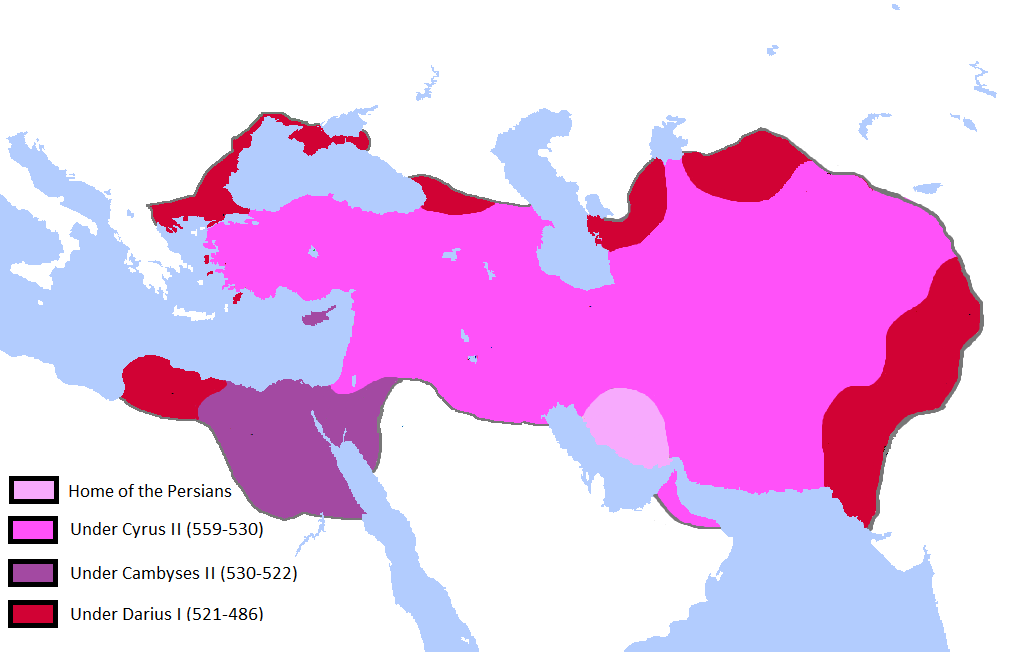
Mapa do Império Aquemênida

O Império Aquemênida teve início em 549 antes de Cristo, depois de ser conquistado por Ciro, o Grande, e término em 330, quando Dario III foi derrotado por Alexandre Magno, da Macedônia. O tempo de duração do Império Persa, então, era de mais de dois séculos e abrangia peculiarmente a Ásia Menor inteira. Situava-se na área de ocupação atual dos seguintes países: Irã, Iraque, Líbano, Jordânia, Israel, Egito, Turquia, Cuaite, Afeganistão, Geórgia, parte do Paquistão, da Grécia, da Bulgária da Romênia, da Ucrânia e da Líbia.
Foi o mais extenso império sabido na época. Os persas, da mesma forma que os medos, eram ambos os povos originários de regiões de línguas indo-europeias e os quais foram estabelecidos no planalto iraniano há cerca de um milênio antes de Cristo.

#### Reis persas

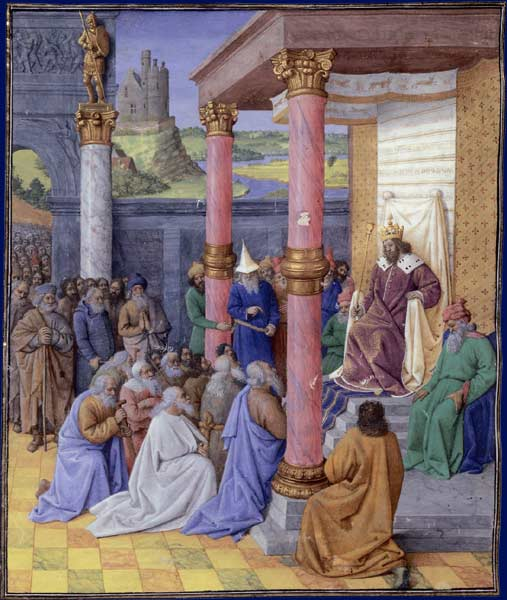
Ciro II

Na história do Império Aquemênida, havia três reis persas mais importantes: Ciro, o Grande, Cambises I e Dario I. Sob a direção talentosa do general Ciro, então comandante das tropas persas, os dois povos, medos e persas, foram unidos em torno do século VI a.C. e constituíram o Império Persa.
Quando Ciro II governou por 25 anos, a Mesopotâmia conseguiu não só ser conquistada por ele como também a Ásia Menor inteira. Ao contrário de demais dominadores, Ciro respeitava os povos que dominava, permitindo que essas populações vivessem normalmente bem, fossem livres para agir, trabalhar, cultuar seus deuses, entre outras atividades. Mais por razões de governo do que motivos de religião, Ciro, em algum momento, entrou num templo religioso persa com o objetivo de cultuar os deuses. A liberdade religiosa foi permitida e o roubo forçado dos templos babilônicos pelos soldados foi proibido. Caracterizado por sua liberalidade e generosidade, Ciro autorizou a volta dos hebreus escravizados pelos persas ao país de onde originaram, a Palestina.
Sua administração não aceitava as ideias dos outros em ambos os detalhes: os povos conquistados se obrigavam a prestar o serviço militar e a pagar altos tributos. Ciro morreu em batalha por volta do ano de 529 antes de Cristo.
O primeiro rei que sucedeu o pai Ciro foi seu filho Cambises, cujas características psicológicas eram a crueldade e a violência, sendo exigido por ele, também, a morte do próprio irmão. Em 525 a.C., Cambises dominou o Egito, mas morreu sem deixar evidências no caminho de volta ao seu país.

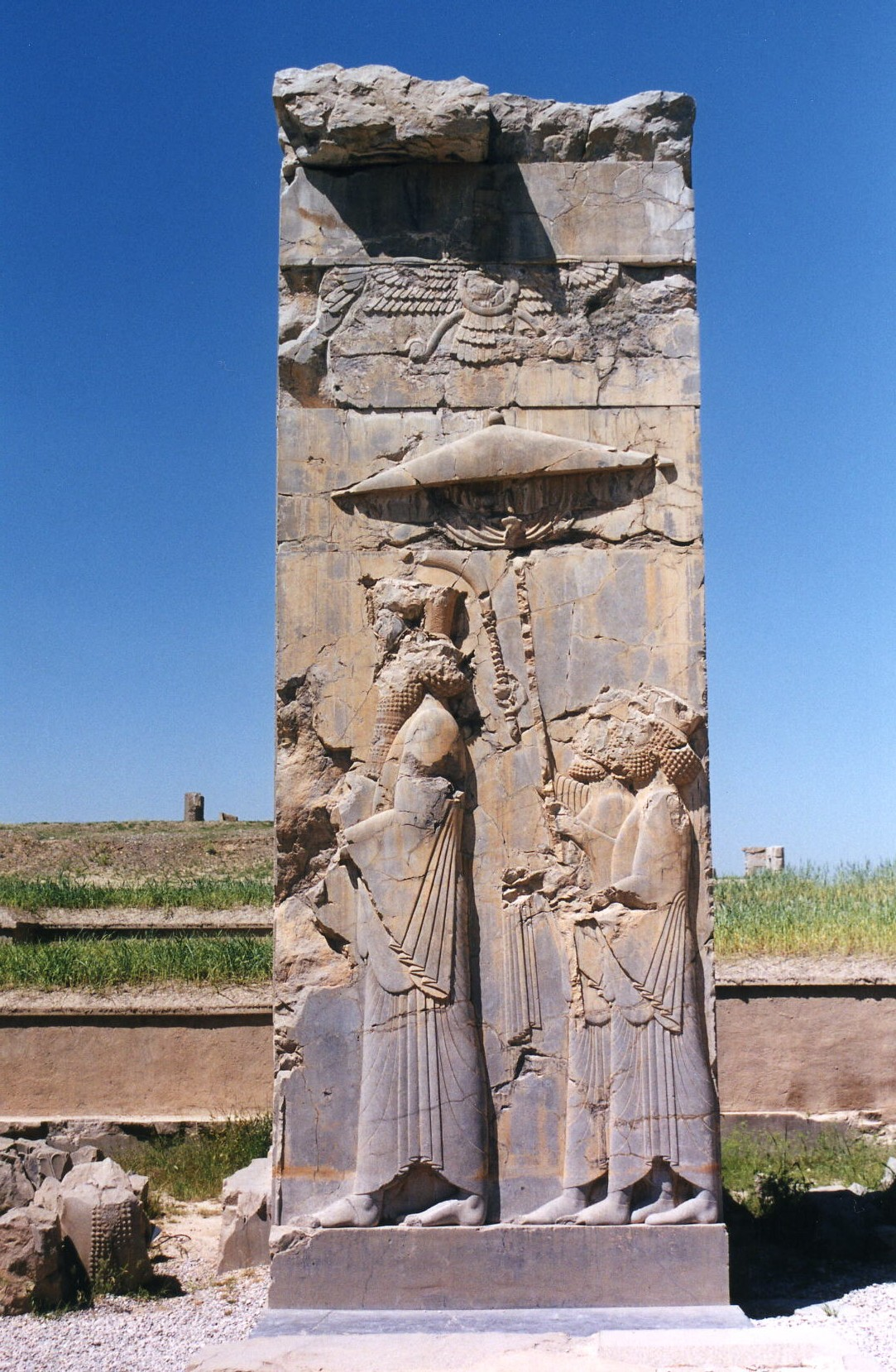
Dário

Dario I era da mesma família de Cambises e tomou posse do governo no ano de 521 antes de Cristo. Expandiu ainda mais o grande Império Persa, dominando o vale do rio Indo e o norte da Grécia, no entanto, Dario I morreu na Batalha de Maratona, quando os atenienses o derrotaram. A mais importante colaboração histórica deixada por Dario I foi, provavelmente, uma rigorosa ordem político-administrativa imposta por ele ao grande Império Aquemênida.

#### Política persa
O Império Aquemênida foi firmemente governado por Dario I, este ajudado por um forte exército, mas ao mesmo tempo, bondosamente. Para que facilitasse a administração, o império foi dividido em 20 províncias, denominadas satrapias. Um sátrapa governava cada satrapia. O rei nomeava os sátrapas, cujas funções mais importantes foram:
- exercício da justiça;
- cobrança de impostos;
- administração das obras públicas;
- manutenção da ordem.

Para que os sátrapas não fossem abusar do poder, cabia ao rei a nomeação para cada província de um secretário e de um general que o informavam sobre os acontecimentos que passavam em cada satrapia. Os inspetores, visitantes periódicos das províncias, enviados do rei, fiscalizavam os sátrapas, por sua vez, generais e secretários. Os inspetores tinham como o apelido a perífrase de "os olhos e os ouvidos do rei". Para que facilitasse as transações comerciais, Dario decidiu criar uma moeda (em ouro ou prata) para o império inteiro: o dárico. As moedas só podiam ser fabricadas por ordem do rei.

#### Transportes e comunicações persas
As estradas dentre as mais importantes cidades do Império Aquemênida foram construídas pelos persas. O sistema de correio instituído por Dario utilizava essas estradas. Há mais de 20 quilômetros cada existiam estações de descanso com hospedaria e cocheira. Os mensageiros reais substituíam os cavalos, de modo que as distâncias muito compridas fossem possivelmente cobertas velozmente por eles. Os mensageiros obtiveram o transporte de uma mensagem entre as cidades de Susa e Sardes em um limite de tempo anterior a duas semanas, totalizando uma distância superior a 2 400 quilômetros.

#### Economia persa
As principais atividades econômicas do Império Aquemênida foram a agricultura e comércio. A população, embora fosse composta de agricultores, era muito empobrecida, se obrigando a dar aos fazendeiros grande parte do que era produzido pelos camponeses. Além do mais, se obrigava a trabalhar gratuitamente em obras públicas, como construir palácios, estradas e canais de irrigação, atividades agrárias bem apreciadas pela fé.
A sociedade inteira era explorada pelo governo com o peso dos impostos, com a finalidade de sustentar o exército e o luxo da corte. O Império Aquemênida se relacionava comercialmente com o Egito, a Fenícia e a Índia.

#### Religião persa

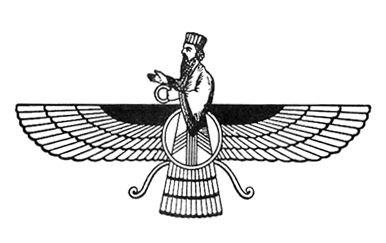
Faravahar (ou Ferohar), é a representação da alma humana antes do nascimento e depois da morte, é um dos símbolos do zoroastrismo

A religião que o ilustre profeta denominado Zoroastro, natural da Pérsia, no século VI a.C., pregava, era seguida pelos persas. O deus do bem (Mazda) e o deus do mal (Arimã) lutavam constantemente e isso era pregado por Zaratustra. Cultuavam também o Sol (Mitra), a Lua (Mah) e a Terra (Zan).
Criam em um deus que criou o céu, a terra e o homem e em uma vida depois da morte. Não se enterravam os corpos dos mortos que se consideravam impuros para não sujar a terra-mãe sagrada. Colocavam-se às aves de rapina, em torres de maior altura, ou protegiam-se todos com cera antes de se enterrarem. Não possuíam torres nem estátuas, no entanto, acendiam o fogo sagrado, símbolo do deus do bem e da pureza. Além disso, o zoroastrismo (religião persa também denominada masdeísmo) difundia a bondade, a justiça e a retidão. O bem e o mal eram duplamente rígidos e isso influenciou enormemente o cristianismo, e, futuramente, o islamismo de Maomé. A bíblia dos masdeístas era o Zendavestá.

#### Cultura
Os persas destacaram-se na arquitetura, erguendo belos palácios, como os de Persépolis e Susa. Ficaram famosos na fabricação de tijolos pintados em cores vivas. Na escultura, utilizaram os baixos-relevos. Copiaram dos egípcios e dos assírios. Escreviam letras cuneiformes, da Mesopotâmia.

### Civilização Chinesa

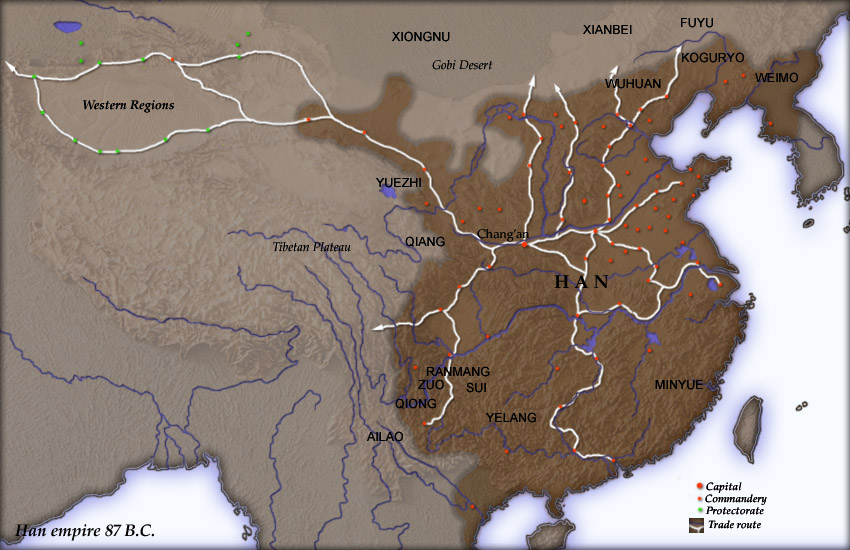
Mapa histórico da China durante a dinastia Han

A China é um grande país, geograficamente falando, que se localiza no extremo leste do mundo. Por ser geograficamente isolado, demorou a chegada de uma grande quantidade de coisas que os chineses descobriram e inventaram no Oriente, como a pólvora, a bússola e o papel, em viagens marítimas de navio que levavam muito tempo para vir ao Ocidente, porque era muito longe e difícil. A China, da mesma forma que a Índia, era um local de procura de comerciantes de especiarias.
Na região norte, nas proximidades do rio Amarelo (Huang Ho), as frequentes inundações e catástrofes das chuvas eram provocadas. Consequentemente, deviam tratar-se cuidadosamente a agricultura e certos produtos mais importantes, como o trigo e o milho, distantes das áreas de inundação, sendo obrigatória, dessa forma, a irrigação artificial utilizada, trabalhando pacientemente o solo tratado.
Nas regiões de montanhas do centro-sul, que o rio Azul (Yang Tsé Kiang) domina, contrariamente, o clima era de calor e umidade e a plantação de arroz era favorecida. Servia-se, ao mesmo tempo, a região com uma rede de canais artificiais.

#### Sociedade chinesa

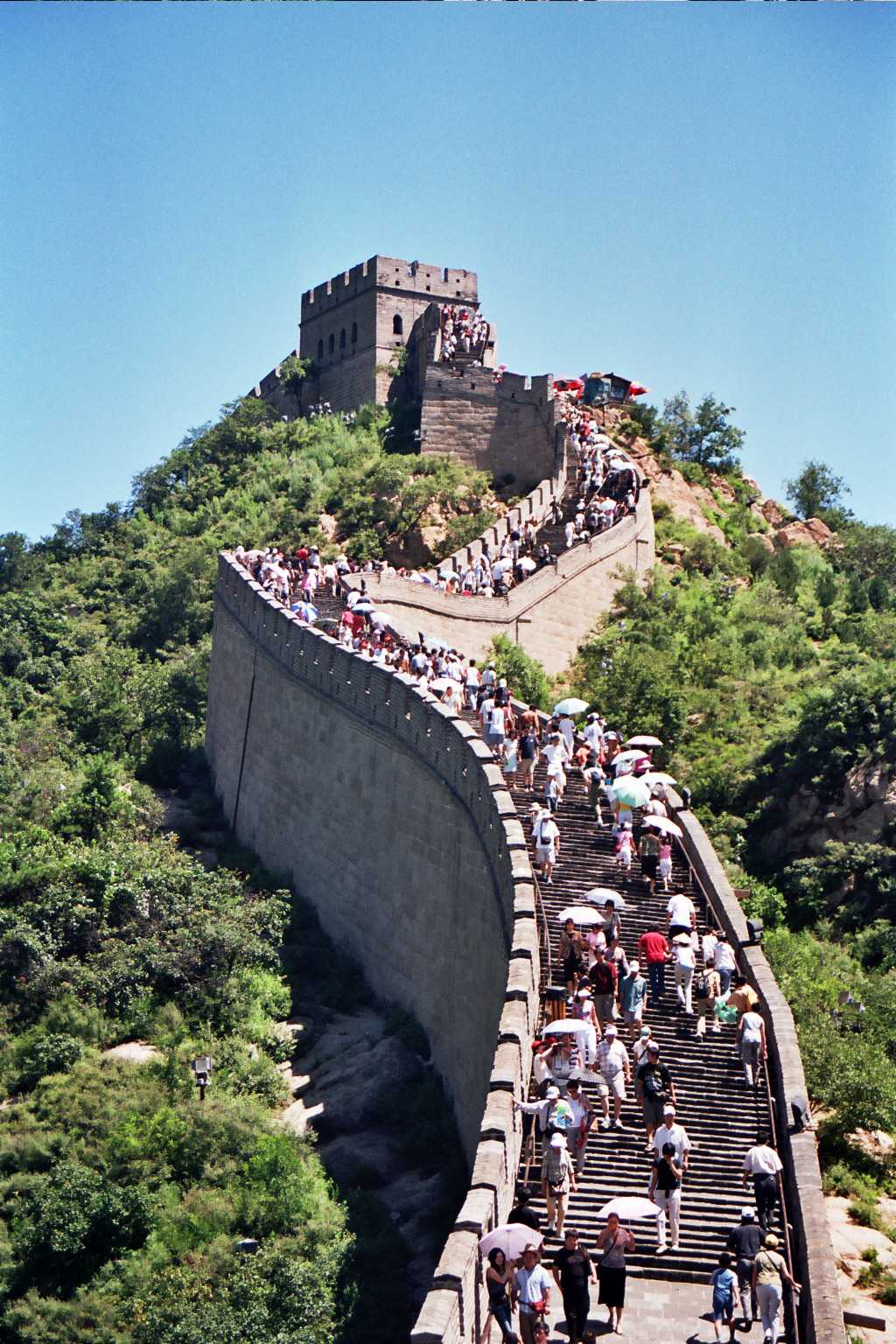
A construção da grande muralha da China ocorreu no século III a.C., durante a dinastia Tsing, para a defesa do império chinês contra os hunos invasores. Sua medida é de aproximadamente 2400 km de comprimento

A civilização chinesa é muito antiga. Ela foi desenvolvida no Período Neolítico, nas terras baixas do rio Amarelo. Pode ser reconstruída a história da antiga sociedade chinesa por meio dos inúmeros materiais arqueológicos que se encontraram. Já que as civilizações babilônica e egípcia voltaram-se para a agricultura, que se considerava a mais antiga das artes. Para que o exemplo seja dado ao povo, o arado do imperador ("o filho do céu") foi pegado e a terra era lavrada anualmente pela única vez.
Perto dos anos 1 500 a.C., era boa a organização política da monarquia chinesa, dominada pela dinastia Shang, reinante entre os séculos XII e III a.C.. Uma grande variedade de dinastias foi sucedida, com classes sociais divididas.
O período da dinastia Shu foi de movimentada atividade cultural. Nasceu uma grande variedade de correntes filosóficas vindas a ser chamadas de Centros Escolares, que se destinavam ao exercício filosófico e ao estudo da milenar história da China. Destas escolas, apareceram notáveis filósofos, como Confúcio e Lao-Tsé.

#### Filosofia chinesa
A filosofia chinesa destacava-se através da obra dos seguintes pensadores:
- Confúcio (Kung Fu-Tsé = o mestre; 551 - 479 a.C.). Foi um famoso filósofo chinês, passou a vida e percorreu em viagem pelas cortes reais, sendo oferecidos seus serviços e sua sabedoria para os soberanos e príncipes. Viveu na sua maior parte dando aulas. Não criou uma religião, mas considerou-se um mestre da vida. A base de seus ensinamentos exemplifica a virtude vinda das alturas. A sociedade adequada, na opinião dele, é um conjunto humano cujas atitudes respeitosas e ordeiras são demonstradas[37] entre o soberano e seus súditos, entre pais e filhos, entre marido e mulher, e entre amigos. Então, caso não respeitarem-se essas normas, a sociedade será desordeira e violenta.[37] Havia uma pequena quantidade de pessoas que seguiam Confúcio na época em que ele viveu. Depois que morreu, o sucesso de sua filosofia de vida foi muito bom, porque difundia o culto aos ancestrais, da bondade, do perdão e da amizade.[37]
- Lao-Tsé (século VI a.C.) fundou uma religião que denomina-se taoismo. O nome é derivado do seu livro Tao, pregador do caminho, da vida e dos hábitos corretos. Os taoistas condenavam das injustiças, como, exemplificando, pune-se um ladrão de menor idade à medida que um ladrão de maior idade vem a ser transformado em um ilustre fazendeiro. O pedido do taoismo é que o homem volte para o meio ambiente.[37]

#### Alfabeto chinês
Os chineses foram os inventores de um tipo de escrita de grande complicação. Era a forma de escrita que chama-se ideográfica, os sinais representativos dos objetos ou ideias. Eram possuidores de uma quantidade superior de 3 000 ideogramas, cuja boa escrita é necessária para não confundir um com outro. Por essa razão, era considerada importante a caligrafia chinesa. Ao longo de uma grande quantidade de séculos, a escrita e a cultura privilegiaram a elite que prestava serviços ao governo.

#### Economia chinesa

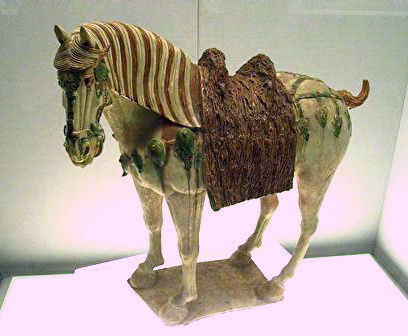
Cavalo sancai da Dinastia Tang. Museu de Xangai

A civilização chinesa foi desenvolvida nas planícies que os imensos rios, por essa razão, dedicaram-se bastante à agricultura. Contudo, nasceram diferentes atividades econômicas, como a indústria de tecelagem (com palha, cânhamo), em principal a seda fabricada, transformada em especiaria notável no mundo inteiro.
O artesanato feito de bambu, juncos, caniços, peles de animais e madeira era uma atividade econômica de grande desenvolvimento. A habilidade dos chineses era o artesanato em cerâmica, que possuía seu ponto mais alto na notória porcelana fabricada na China.

#### Cultura chinesa
Entre as obras dignas de atenção deixadas pelos chineses no área arquitetônica estão os palácios, templos e túmulos, casas com dois telhados, terraços e jardins muito delicados com cursos de água e pontes. Porém, a obra mais destacada foi a Grande Muralha. Na escultura, sendo utilizadores de mármore, calcário e alabastro, foram escultores de estátuas representativas de forças naturais, grandes batalhas e animais. Na pintura, foram fazedores de ornamentos muito delicados em porcelana e tecido, além de pintores de murais e decorações para a parte interna das casas. Eram empregadores de cores dotadas de vida e brilho.

### Civilização Hindu
A Índia, local de nascimento de uma imensa civilização, localiza-se no sul da Ásia. Por ali estar geograficamente situado, há muito tempo ela distanciou-se dos outros povos. Foi, da mesma forma que a China, a mais distante região onde intensificou-se o comércio das especiarias, na época da Idade Média e início dos tempos modernos, sendo influenciadas, também, as Grandes Navegações. Os hindus foram os meritosos inventores dos algarismos, que posteriormente os árabes divulgaram.

#### Origens da civilização hindu
Dentre os povos habitantes da antiga Índia, destacaram-se os drávidas, em 2 000 a.C.. Praticavam muito bem a agricultura, já eram conhecedores de sistemas de irrigação e a habilidade dos hindus residia no comércio. Suas moradas eram cidades com estradas muito compridas, casas feitas de pedras com boa limpeza no interior de seus cômodos, preocupando-se com a higiene e a parte sanitária. Mas esse povo não soube resistir aos invasores e, por esse motivo, entre 1750 e 1 400 a.C. as tribos arianas oriundas do norte que dominaram a região de Panjabe (região dos cinco rios), perto do rio Indo, escravizaram os hindus.

#### Sociedade hindu

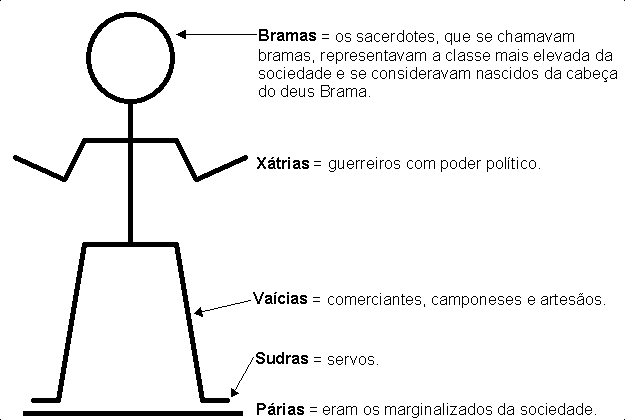
Sistema de castas da Índia

As terras dos drávidas, escravizados pelos invasores, foram tomadas pelos arianos, estes fixados como classe que dominava o poder, a religião e o domínio militar. Sob total dominação, sobrou aos drávidas somente o trabalho e a submissão. As tribos arianas encontravam-se sob o domínio de diminutos reis que chamavam-se rajás e, de vez em quando, de marajás, reis mais poderosos.
A sociedade foi organizada em base de castas (classes sociais imutáveis). Proibia-se, exemplificando, o casamento de uma pessoa de uma classe social com outra pessoa de uma classe diferenciada ou posição social. Quem era nascido numa classe social ficava nela até a sua morte. A classes (castas) ligavam-se à religião e às profissões diferenciadas. Eram crentes na saída das classes sociais através do corpo do deus Brama.
As classes fixavam-se, continuando socialmente posicionadas. Punia-se todo o desrespeito a uma casta superior, expulsando o indivíduo da sua casta ou rebaixando-o para a condição de pária. Devido à sua expulsão, a pessoa submetia-se aos trabalhos de maior humilhação e considerava-se um impuro ou pária. O costume dos hindus era o banho nas águas do rio Ganges (rio sagrado), no entanto, proibia-se aos párias o banho, a frequência aos templos e até a leitura dos ensinamentos sagrados.

#### Religião hindu
Os nativos do vale do rio Indo eram adoradores da mãe-terra, dona da vida. Em seguida, os arianos foram os introdutores do culto ao firmamento, ao Sol, à Lua, ao fogo, à chuva e às tempestades. Logo seguidamente foram afirmados no bramanismo, que difundia as castas e que foi transformada em credo oficial na Índia, em conformidade com a escritura nos livros Vedas (Saber Sagrado). O bramanismo baseia-se em três divindades: Brama (aquele que criou o mundo), Vixnu (aquele que conserva os mundos) e Shiva (aquele que destrói os mundos). Essas três divindades em conjunto chamam-se Trimúrti. De acordo com essa religião, o espírito nunca morre e qualquer ser humano ressuscita depois que morre, sendo reencarnado ora em homem, ora em animal. Dessa forma, por meio de reencarnações, as pessoas vão ganhando perfeição espiritual até a sua chegada ao Nirvana, um estado de perfeição pelo qual é identificado o homem com o deus Brama. Assim, a religião motivava as pessoas à aceitação passiva de sua condição social como um estado natural, porque depois que morriam, teriam a chance de renascimento numa casta superior se fossem benévolos quando vivos. Mas estavam expostos à perigosa descida para a condição de párias ou animais se fossem malévolos.

#### Budismo

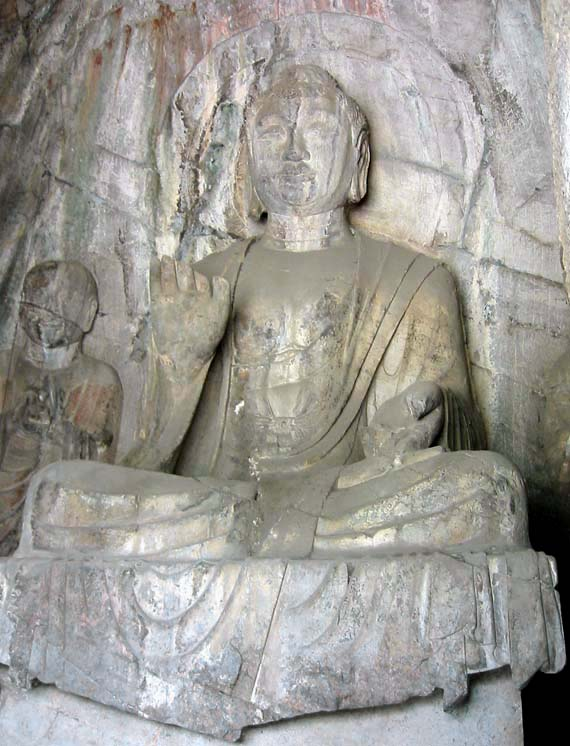
De suas raízes na Índia, os ensinamentos do Buda se espalharam pelo mundo, como essa escultura de Amitaba pertencente à Dinastia Tang, encontrada na Hidden Stream Temple Cave, Longmen Grottoes

No século VI a.C., a solução de Buda, um iluminado, um membro da nobreza do Nepal, que não contentava-se com os preceitos bramanistas, era a criação de uma religião reformada, como credo pregador das pessoas iguais a Deus, sem distinguir castas.
A casa e o conforto de Buda foram abandonados, para a mudança de vida e para a pregação de um novo tipo de religião. Penitenciou nos bosques, vestiu-se como um mendigo, sua barba e seu cabelo foram cortados e ele meditou profundamente.
Por seis anos passou sua vida distante de todos, jejuando e meditando, até que um dia, com sentimento e visão muito claras, percebeu a vida como condutora para a liberdade e para o fim do mundo. Voltando a conviver com os homens, iniciou a pregação sem distinguir casta, sendo ensinado que ódio não é vencido com o ódio mas com o amor e apenas quem descobrir que a riqueza e os grandes sucessos podem ser renunciados terá a chance de encontrar a tranquilidade e a paz na alma e penetrará no Nirvana. A quantidade de adeptos do budismo era grande, em principal nas classes de menor riqueza, porém, fortaleceu-se em grande quantidade depois que morreu Buda. A religião foi estendida pela Ásia inteira, na sua chegada até o Japão. Atualmente é a religião professada por 3 milhões de asiáticos.

### Civilização Cretense

Mapa da Civilização Minoica

Perto do III milênio a.C., contemporâneo às civilizações orientais e do Egito que desenvolveram-se na época, a ilha de Creta foi uma região receptora de certos povos, que provavelmente vieram da Ásia Menor. Creta localizava-se bem no Mediterrâneo Oriental, próximo à Grécia e à Ásia Menor. Os primeiros povos que habitavam essas terras originaram a civilização egeia, chamada assim porque desenvolveu-se ao redor do mar Egeu. Como a maior parte da população formava-se de pescadores e marinheiros, foram chamados de povo do mar.
Dentro da civilização cretense há três estágios: civilização egeia (inicial), civilização cretense e civilização minoica (período mais desenvolvido). A civilização cretense foi a de maior tranquilidade do que as civilizações do oriente. Inicialmente, os cretenses se preocupavam com a agricultura (vinha, oliva) e, depois eles foram dedicados ao comércio marítimo com as demais ilhas do mar Egeu, com a Ásia e com o Egito.
No século XIX, o arqueólogo inglês Evans foi o descobridor de traços e vestígios da grandiosidade dos palácios que datam de 1 900 a.C.. Esses traços e vestígios eram restantes das cidades de Cnossos e Festo. Esses palácios com decoração de quartos, além de oficinas, redes de água e esgoto, lugares para fins administrativos eram a demonstração de que os cretenses eram altamente civilizados e socialmente organizados.
Por volta de 1 750 a.C., talvez um terremoto, ou mesmo um vulcão explosivo, destruiu verdadeiramente Creta, de modo que os palácios reais de Faistos e Cnossos soterraram-se. Porém, acima dessas ruínas, por volta de 1 600 a.C., o Minos foi o rei construtor do esplendor dos demais palácios e Cnossos foi transformada na capital da ilha de Creta.

#### Civilização Minoica

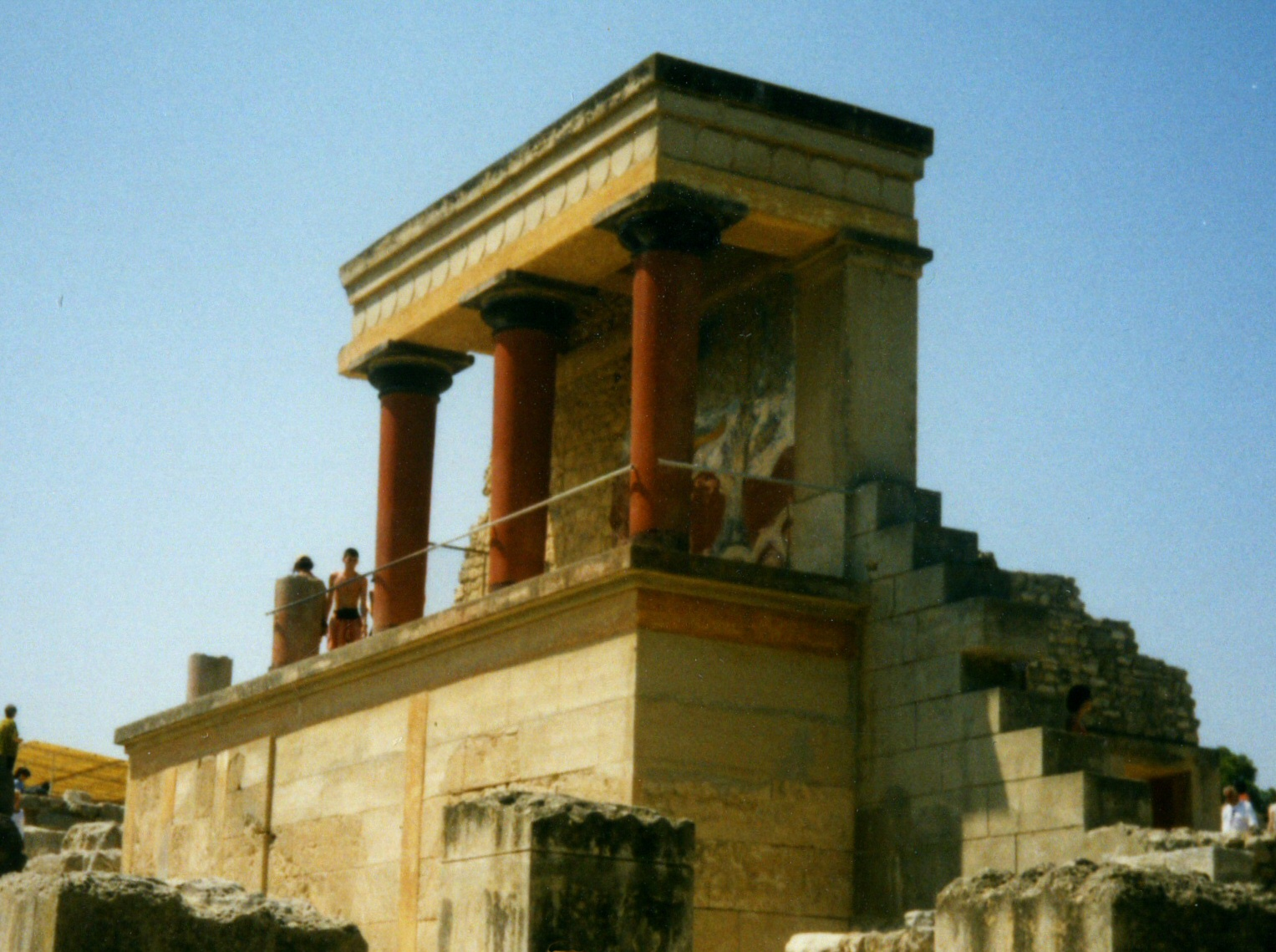
Palácio de Cnossos

O palácio de Cnossos, que o rei Minos construiu, era grande e seus cômodos compreendidos eram salas do trono, teatro para espetáculos, torneios e touradas. A construção, entre 4 e 5 andares, dispunha de 1 300 divisões para a maior diversidade de fins. Servia-se de um imenso pátio central com cerca de 10 000 m². Sua quantidade de habitantes era maior que cem pessoas, sendo compreendidas a família real, funcionários e servos.
Os reis-sacerdotes do palácio de Cnossos eram os soberanos daquele edifício governamental. O de maior importância entre eles foi o rei Minos, que, segundo a lenda, seu pai era Zeus, o deus que lhe inspirava para ser o governante do povo como sábio e justo.
O maior atrativo religioso era a Deusa-Mãe, que considerava-se a deusa que protegia a fecundidade, a maternidade, a terra e os homens. Era também a senhora que protegia os animais, e a ela consagravam-se os pássaros, leões e serpentes.
Homenageando a Deusa-Mãe, os cretenses eram os organizadores de um grande número de festas, jogos, torneios, touradas em que os rapazes eram habilmente exibidos em exercícios que ofereciam perigo, ginásticas. Os cretenses eram os toureadores de touros, mas sem a matança desse bovídeo ruminante da classe dos mamíferos, porque esses animais eram considerados como entes sagrados.
O período minoico teve papel de destaque no mais alto progresso da ilha de Creta. Eram comuns as relações de comércio com os demais povos que habitavam o mar Mediterrâneo. Os cretenses, naquele tempo, foram os utilizadores de um sistema de pesos e medidas sob inspiração dos egípcios e mesopotâmicos. Para os cretenses, as moedas de cobre eram de valores diferenciados para a sua utilização nas transações comerciais. As moedas, geralmente, mostravam um labirinto desenhado.
Houve parada brusca dessa civilização, em 1 400 a.C., provavelmente porque ela foi destruída. Naquele tempo, os aqueus, que vieram da Grécia, invadiram a ilha de Creta.

#### Cultura cretense
A vida levada pelo povo cretense era de muita alegria e festividade. Tanto os homens quanto as mulheres possuíam dedicação em grande parte do seu tempo para jogar, exercitar o corpo ao ar livre, bater com os punhos, lutar com os gladiadores, correr, realizar torneios, desfilar e tourear.
- A dança, que se acompanhava de cantos e sons, era um diferente passatempo predileto que os cretenses possuíam.[43]
- Frequentavam teatros ao ar livre, que ficavam nos pátios dos palácios em um grande número de vezes.[43]
- Os alimentos eram armazenados em grandes potes ou vasos que eram tão altos quanto um ser humano. Esses vasos, ao mesmo tempo que os cretenses armazenavam, eram também objetos que decoravam, porque possuíam uma rica decoração.[43]
- Foram os inventores de um sistema peculiar de escrita, com gravação em argila. A inspiração de parte dessa escrita veio dos hieróglifos egípcios.[43]
- Ganharam fama pelos labirintos que construíram, com um grande número de salas e corredores. Ganhou popularidade o labirinto de Cnossos, o qual quem construiu foi o arquiteto Dédalo, a pedido do rei Minos.[43]
- A arte cretense era muito fantástica, viva e delicada.[43] Os artistas possuíam talento de representação do momento em que um touro esteve furioso[43] ou em que um polvo se movimentava suavemente. Os artesãos eram trabalhadores na cerâmica, no ouro, na prata, no bronze, com os quais eram feitas belas peças e objetos de adorno.[43]
- Possuíam grande desenvolvimento na pintura. Os pintores procuravam se inspirar na natureza, nos pássaros, nas flores, na vida à beira-mar. Os gregos somente superavam os cretenses na arte.[44]

### Grécia Antiga

Localização da Grécia Antiga no mundo

A Grécia é uma península que os mares Jônico, Egeu e Mediterrâneo banham. Localiza-se a oeste da Ásia Menor (atual Turquia). O litoral grego tem grandes recortes, constituindo numerosos portos naturais. Os mares, pelos quais é circundada a Grécia, pontilham-se de ilhas e ilhotas conhecidas por serem naturalmente belas.
Era uma região com grande diferença daquelas que os povos orientais habitavam, os quais passavam a vida na fertilidade das planícies margeadas pela grandeza dos rios, ao passo que os gregos, ocupantes de uma área de grandes montanhas, precisavam dedicar-se ao trabalho árduo em um solo de pouca riqueza e muita pedregosidade para conseguir sua agricultura de subsistência.
Como a terra era empobrecida, nas diminutas áreas de cultivo eram formados agrupamentos humanos (diminutas comunidades) que uma grande variedade de acidentes geográficos, como montanhas e colinas separavam umas das outras.

#### Período Pré-Homérico (século XXaté oXII a.C.)

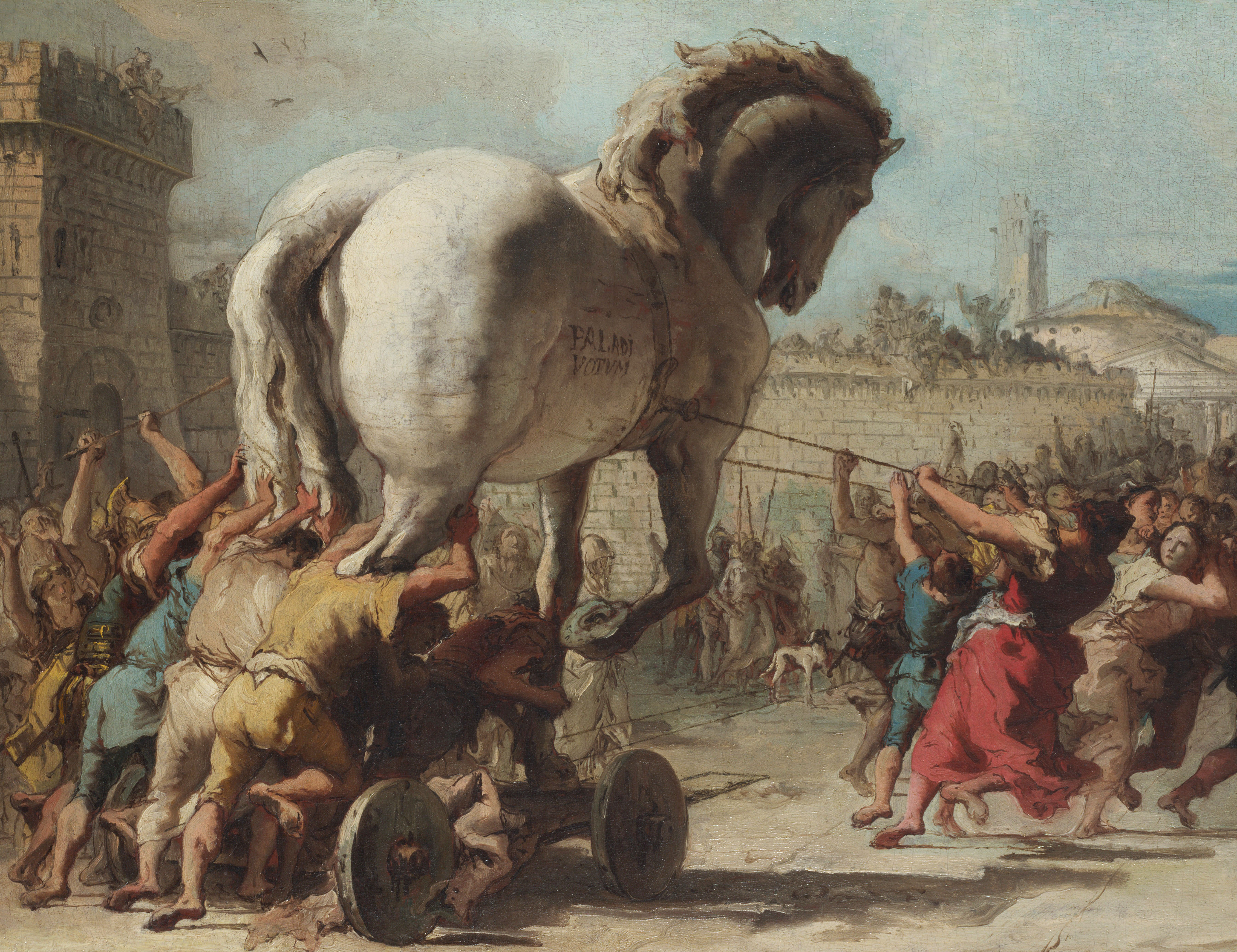
Cavalo de Troia em pintura de Giovanni Domenico Tiepolo

Uma série de povos arianos e indo-europeus foram os invasores da região grega e as sociedades dominadoras dos habitantes dos povos neolíticos. Os povos mais importantes que invadiram a Grécia Antiga foram os aqueus, os dórios, os jônios e os eólios.
Os aqueus invadiram uma grande variedade de cidades (Tirinto, Micenas, Troia). Como dividiam-se em tribos, eram organizados em pequenos reinos (cidades-estados). Por volta de 1 500 a.C., já eram fortemente organizados para a guerra, o que lhes possibilitou a dominação da ilha de Creta, e na região foi instalada uma base militar e marítima dos aqueus. Foram transformados em soldados da marinha e foram os fundadores de uma grande variedade de colônias nas ilhas do mar Egeu. De 1 280 até 1 270 a.C., os aqueus declararam por uma dezena de anos uma guerra à cidade de Troia, alvo de destruição e incêndio, sendo então dominada. Até meados do século XIX, pensava-se que a Guerra de Troia era uma história fantasiosa de autoria do poeta grego Homero e que a cidade jamais tivesse que existir. Porém, em 1871, o alemão Heinrich Schliemann, em trabalhos arqueológicos, foi o descobridor de nove cidades que sofreram destruição, umas juntamente às demais, e entre elas foi encontrado o tesouro do rei Príamo (rei de Troia), daí a comprovação da verdadeira existência de Troia.

#### Período Homérico (século XIIaté oVIII a.C.)

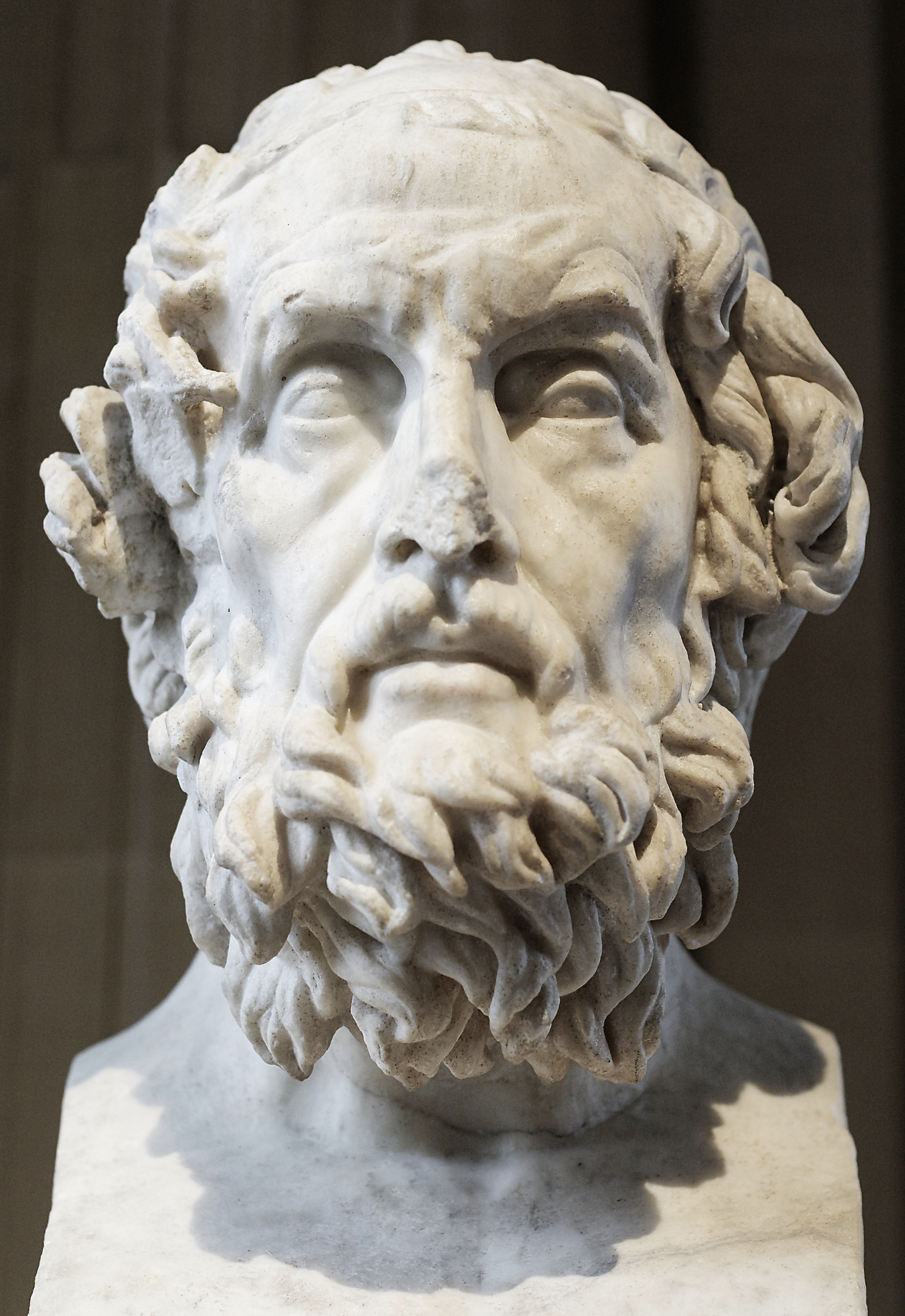
Busto de Homero

O poeta Homero foi o autor de ambos os célebres livros de poesias: a Ilíada e a Odisseia. Essas obras acabaram sendo transformadas em documentos de importância para se estudar a civilização grega daquela época, nos modus vivendi, costumes, usos da terra, organização social, política, cultura e educação.
A Ilíada é a narração da história da cidade de Troia e a guerra, com a totalidade de seus heróis (como Ulisses e Aquiles) e suas aventuras. Após ficarem duramente cercados por uma dezena de anos, os gregos conseguiram ser os vencedores da resistência troiana, sendo os inventores de um grande cavalo feito de madeira, com soldados que se esconderam dentro, julgando ser um presente dos deuses. Depois que os troianos festejaram e beberam, houve a saída dos gregos do cavalo e a cidade foi dominada. Daí a origem da expressão "presente de grego".
A Odisseia é a narração do aventureiro Ulisses, um dos heróis que lutaram na Guerra de Troia, quando voltou para a ilha de Ítaca, onde era rei. Quando retornou de viagem, passou por proezas, como sentir-se livre dos gigantes de um único olho na testa (os ciclopes), ser resistente às sereias encantadas (atrativo dos marinheiros para o fundo do mar) e sentir-se livre do terror da bruxa Circe, feiticeira dos seus marinheiros. A deusa Palas Atena foi a divindade protetora do herói viajante, sendo possível o retorno de Ulisses a seu reino, onde o viajante foi esperado pela esposa Penélope por muitos anos.
Essas obras foram transformadas em clássicos como fontes para se estudar a história e como base para educar os jovens gregos por séculos, porque eram publicações literárias realçadoras dos valores da bondade, da coragem, da justiça, do amor filial e da luta pelos direitos.

#### Genos
Na época em que viveu Homero, a sociedade era constituída de pequenas comunidades que nada mais eram que o grupo dos membros de uma família que eram obedientes a um chefe (o pater familias, família patriarcal). Eram agricultores e pecuaristas; os bens e a terra eram pertencentes à comunidade. (Não existia a propriedade privada.)

#### Período Arcaico (século VIIIaté oVI a.C.)

##### Pólis

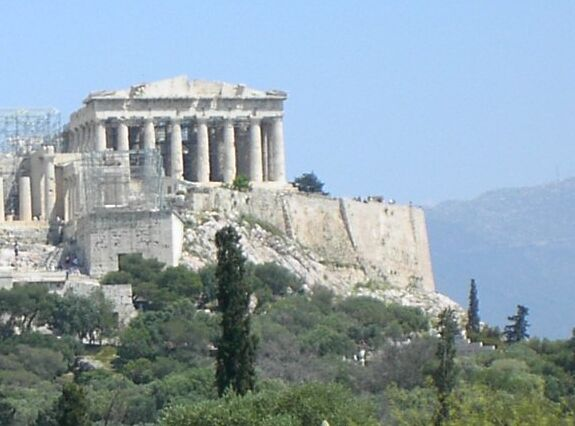
O Partenon, na acrópole de Atenas

Os genos progrediram, foram desunidos e apareceu uma forma diferente de comunidade de maior amplitude, que constituía uma unidade territorial, política, econômica e social. Chamava-se pólis, uma cidade-estado, livre das demais, com governo próprio e economicamente autossuficiente. A pólis se compunha de três partes essenciais:
- a acrópole: a porção de maior elevação,[45] funcionando-se como fortaleza e onde estavam situados os templos para cultuar os deuses e governar a cidade-estado.[45]
- a ágora: a praça mais importante, onde o povo encontrava-se reunido para a discussão dos problemas que preocupavam a comunidade e ao pequeno comércio.[45]
- a ásty: o mercado central.[45]
- os campos agrícolas ou de pastoreio.[45]

A Grécia era uma imensa região que um grande número de cidades-estados independentes constituíam, mas que, apesar disso, eram as unidades administrativas conservadoras de alguma unidade, porque eram unidades políticas falantes de uma mesma língua e eram crentes nos mesmos deuses. O sistema político era uma monarquia, onde o rei assumia as atribuições de chefe de guerra.

### Esparta e Atenas
Dentre as cidades-estados, destacaram-se Esparta e Atenas, com grande diferença de aspectos entre si.

#### Esparta

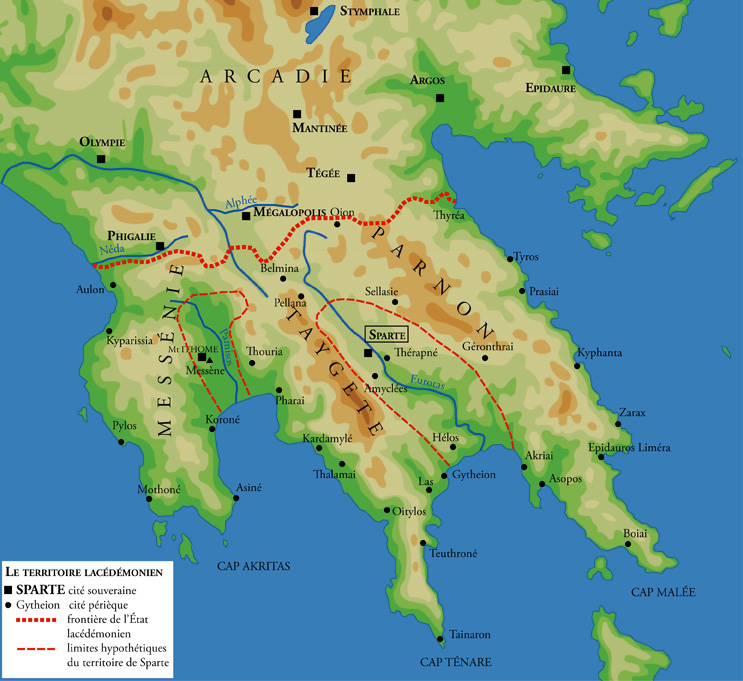
Território de Esparta

Uma imensa cidade-estado foi formada no sul do Peloponeso, entre as montanhas abertas para a fertilidade da planície da Lacônia, que o rio Eurotas percorre. Seus fundadores foram os dórios, cujas funções eram a violência e a guerra e a cidade era totalmente dedicada à guerra. Seu governo era aristocrático, i.e., uma elite era uma classe detentora do poder e suas ordens eram ditadas ao povo. Suas leis, de acordo com a tradição, são originárias das ideias de um lendário legislador que se chamava Licurgo.
O governo era constituído da seguinte forma:
- existiam dois reis (um chefe militar e outro religioso - diarquia).[45]
- um Conselho de Anciãos (a Gerúsia, formada por 28 elementos com idade superior a 60 anos de idade).[45]
- a Ápela (uma assembleia popular reunida a cada mês para a discussão e aprovação de leis que os anciãos propunham).[45]
- os éforos (que eram cinco magistrados que uma assembleia elegia por um ano e que se encarregavam da fiscalização do cumprimento das leis e da vigilância da educação dos jovens).[45]

O exército espartano, em grande número e com bom treinamento do seu contingente, defendia a pólis.

##### Sociedade espartana
Os esparciatas eram o grupo de domínio, proprietários das terras de melhor qualidade. Seu dever era a contribuição de despesas públicas e em caso de negação da contribuição, perdiam privilégios como punição.
Os periecos estavam numa situação de intermédio; suas possibilidades eram: ter terras e comercializar; possuíam direitos civis, porém, não gozavam de direitos políticos.
Os hilotas eram trabalhadores das terras na condição de pessoas sem liberdade, o governo era o seu proprietário, não gozavam de direitos nem civis nem políticos.

##### Exército espartano

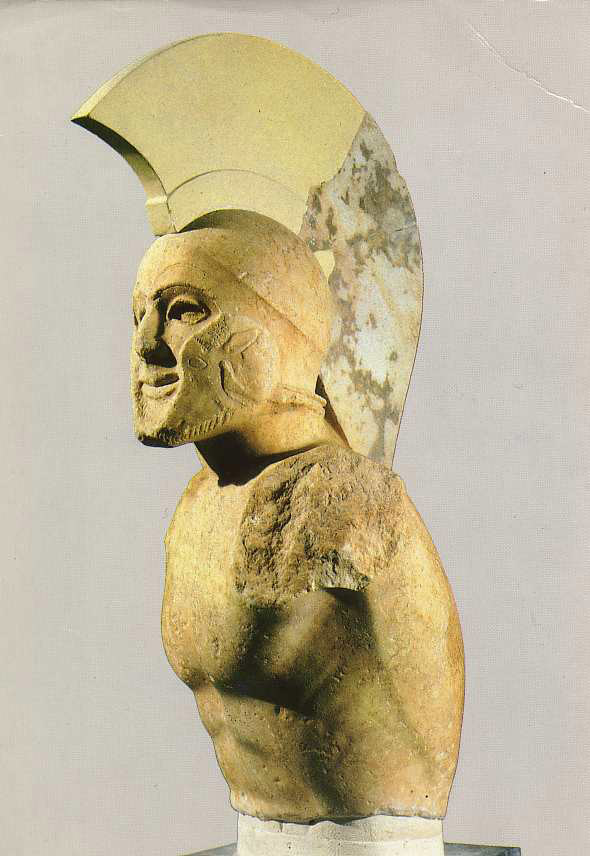
Estátua em mármore de um hoplita, talvez o rei Leónidas

Os espartanos viviam totalmente para as atividades militares e guerreiras. Já, na idade dos sete anos, entregava-se a criança ao governo. Esta era a autoridade política e social indicadora de instrutores para a educação da arte militar. Entre os sete e catorze anos treinava-se a criança para uma disciplina com rigidez, com pouca alimentação para a leveza, esperteza e resistência à fome. Submetia-se a provas físicas de dureza, ia aos campos, onde o seu dever era o aprendizado da caça, da luta, do roubo e da matança, ou seja, seu dever era o aprendizado de sua própria defesa.
Aos dezessete anos, era um jovem praticante de um exercício (Kriptia = gruta) em que o seu dever era a captura e matança de escravos que soltavam-se nas florestas.
Seus deveres eram pouca fala e sua expressão com pequeno número de palavras, fato pelo qual foi recebido nome de laconismo (da palavra Lacônia, região espartana). Na idade dos vinte e um anos, já era um hoplita (soldado) que possuía perfeição e capacidade de defesa da pátria.
De um modo geral, casava-se aos 30 anos, sendo que, antes dessa idade, somente permitia-se a coabitação. Aos sessenta anos recebia a aposentadoria do exército e era possível a sua participação no Conselho de Anciãos (Gerúsia).
Esse tipo de educação militar, o treino para viver com dureza e desconforto, era uma disciplina criadora de um ambiente social muito tenso, conflitante e desafeto.
Os esparciatas não se importavam com a acumulação de bens materiais, riquezas, metais preciosos e possuir coisas confortáveis e cômodas. Embora desprezassem a riqueza, estiveram à procura da produção do que necessitavam para a manutenção da sociedade. O tipo de vida desse povo era o fechamento da sociedade em si mesma, sem mudar e sem progredir, e os espartanos não aceitavam bem os estrangeiros.

##### Mulheres espartanas
O destino das mulheres era pior que o dos homens. Colocavam-se as mulheres numa posição inferior. Não era possível a continuidade da educação dos filhos depois dos sete anos, submetiam-se ao pai quando solteiras e aos maridos depois que casaram, não eram indivíduos participantes da vida política e suas atividades sociais eram poucas. Não eram confortadas pelos afetos familiares, como as mulheres de Atenas, e se obrigavam à prática de exercícios físicos e esportes para a manutenção de uma boa forma física a fim de serem um gênero humano gerador de bons soldados para a pátria. Não permitia-se o celibato para as mulheres, ou seja, possuíam o dever de casamento e de possuírem filhos fortalecidos.
Os espartanos acusavam as mulheres sem desejo de casamento de criminosas contra a pátria. Os espartanos, propriamente ditos, eliminavam as crianças nascidas com defeitos físicos que impedissem os mais jovens de serem bons soldados.

##### Expansão de Esparta
Do século VIII ao VII a.C., os esparciatas foram uma classe social adotante de uma política expansionista e conquistadora das cidades vizinhas, sendo reduzidos os vencidos à escravidão. Desse modo, foram a classe social dominadora de Messina, Arcádia, Hélade, Argólida. No fim do século VI a.C., a maioria do Peloponeso é transformada numa liga militar, comandada pelos espartanos. Estes ganharam fama como soldados de excelência, que guerreavam por um grande amor à pátria.

#### Atenas
Na região da Ática, a pólis de Atenas localizava-se bem perto do mar Egeu, razão pela qual lhe foram dados certos privilégios no comércio marítimo, tornando desenvolvidas suas características de cidade aberta ao mundo.
O solo empobrecido e a água em falta favoreceram o abandono da agricultura por seus numerosos habitantes e a dedicação ao artesanato e ao comércio. Os jônios, que conquistaram a região da Ática, foram misturados com os primitivos donos da terra e concederam a vida para a população de maior labor e genialidade da Grécia.
O porto de Pireu, que os gregos construíram há uma pequena distância de Atenas, foi transformado num dos maiores centros comerciais do mundo antigo e o de maior importância da Grécia. Tudo isso veio ser um fator multiplicador das riquezas, estimulador da inteligência, fortalecedor do espírito de independência e do amor pela liberdade.

##### Política ateniense

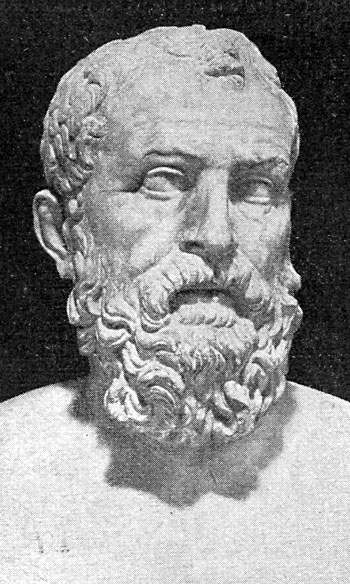
Busto de Sólon

Atenas ganhou fama como o berço da democracia. Mas, antes da sua chegada a esse ponto, passou por um grande número de fases na sua organização política e social.
Nos primeiros tempos, o chefe que governava as cidades-estados foi um rei (monarquia). Nos séculos VII e VI a.C., os grandes fazendeiros foram os destruidores do sistema monárquico e passaram a ser os implantadores de um sistema que germinou a futura democracia.
A classe econômica era numerosamente privilegiada, o que descontentou e revoltou os mercadores, pescadores, marinheiros, artesãos e pequenos proprietários. Esse povo batalhava pela existência de leis escritas e justas que protegessem os direitos de qualquer cidadão.
Então, a solução dos eupátridas foi o encarregamento do legislador Drácon (620 a.C.) da elaboração de leis escritas, que receberam a denominação de leis draconianas. Eram leis com rigidez, dureza, severidade e com punição mortal a quem fosse desobediente. Mas essas leis eram maiormente favorecedoras para os nobres do que para as camadas mais baixas da população, que continuaram preocupadas e foram as classes sociais exigentes em leis que defendessem seus direitos. Depois que as camadas populares protestaram e manifestaram por mais ou menos trinta anos, apareceu um novo legislador, no ano de 594 a.C., que a classe dominante também escolheu, para a elaboração de novas leis e uma reforma social. Esse legislador foi Sólon, que acabou ganhando confiança dos ricos por sua riqueza também e dos pobres por sua honestidade. Desse modo, as leis de Sólon conseguiram alguma estabilidade, paz e justiça social por uma série de anos. Sólon reformava a sociedade com equilíbrio.

##### Constituição de Sólon
Solón dividiu a sociedade em quatro classes sociais (pentacosiomediminus, cavaleiros, zeugitas, tetas). Essa divisão de classes baseava-se na renda (riqueza) de cada um dos quatro. E quanto mais as pessoas enriqueciam, gozavam de direitos e deveres.

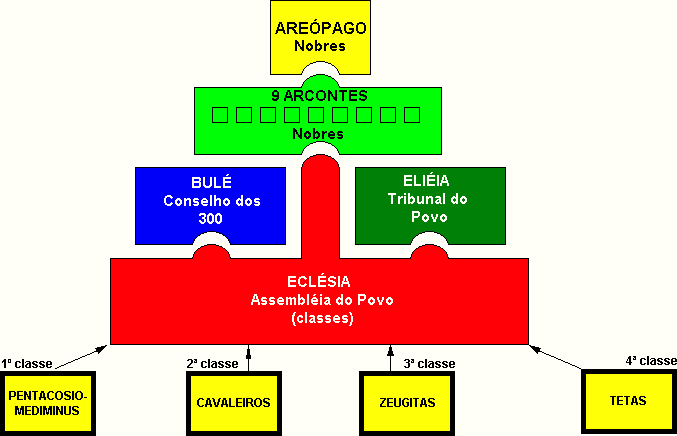
Constituição de Sólon

Um grande número de mudanças políticas e sociais foi trazido pelas reformas de Sólon. Ele concedeu abertura política para formar novos partidos políticos. Porém, uma parte da população (estrangeiros, pequenos camponeses, pobres e escravos) marginalizou-se da vida social, de modo que permaneceram as revoltas populares. Nesse clima agitado, um nobre com ambição, chamado Pisístrato, no ano 560 a.C., tirou proveito da situação e golpeou o governo, sendo estabelecido um novo regime político que se chamava tirania (tirano é aquele que eleva-se ao poder por meios que não constam na constituição).
Com Psístrato, Atenas foi uma cidade pacífica e próspera. A cidade foi transformada num grande centro industrial e comercial. Depois que Psístrato morreu. o governo foi passado a seus filhos, que deram continuidade à política exercida pelo pai.

##### Clístenes, o pai da democracia

Constituição de Clístenes

No ano de 508 a.C., um nobre que se chamava Clístenes elegeu-se arconte e foi o governante de Atenas, em atenção à vontade popular e em consolidação da democracia.
Uma reforma social foi feita por Clístenes, sendo dada maior participação política às pessoas de baixa renda, foi dividida a população em dez tribos e as terras em dez partes igualmente para elas. Cada tribo possuía 50 representantes na Bulé, sendo totalizados os 500 membros formadores do mais importante órgão do governo.
Discutiam-se os problemas em assembleias (eclésias) populares. Clístenes foi o estabelecedor da lei do ostracismo, que exilava por dez anos o cidadão, pelo qual fossem cometidos erros de gravidade ou fosse ameaçada a democracia. Clístenes deu maior abertura política e participação popular nas decisões do governo. Daí o apelido de Clístenes: "Pai da Democracia".

##### Família e educação em Atenas
O ateniense possuía uma grande ligação à família. A casa era reinada pela mulher, enquanto o homem era dedicado às tarefas fora do lar. Unia-se a família pela força dos laços religiosos e por cultuar os familiares que morreram. Veneravam-se estes em altares no interior das residências.
Depois de casada, a mulher passou a ser o cônjuge adotante da religião do marido. Sepultavam-se os mortos e, certas vezes, queimavam-se. Em um grande número de vezes, protegiam-se os túmulos com esculturas feitas de pedras ou monumentos. Quanto à educação, era dada mais atenção à educação dos rapazes.
Quase a totalidade dos elementos do sexo masculino eram seres humanos aprendizes da leitura e da escrita, porque estas eram julgadas qualidades preciosas para a formação de um bom cidadão. Não existiam escolas públicas, mas eram de escolha dos pais as escolas particulares e os professores que lhe agradavam.
As crianças aos sete anos eram matriculadas na escola e elas eram seres humanos aprendizes da música, considerada de importância para elevar o espírito. Até os quatorze anos, eram indivíduos aprendizes da escrita, da literatura (principalmente os poemas de Homero) e do cálculo. Após os quatorze anos, se desejassem permanecer estudando, eram dedicados à ginástica. Nos ginásios, eram os indivíduos praticantes de quaisquer dos esportes e participavam dos Jogos Olímpicos, como lançamento de disco, luta, pugilismo, corrida e salto. Essa educação esportiva objetivava, inclusive, a preparação do jovem para o serviço militar.
Os jovens não eram pessoas livres para a escolha de seus pares, porque as famílias arrumavam os casamentos. O tipo de família era patriarcal, na qual a mulher submetia-se ao homem. Os homens vestiam uma túnica de grande comprimento, que se parece com aquela que os árabes ainda usam atualmente. O vestuário feminino consistia numa roupa de grande comprimento, tipo camisolão.

### Período clássico da Grécia
Durante o período clássico grego aconteceram guerras dentro e fora da península e a cultura grega se desenvolveu e se resplandeceu. Os gregos realizavam guerras externas contra os persas. As guerras internas devem-se à disputa entre Esparta e Atenas naquela época, que lutavam para hegemonizar (dominar) as outras pólis.

#### Guerras Greco-Persas

O Império Ateniense em

Os gregos e persas guerreavam entre si devido às concorrências comerciais e porque ambos os povos desejavam a expansão de seu domínio acima dos povos vizinhos. Os povos eram uma ameaça ao comércio e à vida política de uma grande variedade de cidades gregas. Primeiro, dominaram a cidade de Mileto, que se revoltou e com ajuda solicitada à Atenas. As tropas de Atenas foram movimentadas contra os persas, originando assim a guerra.

##### Primeira guerra

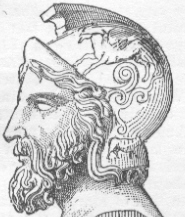
Milcíades

Em 490 a.C., a grande armada persa, sob o comando de Dario I, desceu de sua embarcação na Ática, na planície de Maratona. Conduzidos por Milcíades, os atenienses foram os combatentes dos adversários nos seus pontos fracos, num ataque relâmpago.
Os persas não chegaram nem mesmo a usar suas mãos e seus braços com a intenção de pegar em armas, porque os atenienses já dominaram os inimigos.

##### Segunda guerra

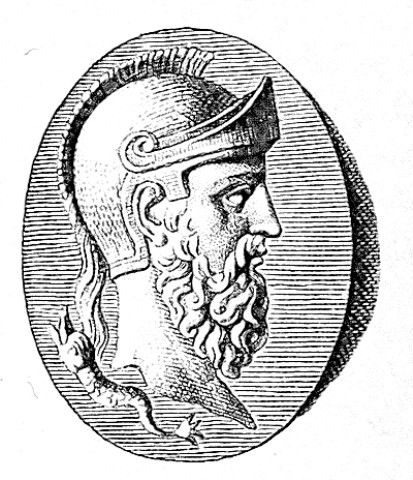
Temístocles

Em 485 a.C., no estreito de Salamina, os gregos derrotaram novamente os persas, sob o comando de Xerxes I, cujo pai foi Dario I. O ataque dos persas, com melhor preparação, se deu por terra e por mar. Os gregos, desta vez, dispunham de melhor exército, por fazerem uma coligação de cidades contra o inimigo, incluindo Esparta. Os persas chegaram a atacar pelo norte, invadiram os valentes espartanos sob a liderança de Leônidas e dirigiram-se ao sul, no local do incêndio de Atenas. Parecia que a Grécia foi derrotada, mas os gregos foram reorganizados e a esquadra persa foi atraída para o estreito de Salamina, local de favorecimento dos pequenos barcos gregos e da dificultação dos grandes navios persas.
Os persas de Xerxes possuíam ainda contra si, as grandes armaduras dos soldados que brigavam por questões monetárias, enquanto o imenso patriotismo movia os gregos. Sob a liderança de Temístocles, os gregos exterminaram os persas, que deixaram seus navios.

##### Causas do enfraquecimento da Grécia
Com o fim das guerras entre gregos e persas, as cidades gregas voltaram para seus interesses políticos, sociais e econômicos locais. Com a vitória de Atenas nos conflitos militares, os atenienses consideravam-se a salvação de toda a Grécia. Diante da possibilidade de novos ataques, Atenas propôs uma aliança das cidades, para se defenderem. Assim, foi criada a Liga de Delos, com a participação de mais de 300 cidades (com exceção de Esparta, que ficou de fora), tendo como sede a ilha de Delos, que centralizariam os tesouros e outros bens.
Diante dessa união, os espartanos, invejosos, reagiram criando a Liga do Peloponeso, reunindo várias cidades. Isso acabou causando um conflito bélico entre as duas confederações com duração de 27 anos - e trégua de seis anos nominada Paz de Nícias. O conflito terminou com a derrota de Atenas. Então, cidades gregas aliaram-se à cidade de Tebas, dominando os espartanos e sobressaindo-se no comando político sobre os gregos por algum tempo. Com isso, a Grécia acabou enfraquecida e no ano 338 a.C. acabou sendo dominada pelo rei Filipe II da Macedônia.

#### O século de Péricles

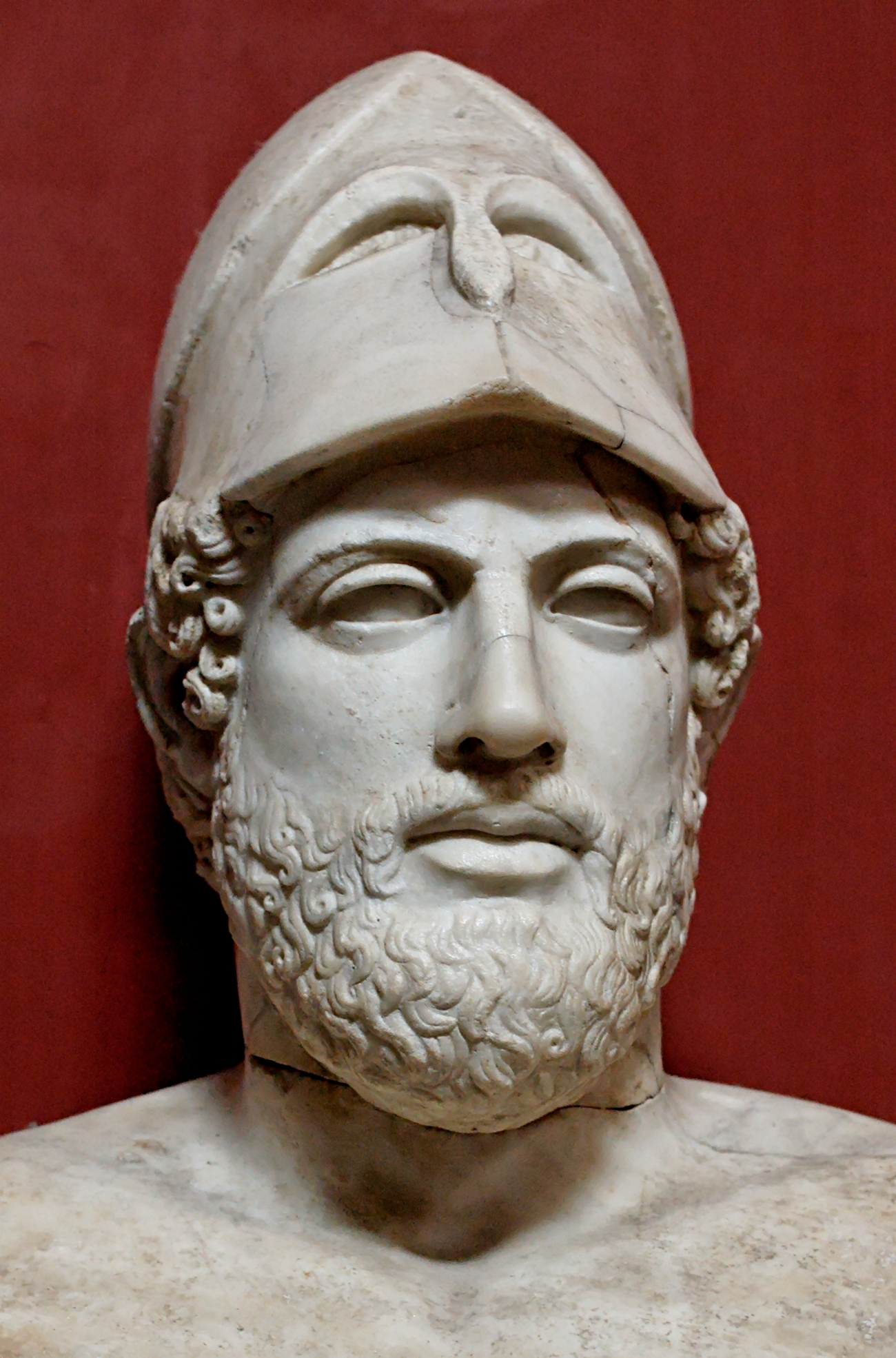
Péricles

Péricles discursava muito bem. Era grande entendedor de arte militar. Como político, era habilidoso e prudente. Era governante de Atenas entre 461 e 429 a.C. (aproximadamente trinta anos). Como governante era um príncipe, sempre concordando com o povo, muito respeitoso com o político.
Péricles frequentava assiduamente o teatro e possuía grande amor às artes. Estava em busca da transformação de Atenas na capital cultural do mundo antigo. Seu período de governo foi esplendoroso. Esse período passou a chamar-se Idade de Ouro da Grécia.

##### Governo democrático de Péricles
A democracia ficou cada vez mais forte e as classes de baixa renda ganharam o direito de participação ativa na política. No parágrafo abaixo, é recomendável uma leitura de um trecho de um discurso proferido por Péricles a respeito do seu governo:
Temos uma forma de governo que causa inveja aos povos vizinhos. Não imitamos os outros e servimos de exemplo aos outros. Quanto ao nome, este governo é chamado de 'democracia' porque não é uma administração para o bem de algumas pessoas e sim para servir toda a comunidade. Diante das leis, todos gozam de igual tratamento. E a consideração de cada um vem não do partido, mas dos méritos demonstrados no serviço da comunidade. Temos medo de conseguir cargos públicos por meios ilegais. Amamos o belo, mas na justa medida, e amamos a cultura do espírito, mas sem desprezar outros valores.

##### O Século de Ouro
Péricles contribuiu para o desenvolvimento maravilhoso das artes, das letras e da filosofia. O projeto de Péricles destinado ao desenvolvimento das artes e da cultura era audacioso. As pólis vizinhas enciumaram-se, mas com elas não havia nenhum impedimento para que crescessem.
Péricles foi o primeiro a incentivar quaisquer das modalidades de expressão artística. Ornamentaram-se as acrópoles e construíram-se vastos monumentos.
Foi nessa época que em Atenas apareceu um grande número de talentos nos setores de arte e cultura, fazendo com que a cidade destacasse e assentasse sua hegemonia.

#### Cultura grega
A arte grega era muito vistosa por ter proporções harmoniosas, por ser equilibrada e serena. Mistura totalmente a inspiração da fantasia e a realidade. Os gregos consideravam esse tipo de arte que inspirou os artistas ao longo dos tempos.

##### Arquitetura grega

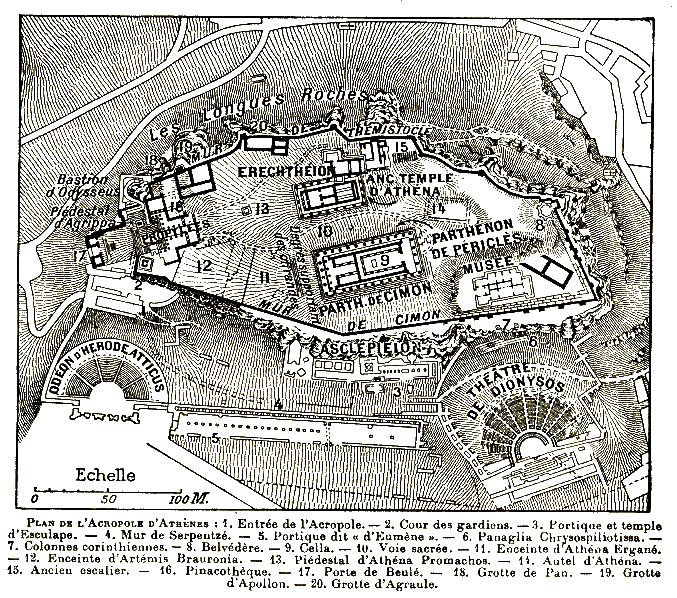
Planta da Acrópole de Atenas

Os gregos eram construtores de palácios, tribunais, teatros e templos que ganharam fama. O monumento de maior fama que os gregos construíram na Acrópole de Atenas foi o Partenon. Define-se o Partenon como um templo que homenageia a deusa Palas Atena, padroeira da cidade.
O Partenon é o templo grego de maior fama. Causa admiração por ter proporções imensas, elegantes e harmoniosas. Não foi obra de um único autor, mas de uma grande variedade de artistas. Entre os artistas merece destaque Fídias. Há numerosas esculturas de Fídias como decoração do templo.
O Partenon se transformou em igreja cristã no século VI e em mesquita turca em 1450 d.C.. A permanência desse templo colossal durou até o século XVII, sem que quase ninguém tivesse posto o dedo. Naquela época, um desastre foi sofrido pelo prédio: os armamentos provocaram a explosão do templo. Isso porque os turcos que exerceram o domínio de Atenas eram guardiães de seus armamentos que ficavam armazenados no templo, o que representava um perigo para a sua segurança. Passou por restaurações, porém, em 1812, os ingleses levaram a beleza de suas esculturas que são encontradas no British Museum, em Londres.
A arquitetura grega ganhou fama também pela tipologia das colunas que se usavam nas construções. Havia colunas com lavor artístico em estilo dórico, jônico e coríntio.

##### Escultura grega

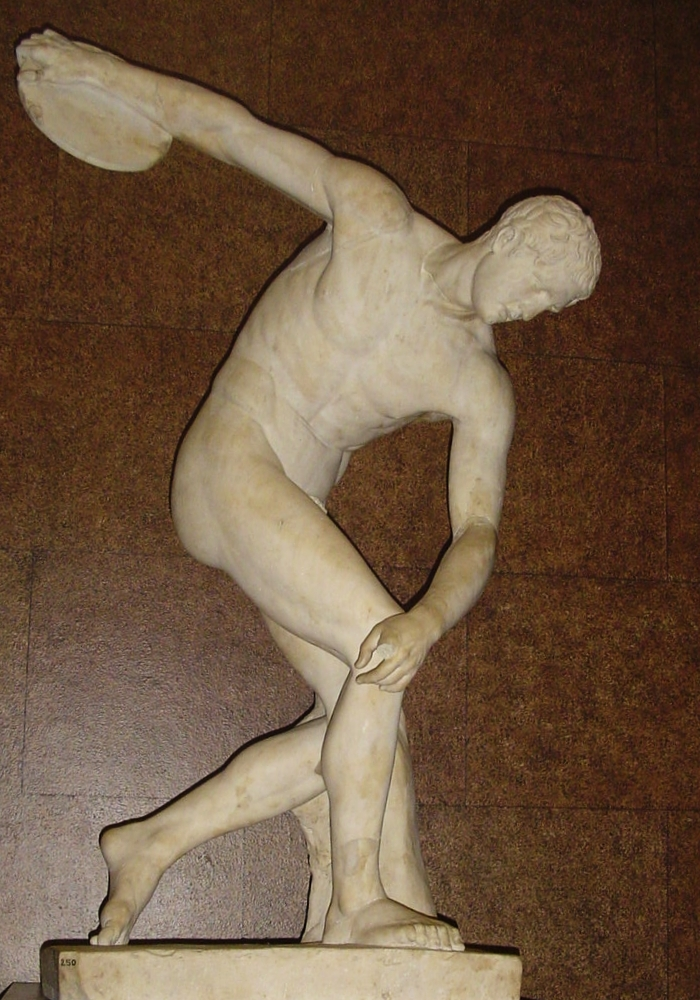
Discóbulo, obra de Miron

As obras que os gregos esculpiam deixam à amostra formas e expressão naturais, idealismo, alegria e companheirismo. Os escultores que os antigos mais conheciam foram Fídias, Miron e Praxísteles.
São também conhecidas as Cariátides. As Cariátides são colunas que formam mulheres. São seis esculturas de jovens bonitas de mármore que vieram de Cária, Ásia Menor, onde havia lindas mulheres. Elas são encontradas no templo Erechthion, em Atenas.

##### Pintura grega
As pinturas dos gregos eram harmoniosas, elegantes e vivas. Infelizmente, há poucos vestígios da pintura grega e o que nos chegou foram principalmente vasos com decoração muito boa e outras peças feitas por ceramistas. As pinturas apareciam na superfície de tecidos, pedras e madeira. Seu costume era a reprodução feita de cerâmica com cenas que ocorriam no cotidiano.

##### Teatro grego

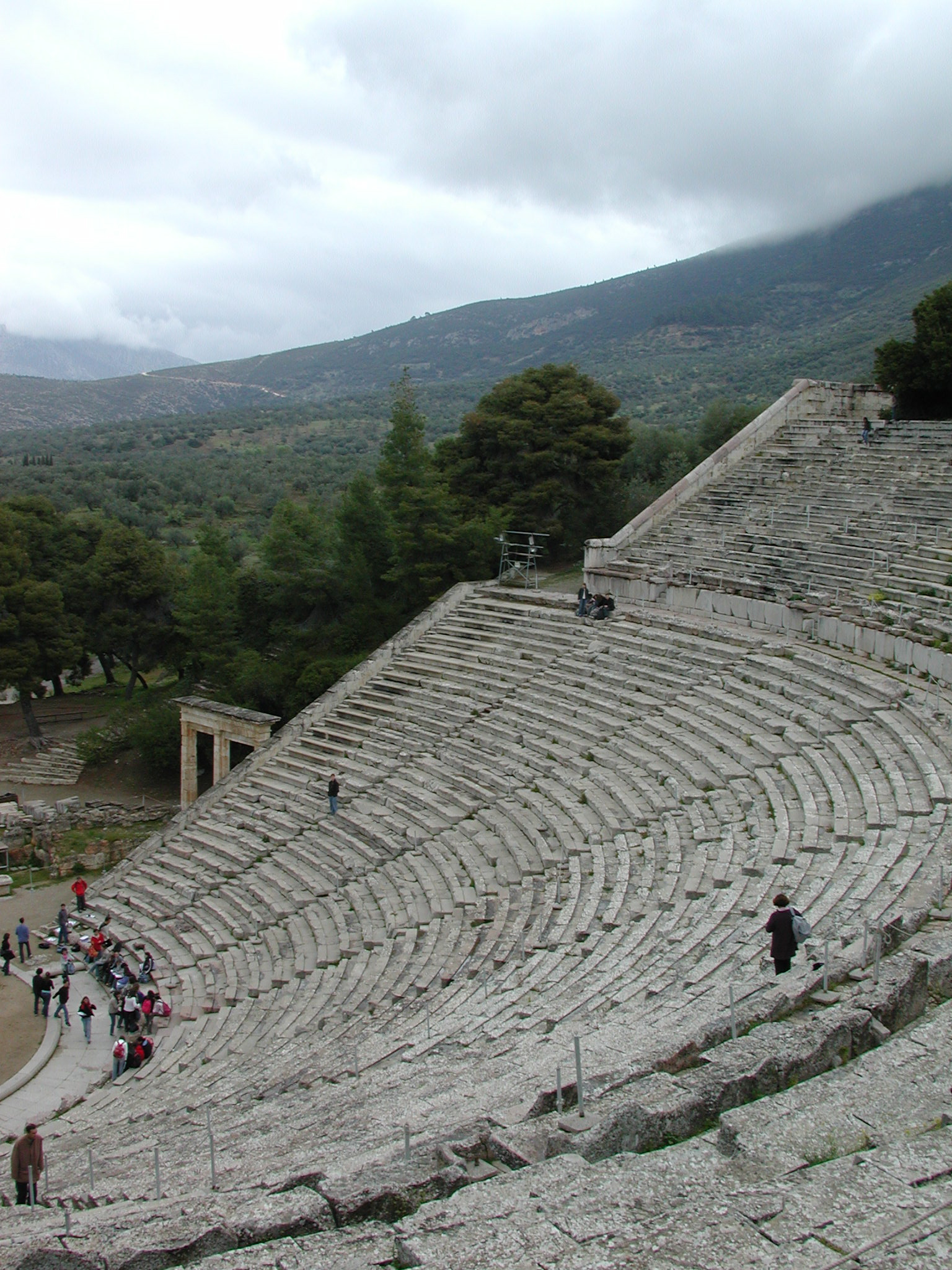
Anfiteatro de Epidauro

Os teatros gregos eram grandes construções que serviam de atrações para muitas pessoas por ocasião de festas religiosas e populares, principalmente as festas que homenageavam a deusa Atena e Dionísio (deus do vinho). Nessas ocasiões, os gregos compareciam a imensos espetáculos (que representavam comédias e tragédias).
As representações dos gregos eram peças com os elementos de essência que o teatro tem atualmente: atores, diálogo e cenário.
Os maiores autores de peças teatrais foram: Ésquilo, Sófocles, Eurípedes. Destaque na comédia Aristófanes, cuja sátira preconceituosa referia-se aos costumes da época. Os temas favoritos ligavam-se às cenas da cidade, à religião e à mitologia.
A acústica dos teatros era muito boa. Havia riqueza e grande variedade dos trajes. O coro acompanhava os atores. O coro era composto de um grupo de cantores e dançarinos, além de uma orquestra. Esses cantores e dançarinos eram utilizadores de máscaras que se chamavam de personas. Essas máscaras representavam o caráter dos personagens com aumento do volume de voz. Por essa razão, aqueles que participam das narrações que ocorrem no teatro, na literatura e no cinema dos dias de hoje, receberam o nome de "personagens". A possibilidade das mulheres era de assistir aos espetáculos, mas de não trabalhar como atrizes. A representação dos personagens era somente dos homens.
Péricles se convenceu de que era importante a franquia de ingressos do teatro a qualquer pessoa. Religião e mitologia grega
A religião grega, foi, na antiguidade, a de maior aproximação entre os deuses e os homens. Era uma religião antropomórfica, ou seja, os deuses eram semelhantes aos homens, com suas qualidades e defeitos. Com uma característica diferente: seu poder e sua imortalidade. Cultuavam-se as divindades nos lares, nos templos e nas festividades religiosas.
O culto era uma tradição. Como se fazia no interior das casas, o fogo sagrado era acendido, os gregos ofereciam e sacrificavam os animais. A religião vinculava com união as pólis entre si. Os oráculos representavam os deuses (eram porta-vozes dos deuses). Ganharam fama nos oráculos de Delfos, Olímpia, Epidauro e Delos. Populares e também políticos iam fazer uma consulta aos oráculos nos templos.
Uma forma de costume grego de homenagem aos deuses eram os jogos e as competições esportivas. Os de maior fama foram os Jogos Olímpicos, que realizavam-se no Monte Olimpo homenageando Zeus, que de acordo com a crença, era habitante desse monte, acompanhando outros deuses. Realizaram-se as primeiras Olimpíadas em 776 a.C. e, desde então, a cada quatro anos.
Na religião grega havia um grande número de mitos e lendas que servem como explicação de como o mundo, os próprios deuses e os homens originaram-se. Não existia um livro sagrado, uma vez que os poetas e artistas alteravam com frequência a religião, que passava por tradição oral de geração em geração.
Para os gregos, o mundo começaria com Nix (a noite) e Érebo (seu irmão), que via-se como o inferno, ou seja, a segunda parte das trevas, com sua existência no Caos (que era o grande vazio inicial). Pouco a pouco Nix e Érebo foram separados, foram afastados cada vez mais, até que Nix foi transformado numa esfera, encurvado e, como um ovo, foi partido e fez nascer Eros (o amor). As duas partes da casca do ovo inicial foram afastadas, e uma foi transformada na abóbada celeste e a segunda num achatamento de disco que é a Terra. O céu passou a se chamar Urano e a terra Gaia. Depois que o céu e a terra se casaram, iniciaram-se as novas gerações divinas.

##### Deuses do Olimpo

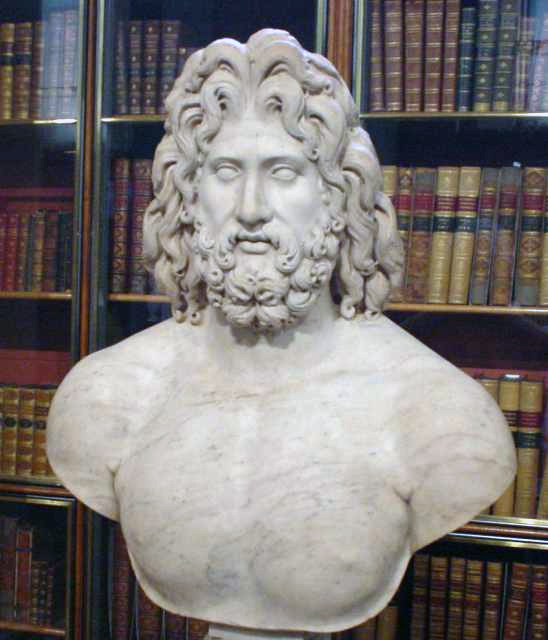
Busto de Zeus

1. Zeus: Deus soberano, cujos elementos que o simbolizam são a água e o fogo.[53]
2. Hera: Esposa de Zeus, cujos seres vivos que a simbolizam são o pavão e a romã.
3. Atena: Filha de Zeus, cujos seres vivos que o simbolizam são a coruja e a oliveira. Deusa que protegia a sabedoria e a estratégia de batalha.
4. Hermes: Trazendo mensagem aos deuses, representava-se com asas nos pés e no capacete.
5. Pan: Deus que protegia os bosques, possui chifres, orelhas e patas de bode. Inventou a flauta.
6. Posidão: Deus que protegia os mares, representava-se com um tridente na mão.
7. Dionísio: Deus que protegia o vinho, representava-se com uma taça e uva nas mãos.
8. Hefesto: Deus que protegia a forja e a metalurgia. Seus símbolos era o martelo e a tenaz.
9. Afrodite: Deusa que protegia o amor e a beleza, cujo elemento que a simboliza é a pomba.
10. Deméter: Deusa que protegia a terra fértil e a agricultura.
11. Apolo: Deus que protegia a harmonia, a luz, a música e a poesia. Seus símbolos eram a lira e o louro.
12. Ártemis: Deusa que protegia a caça e as virgens, seus símbolos eram o veado e o arco.
13. Héstia: Deusa que guardava os lares e o fogo sagrado.
14. Hades: Deus que protegia os mortos e os infernos, em cuja porta estava o cão Cérbero, com três cabeças.[53]

##### Os grandes deuses
- Zeus: considerava-se chefe dos deuses. Sua morada era o monte Olimpo. Ele provocava chuvas, e era o senhor dos ventos e dos trovões. Se casava com Hera, que os gregos cultuavam como a padroeira dos casamentos e das futuras mães.[53]
- Apolo: Seu pai era Zeus, cujo filho era o deus que protegia a beleza, a arte, a música, as curas e as adivinhações.
- Afrodite: Irmã de Apolo, seu pai era Zeus. Deusa que protegia a beleza e o amor. Era nascida das espumas marinhas.
- Hermes: Seu pai era Zeus, cujo filho trazia mensagem aos deuses. Protegia os viajantes, os comerciantes e os oradores.
- Dionísio: Seu pai era Zeus, cujo filho habitualmente acompanha-se de um cortejo de demônios masculinos e femininos (são os bacantes).
- Posidão: Irmão de Zeus (seus pais eram Cronos e Reia), sua esposa era Afrodite. É o deus que protegia os mares. Seus filhos eram monstros.[53]

##### Heróis da mitologia grega

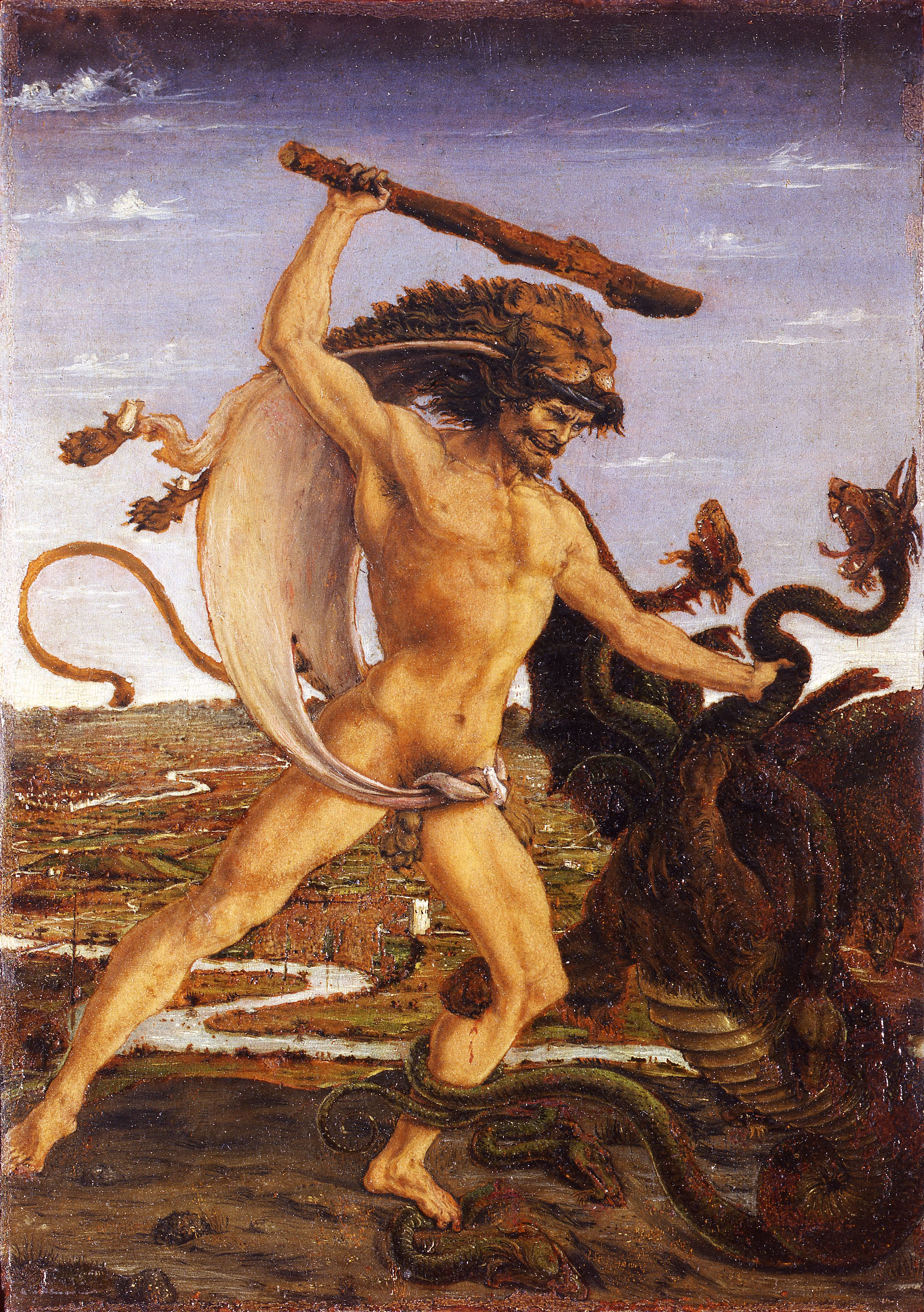
Hércules e a Hidra de Lerna de Antonio Pollaiuolo

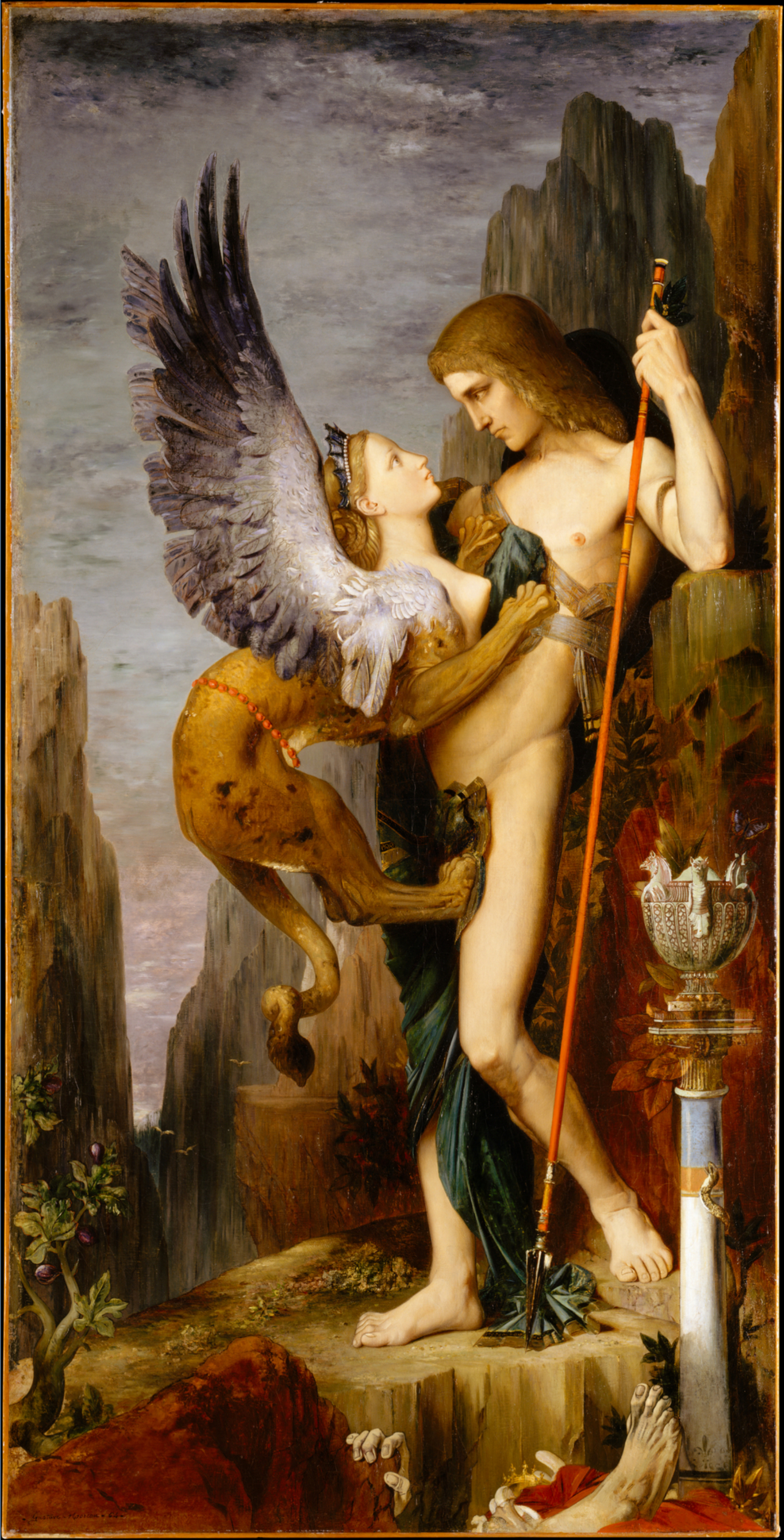
Édipo e a Esfinge (pintura de Gustave Moreau)

Os gregos foram veneradores de alguns semideuses (ou heróis). Os de maior importância foram Hércules, Édipo, Teseu, Jasão e Perseu. Hércules ganhou fama por ser forte. Foram submetidos pelos deuses a uma grande variedade de provas: foram, por ele, todas superadas. Hércules batalhou apenas com um arco e uma clava. As provas ficaram de conhecimento como o Doze Trabalhos de Hércules, entre os quais: o estrangulamento de Leão da Nemeia, a morte da Hidra de Lerna, a captura em vida do Javali de Erimanto, a libertação de Teseu dos infernos, etc..
Édipo era filho de Laio, rei de Tebas, e de Jocasta. De acordo com o oráculo de Delfos, seus destinos eram o assassinato de seu pai e o casamento com sua mãe. Para não ocorrer a tragédia, Laio deixou o filho no ponto mais alto do monte Citéreo, furando os pés e amarrando-o de cabeça para baixo. Depois que os pastores acharam, eles o criaram e, já adulto, de acordo com o destino, seu pai foi assassinado (sem tomar conhecimento). Como recompensa do decifrador do enigma da esfinge atormentadora de Tebas, foi casado com a rainha (que era sua mãe). Chegaram desgraças sobre a cidade e foi revelado pelo oráculo a Édipo que tudo era culpa dele, pois era casado com a própria mãe. Depois que Édipo descobriu a verdade, sua mãe foi suicidada e os próprios olhos dele foram furados e vagou pelo mundo.

### Império Macedônio

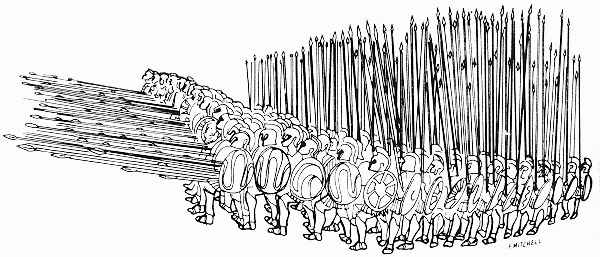
Uma falange macedônia: uma tropa de soldados a pé, armados com lanças, andando na formação apertada

A Macedônia foi organizada militarmente pelo rei Filipe II, ganhando poder. Este rei, quando era jovem, esteve como prisioneiro na cidade grega de Tebas, onde foi aprendiz de alguma coisa da arte militar de Esparta.
Na sua volta à Macedônia, a percepção de Filipe II era de que as cidades gregas estavam se enfraquecendo, sendo de fácil conquista. E, com esta finalidade, o rei macedônio foi o reformador do exército, sendo o introdutor da ilustre falange macedônia, que formou uma grande inovação nos campos de batalhas (que os romanos limitaram futuramente).
Filipe II foi o conquistador da Grécia no ano 338 a.C. Foi morto dois anos depois e seu filho Alexandre Magno tomou posse aos vinte anos de idade. Alexandre, jovem conquistador e glorioso, unificou gregos e macedônios lutando comumente contra os persas. Em sangrentas batalhas invadiram os persas e alargaram o Império Macedônio até a Índia. Os soldados, cansados, não queriam continuar e Alexandre volta, mas, doente com febre, é morto na Babilônia. Então, dividiu-se o seu grande império entre seus três mais importantes generais.
O maior merecimento de Alexandre Magno foi fundir as culturas dos povos vencidos, à procura do estímulo de casamentos entre vencedores e vencidos, e foi o promotor da igualdade de tratamento entre todos os povos que dominou. Essa combinação da cultura grega com a cultura dos povos orientais foi chamada de helenismo.

#### Cultura helenística
Alexandre e seus sucessores foram os fundadores de numerosas cidades para a difusão da cultura grega. Construíram-se à maneira das cidades gregas, com as condições de necessidade para o desenvolvimento da cultura. Entre estas cidades, foram de importância Alexandria (no Egito), Antioquia (na Turquia) e Pérgamo (na Ásia Menor). Alexandria, além de seu farol, que se considera uma das sete maravilhas do mundo antigo, possuía uma enorme biblioteca com uma quantidade superior de 700 mil livros onde sábios de qualquer parte vinham para o aumento de seus conhecimentos.

##### Filosofia grega
A filosofia grega era vista como um meio de compreensão do mundo e do homem e uma tentativa de explicação da razão de ser de todas as coisas. Largaram as explicações mitológicas e religiosas e recorreram à razão e à ciência para a explicação dos mistérios de existência do mundo, do ser humano, os valores morais, a alma e a felicidade.
Os principais filósofos gregos são:

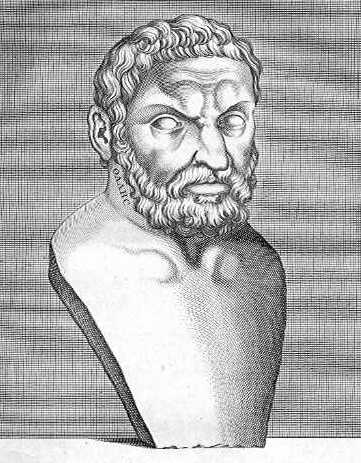
Tales de Mileto, filósofo e astrônomo grego
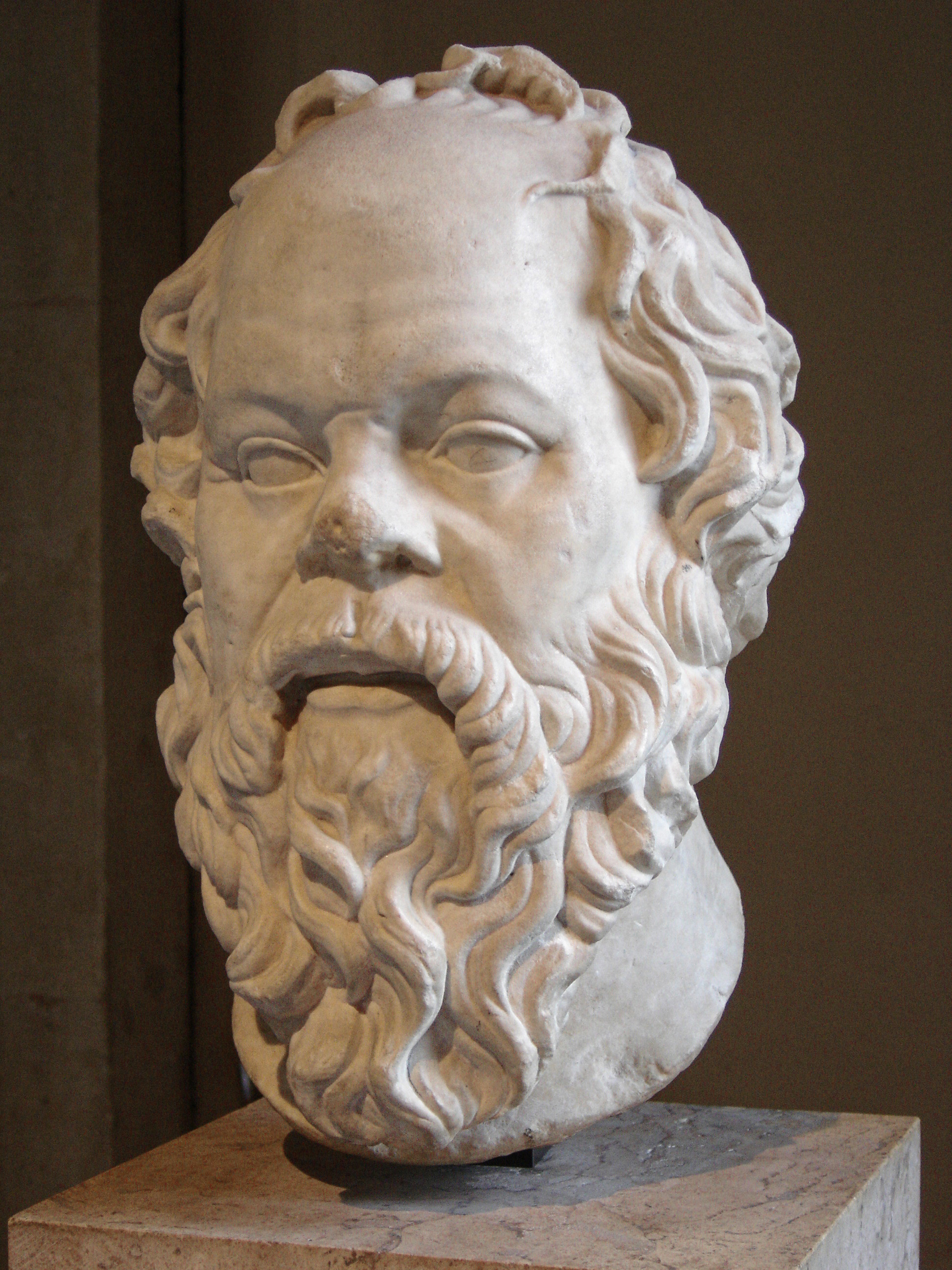
Sócrates, grande filósofo grego
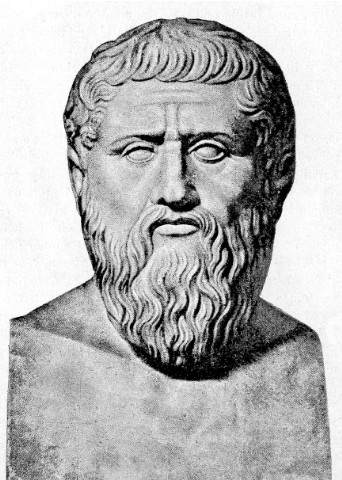
Platão, filósofo grego
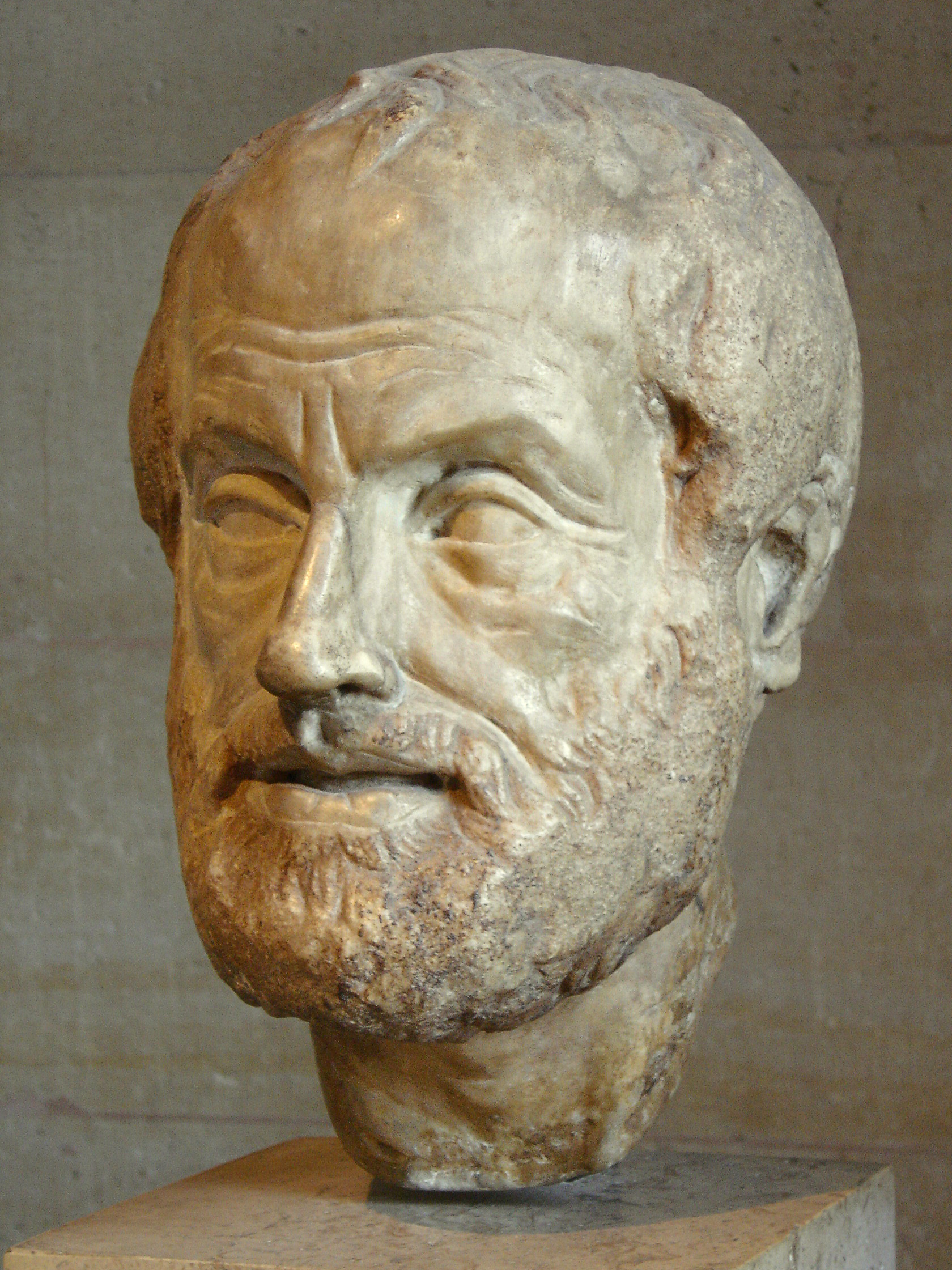
Aristóteles, filósofo grego

- Tales de Mileto: Foi o mais antigo filósofo grego. Também foi especialista em matemática e astronomia.[56]
- Sócrates: Como grande filósofo, ensinava os valores morais. Com o princípio, "conhece-te a ti mesmo", Sócrates dizia que a verdade está no interior de cada um. Seu método educacional era o "diálogo". Era crente num único Deus, não acreditava nos demais deuses e por isso os gregos o prenderam e acusaram de ter corrompido os jovens da Grécia Antiga. Os gregos forçaram a tomar um veneno, a cicuta.[56]
- Platão: Um dos mais importantes filósofos da humanidade, seu professor foi Sócrates e seu aluno foi Aristóteles. Foi analisador da questão social e considerava obrigatória a melhor distribuição de riqueza entre os cidadãos. Sua grande obra foi o livro A República. Considerava que as ideias eram verdadeiramente reais e a ideia de bem superaria a todas. As ideias sombreavam o mundo e as coisas. Foi o fundador de uma famosa escola nominada Academia (nome que derivou de Academo, que era seu amigo e dono do terreno). A filosofia de Platão influenciou enormemente os pensadores da Idade Antiga.[56]
- Aristóteles: Também um dos maiores pensadores da humanidade, seu professor era Platão e seu aluno era Alexandre Magno da Macedônia. Era um espírito pesquisador dedicado a uma grande variedade de assuntos: biologia, política, moral, lógica, psicologia, religião. Acreditava em somente um deus, motor eterno movedor de todas as coisas. Deus é um ato puro, absolutamente perfeito. Criou a filosofia da lógica (raciocínio, argumentação). Para ele, o homem é um animal social e político. Foi o fundador de uma escola com o nome de Liceu, chamado assim por ser vizinho do templo de Apolo Lício. Como Platão, influenciou muito em toda a Idade Média, até a modernidade.[56]

Houve demais filósofos participantes de demais correntes filosóficas, como os sofistas, que consideravam que a verdade não pode ser conhecida, portanto, tudo tem validade; cínicos, que desprendiam-se dos bens materiais e apegavam-se aos valores espirituais; os epicuristas, que consideravam que o objetivo da vida é a busca dos prazeres; os estoicos que a felicidade está na aceitação das coisas como elas ocorrem, resignando e mesmo sendo obrigado a sofrer.

### Roma Antiga
A Itália é uma península ao sul da Europa, que invade o mar Mediterrâneo em direção à África. É cercada pelos mares Jônico, Tirreno e Adriático. A Itália é montanhosa, tendo os Alpes ao norte e sendo percorrida de norte a sul pela cadeia dos montes Apeninos. O litoral costeiro italiano não é favorável à navegação. Esse fator geográfico fez com que os primitivos povos da Itália se dedicassem ao pastoreio e à agricultura.

Itália Romana

A Itália foi invadida por vários povos, como a denominação geral de italiotas, que se subdividiam em sabinos, latinos, samnitas e úmbrios. Habitavam inicialmente a Itália central.
Os gregos, localizados próximo da Itália, ocuparam muitas regiões do sul da Itália e aí fundaram prósperas colônias, como Siracusa, Agrigento, Síbaris, Taranto e Nápolis. Os italiotas aproveitaram muito da cultura grega, como o uso do alfabeto, técnicas agrícolas, noções científicas, o gosto pela arte e adotaram a religião grega, com muitos de seus deuses.
Também os cartagineses, vindos do norte da África (Cartago), fundaram suas colônias ao sul da Itália (na Sicília, na Sardenha e na Córsega) e mantiveram relacionamento comercial e cultural com os italiotas.

#### Fundação de Roma

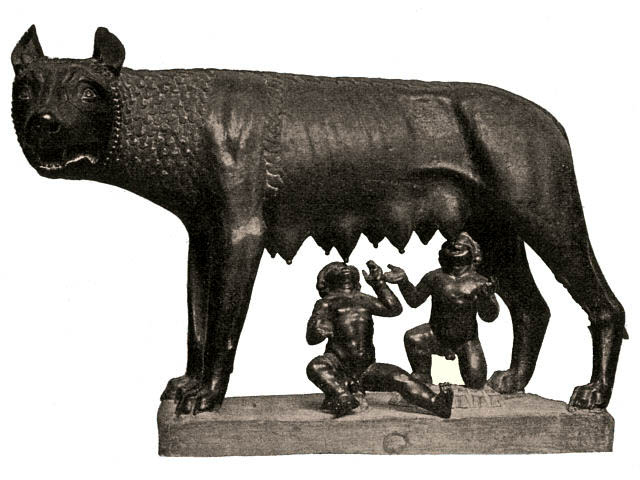
De acordo com a lenda, Roma foi fundada em por Rômulo, que foi criado por uma loba junto de seu irmão Remo

De acordo com a lenda, a cidade de Roma foi fundada em 753 a.C. por Rômulo, na região do Lácio.
O poeta romano Virgílio, em seu livro Eneida, narra que um bravo combatente da guerra de Troia, chamado Eneias, fugiu para a região do Lácio, e entre seus colocados num cesto nas águas correntes do rio Tibre. O cesto parou numa das margens e as crianças foram recolhidas pelos pastores e amamentadas por uma loba. Quando grandes, fundaram Roma, que teve Rômulo como primeiro rei. Na realidade, as escavações arqueológicas demonstraram que já tinha existido no local uma aldeia de pastores há uns milênios antes de Cristo.
Fundada ou não pelos gêmeos, o certo é que esta cidade (Roma) dominou povos vizinhos e se tornou a principal cidade do Lácio. Conta-se que logo no início a cidade precisava de mais habitantes, e os romanos de Rômulo resolver raptar numa festa muitas filhas dos sabinos (rapto das sabinas). Assim, os sabinos foram o primeiro povo a se unir aos romanos.
Latinos e sabinos tiveram quatro reis que se alternaram, sendo dois romanos e dois sabinos. Depois desses reis, os romanos foram dominados, no século VII a.C., por um povo mais adiantado, os etruscos, que estavam conquistando povos vizinhos. Três reis etruscos governaram Roma.

##### Etruscos
Os etruscos, de origem desconhecida, ocuparam grande parte da Itália. Eram um povo de civilização adiantada, mas, infelizmente, pouco conhecemos de sua cultura, por falta de documentação e porque a sua escrita ainda não foi decifrada.
Eram hábeis marinheiros, desenvolveram técnicas de trabalho com metais, como bronze, ferro, ouro e prata. Formaram cidades-estados e chegaram a formar uma forte confederação. Tiveram bom relacionamento comercial e cultural com fenícios e cartagineses. Mas encontraram forte resistência de sólidas colônias gregas da Magna Grécia.

#### Períodos históricos
A História da Roma Antiga pode ser dividida em três períodos:
- Monarquia (de 753 até 509 a.C.);
- República (de 509 até 27 a.C.);
- Império (27 a.C. até 476 d.C.).

##### Monarquia(753–509a.C.)
Durante a monarquia, Roma foi governada por sete reis, sendo dois romanos, dois sabinos e três etruscos. Havia duas classes principais, em constante rivalidade, que eram os patrícios e os plebeus. Havia também os clientes e os escravizados.
Os patrícios eram os proprietários das terras, do gado, tinham muitos direitos e participavam ativamente do governo.
Os plebeus formavam aquela parte da população que não tinha origem nobre, com pouca participação política, que se dedicava aos mais variados afazeres no campo, no artesanato e no comércio. Com o decorrer do tempo, os plebeus lutaram por melhores condições sociais e conseguiram dos patrícios maior participação na política e mais direitos como cidadãos.
Os clientes formavam uma camada intermediária entre os patrícios e os plebeus. Eles viviam na dependência dos patrícios. A maioria dessa classe era formada por trabalhadores agrícolas, que dependiam dos grandes proprietários rurais. Havia também nesta classe os estrangeiros, os filhos ilegítimos, os libertos. O cliente recebia a terra para cultivar e algumas cabeças de gado, tinha proteção contra violências e defesa nos tribunais. Em troca desses favores, os clientes deviam prestar o serviço militar, ajudar os patrícios na vida política e seguir suas ordens.
Os escravizados, inicialmente em número pequeno, foram empregados nos serviços mais pesados. O patrão tinha sobre os escravizados direito de vida e morte, podendo vendê-lo ou libertá-lo. Tornavam-se escravizados os prisioneiros de guerra, os que não podiam pagar suas dívidas ou os que desertavam do exército.
Os reis na monarquia tinham vários poderes: o poder religioso (como pontífice máximo), o poder militar (comandante do exército) e o poder de juiz supremo do povo. Faziam as leis (poder legislativo) e as aplicavam (poder executivo).
O rei exercia o governo com auxílio do senado e das assembleias romanas. O senado era um conselho de anciãos (senes = anciãos) que o rei consultava sobre os mais importantes problemas a serem resolvidos. As assembleias eram formadas de patrícios, que se reuniam em 30 cúrias, cada uma com seu representante. A assembleia curiata podia declarar guerra, aprovar ou vetar as leis propostas.
A monarquia teve fim no reinado de Tarquínio, o Soberbo, por causa de uma revolta popular. Roma havia se tornado, por volta de 500 a.C., a cidade mais importante do Lácio. A população aumentava, os problemas sociais e políticos se tornavam difíceis e o rei se mostrava autoritário (tirania).
Os patrícios resolveram dar um golpe de Estado, tomaram o poder e proclamaram a república, que era uma forma de governo democrático. República vem de res publica, que significa "coisa do povo").

##### República(509–27a.C.)
Inicialmente, na República Romana havia muita aristocracia (os poderes políticos eram de exclusividade dos nobres). Depois, seu caráter era mais democrático, no qual participava a plebe no poder.
Foi feita pelos republicanos a divisão de poderes. Anteriormente, os poderes tiveram maior concentração nas mãos do chefe de Estado da monarquia, ou seja, o rei. O caráter dos cargos passou a ser temporário.
O poder era dividido em três órgãos legislativos:
- Senado;
- Magistraturas;
- Assembleias populares.

O senado era um conselho de anciãos (no começo 300, posteriormente 600), que os patrícios escolhiam. Tinham como função o recebimento de embaixadas de outros países, o tratamento com países do exterior, a nomeação de governadores provinciais, o controle da administração pública e a criação do decretos-leis (os senatus consultus = decisões tomadas).
Devido aos elementos que muito experientes e autoritários, o Senado romano foi por muito tempo o principal órgão governamental da República Romana. Um magistrado exercia a presidência do senado. O magistrado podia ser um cônsul, um pretor ou mesmo um tribuno.
As magistraturas eram cargos de importância que os patrícios exerciam. Para a evitar abusos no poder, os patrícios exerciam as magistraturas apenas por um ano. Havia dois ou mais magistrados para cada cargo.

##### Política romana

Afresco Cícero denuncia Catilina que representa o senado romano reunido na Cúria Hostília. Palazzo Madama, Roma

A seguir é listado a política romana:
- O senado aconselha os magistrados, controle e administração pública. Cargo vitalício.
- Os cônsules, eleitos em número de 2, presidiam o Senado e os comícios em tempo de paz, propunham leis, comandavam o exército e indicavam um ditador em tempos de guerra.
- Os pretores cuidavam da justiça, com funções parecidas com a de nossos ministros de hoje. Cuidavam do governo dos territórios.
- Os censores faziam o censo dos cidadãos para as listas eleitores ou para a cobrança de impostos, de acordo com a riqueza de cada um. Controlavam a moral (os costumes) dos cidadãos (entregavam ao Senado as listas com os nomes dos cidadãos de maus costumes ou indignos). Escolhiam os senadores entre os chefes das melhores famílias patrícias.
- Os edis cuidavam da conservação da cidade (abastecimento, policiamento, espetáculos públicos, manutenção dos templos, das estradas).
- Os questores, encarregados das finanças, cuidavam do tesouro público, dos impostos, dos pagamentos.
- A assembleia da plebe e os Tribunos da Plebe eram os defensores da plebe. Podiam propor leis e vetar leis que fossem contra os direitos do povo. Não podiam se ausentar de Roma e as portas de suas casas deviam estar sempre abertas ao povo.

O ditador era um magistrado especial, eleito por 6 meses apenas nos momentos de crise e de guerra. Nessa temporada, reunia poderes absolutos.
As assembleias populares, também chamadas comícios, eram três:
- Comícios Curiatos;
- Comícios Tributos;
- Comícios Centuriatos.

Essas assembleias populares tinham grande força de decisão política sobre assuntos importantes, como a guerra e a pena de morte. Elegiam os representantes que iriam ocupar os cargos da magistratura.

#### Lutas sociais

##### Patrícios e plebeus
Os patrícios eram a classe dominante, tinham as melhores terras, privilégios e direitos políticos. Eram grandes as diferenças sociais entre a classe dos patrícios e plebeus. Os plebeus, pequenos agricultores, artesãos e comerciantes, eram eleitores, mas não podiam ser eleitos. Eram obrigados ao serviço militar, mas no caso de vitória não tinham direito de receber do governo as partilhas de terras (ager publicus) e não podiam casar com pessoas da classe patrícia.
Além do mais, como pequenos proprietários, tinham de abandonar por longo tempo suas propriedades para servir ao exército e quando voltavam não recebiam apoio do Estado para se refazerem dos prejuízos, sendo muitas vezes obrigados a contrair dívidas com os patrícios. Muitos se arruinavam de vez, passando à condição de escravos.
Por esses e outros motivos, durante dois séculos houve rivalidades e lutas entre patrícios e plebeus, até que os patrícios reconheceram vários direitos para a plebe.

##### Conquistas da plebe
No início das lutas, pelo ano 494 a.C., os plebeus chegaram a formar um exército e se retiraram para o monte Sagrado (perto de Roma), onde pretendiam fundar uma cidade independente. Recusaram-se a defender Roma nas guerras contra outros povos que a estavam ameaçando.
O forte do exército romano era formado por soldados plebeus e, assim, os patrícios foram obrigados a negociar com eles para que voltassem a Roma. Concederam a eles o direito de terem seus tribunos (os tribunos da plebe) para defenderem seus direitos e terem voz ativa nas decisões políticas.
Os tribunos da plebe eram invioláveis, isto é, não podiam ser presos pelo senado. Mas os direitos de patrícios e plebeus ainda não eram iguais, pois as leis romanas não eram escritas (eram orais) e os patrícios é que interpretavam as leis nos tribunais, geralmente a seu favor. Os plebeus exigiram leis escritas, ameaçando de novo se retirar para o Monte Sagrado. Os patrícios enviaram à Grécia legisladores para estudar as leis gregas. O resultado foi que as leis romanas foram escritas em doze tábuas de bronze (Lei das Doze Tábuas).
Mas os plebeus perceberam que quase nada mudou, pois as leis escritas eram as mesmas de antes, que os colocavam numa posição de inferioridade diante dos patrícios (o poder nas mãos dos patrícios, escravidão por dívida e proibição de casamento entre as duas classes).
Diante de novas pressões da plebe, foi criada a lei Canuleia, em 445 a.C., permitindo os casamentos mistos entre patrícios e plebeus. A próxima conquista da plebe foi a Lei Licínia Sextia. Essa lei proibia a escravidão por dívida e determinava a distribuição das terras com mais critério. Dava também aos plebeus o direito de serem eleitos para o consulado.
Daí por diante, os plebeus foram conseguindo o direito de participação política em vários cargos, mas isso fez com que a plebe se dividisse em plebe rica e plebe pobre, pois as campanhas políticas eram caras e os cargos não eram remunerados. Com o tempo, uma parte dos plebeus adquiriu condições elevadas e se misturou com os patrícios, enquanto a camada mais pobre continuou simplesmente a plebe romana.

#### Lutas por melhorias sociais

##### Irmãos Graco
- Tibério Graco: Eleito tribuno da plebe no 133 a.C., propôs uma reforma agrária. Cada proprietário de terra estatal (ager publicus) não podia receber mais de 500 jeiras de terra e o restante devia ser dividido entre os camponeses pobres. Em torno de suas ideias formou-se um partido que podemos chamar de democrático. Essa tentativa de redistribuição de terras era uma ideia corajosa, mas difícil de se realizar, porque logo encontrou oposição dos grandes proprietários de terras, que dominavam o senado. Os inimigos de Tibério provocaram um tumulto e aproveitaram a ocasião para assassiná-lo juntamente com mais de trezentos senadores que o apoiavam. Seus corpos foram jogados no rio Tibre.[63]
- Caio Graco: Alguns anos depois, o programa de Tibério foi seguido por seu irmão Caio Graco, eleito tribuno em 123 a.C. Caio era orador convincente e apaixonado e um dos grandes políticos de Roma. Fez a '"lei dos grãos de trigo"', para qual deveriam ser vendidos a preço bem baixo dos grãos de trigo, de modo a favorecer os pobres, para que o alimento não lhes faltasse. Logo após, exigiu a aplicação da lei agrária, que já havia sido aprovada por seu irmão Tibério. Fundou colônias, onde os camponeses podiam obter a distribuição de terras para trabalhar e sobreviver. Como seu irmão, foi assassinado num tumulto provocado por seus inimigos.[63]
- Espártaco: No ano 73 a.C., um grupo de gladiadores da cidade de Cápua se rebelou. À frente deles estava um valoroso escravo de nome Espártaco. Sob sua liderança, milhares de escravos se revoltaram.[63] Nessa época, havia mais escravos na Itália que homens livres. Eram comuns as revoltas de protesto e muitos plebeus arruinados migravam para Roma, onde recebiam do governo pão e circo para controlar a situação.[63] Espártaco desafiou o exército romano e pretendia atravessar os Alpes, levando seus seguidores fora da Itália e libertá-los. Entre eles, porém, houve discórdia e foram facilmente abatidos pelo exército romano. Ao fim de desesperada batalha na Apúlia, caiu valorosamente à frente de 60 mil companheiros que lutavam pela liberdade. Outros 6 000 escravos foram capturados e sacrificados, alguns sacrificados ao longo da estrada de Cápua e Roma (Via Ápia - 71 a.C.).[63]

### Expansão romana

Mapa das Guerras Púnicas

Concluída a unificação da Itália, os romanos se voltaram para as conquistas do Mediterrâneo, como Cartago, Grécia e suas colônias, Egito, Síria e Judeia. Os romanos chamavam os cartagineses de "punis", palavra grega que significa fenícios, daí o nome de "guerras púnicas". De fato, segundo a tradição, Cartago foi fundada por mercadores fenícios vindos da cidade de Tiro por volta de 814 a.C.. A posição geográfica de Cartago era formidável. Na encruzilhada das rotas ocidentais e orientais do Mar Mediterrâneo, os seus portos movimentavam intenso comércio. Cartago expandiu-se tornando-se uma colônia que fundou várias outras colônias em seu redor, mais além no Gibraltar e na Espanha, como Sagunto, onde se exploravam minas de prata. A expansão e o progresso de Cartago causaram inveja aos romanos, que começaram a bloquear o comércio cartaginês no Mediterrâneo. Houve três guerras entre Roma e Cartago.

#### Primeira Guerra Púnica
Foram 23 anos de lutas, e tudo começou quando os romanos tomaram uma boa parte da Sicília, que era de domínio cartaginês. O Senado romano mandou uma potente frota com mais de 100 navios. O exército romano não estava habilitado a combater no mar, mas tinha espírito prático e firmeza.
Os cartagineses, sob o comando do general Amílcar Barca, após anos de lutas, deixaram a Sicília para os romanos. Perderam a guerra e foram obrigados a pagar alta quantia em dinheiro. Nos anos seguintes, os romanos dominaram as ilhas Sardenha e Córsega, que passaram a fazer parte do mundo romano. Depois dessas vitórias no mar, os romanos resolveram invadir o território africano para invadir Cartago.

#### Segunda Guerra Púnica

Segunda Guerra Púnica

Foram 16 anos de lutas. Morto Amílcar, assumiu o comando seu filho Aníbal Barca, que planejou atacar os romanos não mais por mar e sim, desta vez, por terra. O plano de Aníbal era atacar a Itália vindo pela Espanha e atravessando os Alpes. Organizou poderoso exército com trinta mil soldados e dezenas de elefantes adestrados. Chegando à Itália, teve uma primeira vitória em Trébia e daí marchou para Roma. O Senado nomeou Cipião para organizar a defesa contra o invasor. Cipião atacou Cartago, obrigando Aníbal deixar a Itália e defender seu povo. Mas foi vencido em Zama, perto de Cartago, no ano 202 a.C..

#### Terceira Guerra Púnica
Foram quatro anos de lutas, que terminaram com a destruição de Cartago. Sem domínio marítimo nem comercial, os cartagineses, mesmo assim, continuavam a preocupar os romanos. No Senado romano, o censor Catão insistia em seus discursos que "Cartago devia ser destruída", pois sempre representava uma ameaça. Por fim, os romanos se decidem a destruir totalmente Cartago e proibir qualquer tentativa de reconstruir a cidade. Isso ocorreu no ano de 146 a.C., quando Cartago passou a ser uma simples província romana na África.
Vencida Cartago, os romanos se lançaram à conquista do Mediterrâneo oriental, dominando a Grécia, o Egito, a Síria e a Judeia. E se tornaram senhores absolutos do Mediterrâneo, que passaram a chamar de Mare Nostrum (Nosso Mar).

#### Consequências das Guerras Púnicas
Após as Guerras Púnicas e as outras conquistas, grandes dificuldades se abateram sobre Roma:
- considerável aumento do número de escravos;
- lutas internas pelo poder;
- dificuldades administrativas;
- altos impostos pelo governo.

Com as conquistas, Roma se tornou uma potência mundial e a sociedade romana sofreu profundas transformações. De um lado, os nobres, os cavaleiros, latifundiários e novos ricos criaram novas formas de riqueza, fundadas na especulação comercial, financeira e nas conquistas e posses de terras. De outro lado, os pequenos camponeses, clientes e parasitas se tornaram ainda mais pobres.
As classes sociais se distanciavam cada vez mais. Os ricos tinham em mãos o poder e a maioria das terras. Os pequenos camponeses perdiam suas terras, que eram doadas aos oficiais que voltavam vitoriosos das conquistas. Outros se endividavam e perdiam tudo. Desse modo, Roma começou a receber uma enorme população de desempregados e falidos que reclamavam do governo moradia e comida. As autoridades romanas passaram a controlar os ânimos e a situação distribuindo gratuitamente alimentação e preenchendo o tempo vazio dos desocupados oferecendo muita diversão (pão e circo).
Os escravos, considerados coisas e provenientes de guerras e dívidas, em número maior do que o dos homens livres, eram quem executava todos os tipos de serviços e sustentava o restante da população. Em número superior, tentaram até várias rebeliões, sendo a mais importante liderada por Espártaco.
Essas diferenças sociais, as dificuldades administrativas e as lutas internas pelo poder vão levar a República romana a um enfraquecimento e decadência, finalizando com a volta ao sistema do Império.

#### Lutas pelo poder

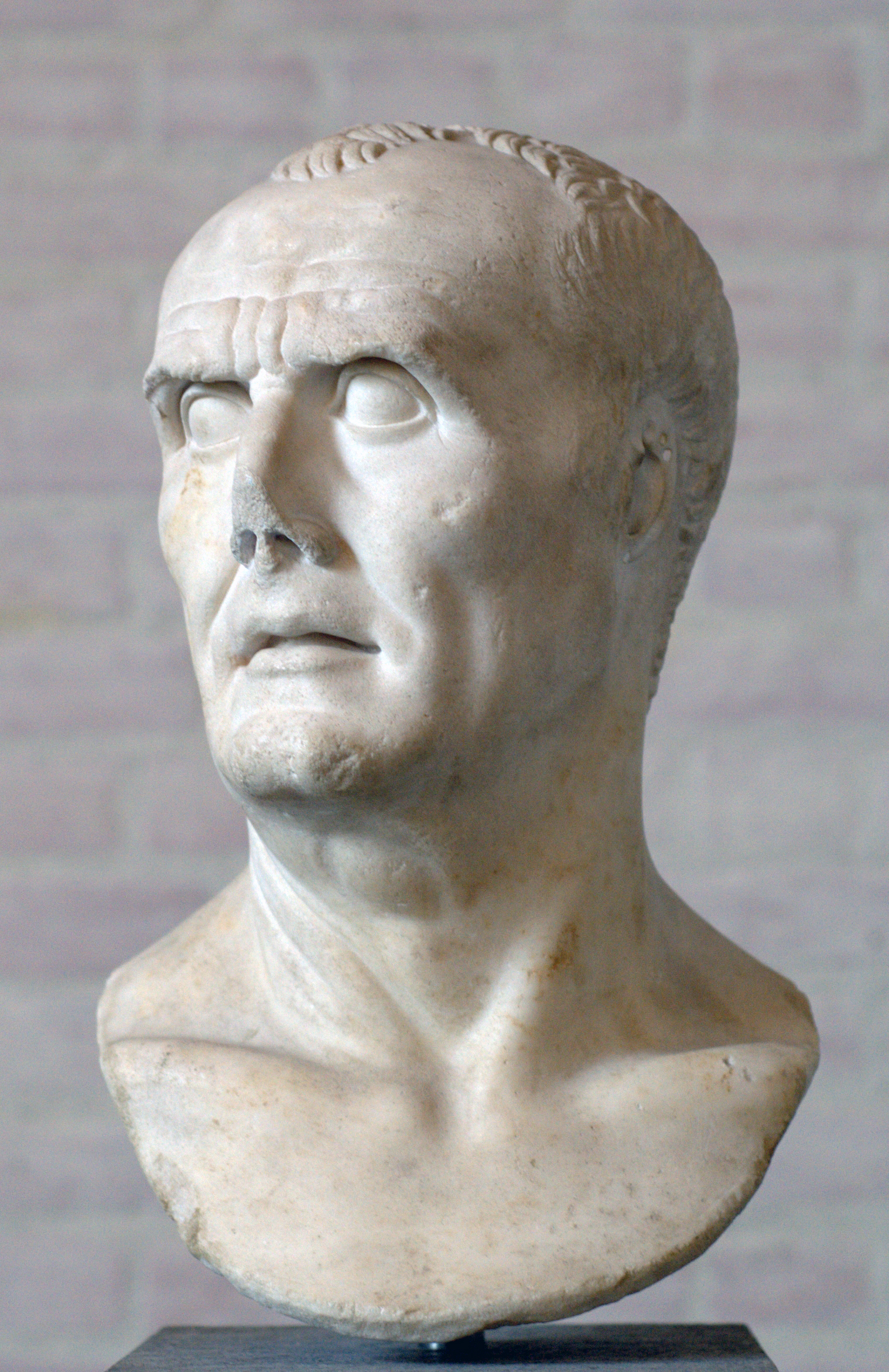
Busto de Mário

Além das lutas dos irmãos Graco (Tibério e Caio) por reformas agrárias e melhorias sociais, a República romana foi agitada por lutas internas pelo poder e lutas entre classes sociais.
Em 106 a.C., Caio Mário, um general vitorioso nas conquistas militares, tornou-se cônsul por seis vezes consecutivas e reuniu em torno de si um forte partido democrático. Mário e o seu partido apoiavam as reformas populares e promoviam leis que eram contrárias aos interesses da aristocracia.
A aristocracia, sentindo-se prejudicada, procurou organizar-se e reforçar o partido dos nobres. No ano 88 a.C., um general bem-sucedido, foi eleito cônsul. Sila, um aristocrata, toma a liderança do seu partido. No 83 a.C., estoura uma guerra social entre os partidários de Mário e Sila. Várias cidades em volta de Roma apoiaram as reformas sociais de Mário, mas foram dominadas pelas tropas de Sila em violentos combates. Por fim, Sila domina a situação e se proclama ditador perpétuo. Entre as suas reformas estão: aumento do número de senadores, diminuição do poder dos tribunos da plebe, premiação de muitos soldados com terras confiscadas e organização de uma lista de adversários políticos ou pessoais que deveriam ser assassinados ou desterrados.
No ano 79 a.C. Sila se retira da política e o poder passa a ser disputado pelos partidos durante vários anos. Nessa época, a República Romana não teve paz. Além das lutas por conquistas externas, surgiram problemas de fome, carestia e desemprego. Entre os políticos que disputavam o poder, três fizeram uma aliança para governar o mundo romano.

#### Triunviratos

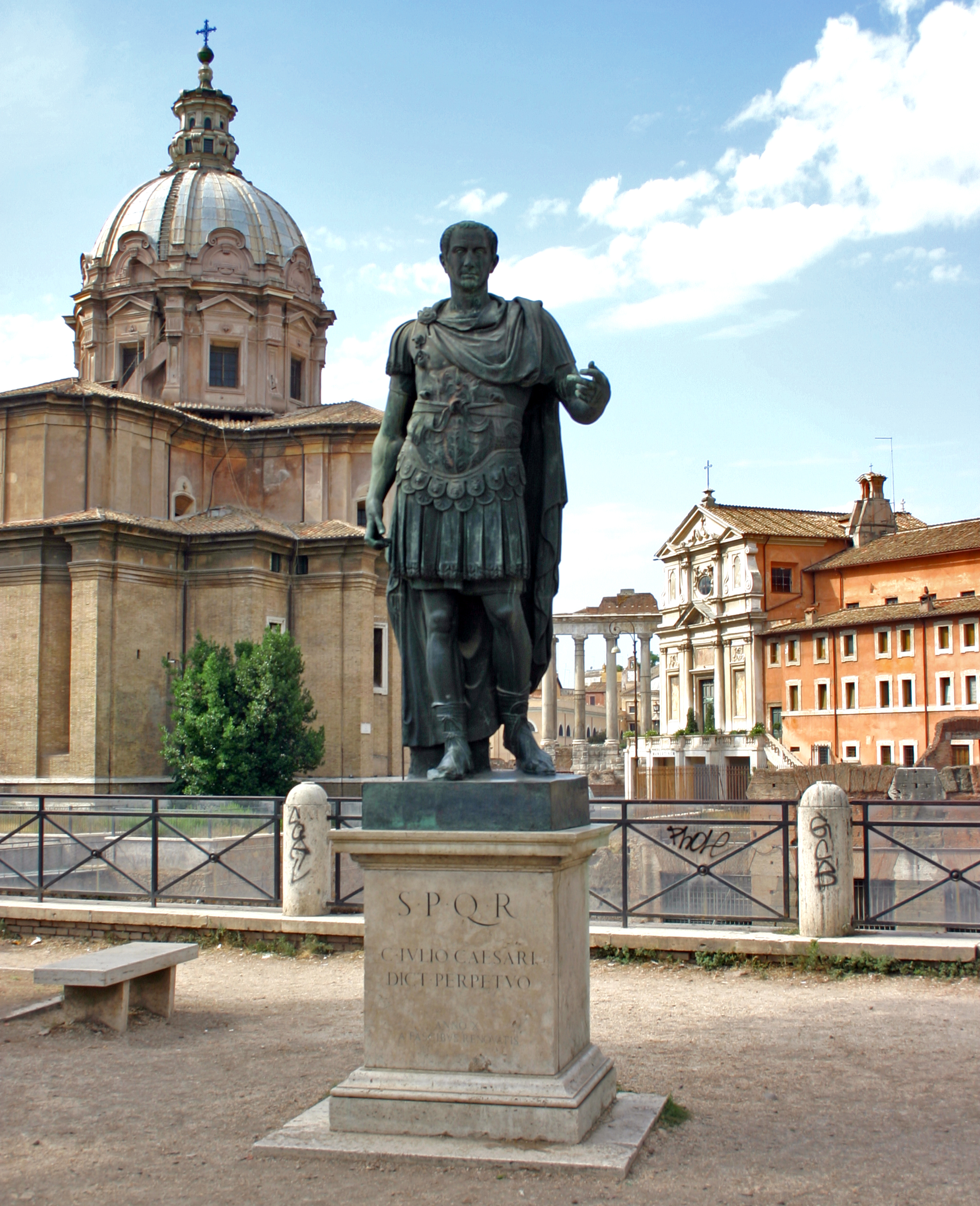
Estátua de Júlio César no Fórum Imperial, Roma, Itália. Trata-se de uma obra moderna, em bronze

Formou-se o que se chamou de primeiro triunvirato (três no poder), formado por Pompeu, Crasso e Júlio César. Cada um passou a administrar uma parte do grande domínio romano: Pompeu ficou em Roma, Crasso foi para o Oriente e César ficou com o governo das Gálias. Crasso morreu em combate no Oriente (53 a.C.). Júlio César, ambicioso e já com grande popularidade em Roma, ganhou a desconfiança do Senado romano, que passou a apoiar Pompeu. Mas César marchou sobre Roma e dominou as tropas de Pompeu, que fugiu para o Egito, onde foi assassinado. César tornou-se, então, senhor absoluto do poder, ditador vitalício, e aspirava também ao título de rei.
No curto espaço de tempo do seu governo, César realizou um grande programa de reforma:
- pôs ordem na cidade;
- reduziu o número de pessoas que recebiam gratuitamente do governo alimentação e diversão (pão e circo);[69]
- fez com que os agricultores voltassem aos campos;
- cada cidadão romano só podia ter de 1 a 2 escravos;
- aumentou o número de funcionários;
- deu início a grandes obras públicas;
- diminuiu o poder do Senado e reuniu os poderes nas próprias mãos.[69]

O Senado Romano, sentindo-se muito diminuído nos seus poderes e temendo que César voltasse ao sistema de realeza, conspirou contra a sua vida. No dia 15 de março de 44 a.C., em pleno Senado, conspiradores cercaram o ditador e o apunhalaram. Entre os assassinos estava Bruto, filho adotivo de César.
Mas as coisas não aconteceram como o senado esperava, isto é, mais poder para os senadores e para a aristocracia. De fato, um grupo de políticos assumiu o poder, formando o segundo triunvirato, com Marco Antônio, Otaviano e Lépido, no ano 43 a.C..
Como no primeiro triunvirato, os líderes dividiram o domínio romano: Otávio ficou com o Ocidente, Marco Antônio com o Oriente e Lépido com a África.
Lépido acabou sendo afastado da política e os dois outros entraram em choque. Marco Antônio, apaixonado por Cleópatra (rainha do Egito), prometeu-lhe territórios da República romana. O Senado romano autorizou Otávio a declarar guerra a Marco Antônio e Cleópatra. Marco Antônio, vencido, suicidou-se e Otávio assumiu como senhor absoluto de Roma. Terminava a República romana e tinha início o Império, no ano 27 a.C..

### Império Romano

#### Augusto(27 a.C.–14 d.C.)

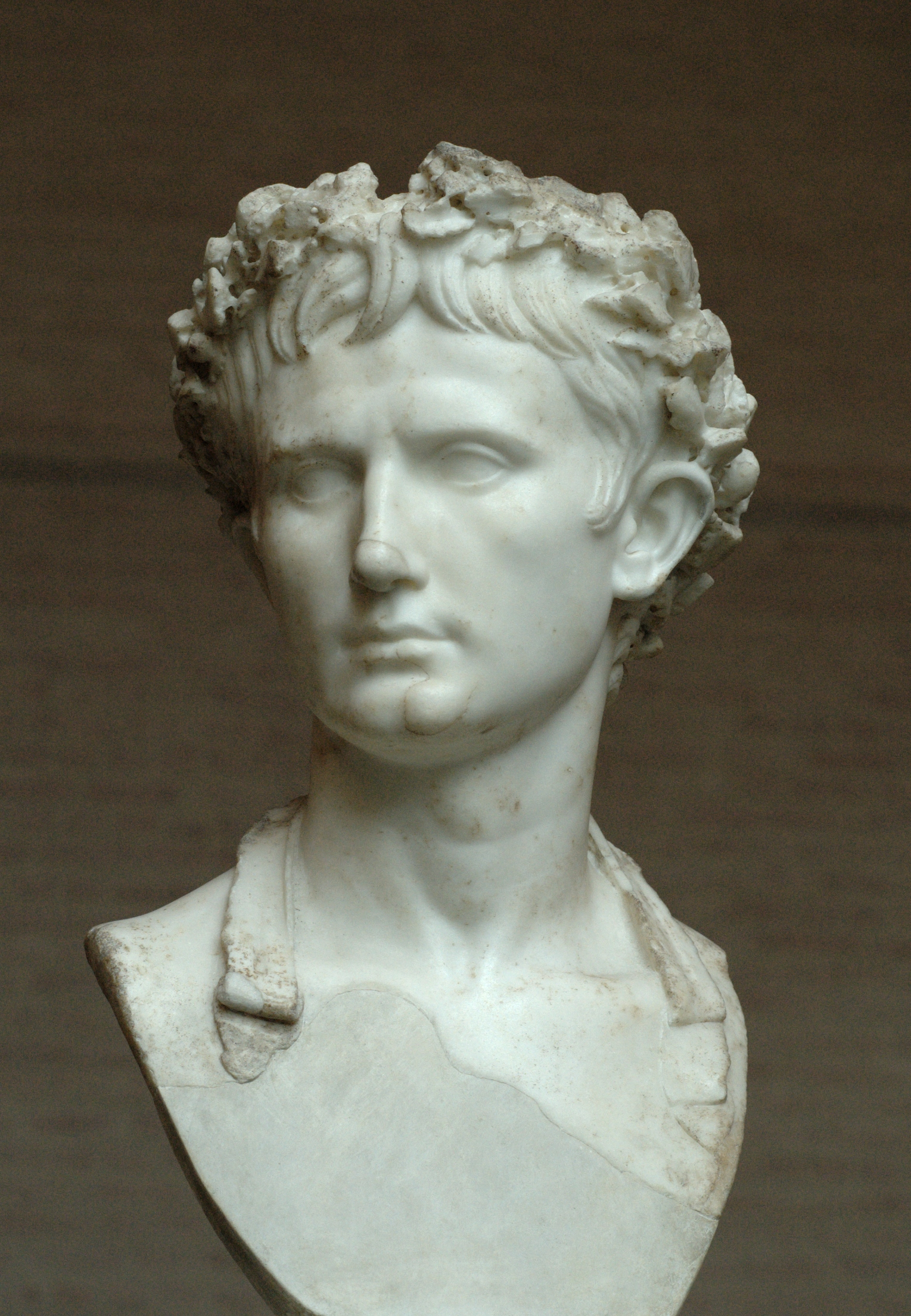
Busto de Augusto, na Gliptoteca de Munique

Com ele teve fim a república e iniciou-se o Império Romano, em 27 a.C.. Augusto governou até o ano 14 d.C.. O período do seu governo foi considerado um ponto alto do Império Romano. Foi nessa época que nasceu Jesus Cristo, personagem de extrema importância para a tradição cristã, e cujo nascimento serviu de base para nova contagem de tempo na História.
Seu governo foi marcado pela paz, pela ordem, pela prosperidade econômica e intelectual. Augusto e Caio Cílnio Mecenas, um rico cidadão romano, auxiliaram financeiramente muitos artistas, como os poetas Virgílio, Horácio, Ovídio e o historiador Tito Lívio. Augusto ampliou as fronteiras do império e embelezou a cidade de Roma.
O senado lhe deu o título de augusto, que quer dizer "divino". Com a morte de Augusto, assumiu seu filho adotivo Tibério.

#### Imperadores romanos
Desde Augusto até o ano 395 d.C., vários imperadores administraram o Império Romano. Inicialmente, houve quatro famílias (dinastias) de imperadores: a dinastia júlio-claudiana (14-69), a dinastia flaviana (69-96), a dinastia antonina (96-192), a dinastia severa (192-235). De 235 a 284, houve um período de anarquia militar, em que se sucederam 26 imperadores. Daí até 395 d.C., governaram Diocleciano, Constantino, Juliano e Teodósio I. Este, no ano 395, dividiu o Império Romano entre seus dois filhos, ficando Honório com o Ocidente (capital Roma) e Acádio com o Oriente (capital Constantinopla). O último imperador do Ocidente foi Rômulo Augusto, deposto pelos bárbaros de Odoacro no ano 476. Tal evento significou a queda do Império Romano do Ocidente e marca o fim da Idade Antiga e começo da Idade Média. O Império Romano do Oriente ainda durou mil anos, terminando no ano de 1453, quando os turcos otomanos dominaram a cidade de Constantinopla, acabando definitivamente o Império Romano e tendo início a Idade Moderna.
Alguns imperadores e fatos de seus governos:

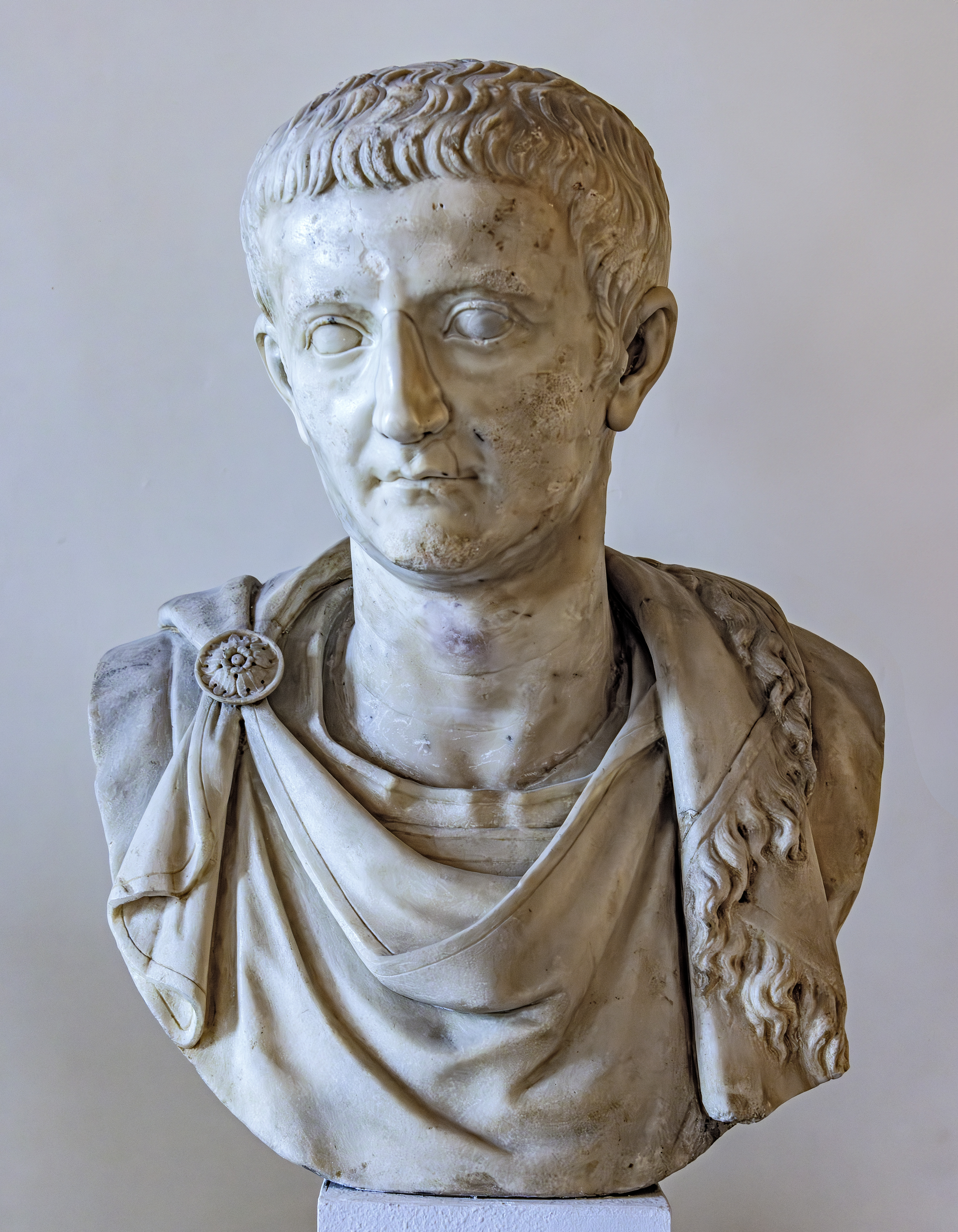
Tibério
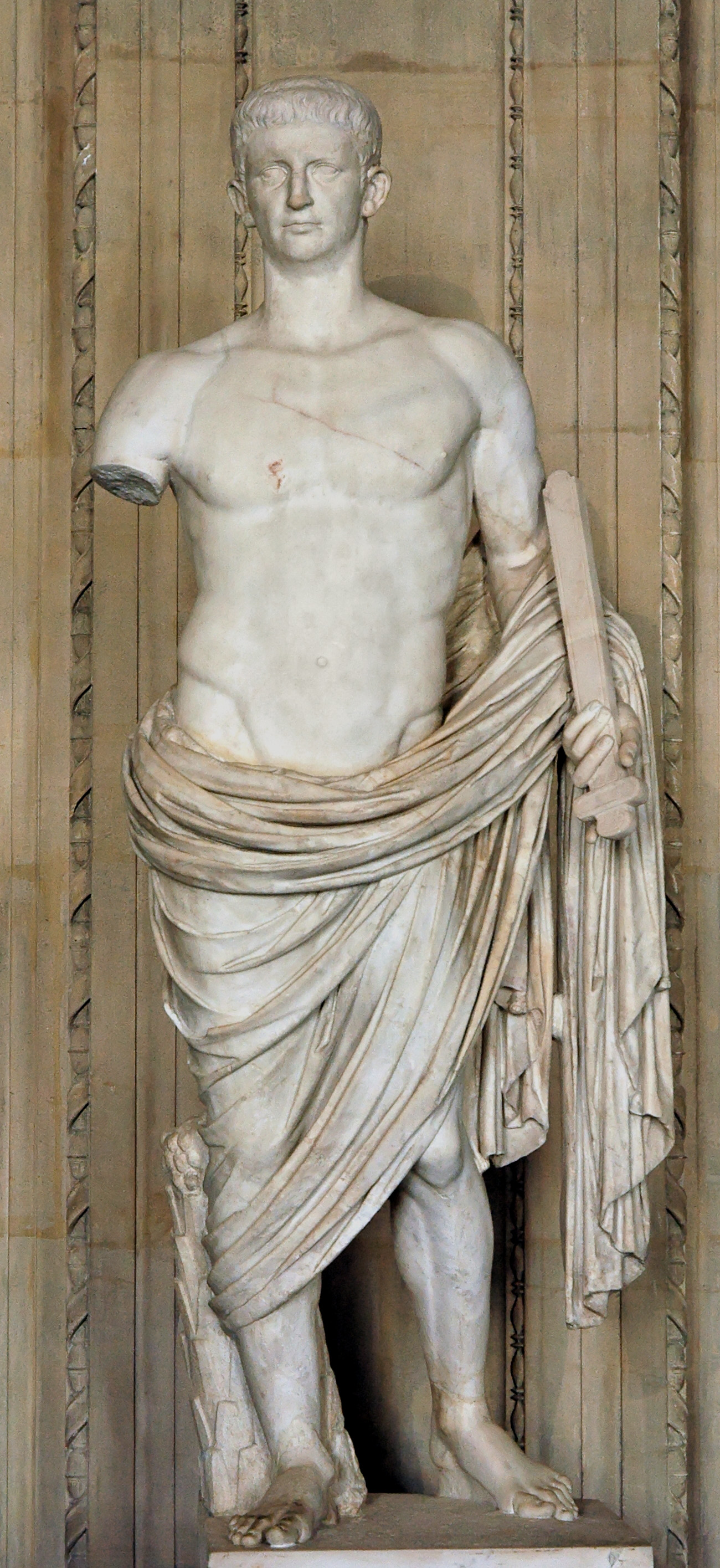
Cláudio
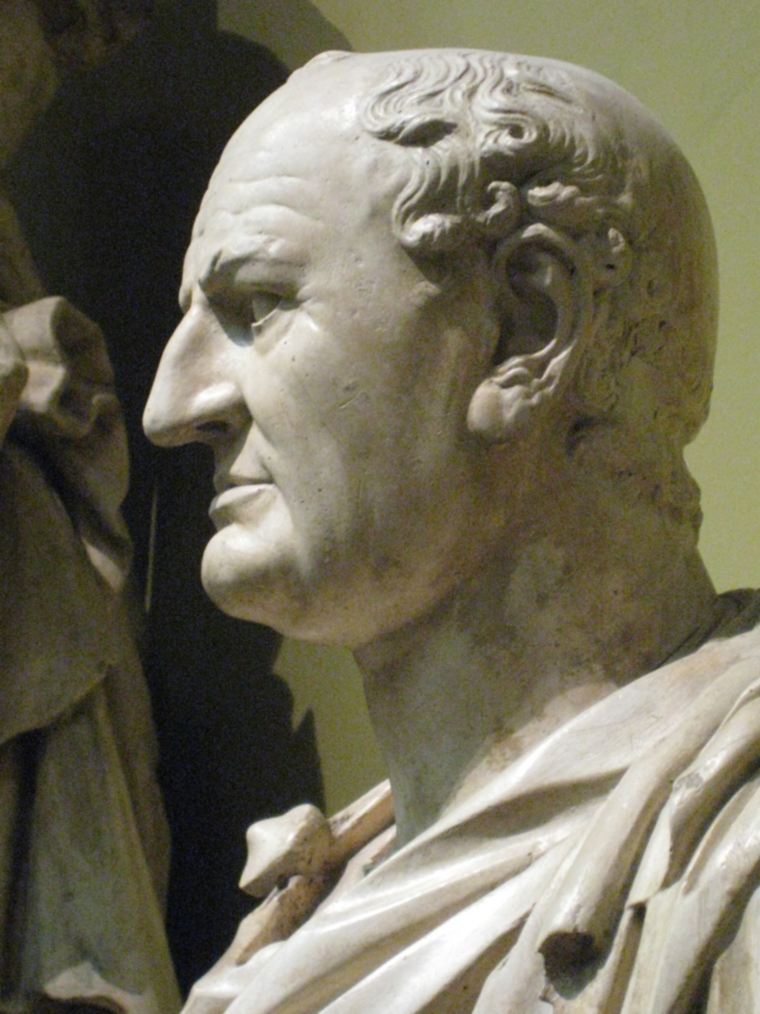
Vespasiano
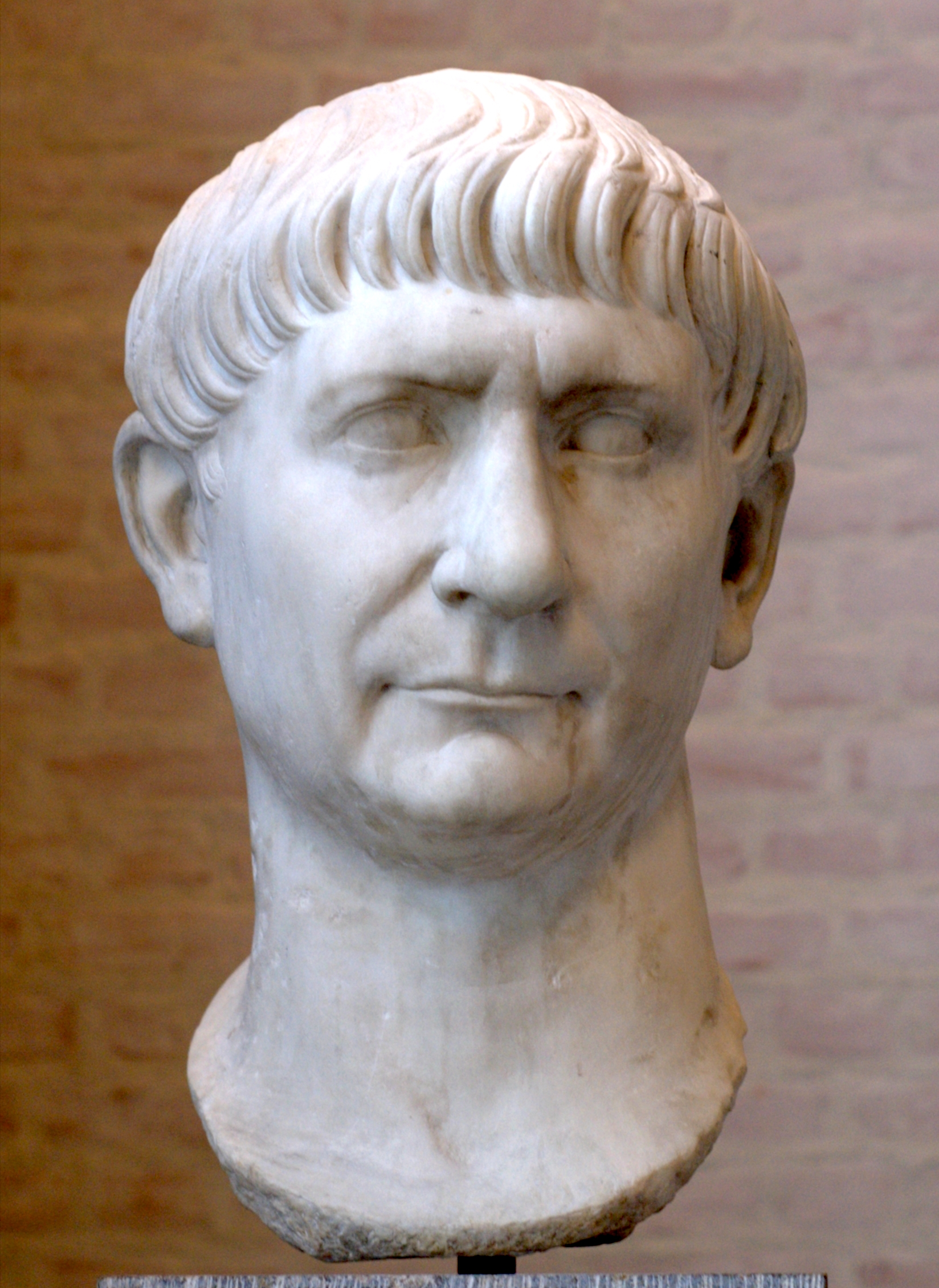
Trajano
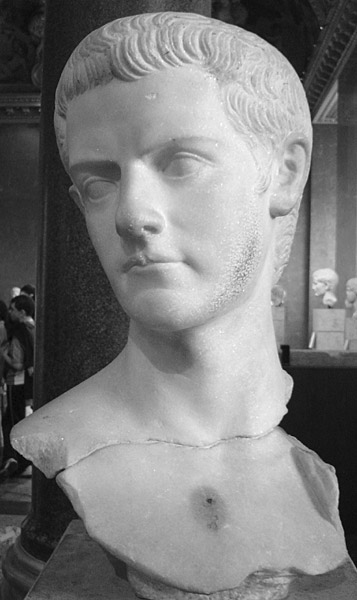
Calígula
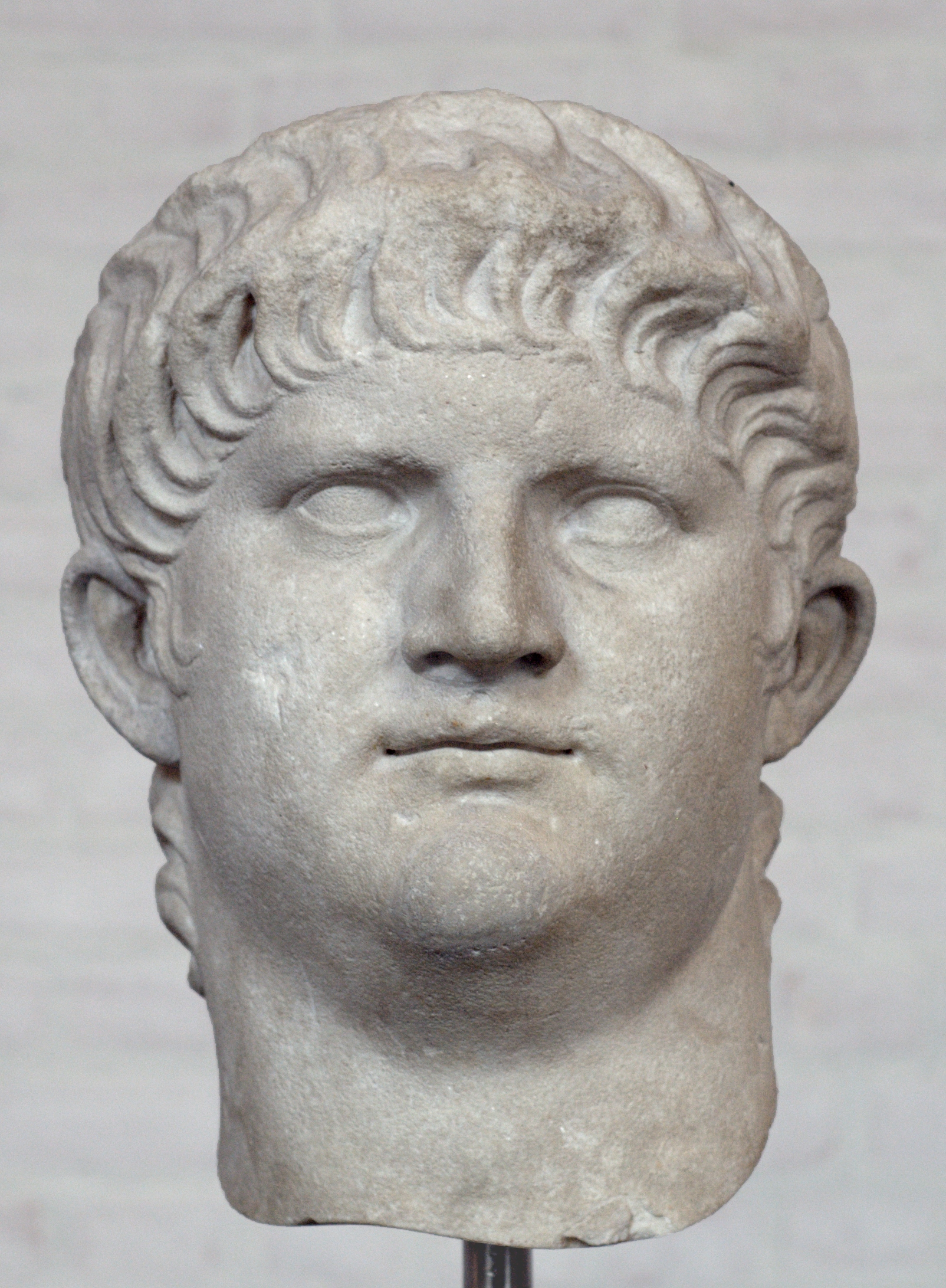
Nero
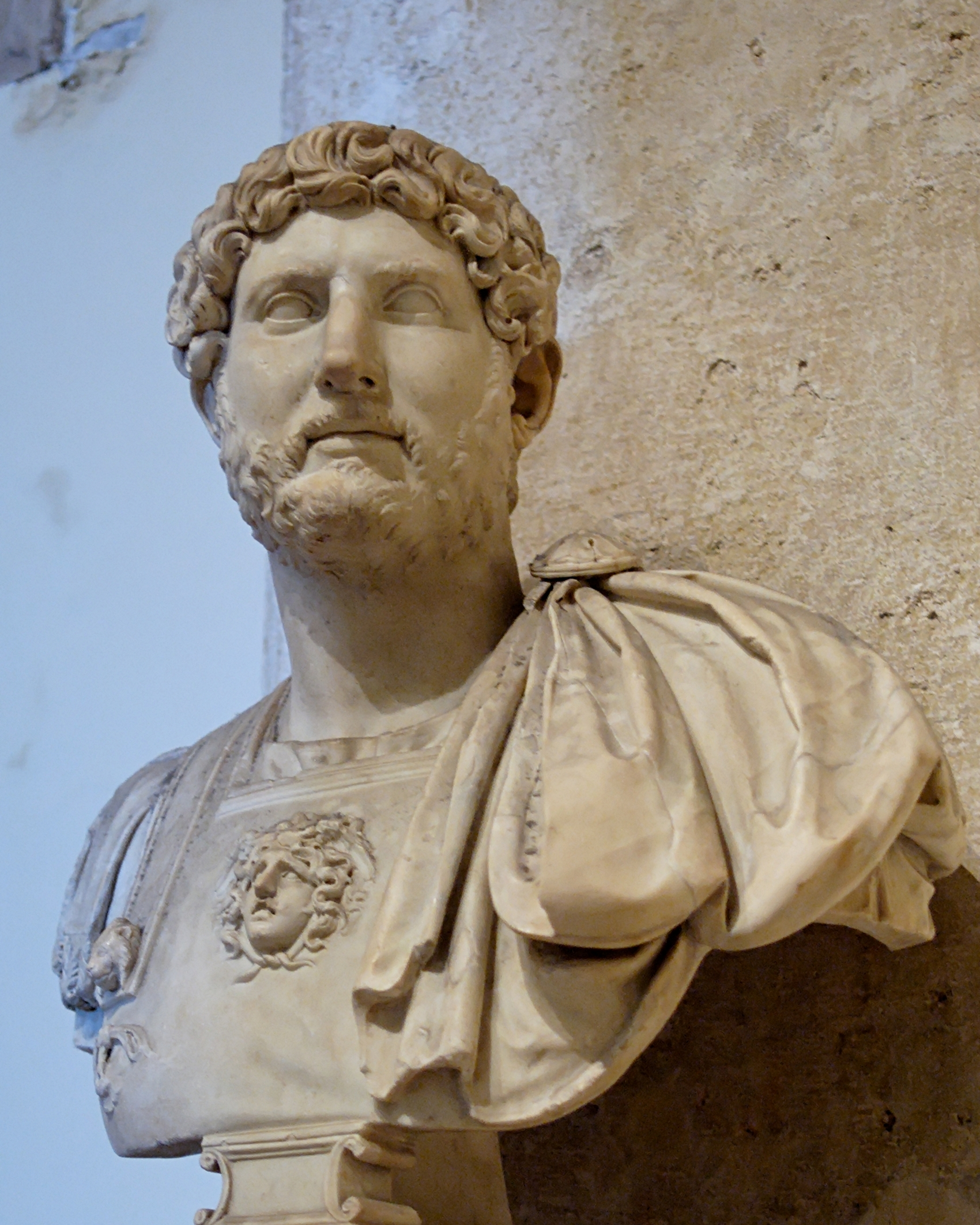
Adriano
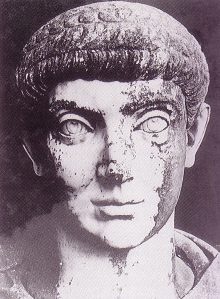
Constantino.

- Tibério (14-37): Sucedeu Augusto. Foi bom administrador, melhorou as finanças e deu continuidade às obras de Augusto. Perseguiu os inimigos e tornou-se antipático ao povo, que gritava nas ruas: "Vamos jogar Tibério no Tibre". Acabou assassinado.[72]
- Cláudio (41-54): Colocado no poder pela poderosa guarda pretoriana. Homem culto, deixou obras escritas. Fez bom governo. Mandou matar sua mulher Messalina e casou com Agripina, que o envenenou para por no trono seu filho Nero.[72]
- Vespasiano (69-79): Era honesto, trabalhador, inteligente e autoritário. Com ele iniciou-se um longo período de paz e prosperidade no Império. Deu emprego a grande número de proletários aproveitados nas grandes construções e estradas. Mandou construir o famoso Coliseu, em Roma.[72]
- Trajano (98-117): De família romanizada da Hispânia, Trajano fez ótima administração, diminuindo os impostos e mesmo assim aumentando os rendimentos do governo. Estabeleceu o crédito agrícola, deu assistência aos pobres. Embelezou a cidade com obras públicas, como o Fórum de Trajano, uma das mais belas construções do mundo romano.[72]
- Calígula (37-41): Assumiu apoiado pelo povo e pelo Senado. Sofria de desequilíbrio mental, chegando mesmo a levar seu cavalo Incitatus ao Senado e nomeá-Io senador. Obrigou os judeus a adorarem sua imagem. Acabou assassinado.[72]
- Nero (54-68): Filho de Agripina. Muito jovem no poder, fez inicialmente boa administração. Muito cedo deu vazão a seus instintos perversos. Mandou matar a mãe Agripina, o irmão e todos aqueles que criticassem suas loucuras. Em 64, houve um incêndio em Roma atribuído a Nero. Mas ele acusou os cristãos pelo fato, mandando matar grande número deles. Acabou abandonado por todos, fazendo-se matar por um escravo.[73]
- Tito (79-81): Filho de Vespasiano, combateu uma revolta dos judeus ainda no governo do pai. Pacífico e generoso, foi apelidado de "Delícias do Gênero Humano". Teve seu curto governo marcado por desgraças: incêndio em Roma, uma peste e a erupção do Vesúvio, que soterrou de lava as cidades de Pompeia e Herculano.[73]
- Adriano (117-138): Imperador pacífico e culto. Amante da cultura helenística, ele sabia escrever, era poeta e cantor. Costumava viajar e resolver pessoalmente os problemas das províncias. Manteve a unidade do império e construiu uma muralha de 100 km para dificultar a penetração de povos bárbaros vindos do Norte.[73]
- Constantino (312-337): Um dos mais importantes imperadores romanos, Constantino fez ótima administração e reconstruiu Bizâncio como Constantinopla para ser a nova capital do império. Em 313, com o Édito de Milão, deu liberdade de culto religioso aos cristãos.[73]

#### Religião romana
Os romanos, como a maioria dos povos antigos, eram politeístas. Eles eram originariamente um povo de pastores e camponeses e, portanto, voltados ao culto e adoração das forças da natureza. Entre as divindades ligadas à agricultura, estavam Saturno (protetor dos plantios), Flora (protetora das flores), Pamona (protetora dos frutos e colheitas) e Ceres (deusa da fecundidade dos campos). Dentro das casas, os romanos tinham um altar próprio para o culto aos familiares e antepassados, chamados deuses lares. Os cultos eram familiares ou públicos. O culto doméstico era celebrado pelo pater familias e o culto público pelo pontífice máximo, pelos sacerdotes e sacerdotisas. Em Roma, ficaram famosas as sacerdotisas chamadas vestais, virgens que dedicavam parte de sua vida ao culto da deusa Vesta, protetora de Roma.
Em contato com outras culturas, os romanos importaram vários deuses, principalmente da Grécia, que receberam nomes latinos. Veja, a seguir, um quadro de correspondência entre as divindades gregas e romanas.
| Deuses gregos | Deuses romanos |
| ------------- | -------------- |
| Zeus          | Júpiter        |
| Hera          | Juno           |
| Afrodite      | Vênus          |
| Apolo         | Febo           |
| Ares          | Marte          |
| Hermes        | Mercúrio       |
| Posidão       | Netuno         |
| Atena         | Minerva        |
| Dionísio      | Baco           |
| Hades         | Plutão         |
| Héstia        | Vesta          |
| Deméter       | Ceres          |
| Ártemis       | Diana          |
| Hefaístos     | Vulcano        |

Os romanos eram supersticiosos, procuravam ver o futuro e o destino através da análise do voo dos pássaros, de suas vísceras e das forças da natureza. O Estado dava grande importância aos deuses e atos religiosos, que recebiam proteção do próprio senado.

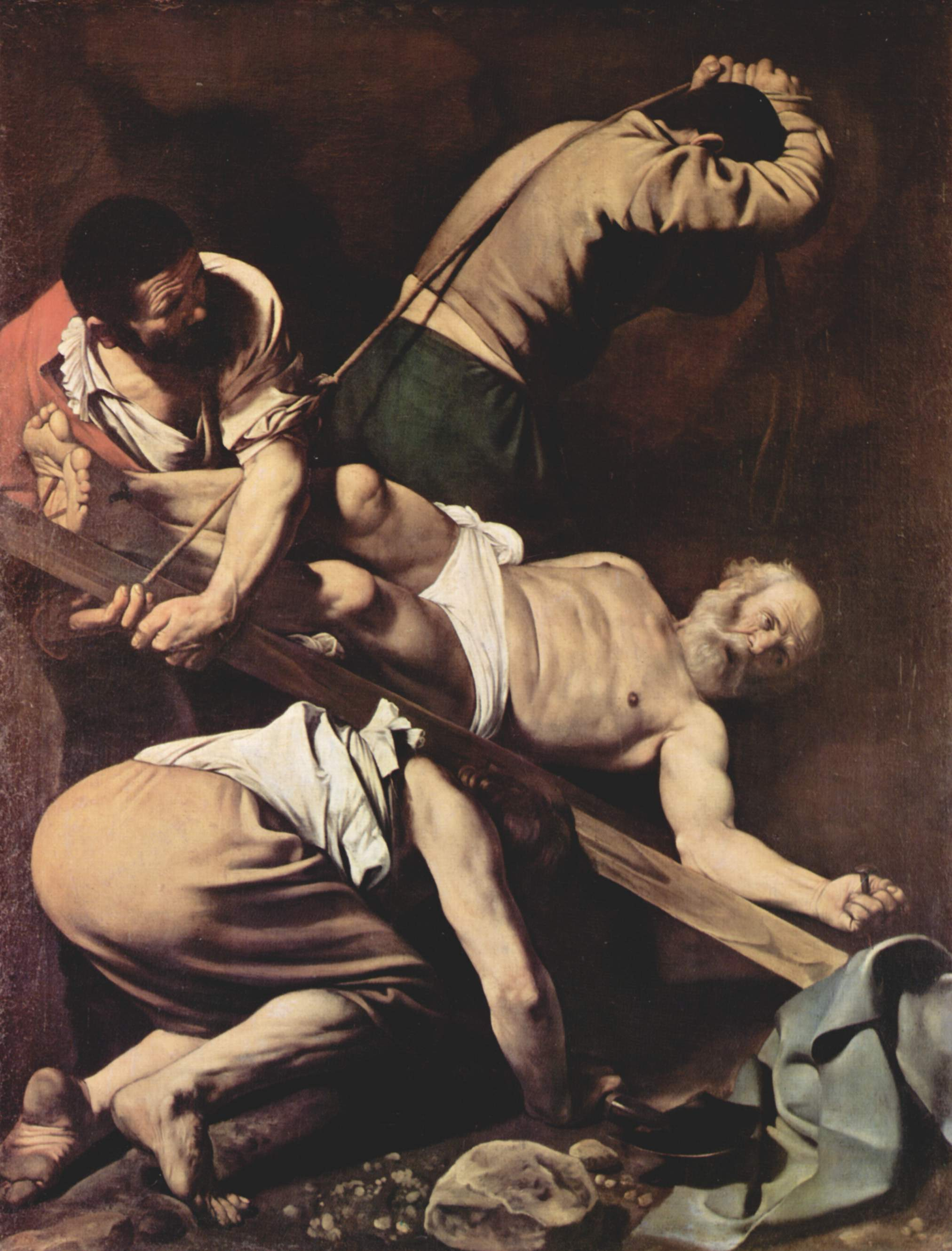
Martírio de São Pedro, por Caravaggio

No governo do imperador Augusto, nasceu Jesus Cristo, que fundou o cristianismo, uma religião que em pouco tempo atraiu milhares de seguidores fervorosos. A nova religião trazia novos valores morais, como o amor e o respeito ao próximo de qualquer condição social, e prometia aos bons uma recompensa numa vida após a morte, pois a alma era imortal. Os imperadores viram o culto aos seus deuses enfraquecer e notaram na nova religião uma ameaça ao próprio império (porque para os cristãos os deuses não tinham valor e o imperador era simplesmente um mortal, não uma pessoa divina). Assim, desencadearam uma violenta perseguição aos cristãos, que preferiam morrer estraçalhados nos circos e arenas a renunciar à fé em Jesus Cristo. No Coliseu, enorme praça de espetáculos, os pagãos se divertiam lançando centenas de homens, mulheres e crianças para serem devorados vivos pelas feras. Foi a chamada "época dos mártires", entre eles São Pedro e São Paulo, que foram mortos por crucificação e decapitação, respectivamente.
Os cristãos formaram comunidades locais, denominadas Igrejas, sob a autoridade pastoral de um bispo. O bispo de Roma, sucessor do apóstolo Pedro, exercia o primado sobre todas as Igrejas. A vida cristã estava centralizada em torno da Eucaristia e o repúdio do gnosticismo foi a grande vitória doutrinal da primitiva Igreja.
Durante três séculos o Império Romano perseguiu os cristãos, porque a sua religião era vista como uma ofensa ao Estado, pois representava outro universalismo e proibia os fiéis de prestarem culto religioso ao soberano imperial. Durante a perseguição, e apesar dela, o cristianismo propagou-se pelo império. Neste período os únicos lugares relativamente seguros em que se podiam reunir eram as catacumbas, cemitérios subterrâneos. O cristianismo teve de se converter numa espécie de sociedade secreta, com os seus sinais convencionais de reconhecimento. Para saber se outra pessoa era cristã, por exemplo, desenhava-se um peixe, pois a palavra grega ichtys (peixe) era o anagrama da frase Iesos Christos Theou Hyios Soter (Jesus Cristo, Filho de Deus, Salvador).
As principais e maiores perseguições foram as de Nero, no século I, a de Décio no ano 250, a de Valeriano (r  253–260) e a maior, mais violenta e última a de Diocleciano entre 303 e 304, que tinha por objetivo declarado acabar com o cristianismo e a Igreja. O balanço final desta última perseguição constituiu-se num rotundo fracasso. Diocleciano, após ter renunciado, ainda viveu o bastante para ver os cristãos viverem em liberdade graças ao Édito de Milão, iniciando-se a Paz na Igreja. A perseguição de Diocleciano ou "grande perseguição" foi a última e talvez a mais sangrenta perseguição aos cristãos no Império Romano.
Em 303, o imperador Diocleciano e seus colegas Maximiano, Galério e Constâncio Cloro emitiram uma série de éditos em que revogavam os direitos legais dos cristãos e exigiam que estes cumprissem as práticas religiosas tradicionais. Decretos posteriores dirigidos ao clero exigiam o sacrifício universal, ordenando a realização de sacrifícios às divindades romanas. A perseguição variou em intensidade nas várias regiões do império: as repressões menos violentas ocorreram na Gália e Britânia, onde se aplicou apenas o primeiro édito; enquanto as mais violentas se deram nas províncias orientais. Embora as leis persecutórias tenham indo sendo anuladas por diversos imperadores nas épocas subsequentes, tradicionalmente o fim das perseguições aos cristãos foi marcado pelo Édito de Milão de Valério Licínio e Constantino, o Grande.
A grande perseguição não logrou controlar o crescimento da Igreja. Em 324, Constantino era o único governante do império e o cristianismo era agora a religião por ele mais favorecida. Embora a perseguição tenha resultado nas mortes de 3 000 cristãos — de acordo com estimativas recentes.

### Cultura romana

#### Direito romano
O mais importante legado que os romanos deixaram para a humanidade foram suas conquistas no campo do direito. No direito romano encontram-se as raízes do direito e da legislação dos países modernos. Assim como os gregos deixaram ao mundo a filosofia e a arte de organizar o pensamento, os romanos deixaram para a humanidade a ciência do direito. O direito é fundamental para garantir a ordem, o relacionamento social, a liberdade e os bens.

#### Literatura e filosofia romanas
Na poesia, distinguiram-se os poetas Virgílio (autor de Eneida, que narra a vinda de Eneias de Troia para a península Itálica), Ovídio (autor de Arte de amar e de Metamorfoses), Horácio (autor de Odes). Entre os historiadores destacaram-se Júlio César (autor de A Guerra das Gálias), Tito Lívio (autor de História de Roma, em 142 livros), Suetônio (autor de Vida dos Doze Césares), Tácito (autor de Histórias e Anais). Outros nomes das letras romanas: Paluto e Terêncio foram teatrólogos; Cícero, grande orador romano, autor de Catilinárias: contra Catilina, traidor da república; Sêneca e o imperador Marco Aurélio foram filósofos; Plutarco escreveu Vidas paralelas e Petrônio escreveu Satiricon.

#### Arte romana
Os romanos tinham espírito prático e não desenvolveram as artes à maneira dos gregos, espíritos mais sensíveis. Sobressaíram-se na arquitetura. Grandes estádios, circos e anfiteatros, como o Coliseu, que era uma construção circular, com uma arena no centro e alojamentos para atores, gladiadores e feras, com condições até de acumular água para batalhas navais. Nos circos havia competições de carros puxados por cavalos, como as bigas e quadrigas. Construíram aquedutos, para levar água potável a longas distâncias. O aqueduto Aqua Claudia, por exemplo, levava água para Roma numa distância de 69 km. Construíram-se grandes e belíssimas termas para banhos públicos ou particulares. Edifícios públicos como o fórum, palácios, templos e casas artisticamente construídas. Famosas também foram as enormes colunas, como a de Trajano, em Roma. A engenharia e a arquitetura romanas deixaram obras de alto valor arquitetônico, como pontes, arcos e pórticos.

#### Um romano fala dos romanos
| “ | Acredito que os outros povos são mais hábeis que nós para dar ao bronze o sopro da vida e fazer sair do mármore figuras vivas. Outros, ainda, saberão melhor investigar e medir com o compasso os movimentos do céu e o curso dos astros. Mas tu, romano, sabes como impor aos povos o teu império. Tuas verdadeiras artes são ditar leis e administrar as nações, poupar os vencidos e dominar os soberbos | ” |

### Civilização Maia
A civilização maia foi uma cultura mesoamericana pré-colombiana, notável por sua língua escrita (único sistema de escrita do novo mundo pré-colombiano que podia representar completamente o idioma falado no mesmo grau de eficiência que o idioma escrito no Velho Mundo), pela sua arte, arquitetura, matemática e sistemas astronômicos. Inicialmente estabelecidas durante o período pré-clássico (1 000 a.C. a 250 d.C.), muitas cidades maias atingiram o seu mais elevado estado de desenvolvimento durante o período clássico (250 d.C. a 900 d.C.), continuando a se desenvolver durante todo o período pós-clássico, até a chegada dos espanhóis. No seu auge, era uma das mais densamente povoadas e culturalmente dinâmicas sociedades do mundo. A civilização maia divide muitas características com outras civilizações da Mesoamérica, devido ao alto grau de interação e difusão cultural que caracteriza a região. Avanços como a escrita, epigrafia e o calendário não se originaram com os maias; no entanto, sua civilização se desenvolveu plenamente. A influência dos maias pode ser detectada em países como Honduras, Guatemala, El Salvador e na região central do México, a mais de 1 000 km da área maia. Muitas influências externas são encontrados na arte e arquitetura Maia, o que acredita-se ser resultado do intercâmbio comercial e cultural, em vez de conquista externa direta. Os povos maias nunca desapareceram, nem na época do declínio no período clássico, nem com a chegada dos conquistadores espanhóis e a subsequente colonização espanhola das Américas. Hoje, os maias e seus descendentes formam populações consideráveis em toda a área antiga maia e mantêm um conjunto distinto de tradições e crenças que são o resultado da fusão das ideologias pré-colombianas e pós-conquista (e estruturado pela aprovação quase total ao catolicismo romano). Muitas línguas maias continuam a ser faladas como línguas primárias ainda hoje; o Rabinal Achí, uma obra literária na língua achi, foi declarada uma obra-prima do Patrimônio Oral e Imaterial da Humanidade pela Organização das Nações Unidas para a Educação, a Ciência e a Cultura em 2005.

#### Decadência

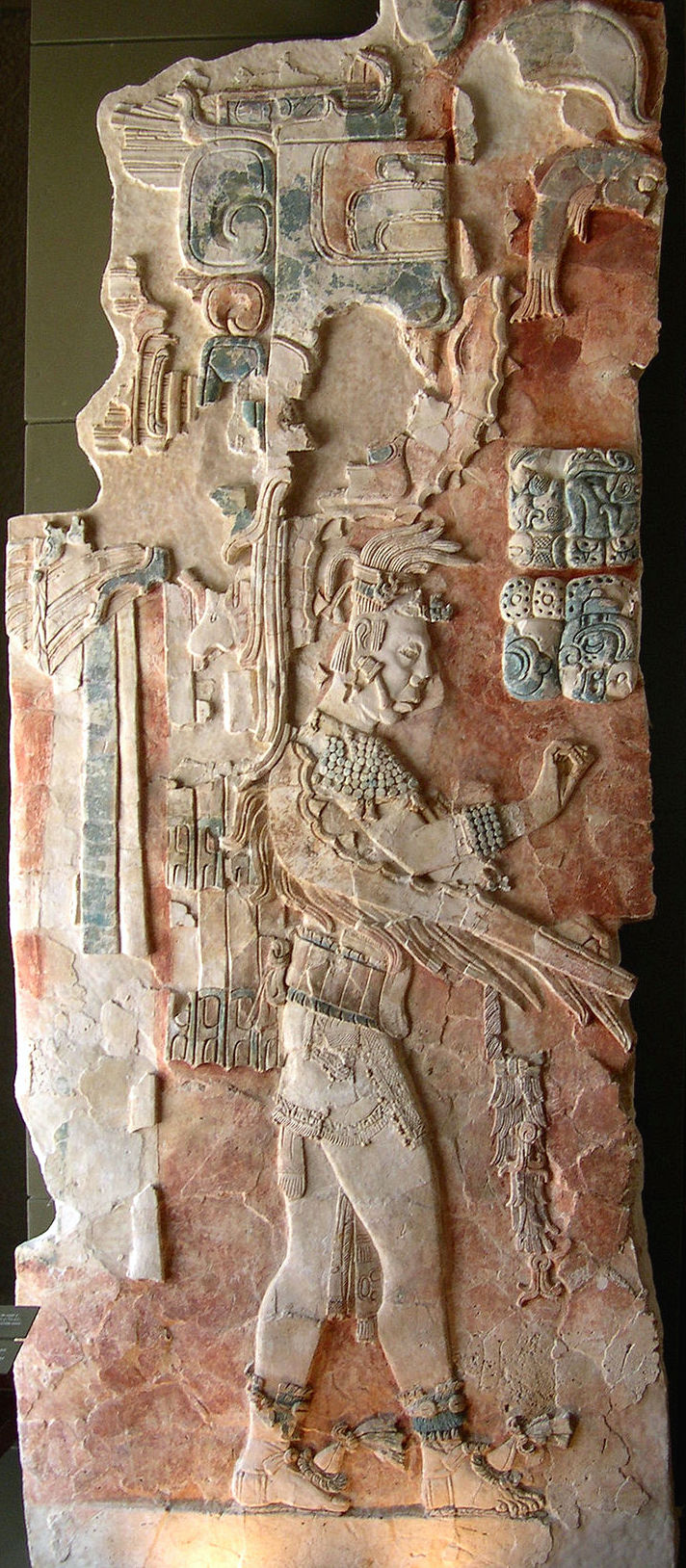
Um relevo de estuque de Palenque retratando Upakal K'inich

Nos séculos VIII e IX, a cultura maia clássica entrou em decadência, abandonando a maioria das grandes cidades e as terras baixas centrais. A guerra, doenças, inundações e longas secas, ou ainda a combinação destes fatores, são frequentemente sugeridos como os motivos da decadência.
Existem evidências de uma era final em que a violência se expandia: cidades amplas e abertas foram então fortemente guarnecidas por muradas, às vezes visivelmente construídas às pressas. Teoriza-se também com revoltas sociais em que classes campesinas acabaram se revoltando contra a elite urbana nas terras baixas centrais.
Os estados maias pós-clássicos também continuaram prosperando nos altiplanos do sul. Um dos reinos maias desta área, Quiché, é o responsável pelo mais amplo e famoso trabalho de historiografia e mitologia maias, o "Popol Vuh".

#### Ciência e tecnologia

##### Urbanismo
Ainda que as cidades maias estivessem dispersas na diversidade da geografia da Mesoamérica, o efeito do planejamento parecia ser mínimo; suas cidades foram construídas de uma maneira um pouco descuidada, como ditava a topografia e declive particular. A arquitetura maia tendia a integrar um alto grau de características naturais. Por exemplo, algumas cidades existentes nas planícies de pedra calcária no norte do Iucatã se converteram em municipalidades muito extensas enquanto outras, construídas nas colinas das margens do rio Usumacinta, utilizaram os declives e montes naturais de sua topografia para elevar suas torres e templos a alturas impressionantes. Ainda assim prevalece algum sentido de ordem, como é requerido por qualquer grande cidade.
No começo da construção em grande escala, geralmente se estabelecia um alinhamento com as direções cardinais e, dependendo do declive e das disponibilidades de recursos naturais como água fresca (poços ou cenotes), a cidade crescia conectando grandes praças com as numerosas plataformas que formavam os fundamentos de quase todos os edifícios maias, por meio de calçadas chamadas sacbeob (singular sacbe).

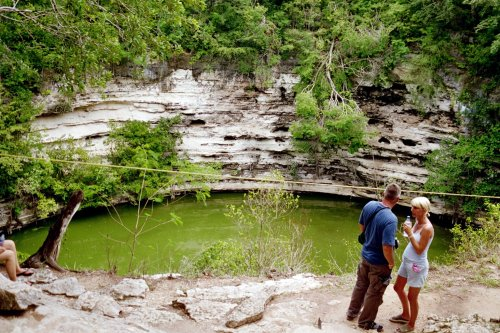
Cenote Sagrado de Chichén Itzá

No coração das cidades maias existiam grandes praças rodeadas por edifícios governamentais e religiosos, como a acrópole real, grandes templos de pirâmides e ocasionalmente campos de jogo de bola. Imediatamente para fora destes centros rituais estavam as estruturas das pessoas menos nobres, templos menores e santuários individuais. Entretanto, quanto menos sagrada e importante era a estrutura, maior era o grau de privacidade. Uma vez estabelecidas, as estruturas não eram desviadas de suas funções nem outras eram construídas, mas as existentes eram frequentemente reconstruídas ou remodeladas.
As grandes cidades maias pareciam tomar uma identidade quase aleatória, que contrasta profundamente com outras cidades da Mesoamérica como Teotihuacán em sua construção rígida e quadriculada.
Ainda que a cidade se dispusesse no terreno na forma em que a natureza ditara, se punha cuidadosa atenção à orientação dos templos e observatórios para que fossem construídos de acordo com a interpretação maia das órbitas das estrelas. Afora os centros urbanos constantemente em evolução, existiam os lugares menos permanentes e mais modestos do povo comum.
O desenho urbano maia pode descrever-se singelamente como a divisão do espaço em grandes monumentos e calçadas. Neste caso, as praças públicas ao ar livre eram os lugares de reunião para as pessoas. Por esta razão, o enfoque no desenho urbano tornava o espaço interior das construções completamente secundário. Somente no período pós-clássico tardio, as grandes cidades maias se converteram em fortalezas que já não possuíam, a maioria das vezes, as grandes e numerosas praças do período clássico.

##### A economia dos maias
A base econômica dos maias era a agricultura, principalmente do milho, praticada com a ajuda da irrigação, utilizando técnicas rudimentares e itinerantes, o que contribuiu para a destruição de florestas tropicas nas regiões onde habitavam, desenvolveram também atividades comerciais cuja classe dos comerciantes gozavam de grandes privilégios.
Como unidade de troca, utilizavam sementes de cacau e sinetas de cobre, material que empregavam também para trabalhos ornamentais, ao lado do ouro, da prata, do jade, das conchas do mar e das plumas coloridas. Entretanto, desconheciam as ferramentas metálicas.

###### Atividades agrícolas e comerciais
Os maias cultivavam o milho (três espécies), algodão, tomate, cacau, batata e frutas. Domesticaram o peru e a abelha que serviam para enriquecer sua dieta, à qual somavam também a caça e a pesca.
É importante observar que por serem os recursos naturais escassos não lhes garantindo o excedente que necessitavam a tendência foi desenvolverem técnicas agrícolas, como terraços, por exemplo, para vencer a erosão. Os pântanos foram drenados para se obter condições adequadas ao plantio. Ao lado desses progressos técnicos, observamos que o cultivo de milho se prendia ao uso das queimadas. Durante os meses da seca, limpavam o terreno, deixando apenas as árvores mais frondosas. Em seguida, ateavam fogo para limpá-lo deixando o campo em condições de ser semeado. Com um bastão faziam buracos onde se colocavam as sementes.
Dada a forma com que era realizado o cultivo a produção se mantinha por apenas dois ou três anos consecutivos. Com o desgaste certo do solo, o agricultor era obrigado a procurar novas terras. Ainda hoje a técnica da queimada, apesar de prejudicar o solo, é utilizada em diversas regiões do continente americano.
As Terras Baixas concentraram uma população densa em áreas pouco férteis. Com produção pequena para as necessidades da população, foi necessário não apenas inovar em termos de técnicas agrícolas, como também importar de outras regiões produtos como o milho, por exemplo.
O comércio era dinamizado com produtos como o jade, plumas, tecidos, cerâmicas, mel, cacau e escravos, através das estradas ou de canoas.

##### Escrita maia
O sistema de escrita maia (geralmente chamada hieroglífica por uma vaga semelhança com a escrita do antigo Egito, com o qual não se relaciona) era uma combinação de símbolos fonéticos e ideogramas. É o único sistema de escrita do novo mundo pré-colombiano que podia representar completamente o idioma falado no mesmo grau de eficiência que o idioma escrito no velho mundo.
As decifrações da escrita maia têm sido um longo e trabalhoso processo. Algumas partes foram decifradas no final do século XIX e início do XX (em sua maioria, partes relacionadas com números, calendário e astronomia), mas os maiores avanços se fizeram nas décadas de 1960 e 1970 e se aceleraram daí em diante de maneira que atualmente a maioria dos textos maias podem ser lidos quase completamente em seus idiomas originais. Lamentavelmente, os sacerdotes espanhóis, em sua luta pela conversão religiosa, ordenaram a queima de todos os códices maias logo após a conquista.
Assim, a maioria das inscrições que sobreviveram são as que foram gravadas em pedra e isto porque a grande maioria estava situada em cidades já abandonadas quando os espanhóis chegaram.

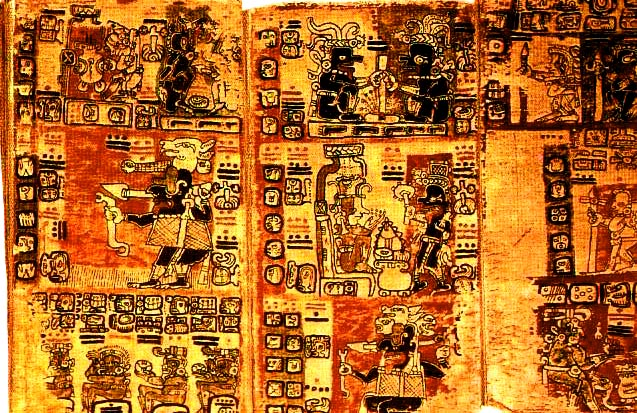
Página do chamado códice de Madrid

Os livros maias, normalmente tinham páginas semelhantes a um cartão, feitas de um tecido sobre o qual aplicavam uma película de cal branca sobre a qual eram pintados os caracteres e desenhadas ilustrações. Os cartões ou páginas eram atadas entre si pelas laterais de maneira a formar uma longa fita que era dobrada em zigue-zague para guardar e desdobrada para a leitura.[carece de fontes?]
Atualmente, restam apenas três destes livros e algumas outras páginas de um quarto, de todas as grandes bibliotecas então existentes. Frequentemente, são encontrados, nas escavações arqueológicas, torrões retangulares de gesso que parecem ser restos do que fora um livro depois da decomposição do material orgânico.
Relativamente aos poucos escritos maias existentes, Michael D. Coe, um proeminente arqueólogo da Universidade de Yale, disse:
| “ | Nosso conhecimento do pensamento maia antigo representa só uma minúscula fração do panorama completo, pois dos milhares de livros nos quais toda a extensão dos seus rituais e conhecimentos foram registrados, só quatro sobreviveram até os tempos modernos (como se toda a posteridade soubesse de nós, baseados apenas em três livros de orações e "El Progreso del Peregrino) | ” |

###### Livros maias
- "Chilam Balam"
- "Popol Vuh" (que significa "livro da reunião ou comunidade", considerado a "Bíblia Maia")
- "Rabinal Achí"
- "Anais dos Caqchiqueles"
- Códices maias

##### Matemática maia

Grafia dos números maias

Os maias (ou seus predecessores olmecas) desenvolveram independentemente o conceito de zero (de fato, parece que estiveram usando o conceito muitos séculos antes do velho mundo), e usavam um sistema de numeração de base.
As inscrições nos mostram, em certas ocasiões, que trabalhavam com somas de até centenas de milhões. Produziram observações astronômicas extremamente precisas; seus diagramas dos movimentos da Lua e dos planetas se não são iguais, são superiores aos de qualquer outra civilização que tenha trabalhado sem instrumentos óticos. Ao encontro desta civilização com os conquistadores espanhóis, o sistema de calendários dos maias já era estável e preciso, notavelmente superior ao calendário gregoriano.

#### Cultura maia

##### Arte maia

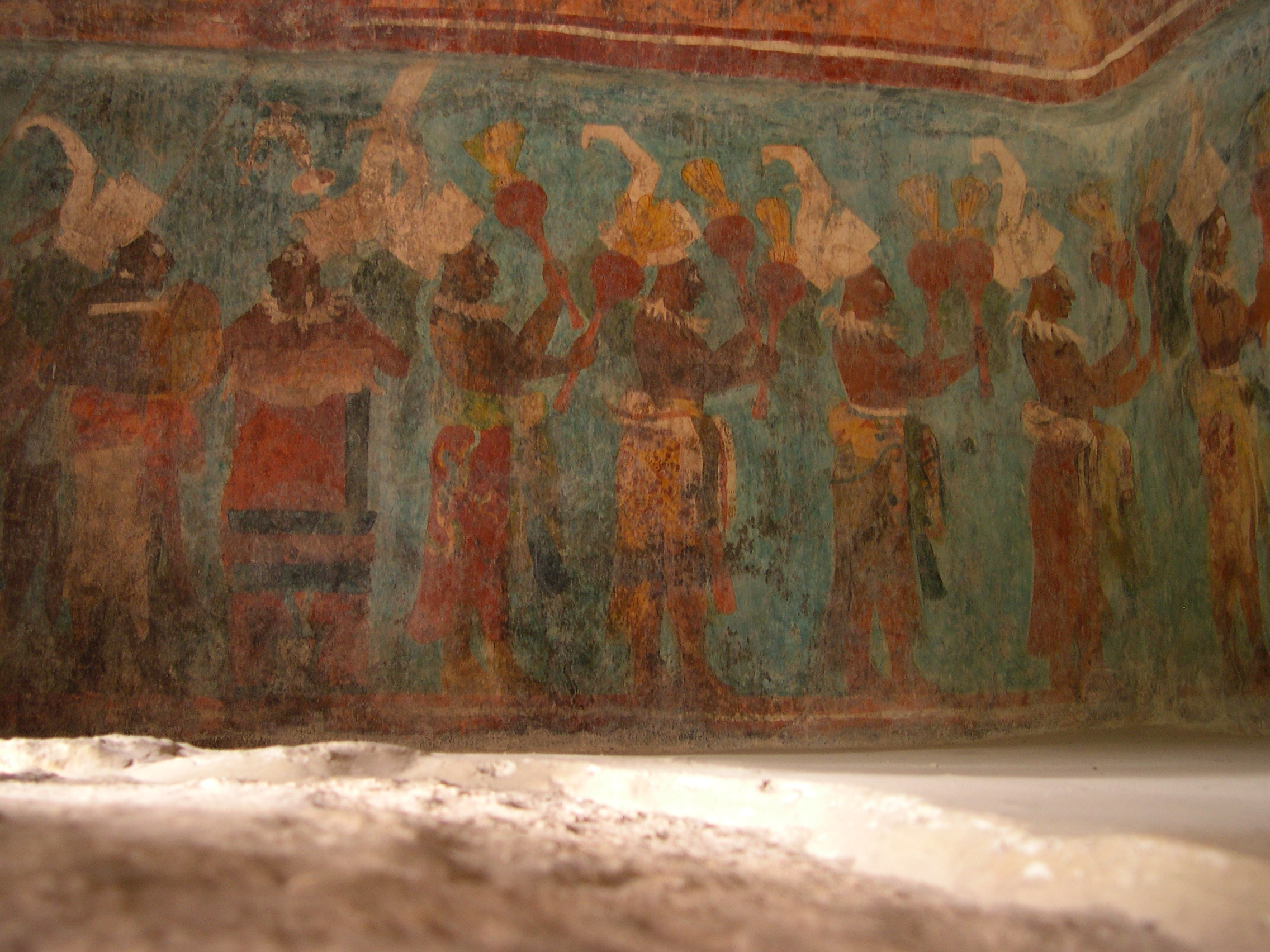
Mural com afresco em Bonampak

Muitos consideram a arte maia da Era Clássica (200 a 900 d.C.) como a mais sofisticada e bela do Novo Mundo antigo. Os entalhes e relevos em estuque de Palenque e a estatuária de Copán são especialmente refinados, mostrando uma graça e observação precisa da forma humana, que recordaram aos primeiros arqueólogos da civilização do Velho Mundo, daí o nome dado à era.
Somente existem fragmentos da pintura avançada dos maias clássicos, a maioria sobrevivente em artefatos funerários e outras cerâmicas. Também existe uma construção em Bonampak que tem murais antigos e que, afortunadamente, sobreviveram a um acidente desconhecido até hoje.
Com as decifrações da escrita maia se descobriu que essa civilização foi uma das poucas nas quais os artistas escreviam seu nome em seus trabalhos.

##### Religião maia
Pouco se sabe a respeito das tradições religiosas dos maias: a sua religião ainda não é completamente entendida por estudiosos. Assim como os astecas e os incas, os maias acreditavam na contagem cíclica natural do tempo. Os rituais e cerimônias eram associados a ciclos terrestres e celestiais que eram observados e registrados em calendários separados. Os sacerdotes maias tinham a tarefa de interpretar esses ciclos e fazer um panorama profético sobre o futuro ou passado com base no número de relações de todos os calendários. A purificação incluía jejum, abstenção sexual e confissão. A purificação era normalmente praticada antes de grandes eventos religiosos. Os maias acreditavam na existência de três planos principais no cosmo: a Terra, o céu e o submundo.
Os maias sacrificavam humanos e animais como forma de renovar ou estabelecer relações com o mundo dos deuses. Esses rituais obedeciam a diversas regras. Normalmente, eram sacrificados pequenos animais, como perus e codornas, mas nas ocasiões muito excepcionais (tais como adesão ao trono, morte do monarca, enterro de algum membro da família real ou períodos de seca) aconteciam sacrifícios de humanos. Acredita-se que crianças eram muitas vezes oferecidas como vítimas sacrificiais porque os maias acreditavam que essas eram mais puras.
Os deuses maias não eram entidades separadas como os deuses gregos. Também não existia a separação entre o bem e o mal e nem a adoração de somente um deus regular, mas sim a adoração de vários deuses conforme a época e situação que melhor se aplicava para aquele deus

##### Arquitetura maia
A arquitetura maia abarca vários milênios; ainda assim, mais dramática e facilmente reconhecíveis como maias são as fantásticas pirâmides escalonadas do final do período pré-clássico em diante. Durante este período da cultura maia, os centros de poder religioso, comercial e burocrático cresceram para se tornarem incríveis cidades como Chichén Itzá, Tikal e Uxmal. Devido às suas muitas semelhanças assim como diferenças estilísticas, os restos da arquitetura maia são uma chave importante para o entendimento da evolução de sua antiga civilização

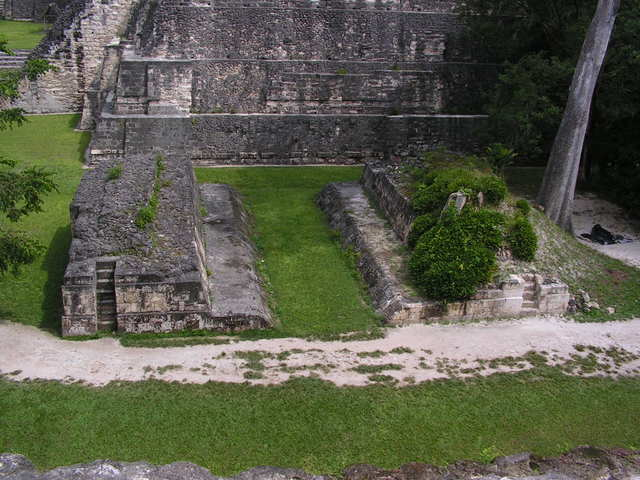
Campo de jogo de bola em Tikal, na Guatemala

###### Materiais de construção

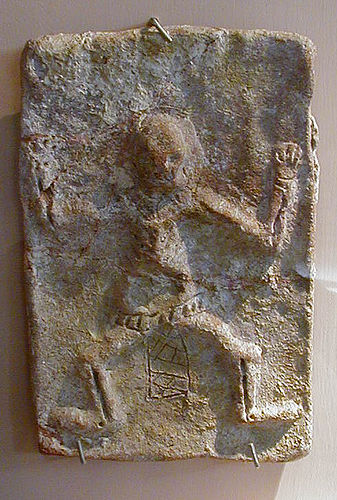
Tijolo de Comalcalco

Um aspecto surpreendente das grandes estruturas maias é a carência de muitas das tecnologias avançadas que poderiam parecer necessárias a tais construções. Não há notícia do uso de ferramentas de metal, polias ou veículos com rodas. A construção maia requeria um elemento com abundância, muita força humana, embora contasse com abundância dos materiais restantes, facilmente disponíveis.
Toda a pedra usada nas construções maias parece ter sido extraída de pedreiras locais; com maior frequência era usada pedra calcária, que, ainda que extraída e exposta, permanecia adequada para ser trabalhada e polida com ferramentas de pedra, só endurecendo muito tempo depois.[carece de fontes?]
Além do uso estrutural de pedra calcária, esta era usada em argamassas feitas do calcário queimado e moído, com propriedades muito semelhantes às do atual cimento, geralmente usada para revestimentos, tetos e acabamentos e para unir as pedras apesar de, com o passar do tempo e da melhoria do acabamento das pedras, reduzirem esta última técnica, já que as pedras passaram a se encaixar quase perfeitamente. Ainda assim o uso da argamassa permaneceu crucial em alguns tetos de postes e vergas sobre portas e janelas (dintel).
Quando se tratava das casas comuns, os materiais mais usados eram as estruturas de madeira, adobe nas paredes e cobertura de palha, embora tenham sido descobertas casas comuns feitas de pedra calcária, senão total mas parcialmente. Embora não muito comum, na cidade de Comalcalco, foram encontrados ladrilhos de barro cozido, possivelmente solução encontrada para o acabamento em virtude da falta de depósitos substanciais de boa pedra.

###### Processo de construção

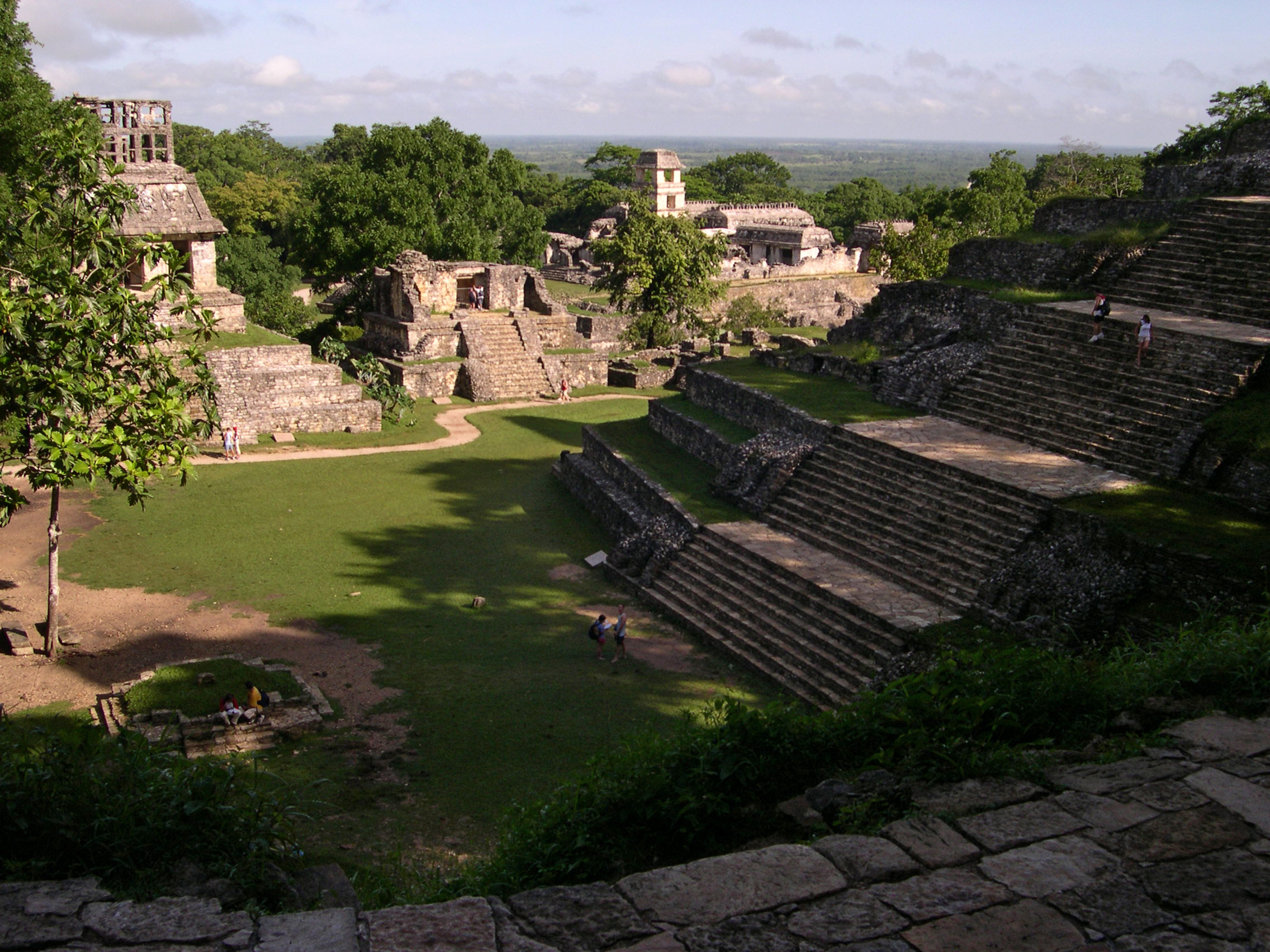
Ruínas de Palenque

Todas as evidências parecem sugerir que a maioria dos edifícios foi construída sobre plataformas aterradas cuja altura variava de menos de um metro, no caso de terraços e estruturas menores, a até quarenta e cinco metros, no caso de grandes templos e pirâmides. Uma trama inclinada de pedras partia das plataformas em pelo menos um dos lados, contribuindo para a aparência bissimétrica comum à arquitetura maia. Dependendo das tendências estilísticas que prevaleciam na área e época, estas plataformas eram construídas de um corte e um aterro de entulhos densamente compactado. Como no caso de muitas outras estruturas, os relevos maias que os adornavam, quase sempre se relacionavam com o propósito da estrutura a que se destinavam. Depois de terminadas, as grandes residências e os templos eram construídos sobre as plataformas. Em tais construções, sempre erguidas sobre tais plataformas, é evidente o privilégio dado ao aspecto estético exterior em contraponto à pouca atenção à utilidade e funcionalidade do interior.

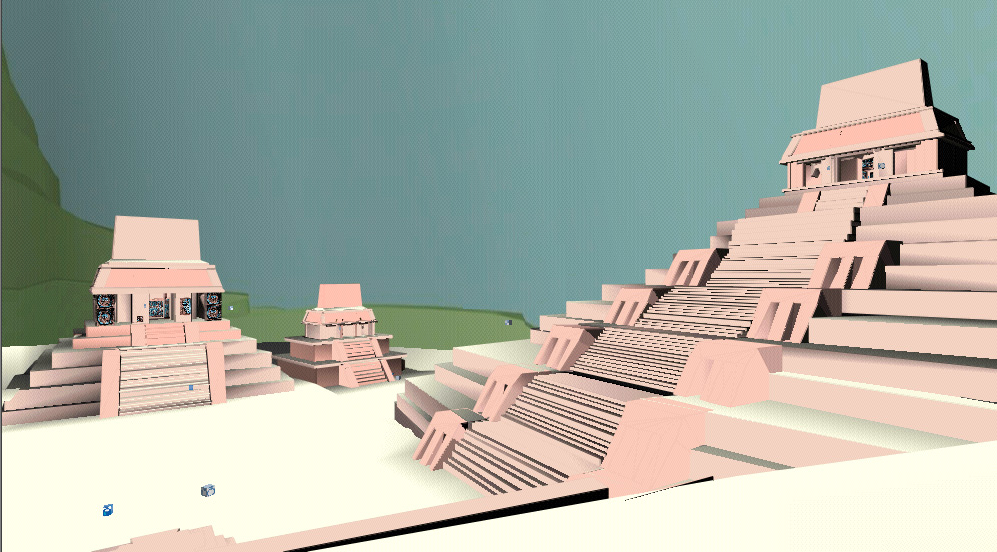
Imagem 3D do grupo de templos de Palenque ao qual se integra o Templo da Cruz

Parece haver um certo aspecto repetitivo quanto aos vãos das construções nos quais os arcos (como curvas) são raros, mas frequentemente retos, angulados ou imbricados, tentando mais reproduzir a aparência de uma cabana maia, do que efetivamente incrementar o espaço interior. Como eram necessárias grossas paredes para sustentar o teto, alguns edifícios das épocas mais posteriores utilizaram arcos repetidos ou uma abóbada arqueada para construir o que os maias denominavam pinbal, ou saunas, como a do Templo da Cruz em Palenque. Ainda que completadas as estruturas, a elas iam-se anexando extensos trabalhos de relevo ou pelo menos reboco para aplainar quaisquer imperfeições. Muitas vezes sob tais rebocos foram encontrados outros trabalhos de entalhes e dintéis e até mesmo pedras de fachadas. Comumente a decoração com faixas de relevos era feita em redor de toda a estrutura, provendo uma grande variedade de obras de arte relativas aos habitantes ou ao propósito do edifício. Nos interiores, e notadamente em certo período, foi comum o uso de revestimentos em reboco primorosamente pintados com cenas do uso cotidiano ou cerimonial.
Há sugestão de que as reconstruções e remodelações ocorriam em virtude do encerramento de um ciclo completo do calendário maia de conta larga, de 52 anos. Atualmente, pensa-se que as reconstruções eram mais instigadas por razões políticas do que pelo encerramento do ciclo do calendário, já que teria havido coincidência com a data da assunção de novos governantes.
Não obstante, o processo de reconstrução em cima de estruturas velhas é uma prática comum. Notavelmente, a acrópole de Tikal, parece ser a síntese de um total de 1 500 anos de modificações arquitetônicas.
Construções notáveis
- Plataformas cerimoniais

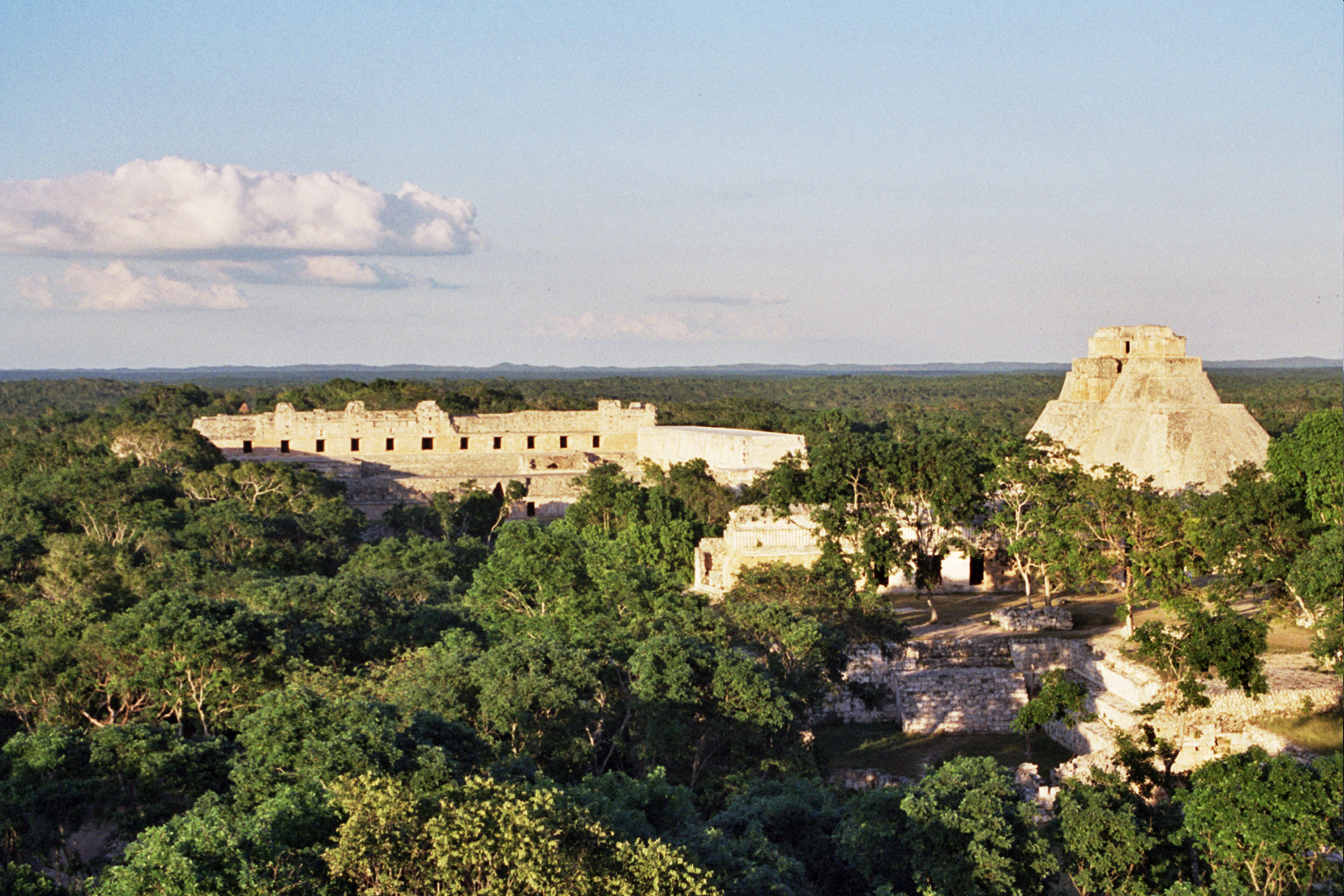
Ruínas de construções maias no México

Estas eram comumente plataformas de pedra calcária com muros de menos de quatro metros de altura onde se realizavam cerimônias públicas e ritos religiosos. Construídas nas grandes plataformas, eram ao menos realçadas com figuras talhadas em pedra e às vezes tzompantli ou uma estaca usada para exibir as cabeças das vítimas geralmente os derrotados nos jogos de bola mesoamericanos.
- Palácios

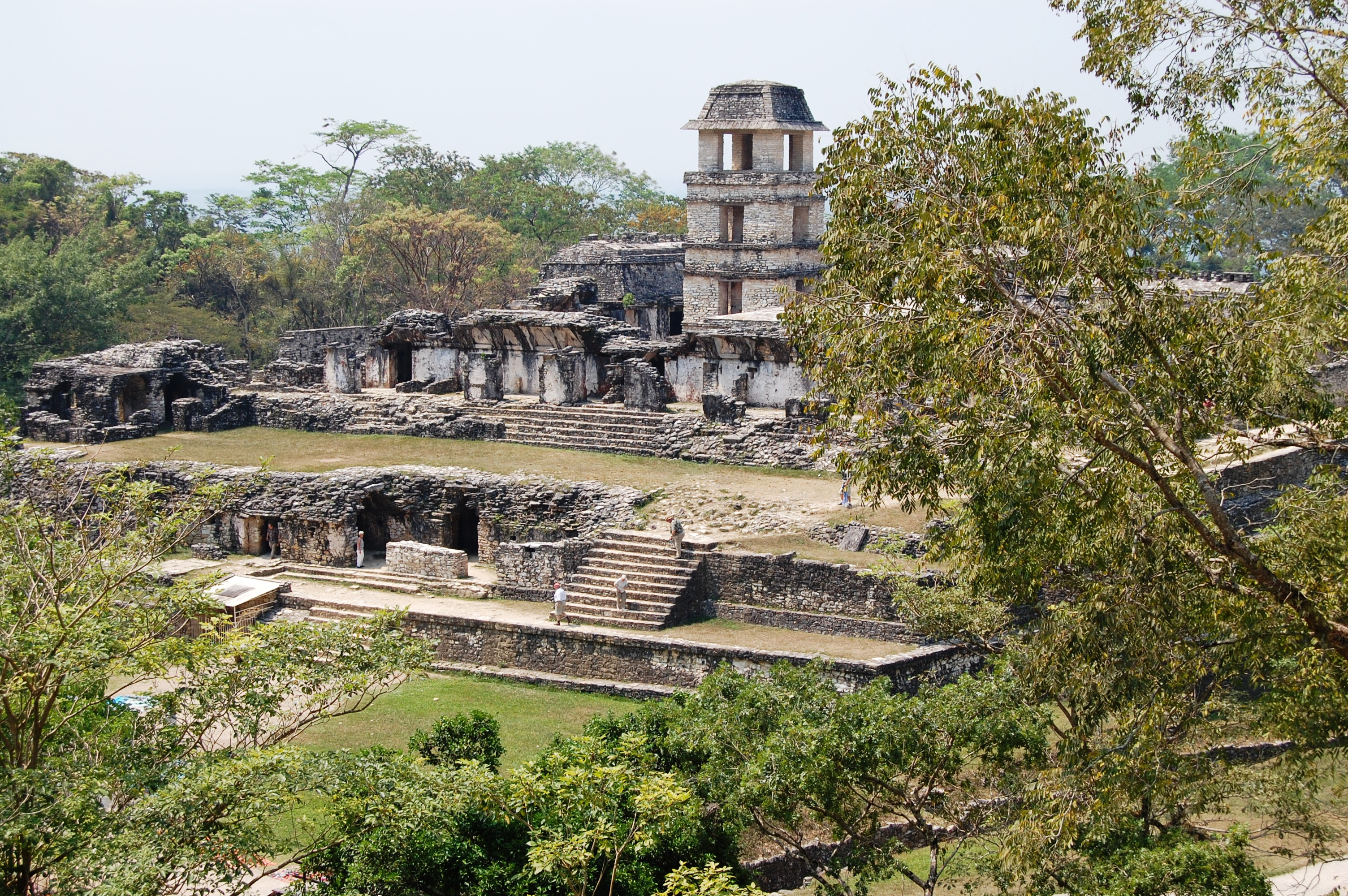
Palácio de Palenque

Grandes e geralmente muito decorados, os palácios geralmente ficavam próximos do centro das cidades e hospedavam a elite da população. Qualquer palácio real grande ou ao menos que tivesse várias câmaras ou erguido em vários níveis, tem sido chamado de acrópole. Tais construções consistiam de várias pequenas câmaras ou pelo menos um pátio interno, parecendo propositadas a servirem de residência a uma pessoa ou pequeno grupo familiar decorada como tal.
Os arqueólogos parecem estar de acordo em que muitos palácios são também o lugar de muitas tumbas mortuárias. Em Copán, debaixo de 400 anos de remodelações posteriores, se descobriu a tumba de um de seus antigos governantes e a acrópole de Tikal parece ter sido o lugar de vários sepultamentos do final do período pré-clássico e início do clássico.
Existe, no entanto, alguns arqueólogos que afirmam serem os palácios locais não muito prováveis para a morada da elite governante, uma vez que tais moradas mostram-se demasiadamente infestadas de morcegos e um tanto quanto desconfortáveis; sugerindo - assim - ser uma espécie de mosteiro ou quartéis para as comunidades sacerdotais. Nessa linha de pensamento, contudo, caímos em uma outra rua sem saída: não existem comprovações da existência de ordens eclesiásticas ou monásticas nos tempos clássicos. Concluir, portanto, que fossem moradas das classes governamentais - neste contexto - é a solução mais viável; o que não impede a existência de diversas teorias sobre a origem e a função de tais palácios.
- Grupos E

Os estudiosos têm denominado de "Grupo E" à frequentemente encontrada formação de três pequenas construções, sempre situadas a oeste das cidades, tratando-se de um intrigante mistério a sua recorrência.
Estas construções sempre incluem pelo menos uma pequena pirâmide-templo a oeste da praça principal que tem sido aceita como observatório devido ao seu preciso posicionamento em relação ao Sol, quando observado da pirâmide principal nos solstícios e equinócios. Outras teses sugerem que sua localização reproduz ou pelo menos se relaciona com a história da criação do universo segundo a mitologia maia, posto que vários de seus adornos a ela, frequentemente, se referem.
- Pirâmides e templos

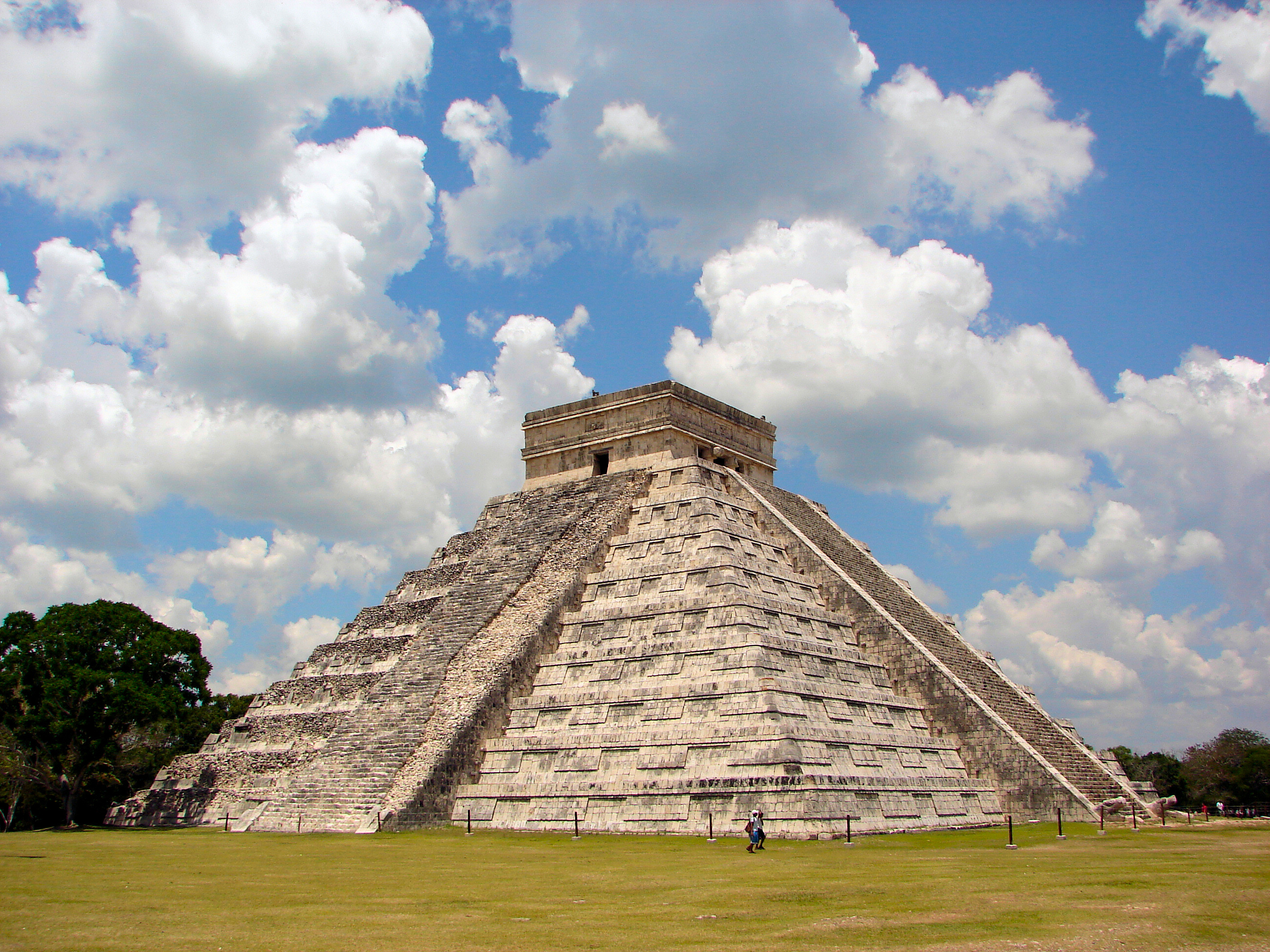
Pirâmide de Kukulcán, em Chichén Itzá

Com frequência os templos religiosos mais importantes se encontravam em cima das pirâmides maias, supostamente por ser o lugar mais perto do céu. Embora recentes descobertas apontem para o uso extensivo de pirâmides como tumbas, os templos raramente parecem ter contido sepulturas. A falta de câmaras funerárias indica que o propósito de tais pirâmides não é servir como tumbas e se as encerram isto é incidental.
Pelas íngremes escadarias, se permitia aos sacerdotes e oficiantes o acesso ao cume da pirâmide onde havia três pequenas câmaras com propósitos rituais. Os templos sobre as pirâmides, a mais de 70 metros de altura, como em El Mirador, de onde se descortinava o horizonte ao longe, constituíram estruturas impressionantes e espetaculares, ricamente decoradas. Comumente possuíam uma crista sobre o teto, ou um grande muro que, teorizam, poderia ter servido para a escrita de sinais rituais para serem vistos por todos.
Como eram ocasionalmente as únicas estruturas que excediam a altura da selva, as cristas sobre os templos eram minuciosamente talhadas com representações dos governantes que se podiam ver de grandes distâncias. Debaixo dos orgulhosos templos estavam as pirâmides que eram, em última instância, uma série de plataformas divididas por escadarias empinadas que davam acesso ao templo.
- Observatórios astronômicos

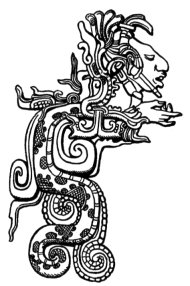
Kukulkán é o nome maia de Quetzalcóatl, aqui desenhado a partir de um baixo-relevo de Yaxchilan

Os maias foram excepcionais astrônomos e mapearam as fases e cursos de diversos corpos celestes, especialmente da Lua e de Vênus.
Muitos de seus templos tinham janelas e miras demarcatórias (e provavelmente outros aparatos) para acompanhar e medir o progresso das rotas dos objetos observados. Templos arredondados, quase sempre relacionados com Kukulcán, são talvez os mais descritos como observatórios pelos mais modernos guias turísticos de ruínas, mas não há evidências que o seu uso tinha exclusivamente esta finalidade.
Em vários templos sobre pirâmides foram encontradas marcações de miras que indicam que observações astronômicas também foram feitas dali.
- Campos de jogo de bola

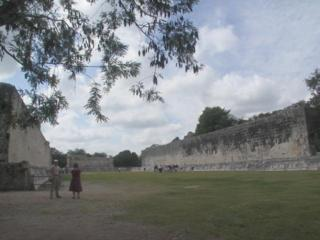
Grande estádio em Chichén Itzá

Um aspecto do estilo de vida mesoamericano é o seu jogo de bola ritual e seus campos ou estádios, que foram construídos por todo o império maia em grande escala.
Estes estádios normalmente situavam-se nos centros das cidades. Tratava-se de espaços amplos entre duas laterais de plataformas ou rampas escalonadas paralelas, em forma de "I" maiúsculo direcionado para uma plataforma cerimonial ou templo menor. Tais campos foram encontrados na maioria das cidades maias, exceto nas menores.

## Idade Média
A Idade Média (adj. medieval) é um período da história da Europa entre os séculos V e XV. Inicia-se com a Queda do Império Romano do Ocidente e termina durante a transição para a Idade Moderna. A Idade Média é o período intermédio da divisão clássica da História ocidental em três períodos: a Antiguidade, Idade Média e Idade Moderna, sendo frequentemente dividido em Alta e Baixa Idade Média.
Durante a Alta Idade Média verifica-se a continuidade dos processos de despovoamento, regressão urbana, e invasões bárbaras iniciadas durante a Antiguidade Tardia. Os ocupantes bárbaros formam novos reinos, apoiando-se na estrutura do Império Romano do Ocidente. No século VII, o Norte de África e o Médio Oriente, que tinham sido parte do Império Romano do Oriente tornam-se territórios islâmicos depois da sua conquista pelos sucessores de Maomé. O Império Bizantino sobrevive e torna-se uma grande potência. No Ocidente, embora tenha havido alterações significativas nas estruturas políticas e sociais, a rutura com a Antiguidade não foi completa e a maior parte dos novos reinos incorporaram o maior número possível de instituições romanas preexistentes. O cristianismo disseminou-se pela Europa ocidental e assistiu-se a um surto de edificação de novos espaços monásticos. Durante os séculos VII e VIII, os Francos, governados pela dinastia carolíngia, estabeleceram um império que dominou grande parte da Europa ocidental até ao século IX, quando se desmoronaria perante as investidas de Víquingues do norte, Magiares de leste e Sarracenos do sul.
Durante a Baixa Idade Média, que teve início depois do ano 1000, verifica-se na Europa um crescimento demográfico muito acentuado e um renascimento do comércio, à medida que inovações técnicas e agrícolas permitem uma maior produtividade de solos e colheitas. É durante este período que se iniciam e consolidam as duas estruturas sociais que dominam a Europa até ao Renascimento: o senhorialismo – a organização de camponeses em aldeias que pagam renda e prestam vassalagem a um nobre – e o feudalismo — uma estrutura política em que cavaleiros e outros nobres de estatuto inferior prestam serviço militar aos seus senhores, recebendo como compensação uma propriedade senhorial e o direito a cobrar impostos em determinado território. As Cruzadas, anunciadas pela primeira vez em 1095, representam a tentativa da cristandade em recuperar dos muçulmanos o domínio sobre a Terra Santa, tendo chegado a estabelecer alguns estados cristãos no Médio Oriente. A vida cultural foi dominada pela escolástica, uma filosofia que procurou unir a fé à razão, e pela fundação das primeiras universidades. A obra de Tomás de Aquino, a pintura de Giotto, a poesia de Dante e Chaucer, as viagens de Marco Polo e a edificação das imponentes catedrais góticas estão entre as mais destacadas façanhas deste período.
Os dois últimos séculos da Baixa Idade Média ficaram marcados por várias guerras, adversidades e catástrofes. A população foi dizimada por sucessivas carestias e pestes; só a peste negra foi responsável pela morte de um terço da população europeia entre 1347 e 1350. O Grande Cisma do Ocidente no seio da Igreja teve consequências profundas na sociedade e foi um dos fatores que estiveram na origem de inúmeras guerras entre estados. Assistiu-se também a diversas guerras civis e revoltas populares dentro dos próprios reinos. O progresso cultural e tecnológico transformou por completo a sociedade europeia, concluindo a Idade Média e dando início à Idade Moderna.
Desde o Renascimento a Idade Média tem sido repetidamente condenada como uma era de obscurantismo, tirania, violência, declínio econômico, degeneração moral e confusão política. A partir do Romantismo, no século XIX, o período passou a ser reavaliado e muitos dos seus aspectos têm sido revalorizados, mas nem sempre com um juízo crítico imparcial e objetivo, persistindo muitos dos estereótipos e preconceitos que caracterizaram a historiografia ao longo dos séculos precedentes, e que ainda definem em larga medida a visão sobre a Idade Média na cultura popular. Leituras distorcidas e falseadas de seus valores, costumes e tradições também têm sido usadas para legitimar ideologias messiânicas, pseudocientíficas, reacionárias e extremistas de natureza política, étnica, religiosa, social e cultural. Apesar dessas distorções, os assuntos medievais têm atraído uma legião de simpatizantes entre o público leigo, têm dado inspiração para romances, filmes, documentários e outras produções, o acervo de arte e arquitetura medieval se tornou uma importante atração turística em muitos países, e o tema já produziu uma vasta bibliografia acadêmica, que não cessa de crescer.

## Etimologia e periodização
A Idade Média é um dos três grandes períodos definidos pelo mais comum quadro de análise de história europeia: a Idade Antiga, ou Antiguidade, a Idade Média e a Era Moderna, que compreende as idades Moderna e Contemporânea.

### Evolução do conceito
Os escritores medievais dividiam a História em períodos como as "Seis Épocas", e consideravam a sua a última época antes do fim do mundo, e denominavam-na "moderna". Na década de 1330, o poeta e humanista Petrarca denominava a era anterior ao cristianismo por "antiqua" (ou "antiga") e o período cristão por "nova". O primeiro historiador a definir a periodização tripartida foi Leonardo Bruni na sua História do Povo Florentino em 1442. Bruni, e historiadores posteriores, argumentaram que Itália se tinha desenvolvido significativamente desde o tempo de Petrarca e acrescentaram um terceiro período à sua divisão. O mais antigo registo conhecido do termo Idade Média data de 1469, sendo grafado como media tempestas ou "tempos médios". Durante a sua introdução, foi comum a coexistência de várias variantes, como medium aevum, registada em 1604, ou media scecula, registada em 1625. A periodização tripartida tornar-se-ia padrão após a publicação em 1683 da obra História Universal Dividida nos Períodos Antigo, Medieval e Novo da autoria do historiador alemão Christoph Cellarius.

### Datas de início e fim
A data consensual para o início da Idade Média é 476, definida pela primeira vez por Bruni, e que representa o ano em que é deposto o último imperador romano do Ocidente. No contexto europeu, considera-se normalmente o fim da Idade Média no ano 1500, embora não haja um consenso universal alargado sobre a data. Dependendo do contexto, podem ser considerados como eventos de transição a primeira viagem de Cristóvão Colombo às Américas em 1492, a conquista de Constantinopla pelos Turcos em 1453, ou a Reforma Protestante em 1517. Por outro lado, os historiadores ingleses normalmente referem-se à batalha de Bosworth em 1485 como referência para o fim do período. Em Espanha, é comum o recurso ao ano de 1516, aquando a morte do rei Fernando II de Aragão, ou o ano da morte da rainha Isabel I de Castela em 1504, ou ainda a conquista de Granada em 1492.
Os historiadores de línguas românicas tendem a dividir a Idade Média em duas partes: um primeiro período, a Alta Idade Média (do século V até o século X) e um segundo período, a Baixa Idade Média (do século XI até o século XV). Os historiadores anglo-saxónicos dividem normalmente a Idade Média em três segmentos: "Early Middle Ages", ou "idade média arcaica", definido entre 476 e o ano 1000; "High Middle Ages", ou "alta idade média", entre o ano 1000 e 1300; e "Late Middle Ages" ou "Idade média tardia" entre 1300 e 1453. Os termos foram popularizados durante o início do século XX pelo historiador belga Henri Pirenne e pelo holandês Johan Huizinga. Durante todo o século XIX, a Idade Média era frequentemente referida como a "Idade das trevas", mas com a criação de subdivisões o uso do termo ficou restrito ao período arcaico.

## Queda do Império Romano

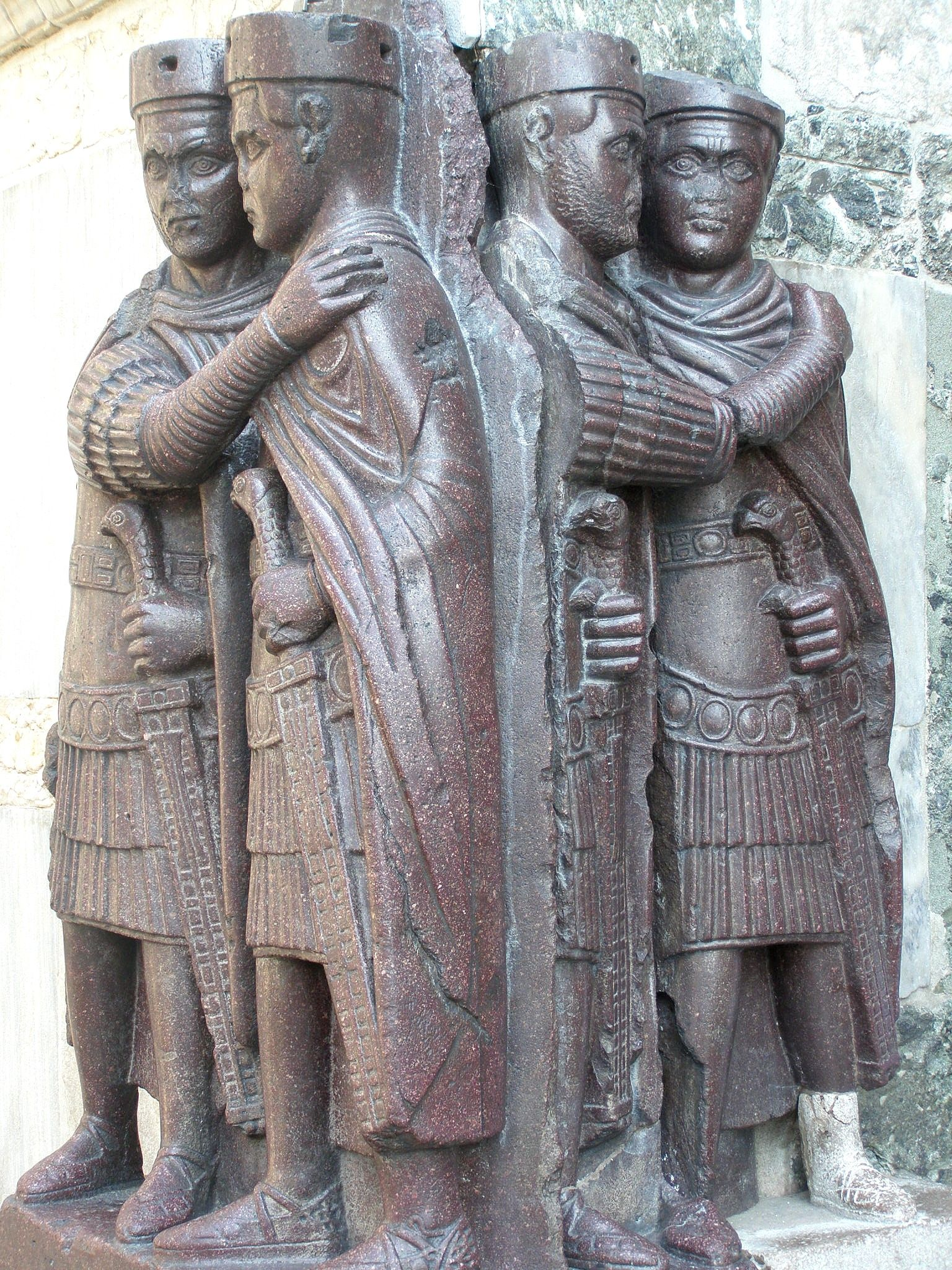
Os Tetrarcas, escultura em pórfiro do século IV, originalmente alojada em Constantinopla. Em Veneza desde a Quarta Cruzada de 1204

O Império Romano atingiu o seu apogeu e máxima extensão territorial durante o século II, mas durante os dois séculos seguintes verificar-se-ia o lento declínio do domínio territorial romano sobre os seus territórios. A crise económica, refletida na inflação, e instabilidade nas fronteiras motivada pela pressão de povos invasores, estiveram na origem da crise do terceiro século, períodos em que um vasto número de imperadores ascendia ao trono apenas para ser rapidamente substituído por novos usurpadores. O orçamento militar aumentou constantemente ao longo de todo o terceiro século, sobretudo na sequência de uma nova guerra contra o Império Sassânida, iniciada em meados do século. A necessidade de receitas levou à aplicação de uma sobretaxa fiscal e ao declínio em massa da classe média, proprietária de terrenos e unidades de produção, extinguindo-se assim o financiamento das estruturas administrativas de cada povoação.
No ano de 286, o imperador Diocleciano divide o império em duas metades, oriental e ocidental, administradas separadamente. No entanto, os próprios cidadãos e administradores públicos não viam o seu império como dividido, e as promulgações legais e administrativas de uma parte eram consideradas válidas na outra. Este sistema, que viria a ter dois coimperadores seniores (augustos) e dois coimperadores juniores (césares), seria conhecido como tetrarquia. Em 330, depois de um período de guerra civil, o imperador Constantino tornar-se-ia imperador único e refundaria a cidade de Bizâncio como Constantinopla, a nova e renovada capital oriental.
As reformas de Diocleciano criaram uma administração pública forte, a reforma da cobrança de impostos, e o fortalecimento do exército, o que permitiu ganhar algum tempo mas não resolveu por completo os problemas que enfrentava: tributação excessiva, queda da taxa de natalidade e pressão fronteiriça. Em meados do século IV, tornou-se constante a deflagração de guerras civis entre imperadores rivais, retirando forças das fronteiras e dando espaço à infiltração de bárbaros. No século IV, a sociedade romana era já bastante diferente da do período clássico, assistindo-se ao aumento das desigualdades sociais e ao declínio de vitalidade das cidades pequenas. O império converte-se também ao cristianismo, um processo gradual que decorreu entre os séculos II e V.

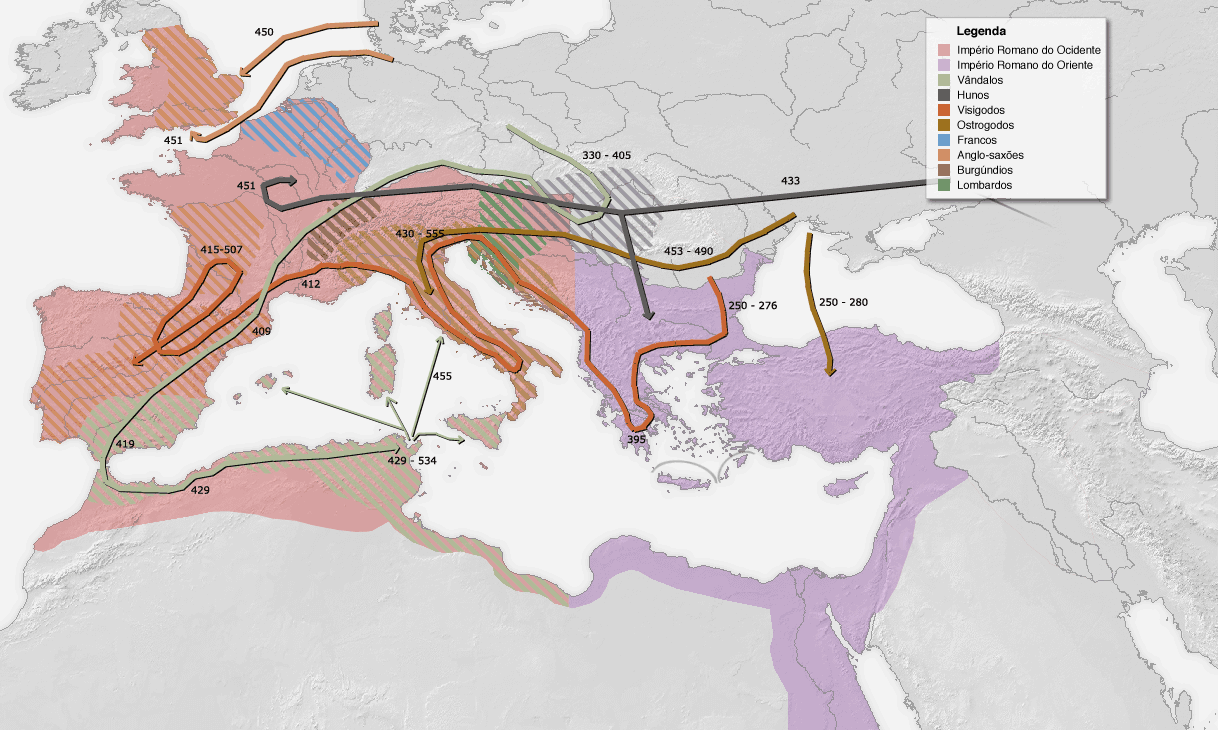
Migrações bárbaras em território romano entre os séculos IV e V

Império Bizantino com as conquistas de Justiniano (laranja claro)

Em 376, os Ostrogodos, em debanda dos Hunos, são autorizados pelo imperador romano Valente a estabelecer-se na província romana de Trácia, nos Balcãs. O processo não decorreu de forma pacífica, e quando os administradores romanos perderam o controlo da situação, os Ostrogodos deram início a uma série de pilhagens e vandalismos no território. Valente, numa tentativa de fazer cessar a violência, foi morto em combate na batalha de Adrianópolis em agosto de 378. Para além da ameaça bárbara do norte, constituíram também ameaças à estabilidade as divisões internas dentro do próprio império, sobretudo dentro da Igreja Cristã. No ano 400, os Visigodos sob Alarico invadem o Império do Ocidente e, embora inicialmente repelidos de Itália, em 410 saqueiam a cidade de Roma. A par destes eventos, Alanos, Vândalos e Suevos resolvem atravessar o Reno em 406, dominando o território da Gália até 409, quando atravessam os Pirenéus, instalando-se também na Península Ibérica. Vários outros grupos bárbaros tomam igualmente parte nas intensas migrações deste período. Os Francos, Alamanos e Burgúndios têm como destino o norte da Gália enquanto que os Anglos, Saxões e Jutos se estabelecem nas Ilhas Britânicas. Os Hunos, liderados pelo rei Átila, o Huno, organizam invasões aos Balcãs em 442 e 447, à Gália em 451, e a Itália em 452. A ameaça dos Hunos prolongou-se até à morte de Átila em 453, quando a confederação por si liderada se fragmenta. Estes movimentos levados a cabo pelas várias tribos reorganizaram de forma dramática o mapa político e demográfico do que tinha sido o Império Romano do Ocidente.
Por volta do fim do século V, a parte ocidental do império estava já dividida em pequenas unidades políticas, governadas pelas tribos que as haviam ocupado durante o início do século. O último imperador do Ocidente, Rómulo Augusto, foi deposto em 476, evento que leva à adoção consensual desse ano como o fim do Império Romano do Ocidente. O Império Romano do Oriente, referido como Império Bizantino depois da queda do seu correspondente ocidental, mostrou pouca eficácia no controlo dos territórios ocidentais perdidos. Embora os imperadores bizantinos tenham mantido pretensões territoriais e afirmado que nenhum rei bárbaro podia ousar tornar-se imperador do Ocidente, não conseguiam de forma alguma sustentar qualquer domínio a Ocidente, excetuando-se a reconquista temporária da península Itálica e da periferia mediterrânea por Justiniano I.

## Alta Idade Média

### Novas sociedades

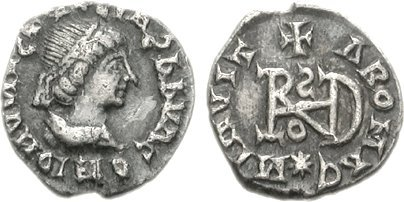
Síliqua de r.

A estrutura política da Europa Ocidental alterou-se significativamente com o fim da união do Império Romano. Embora as atividades dos povos bárbaros sejam frequentemente descritas como "invasões", não se trataram de meras campanhas militares, mas sim migrações de populações inteiras para o território do império. A migração foi facilitada pela recusa das elites romanas em financiar o seu exército. Os imperadores do século V eram na maior parte dos casos controlados por militares influentes como Estilicão, Ricímero, Gundebaldo ou Áspar, quase sempre estrangeiros ou de ascendência estrangeira. Após a interrupção da linha de sucessão, muitos dos reis que os substituíram provinham igualmente de forças militares. Era também comum o casamento entre os novos reis e as elites romanas locais. Isto deu origem a uma incorporação gradual dos hábitos das tribos invasoras na cultura romana, incluindo assembleias populares que permitiram aos líderes tribais ter uma voz ativa em matérias políticas. Os artefatos deixados por Romanos ou pelos invasores são na sua maioria similares, sendo nítida a inspiração dos objetos tribais nos modelos romanos. De igual modo, a maior parte da cultura intelectual dos novos reinos baseava-se diretamente nas tradições intelectuais romanas. No entanto, uma diferença substancial foi a perda gradual de rendimento tributário em função das novas políticas. Muitas das novas instituições governativas já não financiavam os seus exércitos com o dinheiro proveniente de impostos, mas com a atribuição de terras ou senhorios. Isto levou ao desaparecimento do sistema de colecta de impostos, uma vez que deixou de haver necessidade para cobranças ou cálculos de grande envergadura. O belicismo era comum entre reinos e dentro dos próprios reinos. A escravatura entrou também em declínio, à medida que a oferta se reduzia e a sociedade se tornava cada vez mais rural.

Europa em 526: a Europa Ocidental, antes controlada majoritariamente pelo Império Romano, neste momento estava dividida entre os povos bárbaros que ali se assentaram durante o século V

Entre os séculos V e VIII, uma nova vaga de governantes preenche o vazio político deixado pela administração central romana. Os Ostrogodos estabelecem-se na província romana de Itália no fim do século V, sob o comando de Teodorico, e dão início a um reino notável pela cooperação entre Itálicos e Ostrogodos, pelo menos durante o seu reinado. Os Burgúndios estabelecem-se na Gália, e depois de um primeiro reino dizimado pelos Hunos em 436, formam um novo na década de 440 entre a atual Genebra e Lyon, e que durante o início do século VI se viria a tornar num dos mais influentes reinos da região. No norte da Gália, os Francos e os Bretões formam pequenos reinos. O Reino Franco centra-se no noroeste da Gália e o primeiro reinante do qual se possui informação relevante é Quilderico I, que viria a morrer em 481. Durante o reinado do seu filho, Clóvis I, o reino franco expande-se e converte-se ao cristianismo. Os Bretões, procedentes da Britânia, estabelecem-se no que é hoje a Bretanha. Os Visigodos estabelecem o seu reino em grande parte da Península Ibérica, sendo o noroeste peninsular ocupado pelo Reino Suevo e o norte de África pelo Reino Vândalo. Durante o século VI, os Lombardos estabelecem-se no norte de Itália, substituindo o Reino Ostrogótico por um grupo de ducados responsáveis pela eleição de um rei comum. Por volta do fim do século VI, este sistema foi substituído por uma monarquia permanente.
A migração europeia significou uma alteração profunda do mapa demográfico da Europa, embora o povoamento não tenha sido homogéneo. Algumas regiões, como a Península Ibérica, albergaram um número de colonos muito maior quando comparado com outras regiões. A ocupação da Gália foi também superior e em maior densidade no noroeste do que no sudeste. Os povos Eslavos ocuparam a Europa Central e de Leste até à península Balcânica. Esta migração foi também acompanhada por alterações profundas na língua. O latim, língua oficial do Império Romano do Ocidente, foi gradualmente substituído por várias línguas de raiz latina, embora já bastante distintas, denominadas coletivamente por línguas românicas. No entanto, a evolução do latim para as novas línguas como o francês, português ou romeno foi um processo que ocorreu ao longo de séculos, e atravessou uma série de fases. O grego permaneceu como língua oficial do Império Bizantino, mas as migrações dos Eslavos permitiram a assimilação de línguas eslavas no leste europeu.

### Império Bizantino

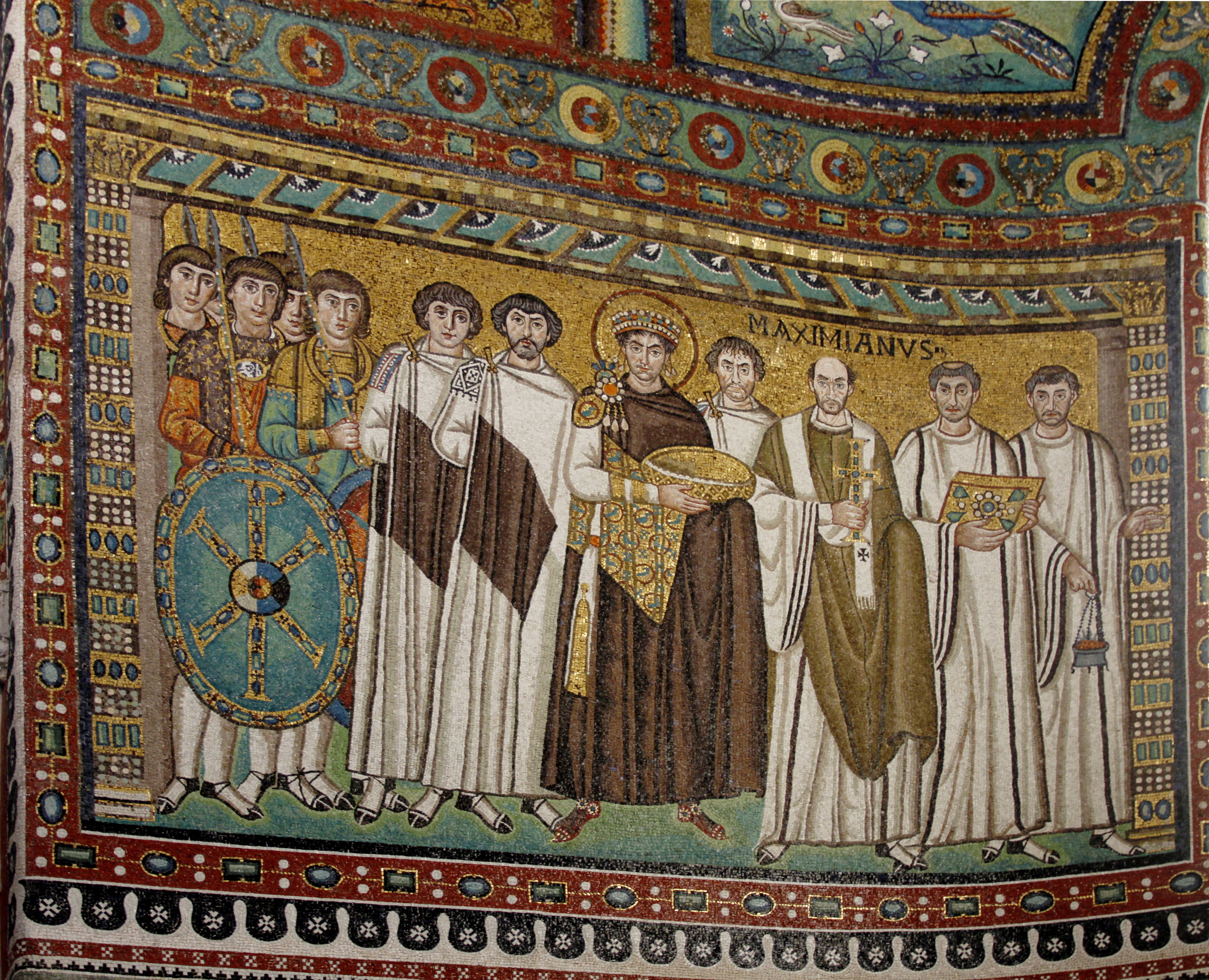
Mosaico onde se pode observar o imperador Justiniano com o bispo Maximiano, governador de Ravena, a par com a sua guarda pessoal e membros da corte

À medida que a Europa Ocidental assistia à formação de novos reinos, o Império Romano do Oriente manteve-se intacto, chegando até a verificar-se um renascimento económico que perdurou até ao início do século VII. Na parte oriental houve menos tentativas de invasão, e a maioria centrou-se sobretudo na zona dos Balcãs. Durante todo o século V, a paz foi constante com o Império Sassânida (persa), oponente ancestral de Roma no domínio territorial da região. Assistiu-se também ao estreitamento de relações entre a governação política e a Igreja Cristã, tendo no Oriente as questões doutrinais assumido um relevo sem paralelo na Europa ocidental. A nível jurídico, procedeu-se à codificação do direito romano, tendo sido completado o Código de Teodósio em 438. No reinado de Justiniano procede-se a uma compilação ainda mais detalhada, conhecida como Corpus Juris Civilis. Justiniano impulsionou também a edificação da Santa Sofia em Constantinopla e a reconquista do Norte de África aos Vândalos e de Itália aos Ostrogodos, sob o comando de Belisário. A conquista de Itália sofreu um revés devido à deflagração de uma pandemia em 542, que levou à concentração dos recursos na defesa do território já conquistado.
A progressiva infiltração dos povos Eslavos nos Balcãs trouxe consigo dificuldades acrescidas. Embora tenha começado por pequenas invasões, por volta de 540 as tribos eslavas encontravam-se já na Trácia e na Ilíria, e em 551 viriam a derrotar um dos exércitos imperiais perto de Adrianópolis (atual Edirne). Durante a década de 560, os Ávaros iniciam uma expansão territorial a partir da margem Norte do rio Danúbio, e por volta do fim do século VI até ao fim do século VIII são já a força dominante na Europa Central e capazes de exigir aos imperadores Orientais o pagamento de tributos. Outro dos mais notáveis problemas enfrentados pelo império foi o envolvimento do imperador Maurício (r. 582–602) na política persa, ao intervir numa disputa sucessória. Embora a ascensão de Cosroes II ao trono persa tenha significado um breve período de paz, a sua subsequente deposição levou a uma nova guerra com os Persas, que, durante o reinado de Heráclio, dominavam já grande parte do império a oriente, incluindo as províncias do Egito, da Síria e da Ásia, quando Jerusalém caiu, em 614. Mais tarde, em 628, Heráclio assinaria um tratado de paz que restauraria as anteriores fronteiras imperiais.

### Fervor religioso e expansão islâmica

A expansão do Califado Islâmico

Durante os séculos VI e VII é frequente a permeabilidade de credos religiosos entre o Império Sassânida e o Império Bizantino. O judaísmo era uma fé missionária ativa, e a cristandade possuía missões que competiam com o zoroastrismo persa na procura de conversões, sobretudo entre habitantes da península da Arábia. Com a emergência do Islão na Arábia durante a vida de Maomé, assistir-se-ia à unificação religiosa da região. Depois da morte de Maomé em 632, as forças islâmicas conquistaram grande parte do Império Oriental, bem como o Império Sassânida, começando com a conquista da Síria em 634-635 e mais tarde de todo o território até ao Egito em 640-641, a própria Pérsia entre 637 e 642, o Norte de África no fim do século VII e a Península Ibérica em 711. Em 714, as forças islâmicas controlavam já a maior parte da Península, região que denominaram por Alandalus.
A expansão islâmica atingiu o apogeu em meados do século VIII. A derrota das forças muçulmanas na batalha de Poitiers em 732 proporcionou a reconquista do sul de França pelos Francos, embora o principal fator para a interrupção da expansão islâmica na Europa tenha sido a deposição da dinastia omíada e a sua substituição pela dinastia abássida. Os Abássidas transferiram a sua capital para Bagdade e concentraram o seu interesse no Médio Oriente em desfavor da Europa, ao mesmo tempo que perdiam o domínio de uma vasta extensão territorial. Os descendentes dos Omíadas obtiveram o domínio da Península Ibérica, os Aglábidas do norte de África e os Tulúnidas passaram a governar o Egito. Em meados do século VIII, assiste-se ao renascimento e aparecimento de novas rotas comerciais no Mediterrâneo, tendo as antigas rotas romanas sido substituídas pelo comércio entre os reinos dos Francos e dos Árabes. Os francos negociavam madeiras, peles, armamento e escravos para os Árabes, em troca de sedas e vários géneros de tecidos, especiarias e metais preciosos. O primeiro registo de venda de escravos ao mundo muçulmano - pelos venezianos - data a cerca de 748. Durante os dois séculos seguintes, o tráfico de escravos iria tornar-se um negócio lucrativo tanto para europeus como para árabes, apesar da desaprovação da Igreja.

### Comércio e economia
As migrações bárbaras dos séculos IV e V interromperam grande parte das rotas comerciais no Mediterrâneo, o que fez cessar a exportação de mercadorias africanas para a Europa. Por volta do início do século VII, apenas em algumas cidades costeiras como Roma e Nápoles era possível encontrar ainda bens importados, embora ao longo de todo o século as conquistas muçulmanas fizessem cessar em definitivo as trocas comerciais de longo curso, fazendo com que durante a Alta Idade Média aumentasse a procura pela produção local, sobretudo nas áreas afastadas do Mediterrâneo. Os bens importados encontrados nos vestígios arqueológicos são fundamentalmente artigos de luxo. Na Europa do Norte, não só as rotas comerciais eram locais, como os bens transportados eram artigos comuns, com poucos objetos cerâmicos ou produtos transformados. Em redor do Mediterrâneo, contudo, o comércio de cerâmica foi comum e realizado a alguma distância, e não apenas de produção local.
Os vários estados germânicos no Ocidente cunhavam moeda segundo os modelos romano e bizantino. O ouro continuou a ser usado até finais do século VII, até ser substituído por moedas de prata. A unidade elementar da moeda de prata Franca era o dinheiro, enquanto os anglo-saxões usavam o pêni, moedas que se disseminaram pela Europa entre os séculos VII e X. Nem o bronze nem o cobre eram usados na cunhagem, e o ouro só continuou a ser usado na Europa do Sul. Também não eram cunhadas moedas com valores múltiplos.

### Igreja e monaquismo

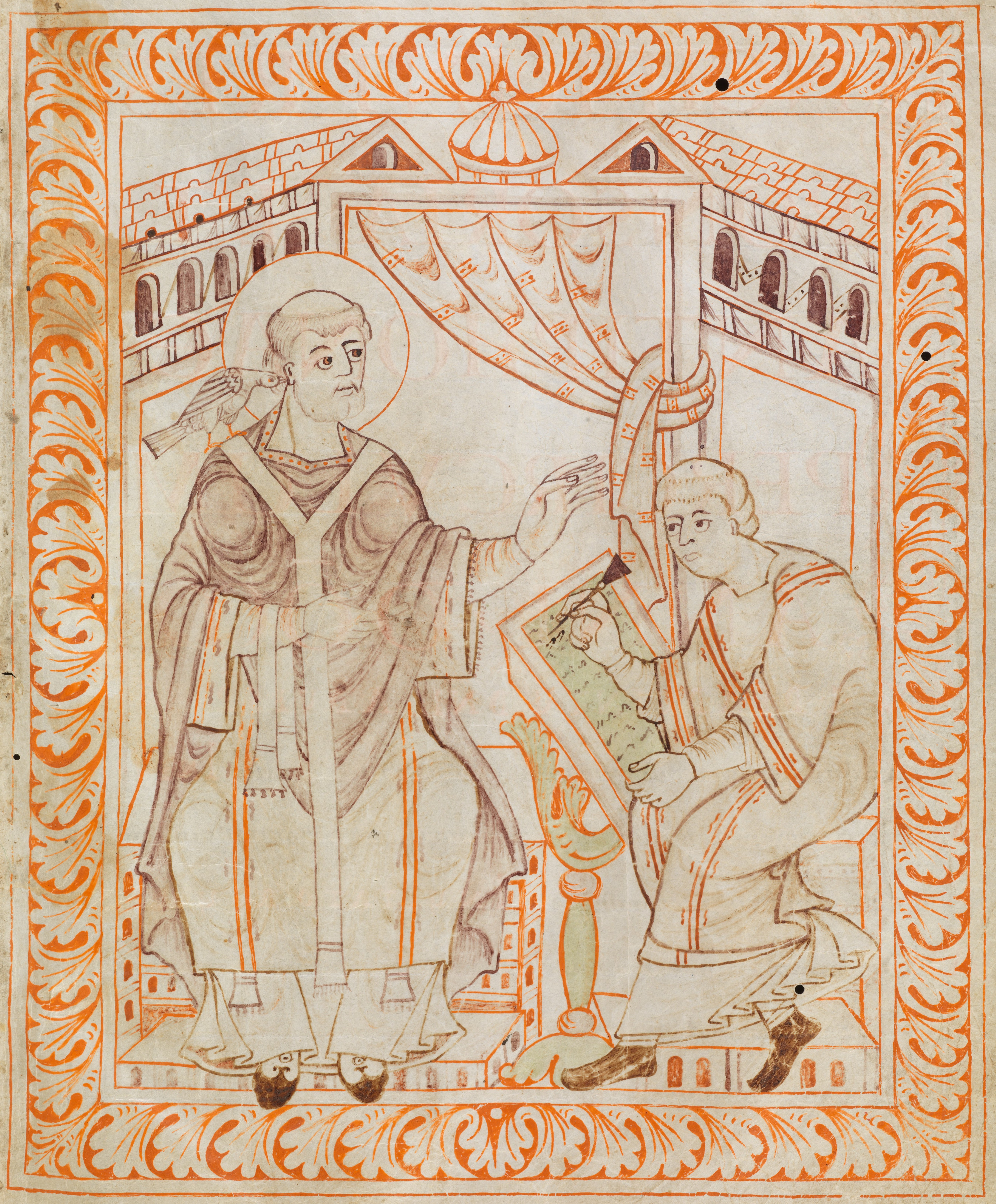
Iluminura do século XI representando o

A cristandade foi o fator determinante de unidade entre a Europa oriental e ocidental antes da conquista árabe; no entanto, a perda do domínio do Mediterrâneo viria a estagnar as rotas comerciais marítimas entre as duas regiões. A própria Igreja Bizantina, que viria a tornar-se na Igreja Ortodoxa, era distinta em termos de práticas, liturgia e língua da sua congénere ocidental, que viria a tornar-se na Igreja Católica. As diferenças teológicas e políticas tornam-se cada vez mais vincadas, e em meados do século VIII a abordagem de matérias como a iconoclastia, o casamento de sacerdotes e a separação de poderes entre a Igreja e o Estado era de tal forma contrastante que as diferenças culturais e religiosas eram já em maior número do que as semelhanças. A separação formal ocorre em 1054, quando o Papado de Roma e o patriarcado de Constantinopla se confrontam abertamente e se excomungam mutuamente, facto que está na origem da cisão da cristandade em duas igrejas – a Igreja Católica Romana e a Igreja Ortodoxa Oriental.
A estrutura eclesiástica do Império Romano no ocidente sobreviveu relativamente intacta às invasões bárbaras, mas o papado pouca autoridade exercia, sendo raros os bispos ocidentais que procuravam no papa liderança religiosa ou política. A maior parte dos papas anteriores a 750 debruçava-se sobretudo sobre questões bizantinas e teológicas orientais. A grande maioria das mais de 850 cartas hoje conservadas do papa Gregório I dizem respeito a assuntos em Itália ou Constantinopla. A única região da Europa Ocidental onde o papado exercia influência era a província romana da Britânia, para onde Gregório envia em 597 a missão gregoriana com o intuito de converter os Anglo-saxões ao cristianismo. Os missionários irlandeses, que entre os séculos V e VII foram os mais ativos na Europa ocidental, foram autores de várias campanhas de cristianização, primeiro nas Ilhas Britânicas e depois no continente. Contando entre si monges como São Columba e São Columbano, não só fundaram um imenso número de mosteiros, mas também foram os responsáveis pela divulgação do latim e do grego e autores profícuos de obras seculares e religiosas.
Durante a Alta Idade Média assiste-se à implementação do monaquismo no Ocidente, inspirado sobretudo pela tradição monástica dos Padres do Deserto Sírios e Egípcios. São Pacómio foi durante o século IV um dos pioneiros do cenobitismo, o monaquismo praticado em redor de uma comunidade espiritual. Os ideais monásticos são rapidamente difundidos do mediterrâneo para a Europa durante os séculos V e VI através da documentos hagiográficos como a A Vida de Antão. São Bento de Núrsia foi o autor da Regra de São Bento, extremamente influente no monaquismo ocidental durante todo o século VI, onde são descritas em detalhe as responsabilidades administrativas e espirituais de uma comunidade de monges, liderada por um abade. Os mosteiros exerceram uma influência profunda na vida religiosa e política da Alta Idade Média, tutelando vastas regiões em nome de famílias poderosas, atuando como centros de propaganda e de apoio monárquico em regiões recentemente conquistadas, e organizando missões de evangelização. Eram também o principal, e por vezes único, centro de educação e literacia em determinada região, copiando também muitos dos manuscritos sobreviventes dos clássicos romanos. Os monges, como São Beda, foram também autores de inúmeras novas obras de história, teologia, botânica e vários outros temas.

### A Europa Carolíngia
Sob o domínio da dinastia merovíngia durante os séculos VI e VII, o reino dos Francos no norte da Gália segmentar-se-ia nos reinos da Austrásia, da Nêustria e Borgonha. O século VII representou um período instável de guerra civil entre a Austrásia e a Nêustria. A situação foi explorada por Pepino de Landen, mordomo do palácio que se tornaria governante de facto nos bastidores da coroa. A sua linhagem herdou sucessivamente o cargo, atuando como conselheiros e regentes. Um dos seus descendentes, Carlos Martel, liderou a vitória na batalha de Poitiers em 732, contendo o avanço muçulmano nos Pirenéus. O exército muçulmano tinha já conquistado por completo o reino Visigótico de Hispânia em 719, depois de derrotar o último monarca visigodo, Rodrigo, durante a batalha de Guadalete em 711. As Ilhas Britânicas encontravam-se divididas em vários estados de pequena dimensão, dominados pelos reinos da Nortúmbria, Mércia, Wessex e Anglia Oriental, descendentes dos ocupantes Anglo-saxões. Alguns reinos de menores dimensões, no que é hoje a Escócia e o País de Gales, encontravam-se ainda sob domínio dos nativos britânicos e dos Pictos. A Irlanda estava dividida em unidades políticas de ainda menor dimensão, controladas por reis locais. Estima-se que tenha havido a determinado ponto cerca de 150 reinos locais apenas na Irlanda, de importância e dimensão variável.

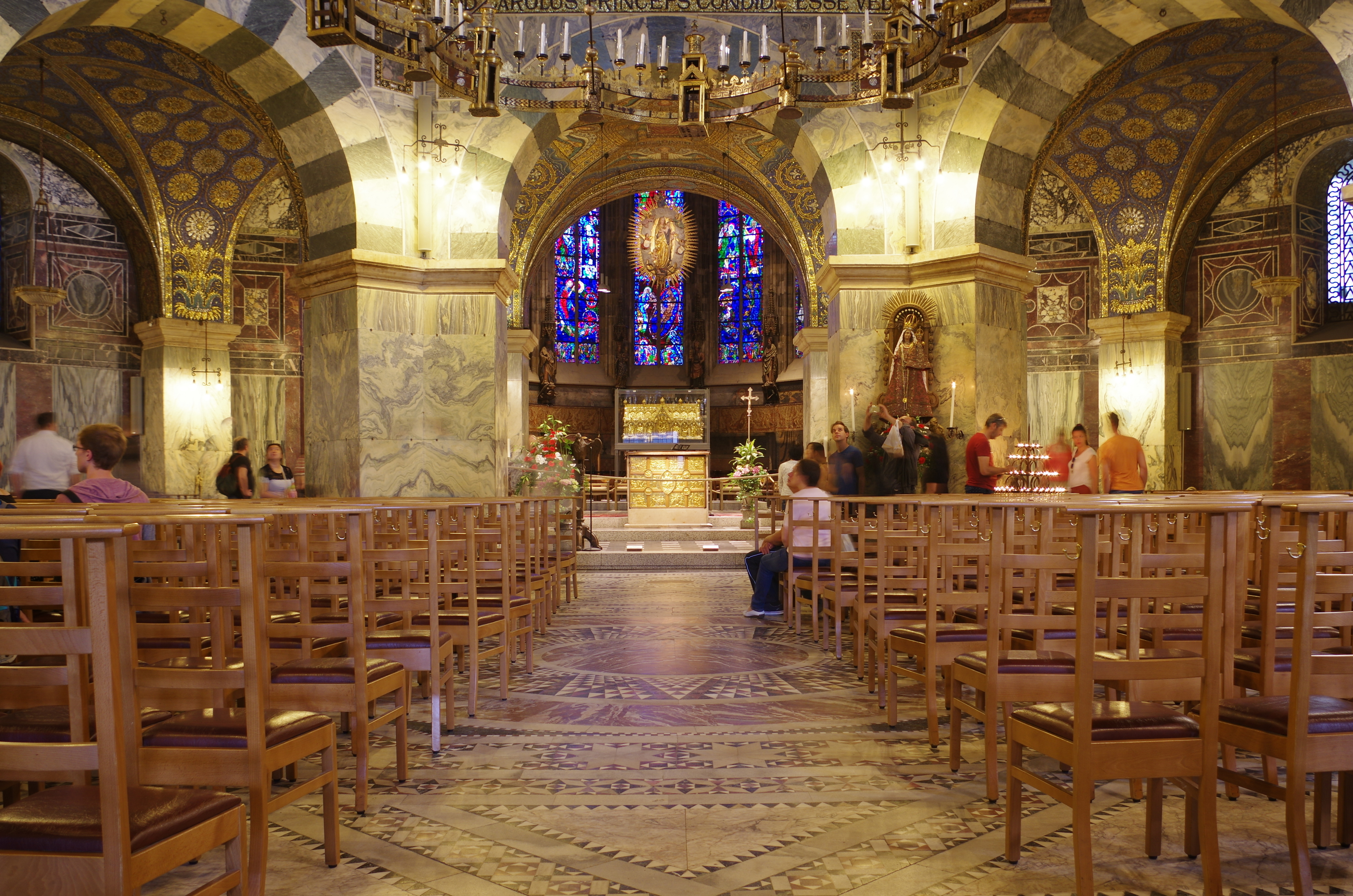
Capela palatina em Aquisgrano, concluída em 805

A dinastia carolíngia, como são referidos os sucessores de Carlos Martel, apoderou-se oficialmente dos reinos da Austrásia e da Nêustria em 753 durante um golpe de Estado liderado por Pepino III. Uma crónica contemporânea afirma que Pepino recebeu autorização para o golpe do Papa Estêvão II. O golpe foi apoiado por propaganda que retratava os Merovíngios como governantes cruéis e inaptos, exaltando as virtudes de Carlos Martel e da piedade da sua família. Depois da morte de Pepino, o reino é herdado pelos seus dois filhos, Carlos e Carlomano. Quando Carlomano morreu de causas naturais, Carlos impediu a sucessão do seu filho menor e coroou-se a si próprio como rei da Austrásia e Nêustria unidas. Carlos, que viria a ser conhecido como Carlos, o Grande ou Carlos Magno, iniciou em 774 uma série de expansões sistemáticas que unificariam grande parte da Europa, chegando a dominar toda a extensão territorial no que é atualmente a França, norte de Itália e Saxónia. Ainda em 774, conquista os lombardos, libertando o papado dos receios de uma conquista lombarda e dando início aos Estados Papais.
A coroação de Carlos Magno como imperador, no dia de Natal do ano 800, é vista pelos historiadores como um dos grandes momentos de charneira na história medieval, marcando a restauração do Império Romano do Ocidente, uma vez que o novo imperador governava a maior parte do território anteriormente controlado pelos imperadores ocidentais. Marca também uma alteração significativa na relação de poderes entre Carlos Magno e o Império Bizantino, ao tornar claro que a obtenção do título de imperador afirmava a sua equivalência perante a contraparte oriental. No entanto, existiam diferenças significativas entre o novo Império Carolíngio e tanto o Império Bizantino como o antigo Império Romano do Ocidente. Os territórios francos eram essencialmente rurais, existindo muito poucos núcleos urbanos, e os existentes eram de pouca dimensão. As técnicas agrícolas eram rudimentares, e a maior parte dos habitantes eram camponeses em explorações minifundiárias. O comércio era incipiente e na sua maioria virado para as Ilhas Britânicas ou para os territórios escandinavos, ao contrário do antigo Império Romano, que dispunha de uma vastíssima rede de comércio centrada no Mediterrâneo. A administração do império estava centrada numa corte itinerante que acompanhava o imperador, e o poder local estava nas mãos de cerca de 300 oficiais designados por condes, administrando cada um dos condados em que o território fora repartido. Os bispos e o próprio clero podiam exercer funções administrativas, e o poder de supervisão estava também delegado nos missi dominici, homens de confiança da corte que serviam de intermediários entre o poder local e central.

### Renascimento Carolíngio
A corte de Carlos Magno em Aquisgrano foi o centro de um movimento de revitalização cultural denominado Renascimento Carolíngio. Durante este período assiste-se a um aumento expressivo da literacia, ao florescimento da arte e da arquitectura, a um elevado número de iniciativas legislativas e a uma maior expressão da produção escrita. Alcuíno de Iorque foi convidado para a corte, trazendo consigo a educação clássica em latim dos mosteiros da Nortúmbria. Foi implementada a minúscula carolíngia, uma nova forma caligráfica unificada que melhorou substancialmente a comunicação escrita em grande parte do território europeu. Carlos Magno impôs também às igrejas a liturgia romana e o canto gregoriano como forma unificada de celebração. A comunidade académica foi autora de muitos trabalhos de cópia, correção e divulgação de obras de referência de temas religiosos e seculares, com o intuito de encorajar a aprendizagem. São também produzidas imensas obras originais, sobretudo livros de ensino e sobre temas religiosas. Os linguistas do período adaptam a língua latina, transformando o latim clássico do Império Romano numa forma mais flexível. Durante o reino de Carlos Magno, a língua era já tão divergente da forma clássica que mais tarde se convencionaria denominar por latim medieval.

### Desagregação do Império Carolíngio
Apesar de Carlos Magno ter previsto manter a tradição franca da partilha do reino por todos os herdeiros, apenas um dos seus filhos, Luís I, o Piedoso, se encontrava vivo em 813. No mesmo ano, Carlos Magno coroa Luís como seu sucessor, tendo morrido no ano seguinte. O seu longo reinado de 26 anos seria marcado por várias divisões internas do império entre os seus filhos e, após 829, por várias guerras civis entre grupos de alianças de pais e filhos contra outros herdeiros, em disputa sobre o domínio de várias partes do império. A determinada altura, Luís reconheceu como imperador o seu filho mais velho Lotário I e cedeu-lhe o território de Itália. Luís distribuiu o restante império entre Lotário e Carlos II, o seu filho mais novo. Lotário assumiu o domínio da Frância Oriental, a leste do Reno, deixando a Carlos a Frância Ocidental, o território a oeste da área do Reno e dos Alpes. Ao filho do meio, Luís o Germânico, que havia iniciado disputas constantes, foi-lhe permitida a regência da Baviera, ainda que sob tutela do seu irmão mais velho. Esta divisão viria mais tarde a ser contestada. Pepino II da Aquitânia, neto do imperador, rebelou-se na tentativa de conquistar a Aquitânia, enquanto Luís o Germânico tentou anexar a Frância Oriental. Luís I morreria em 840, com o império em convulsão.
À sua morte seguiu-se uma guerra civil de três anos, que culminaria com a assinatura do Tratado de Verdun em 843. O tratado determinou a criação de um reino entre os rios Reno e o Ródano administrado por Lotário em conjunto com as suas posses de Itália, e o reconhecimento do seu título imperial. Luís o Germânico assumiu o controlo da Baviera e das terras orientais da atual Alemanha. Carlos recebeu o território ocidental franco, no que é hoje grande parte da França. Os netos e bisnetos de Carlos Magno dividiriam por sua vez os seus reinos pelos seus descendentes, o que viria a desagregar toda a coesão interna alcançada neste período.
A desagregação do Império Carolíngio foi acompanhada por invasões, migrações e incursões de forças externas. As costas atlântica e norte foram cobiçadas pelos Víquingues, que já se haviam instalado no norte das Ilhas Britânicas e na ilha da Islândia. Em 911, o líder víquingue Rolão recebeu permissão do rei franco Carlos, o Simples para estabelecer uma colónia no território que viria a ser a Normandia. Os territórios orientais dos reinos francos, sobretudo a Alemanha e a Itália, estiveram sob constante ataque dos povos Magiares até à sua derrota na batalha de Lechfeld em 955. A fragmentação do Califado Abássida trouxe consigo a desagregação do mundo islâmico numa série de pequenos estados políticos, alguns dos quais que viriam a expandir-se para a Itália e Sicília, chegando mesmo a instalar colónias nos Pirenéus e em áreas nas fronteiras a sul dos reinos francos (Fraxineto, por exemplo).

### Os novos reinos e o renascimento do Império Bizantino

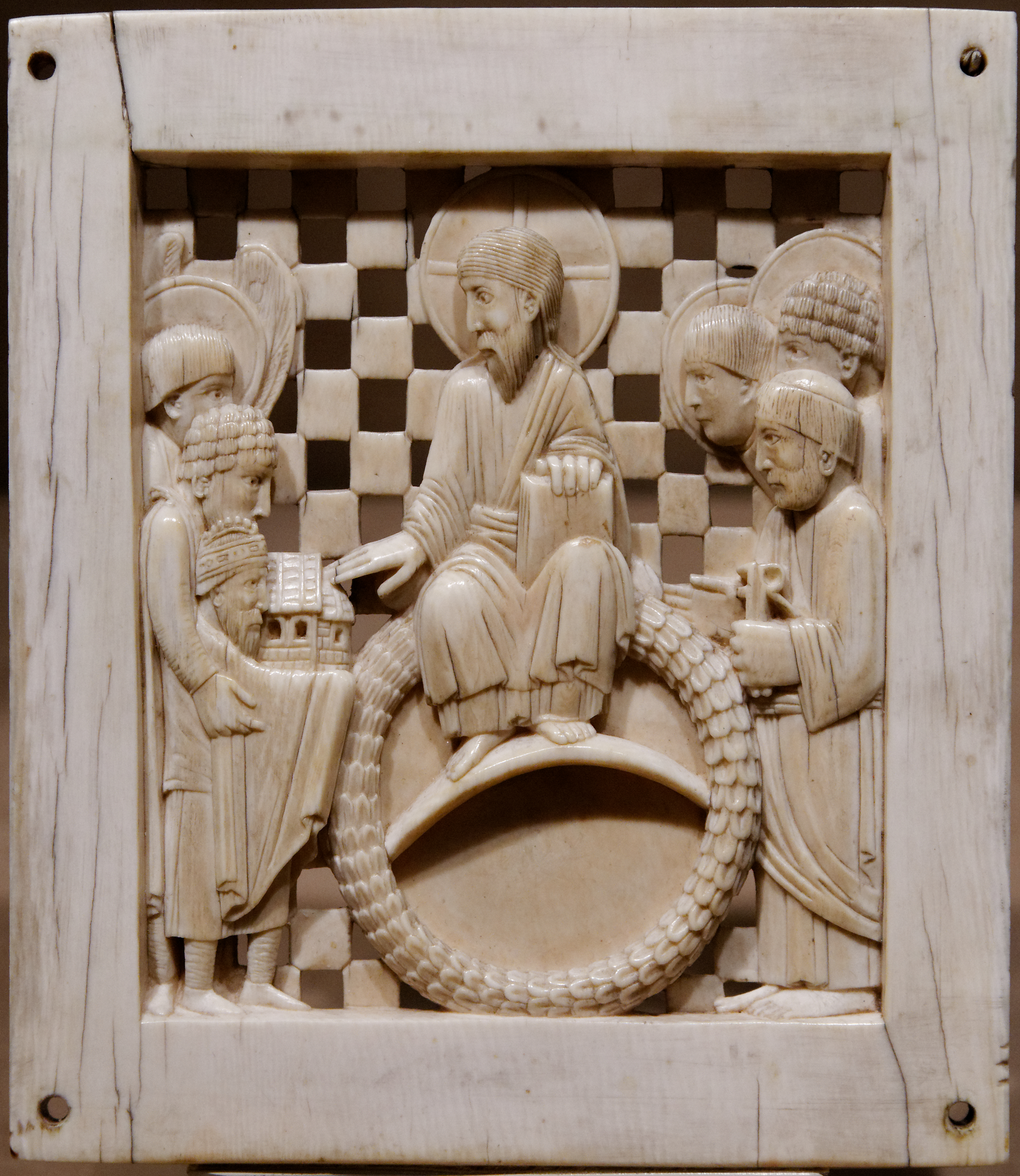
Peça de marfim otoniana do século X, mostrando Cristo a receber a Catedral de Magdeburgo das mãos do imperador r.

Os esforços dos reinos locais para repelir os invasores levaram à formação de novas entidades políticas. Em Inglaterra, o rei Alfredo obteve no final do século VIII um acordo com os invasores Víquingues, que previa o estabelecimento de colónias dinamarquesas na Nortúmbria, Mércia e partes da Ânglia Oriental. Em meados do século X, os descendentes de Alfredo tinham já reconquistado a Nortúmbria e restabelecido o domínio inglês sobre a maior parte do Sul da ilha. A Norte, Kenneth I uniu os Pictos e os Escoceses no Reino da Escócia. Durante o início do século X, a dinastia otoniana dominava já a Germânia e procurou repelir as invasões magiares. O restabelecimento do território culminou com a coroação de Otão I (r. 936–973) como imperador em 962. Em 972, Otão garantiu o reconhecimento do título pelo Império Bizantino, e legitimou o facto com o casamento do seu filho Otão II (r. 961–983) com Teofânia Escleraina, filha do anterior imperador Bizantino Romano II. Depois de um período de instabilidade, o Reino Itálico seria colocado sob influência otoniana em finais do século X. A Frância ocidental fragmentou-se ainda mais, e embora de jure tenha existido uma corte, grande parte do poder estava entregue a senhores locais.
Ao longo dos séculos IX e X os reinos escandinavos da Suécia, Dinamarca e Noruega foram conquistando território e influência. Alguns dos monarcas converteram-se ao cristianismo, fruto do esforço missionário do mesmo período, embora o processo de cristianização só tenha sido completo por volta do ano 1000. Os reinos escandinavos continuaram também a estabelecer colónias ao longo do território europeu; para além das já existentes na Irlanda, Inglaterra e Normandia, colonizaram também a Islândia e em territórios que viriam a fazer parte da Rússia. Mercadores suecos chegaram a estabelecer-se nos rios das estepes russas e mesmo a tentar cercar Constantinopla em 860 e 907. A Espanha cristã, inicialmente confinada a um pequeno território a norte depois da conquista muçulmana, começou a reconquistar território a sul durante os séculos IX e X, estabelecendo durante o processo os reinos das Astúrias e de Leão.
Na Europa de Leste, o Império Bizantino assistiu a um novo período de apogeu durante o reinado de Basílio I, o Macedônio (r. 867–886) e dos seus descendentes Leão VI, o Sábio (r. 886–912) e Constantino VII (r. 913–959), membros da dinastia macedónica. O comércio intensificou-se e implementou-se uma reforma administrativa uniforme a todas as províncias do império. O exército foi reorganizado, o que permitiu aos imperadores João I (r. 969–976) e Basílio II Bulgaróctono (r. 976–1025) alargar a sua extensão territorial em todas as frentes. A corte imperial foi o centro do revivalismo clássico, momento que viria a ficar conhecido como Renascimento macedónico. Os esforços missionários tanto de clérigos orientais como ocidentais estiveram na origem da conversão dos Morávios, Búlgaros, Boémios, Polacos, Magiares e os povos eslavos do Rússia de Quieve. A cristianização destes povos viria a contribuir para a fundação dos estados políticos no território destes povos – a Grande Morávia, o Império Búlgaro, a Boémia, Polónia, Hungria e a própria Rússia de Quieve.

### Arte e arquitectura

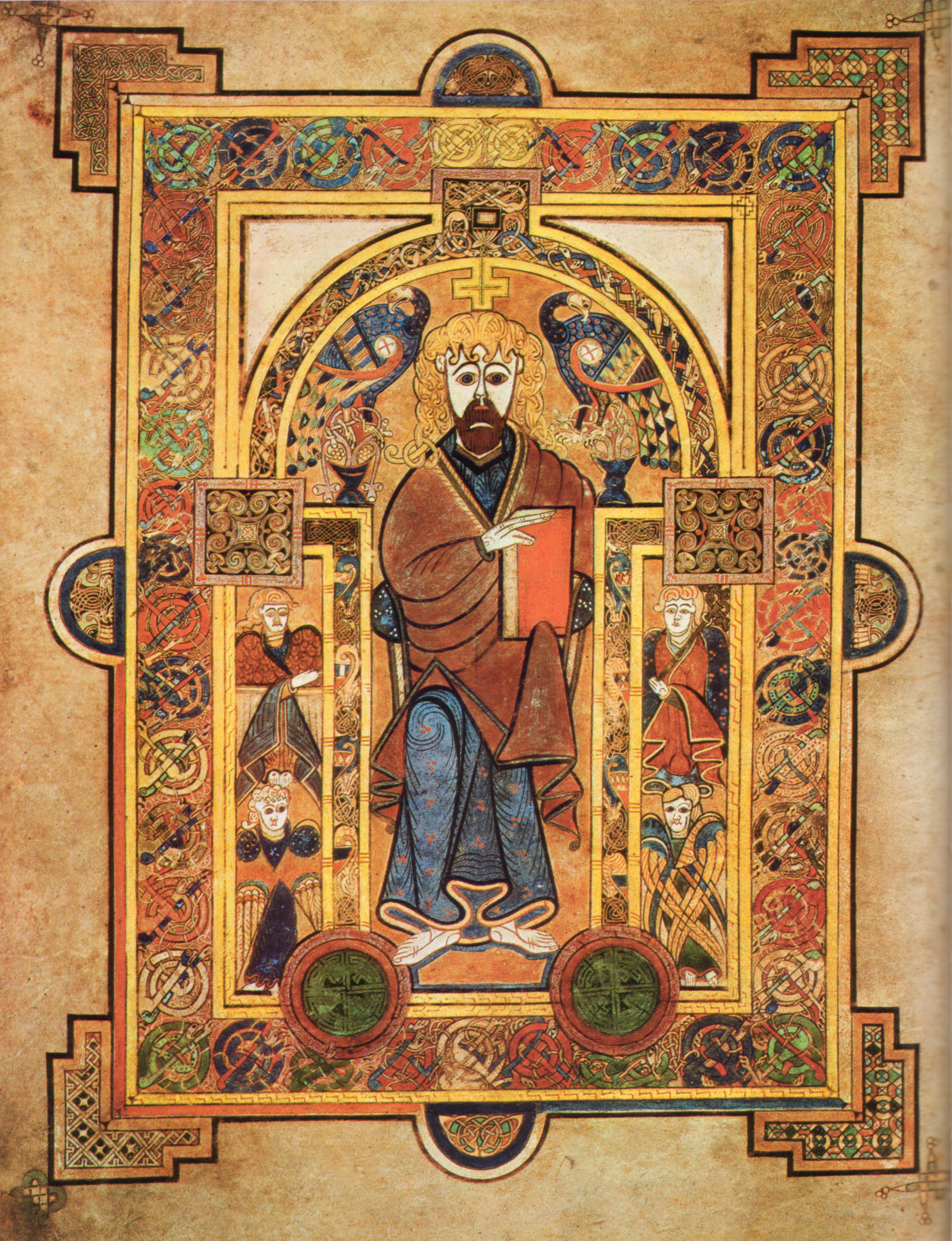
Um folio do Livro de Kells, uma iluminura do fim do século VIII ou início do século IX

Aos programas das grandes basílicas do século IV sucede-se um período de súbita diminuição de escala nas edificações que se prolongará até ao século VIII, sendo muito raros os programas de grandes edifícios. Por outro lado, verifica-se um surto construtivo de edifícios de pedra de menor escala durante os séculos VI e VII. Por volta do século VIII, a forma basilical é recuperada para os templos religiosos no Império Carolíngio. A mais significativa inovação formal foi a introdução do transepto, o corpo saliente perpendicular à nave que confere à planta a sua forma de cruz. São também introduzidas as torres de cruzeiro e um pórtico monumental de entrada no templo, normalmente na fachada ocidental do edifício.
A produção de arte carolíngia estava restrita a um pequeno grupo de encomendadores na corte, e aos mosteiros e igrejas dos quais eram mecenas ou patronos. Foi marcada por um esforço em fazer reviver a dignidade e classicismo da Roma imperial e da arte bizantina, e influenciada em simultâneo pela arte insular das Ilhas Britânicas, conjugando os motivos ornamentais celtas e germânicos com formas e suportes mediterrânicos, e definindo já grande parte das formas artísticas que permaneceriam na arte Ocidental até o fim da Idade Média. Até os nossos dias chegaram sobretudo iluminuras e entalhes em marfim, inicialmente adornos de objetos metálicos. As peças em metais preciosos estavam entre as mais prestigiadas formas artísticas, mas fruto sobretudo da necessidade de metal que levou à sua fundição, são poucos os exemplos que chegaram até nós, sendo os mais comuns algumas cruzes como a Cruz de Lotário, vários relicários e alguns sítios arqueológicos extremamente ricos em artefactos de metal como Sutton Hoo em Inglaterra, Gourdon em França, Guarrazar em Espanha e Nagyszentmiklós na fronteira do Império Bizantino. Há ainda vários exemplares de broches presentes em fíbulas, peça fundamental de adorno pessoal das elites. Os livros com a maior riqueza decorativa eram sobretudo evangeliários, tendo chegado até nós uma quantidade assinalável de exemplares, como o Livro de Kells ou os Evangelhos de Lindisfarne, ou o Código Áureo de São Emeram, um dos poucos a conservar intacta a sua encadernação de ouro cravejado de pedras preciosas. Foi também durante a corte de Carlos Magno que terá sido admitida a escultura monumental na arte cristã, uma alteração crucial e que se manifestaria já no fim do período na presença comum de estatuária em tamanho real nas igrejas, como a Cruz de Gero.

### Progresso tecnológico e militar
Ao longo do final do Império Romano, os principais progressos militares consistiram na tentativa de criação de uma força de cavalaria eficiente e no desenvolvimento de grupos altamente especializados no seio das forças militares. A criação de cavaleiros protegidos por armadura, semelhantes aos catafractários persas, teve lugar no século V. As diversas tribos invasoras possuíam exércitos bastante distintos; por exemplo, os exércitos anglo-saxónicos que invadiram as ilhas britânicas eram constituídos fundamentalmente por infantaria, enquanto os Vândalos e Visigodos tinham uma percentagem muito grande de cavalaria. Durante o início das migrações o estribo ainda não tinha sido introduzido no exército, o que limitava a utilidade da cavalaria enquanto tropa de choque por não ser possível aplicar a totalidade da força do cavalo e do cavaleiro. A mais profunda alteração militar durante o período das migrações foi a adoção do arco composto huno em substituição da versão cítia, mais fraca. Outra inovação foi a adoção progressiva do montante, da cota de malha e da armadura lamelar.
A infantaria e a cavalaria ligeira perderam progressivamente importância durante o início do período carolíngio. Inversamente, a cavalaria pesada foi ganhando cada vez mais importância nos exércitos. Durante este período, diminuiu também o recurso a grupos de milícias, recrutados à força entre a população livre. Embora muitos dos exércitos carolíngios fossem montados, pensa-se que uma grande proporção tenha sido apenas infantaria montada, e não verdadeira cavalaria. A nível tecnológico, uma das principais mudanças durante o fim da Alta Idade Média foi o reaparecimento da besta e a introdução do estribo. Outro avanço tecnológico, com implicações muito para além do campo militar, foi a introdução da ferradura, que permitiu usar cavalos em terreno rochoso.

### Sociedade ocidental

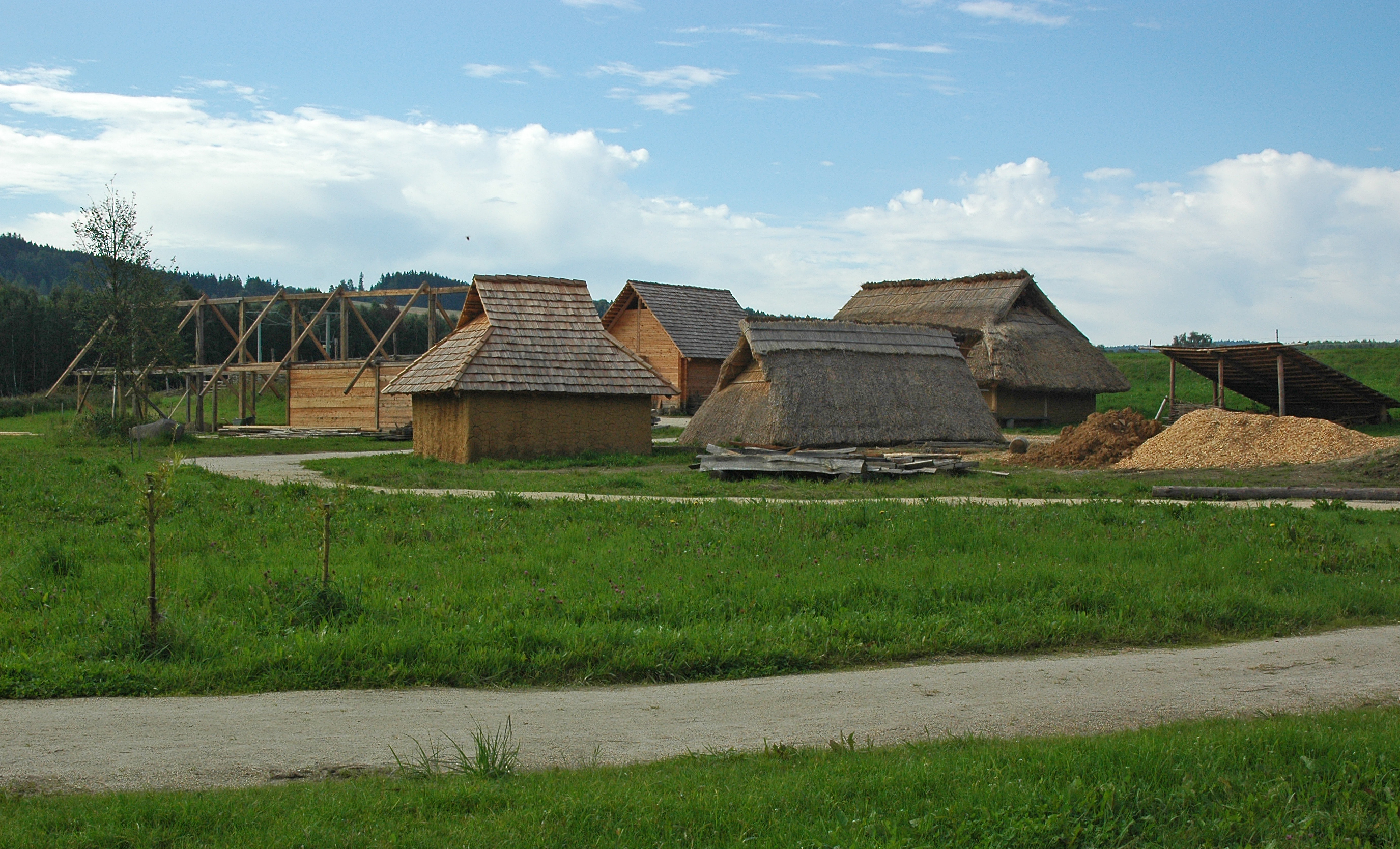
Reconstrução de uma aldeia medieval na Baviera

Na Europa ocidental, grande parte das antigas famílias das elites romanas desapareceu, ao mesmo tempo que outras se envolviam cada vez mais com assuntos religiosos e menos com matérias seculares. Os valores ligados à educação e literacia latinas praticamente desapareceram e, embora a literacia continuasse a ser importante, torna-se uma competência prática em vez de um símbolo de estatuto social. No século IV, Jerónimo sonhou que Deus o tinha repreendido por gastar mais tempo a ler Cícero do que a Bíblia. No século VI, Gregório de Tours afirmava que tinha tido um sonho semelhante, sendo castigado por tentar aprender estenografia. Em finais do século VI, os principais meios de instrução religiosa são já a música e a arte, em vez do livro. Grande parte da produção literária reproduzia obras clássicas, embora tenham sido criadas inúmeras obras originais e composições orais, atualmente desaparecidas. Entre as obras proeminentes deste período estão as de Sidónio Apolinário, Cassiodoro e Boécio.
A cultura aristocrática também sofreu alterações. A cultura literária perde significado enquanto estatuto social. Os laços familiares entre as elites eram importantes, assim como os valores de lealdade, coragem e honra. Estes laços estão na origem e prevalência de um grande número de disputas na Europa ocidental, embora muitos terminassem rapidamente contra o pagamento de uma compensação. A nobreza apoiava a formação de grupos de guerreiros (comitato) destinados a ser a elite dos exércitos.
A sociedade camponesa está muito menos documentada do que a nobreza. Grande parte do conhecimento atual deve-se à arqueologia, sendo raros os documentos escritos sobre a vida das classes inferiores anteriores ao século IX. As principais fontes são os códigos de direito ou as crónicas das classes superiores. A distribuição de terras no Ocidente não era uniforme, havendo áreas muito fragmentadas enquanto noutras existiam blocos contíguos de grande dimensão. Estas diferenças permitiram o desenvolvimento de sociedades camponesas muito diferentes entre si, umas controladas pela aristocracia, enquanto outras com elevado nível de autonomia. A distribuição populacional também variava significativamente. Algumas comunidades rurais chegavam a ter 700 habitantes, enquanto outras consistiam apenas num pequeno número de famílias ou quintas isoladas. Diferente do que ocorria no período romano, não havia um vínculo legal relativo ao estatuto social e era possível a uma família camponesa ascender à aristocracia, por exemplo, ao longo de várias gerações de serviço militar dedicado a um senhor influente.
A vida nas cidades e a cultura urbana sofreu um declínio acentuado a partir da queda do Império Romano. Embora as cidades italianas continuassem a ser povoadas, o número de habitantes diminuiu drasticamente. Roma, por exemplo, passou de uma população de centenas de milhar para apenas 30 000 habitantes no final do século VI. Os templos e basílicas foram convertidos em locais de culto cristãos. Na Europa do Norte, as cidades também se contraíram, ao mesmo tempo que monumentos e espaços públicos eram destruídos para obtenção de materiais de construção. No entanto, a instituição de novos reinos muitas vezes proporcionava o crescimento das cidades escolhidas para capital.

## Baixa Idade Média

### Sociedade e economia

Iluminura representando três classes sociais da sociedade medieval: o clero religioso, um cavaleiro da nobreza e os camponeses. As relações entre estas classes regia-se pelo feudalismo e senhorialismo.

Durante toda a Baixa Idade média, e até ao surto epidémico do século XIV, a população Europeia cresceu a um ritmo sem precedentes. As estimativas apontam para um crescimento de 35 para 80 milhões entre os anos 1000 e 1347. Têm sido identificadas como causas prováveis a melhoria nas técnicas agrícolas, a relativa paz e ausência de invasões, o declínio da escravatura e um extenso período de clima moderado e aumento da temperatura média. Apesar deste crescimento, cerca de 90% da população era ainda eminentemente rural embora, de forma progressiva, as quintas isoladas tenham dado lugar a pequenas comunidades como aldeias ou vilas, e tenha sido comum a agregação em volta de propriedades senhoriais. A população urbana, ainda muito escassa durante a Alta Idade Média, cresce assinalavelmente durante os séculos XII e XIII, a par da expansão urbana e da fundação de imensos centros populacionais, embora ao longo de todo o período seja provável que nunca tenha excedido os 10% da população total.
A estrutura social e económica tinha por base as relações feudais. Embora não fosse proprietária, a nobreza detinha os direitos de exploração e tributação de grande parte dos terrenos agrícolas. Os servos obtinham o direito a cultivar e habitar as terras de determinada família nobre mediante o pagamento de uma renda na forma de trabalho, géneros ou moeda. Em troca, recebiam proteção económica e militar. Ao longo dos séculos XI e XII, estas terras, ou feudos, tornam-se hereditárias. Em muitas regiões, ao contrário do que acontecia na Alta Idade Média, a dificuldade em dividi-las pelos herdeiros faz com que passem a ser herdadas apenas pelo primogénito. Dentro da própria nobreza, verifica-se a existência de uma hierarquia de vassalagem através da suserania, onde são concedidas terras ou estruturas de importância económica para exploração a um nobre menor, em troca da sua vassalagem e fidelidade. O domínio da nobreza durante este período deve-se em grande parte ao controlo das terras agrícolas e dos castelos, ao serviço militar na cavalaria pesada e às várias isenções de impostos ou obrigações de que desfrutavam. A introdução da cavalaria pesada na Europa teve origem nos catafractários persas dos séculos V e VI, mas será a introdução do estribo no século VII que virá permitir fazer uso de todo o potencial de combate destas unidades. Em resposta aos vários tumultos dos séculos IX e X, assiste-se a um surto construtivo de castelos, local de refúgio da população em tempos de ataque.
O clero dividia-se entre o secular, parte da comunidade local, e o regular, que vivia numa comunidade fechada segundo uma ordem religiosa e era normalmente constituído por monges. A maior parte dos membros do clero regular, assim como as hierarquias de topo do clero secular, era de origem nobre. Os párocos locais provinham na maior parte das vezes do povo.
Na Flandres e no Norte e Centro de Itália, o crescimento de cidades que eram, até certo ponto, autónomas, proporcionou um significativo desenvolvimento económico e criou uma situação favorável ao aparecimento de novos modelos comerciais. As potências económicas ao longo do Báltico estabeleceram uma série de acordos que deram origem à Liga Hanseática, e as cidades-Estado italianas como Veneza, Génova e Pisa criaram uma imensa rede de rotas comerciais por todo o Mediterrâneo. Para além do desenvolvimento comercial, as inovações agrícolas e tecnológicas deste período vieram permitir o aumento da produtividade das explorações agrícolas, levando à criação de excedentes em abundância para trocas comerciais. Surgem também novos processos financeiros. Procede-se novamente à cunhagem de moeda em ouro, inicialmente em Itália e mais tarde em França e no resto da Europa. Surgem novas formas de contratos comerciais, permitindo a gestão de risco entre os mercadores. São aperfeiçoados os métodos de contabilidade e introduzidas as cartas de crédito que vieram permitir a rápida transação monetária nas redes comerciais.
Ao longo da Idade Média, exigia-se que a mulher assumisse um papel de subordinação a um elemento masculino – o pai, o marido ou outro parente. Embora às viúvas fosse permitida bastante autonomia, existiam ainda algumas restrições legais. O trabalho da mulher era na sua maioria ligado às tarefas domésticas. As camponesas assumiam frequentemente a educação das crianças, a jardinagem e a criação de animais nos arredores da casa, podendo complementar o rendimento familiar com fiação fabrico de cerveja em casa. Durante as colheitas, esperava-se que ajudassem no trabalho de campo. A mulher urbana, tal como a camponesa, era responsável pela gestão doméstica, podendo também exercer algumas das atividades comerciais, dependendo do país e do período. As mulheres nobres tinham permissão para governar as terras na ausência do elemento masculino, embora normalmente lhes fosse vedada a participação em assuntos militares e governativos. Entre o clero, apenas podiam assumir o papel de freiras, uma vez que só os Homens se podiam tornar padres.

### Formação de Estados
A Baixa Idade Média representa o período determinante na formação dos estados ocidentais europeus. Os reinos de França, Inglaterra e Espanha consolidam o seu poder e definem centros de poder duradouros. Surgem também novas potências na Europa Central como a Hungria e Polónia, após sua conversão ao cristianismo. O Reino da Hungria teve origem nos Magiares, que se estabeleceram no território por volta do ano 900 durante o reinado de Árpád, depois do período de conquista do século IX. O papado, que até então sempre se manifestara independente dos reis seculares, começa a afirmar a sua autoridade temporal sobre a totalidade do mundo cristão. A monarquia papal atinge o seu apogeu durante o início do século XIII durante o pontificado do Papa Inocêncio III. As Cruzadas do Norte e o avanço dos reinos cristãos e ordens militares para regiões pagãs no Báltico e no norte da Escandinávia levou à assimilação forçada de inúmeros povos autóctones na Europa.
Durante o início da Baixa Idade Média, a Alemanha foi dominada pela dinastia saxónica, que lutava ainda pelo controlo dos poderosos ducados locais formados durante as migrações bárbaras dos séculos anteriores. Em 1024, assume o poder a dinastia saliana, que tinha já entrado em confronto aberto com o papado acerca de nomeações eclesiásticas durante o reinado do imperador Henrique IV. Os seus sucessores continuaram o clima de confronto, estendendo-o a parte da nobreza Germânica. Depois da morte do imperador Henrique V, o qual não havia deixado descendência, seguiu-se um período de instabilidade até ao reinado de Frederico I, que toma posse do trono imperial durante o fim do século XII. Embora o seu reinado tenha sido estável, os seus sucessores enfrentam o mesmo clima de instabilidade ainda durante o século XIII. Um dos fatores de maior instabilidade foi a constante ameaça e invasão dos Mongóis no território europeu em meados do século XIII, desde as primeiras incursões na Rússia de Quieve até às invasões da Europa de Leste em 1241, 1259 e 1287.

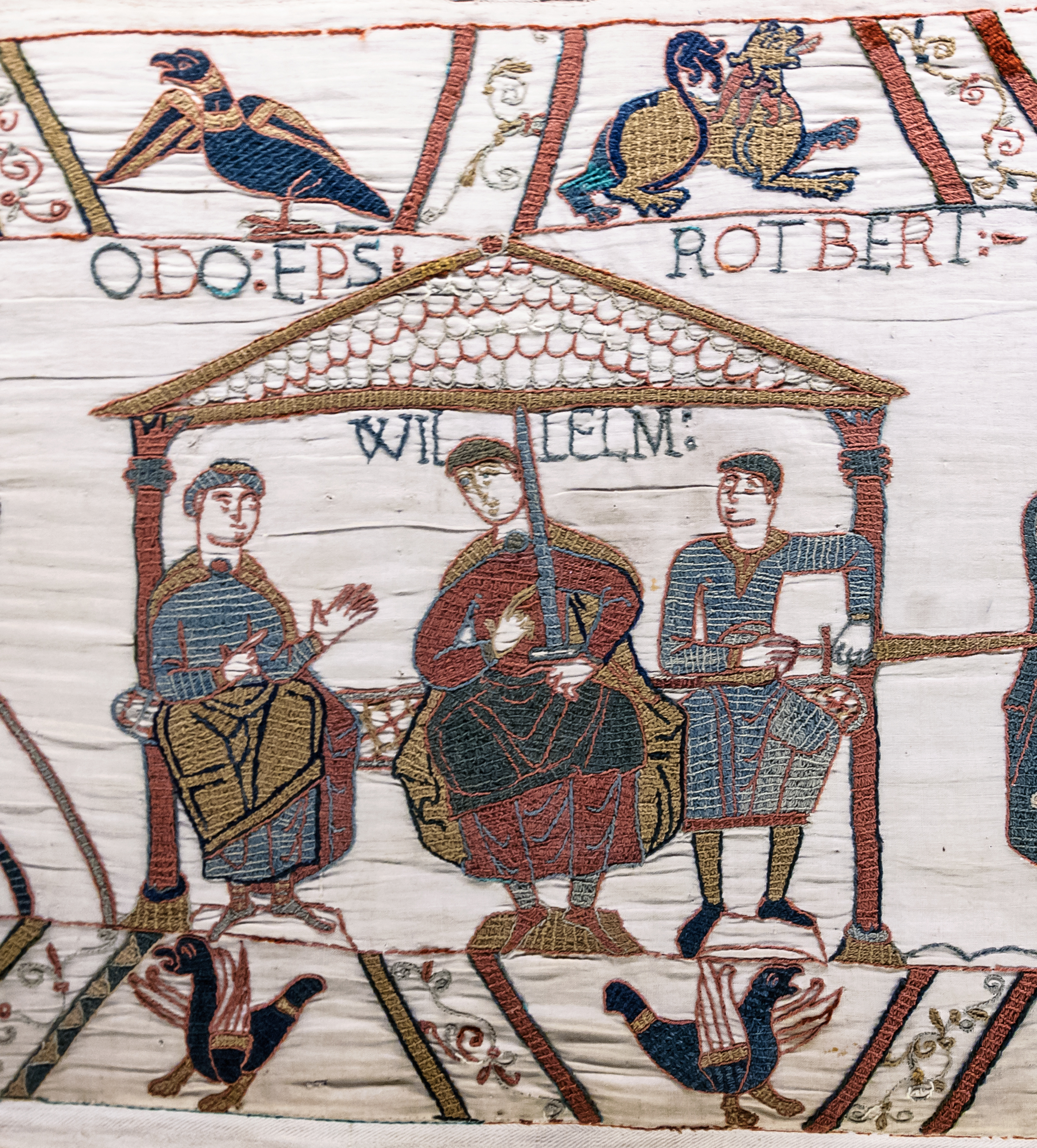
A Tapeçaria de Bayeux (detalhe) mostrando (centro), e seus meios-irmãos Roberto, Conde de Mortain (direita), e Odo (esquerda), Bispo de Bayeux no Ducado da Normandia

Dominada pela dinastia capetiana, a corte francesa aumenta gradualmente a sua influência sobre a nobreza, permitindo-lhe exercer maior controlo nos territórios para além da Ilha de França do que durante os séculos XI e XII. No entanto, encontrariam resistência por parte dos Duques da Normandia, que em 1066 tinham já subjugado grande parte de Inglaterra e criado um império em ambas as margens do canal que duraria até ao fim da Idade Média. Durante a dinastia Plantageneta do rei Henrique II e dos seus sucessores, o reino dominaria a totalidade de Inglaterra e grande parte de França. No entanto, viria a perder a Normandia e a maior parte das possessões do Norte de França durante o reinado de João em 1204. Isto esteve na origem de divergências entre a nobreza Inglesa, ao mesmo tempo que as obrigações financeiras decorrentes da tentativa de reconquista da Normandia obrigaram o rei a assinar em 1215 a Magna Carta, um documento que limitaria o poder absoluto do rei e foi o primeiro passo de um longo processo que levaria ao parlamentarismo. Durante o reinado de Henrique III, foram feitas ainda mais concessões de poder à nobreza e diminuído o poder da corte. A monarquia francesa, no entanto, continuaria a fortalecer a sua influência perante a nobreza durante o século XIII, centralizando a administração e aumentando o número de territórios que directamente controlava. Além da sua expansão para Inglaterra, os Normandos chegaram a estabelecer colónias na Sicília e no sul de Itália, depois de Roberto de Altavila ter desembarcado no território em 1509 e estabelecido um ducado que mais tarde se tornaria o Reino da Sicília.
Na Península Ibérica, os estados cristãos confinados à região noroeste do território iniciam o processo de Reconquista dos estados islâmicos no sul. Por volta de 1150, o norte cristão estava dividido em cinco reinos principais – Leão, Castela, Aragão, Navarra e Portugal. O sul da Península continuava dominado pelos estados islâmicos, inicialmente pelo Califado de Córdova, que, no entanto, se viria a fragmentar em 1031 numa série de pequenos estados voláteis denominados taifas, que continuaram a combater os reinos cristãos até o Califado Almóada restabelecer o governo central no sul durante a década de 1170. As forças cristãs fazem novos avanços durante o início do século XIII, culminando na captura de Sevilha em 1248.

### Cruzadas

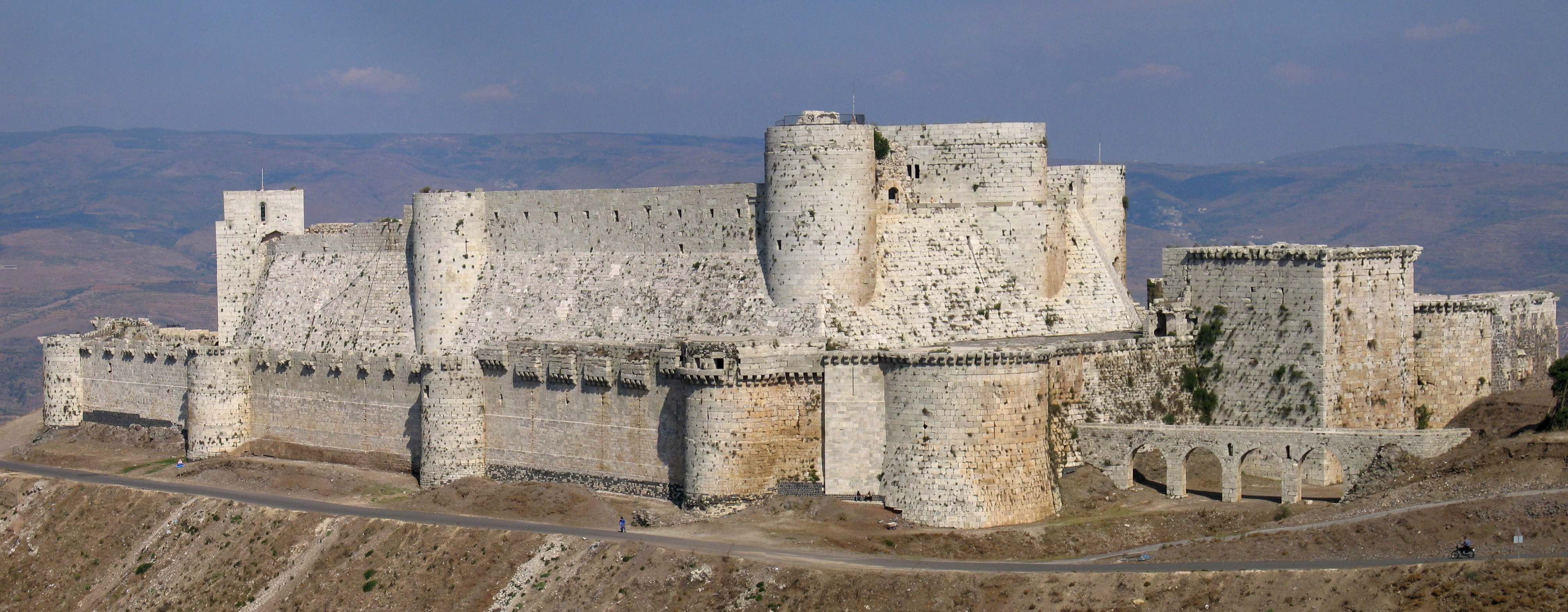
A Fortaleza dos Cavaleiros, uma fortaleza construída durante as Cruzadas à Ordem dos Cavaleiros Hospitalários

Durante o século XI, os seljúcidas viria a dominar grande parte do Médio Oriente, conquistando os antigos territórios persas na década de 1040, a Arménia na década de 1060, e a cidade de Jerusalém em 1070. Em 1071, o exército turco derrotou o exército bizantino durante a Batalha de Manzicerta, capturando o imperador bizantino Romano IV Diógenes. Isto possibilitou aos Turcos a invasão da Ásia Menor, o que constituiu um golpe severo no Império Bizantino ao retirar-lhe grande parte da população e o seu centro económico. Embora o exército bizantino se tenha reorganizado, nunca chegaria a recuperar a Ásia Menor e só efetuaria ações defensivas. Os próprios Turcos vieram a enfrentar dificuldades na manutenção do território, perdendo o domínio de Jerusalém para o Califado Fatímida do Egito e assistindo ao despoletar de várias guerras civis no seu interior.

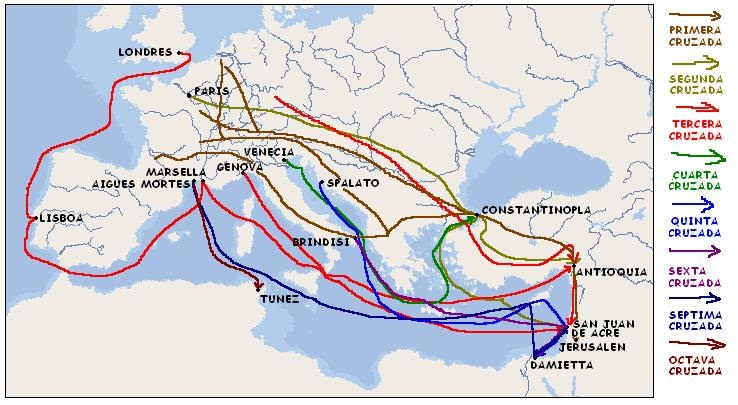
O percurso dos exércitos cruzados em direção ao Levante

As Cruzadas pretendiam libertar Jerusalém do domínio muçulmano. A primeira Cruzada foi promovida pelo Papa Urbano II durante o Concílio de Clermont em 1095 como resposta a um pedido de ajuda do imperador bizantino Aleixo I Comneno para conter o avanço muçulmano na região. O papa prometeu indulgências a todos os que tomassem parte, tendo sido mobilizadas milhares de pessoas na Europa, de todas as classes sociais. Jerusalém foi conquistada pelos cruzados em 1099, tendo também sido estabelecidos vários estados cruzados na região. Durante os séculos XII e XIII, houve uma série de conflitos entre estes estados e os territórios islâmicos circundantes, o que levou à convocação de novas cruzadas em seu auxílio, ou para reconquistar Jerusalém, que entretanto tinha sido novamente capturada por Saladino em 1187. As ordens religiosas militares, como os Templários ou os Hospitalários, são formadas durante esta época, e viriam a desempenhar um papel fundamental na consolidação e estabilização dos territórios reconquistados. No ano de 1204, a Quarta Cruzada conquista a cidade de Constantinopla estabelecendo o que viria a ser o Império Latino de Constantinopla e enfraquecendo consideravelmente a posição do Império Bizantino que, embora voltasse a conquistar Constantinopla em 1261, nunca chegaria a restabelecer a glória dos séculos anteriores. No entanto, em 1291 todos os estados cruzados tinham já sido capturados ou forçados a deslocar-se para territórios insulares.
O poder papal convocou também cruzadas para outras regiões além da Palestina, tendo sido proclamadas à Península Ibérica, sul de França e ao longo do Báltico. As cruzadas na Península Ibérica estão interligadas com o processo de Reconquista do território aos muçulmanos. A participação da Ordem dos Templários e da Ordem dos Hospitalários serviu como modelo à fundação de várias ordens militares locais, a maior parte delas mais tarde integradas nas duas ordens que viriam a ser dominantes no início do século XII, a Ordem de Calatrava e de Santiago. A Europa do Norte, que tinha permanecido fora da influência do mundo cristão até ao século XI, foi também palco de movimentos de conquista entre os séculos XII e XIV que viriam a ser conhecidos como Cruzadas do Norte. Este movimento deu também origem a várias ordens militares, entre elas os Irmãos Livônios da Espada e a Ordem dos Cavaleiros Teutónicos. Esta última, apesar de fundada nos estados cruzados, foi sobretudo ativa na área do Báltico a partir de 1225, mudando em 1309 a sua sede para o Castelo de Malbork na Prússia.

### Cultura

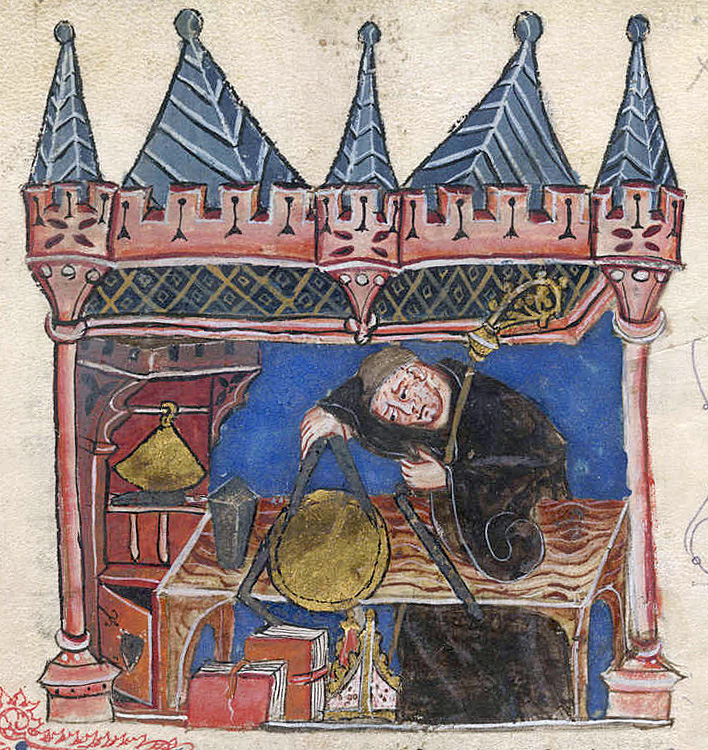
Iluminura representando um académico medieval efectuando medições sobre um manuscrito

Ao longo do século XI, as novas obras publicadas nos campos da filosofia e da teologia começam a estimular o pensamento intelectual. É notório o debate entre realistas e nominalistas sobre o conceito da universalidade. O discurso filosófico é bastante influenciado pela redescoberta de Aristóteles e da sua ênfase no empirismo e no racionalismo. Alguns intelectuais como Pedro Abelardo e Pedro Lombardo introduzem a lógica aristotélica na teologia. A transição do século XI ao XII marca também o momento de afirmação das escolas catedrais por toda a Europa Ocidental e a transição do ensino dos espaços monásticos às catedrais e centros urbanos. As escolas catedrais viriam por sua vez a ser substituídas por universidades nas cidades de maiores dimensões. A filosofia e a teologia são reunidas na escolástica, uma tentativa dos intelectuais dos séculos XII e XIII em reconciliar a teologia cristã consigo própria, que viria a dar origem a um sistema de pensamento que procurou abordar de forma sistémica a verdade e a razão. A escolástica teve o seu auge em Tomás de Aquino, autor da influente Summa Theologica.
É nas cortes da nobreza que surge a cultura da cavalaria e do amor cortês, expressa em língua vernacular em vez de latim, e materializada em poemas, contos, lendas e canções populares divulgadas por trovadores e escritas muitas vezes sob a forma de canções de gesta e poemas épicos, como a Canção de Rolando ou a Saga dos Nibelungos. Surge também a literatura de género escrita para o público letrado fora dos meios académicos, sobretudo na forma de crónicas e de grandes narrativas com temas seculares ou religiosos. Entre as mais notáveis estão a Historia Regum Britanniae, um conjunto de lendas pseudo-históricas sobre a fundação da Grã-Bretanha, e outras obras mais rigorosas do ponto de vista histórico, como as de Guilherme de Malmesbury ou de Otão de Frisinga.
Acentua-se o debate em torno das questões de direito, tanto secular como canónico. O direito secular sofreu um grande impulso depois da descoberta do Corpus Juris Civilis no século XII. Em 1100, o direito romano fazia já parte do programa da Universidade de Bolonha, e o seu ensino e disseminação viria a contribuir para o registo e padronização de códigos legais por toda a Europa Ocidental. Em 1140, surge uma obra intitulada Decreto de Graciano, da autoria de Graciano, monge advogado e professor em Bolonha, e que seria o primeiro de seis textos que estariam na base do Corpus Juris Canonici, documento que manteve força jurídica na Igreja Católica até 1918.

### Ciência e tecnologia

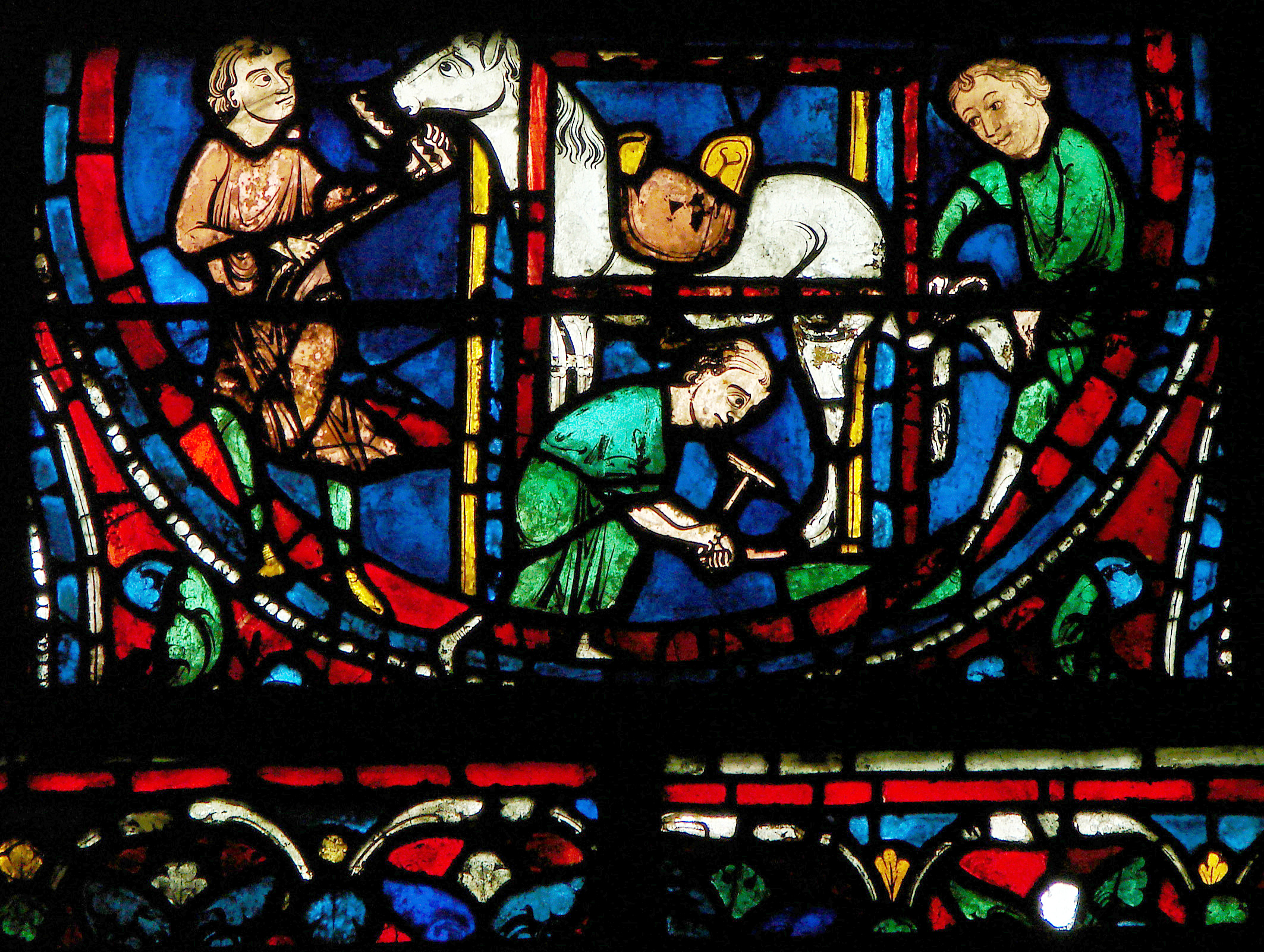
Vitral da Catedral de Chartres, ilustrando um ferreiro a aplicar uma ferradura num cavalo

Uma das maiores influências das culturas grega e islâmica durante este período manifestou-se na substituição da numeração romana pelo sistema de numeração decimal e na introdução da álgebra, fundamentais para o avanço das ciências matemáticas. A tradução do Almagesto de Ptolomeu do grego para o latim no final do século XII foi fundamental no progresso da astronomia. Um dos maiores polos de desenvolvimento da medicina deu-se no sul de Itália, na Escola de Salerno, influenciada pela medicina islâmica.
Ao longo dos séculos XII e XIII, assiste-se na Europa e uma série de inovações na gestão dos meios de produção económica, que se reflectiram num crescimento económico muito acentuado. Entre os maiores avanços tecnológicos conta-se a invenção do moinho de vento, os primeiros relógios mecânicos, as primeiras investigações no campo da ótica com a criação de lentes rudimentares, a destilação e o uso do astrolábio. A produção de vidro foi impulsionada sobretudo pela descoberta de um processo para a criação de vidro transparente durante o início do século XIII, e esteve na origem da ciência ótica, onde se destacou Roger Bacon, ao qual é atribuída a invenção dos primeiros óculos.
Uma das principais inovações agrícolas foi o desenvolvimento do sistema de rotação de culturas de três campos para as plantações, o que permitiu aumentar o cultivo do solo de apenas metade em cada ano, no antigo sistema de dois campos, para dois terços com o novo sistema, aumentando significativamente a produção. O desenvolvimento do arado pesado permitiu que solos mais pesados fossem cultivados eficientemente, um avanço que foi ajudado com a disseminação do colar de cavalo e a ferradura, ambas que levaram ao uso de animais de tração no lugar do boi. Os cavalos são mais rápidos que os bois e requerem menos pasto, fatores que ajudaram a utilização do sistema rotativo de três campos.
O surto construtivo de catedrais e fortificações militares foi também motor de inovações técnicas na área da construção, permitindo a edificação generalizada em pedra de edifícios civis. A construção naval progrediu com a introdução do sistema de vigas e pranchas em substituição do método romano de caixa e espiga, bem como a introdução da vela latina e do leme de proa, que possibilitaram um aumento significativo da velocidade de navegação.
Entre os exércitos generalizou-se o recurso à infantaria com funções especializadas. A par da ainda dominante cavalaria pesada, surgem besteiros montados, sapadores e engenheiros. A besta, usada já desde a Antiguidade, volta a tornar-se de uso generalizado como resposta ao grande número de cercos durante os século X e XI. O recurso cada vez maior à besta durante os séculos XII e XIII levou ao aumento do uso de elmos, armaduras pesadas e bardas. Em meados do século XIII era já conhecido o uso da pólvora, embora meramente como explosivo e não como arma. Em 1320, eram já usados canhões durante os cercos, e na década de 1360 está documentado o uso de fuzis em batalha.

### Arquitetura e arte

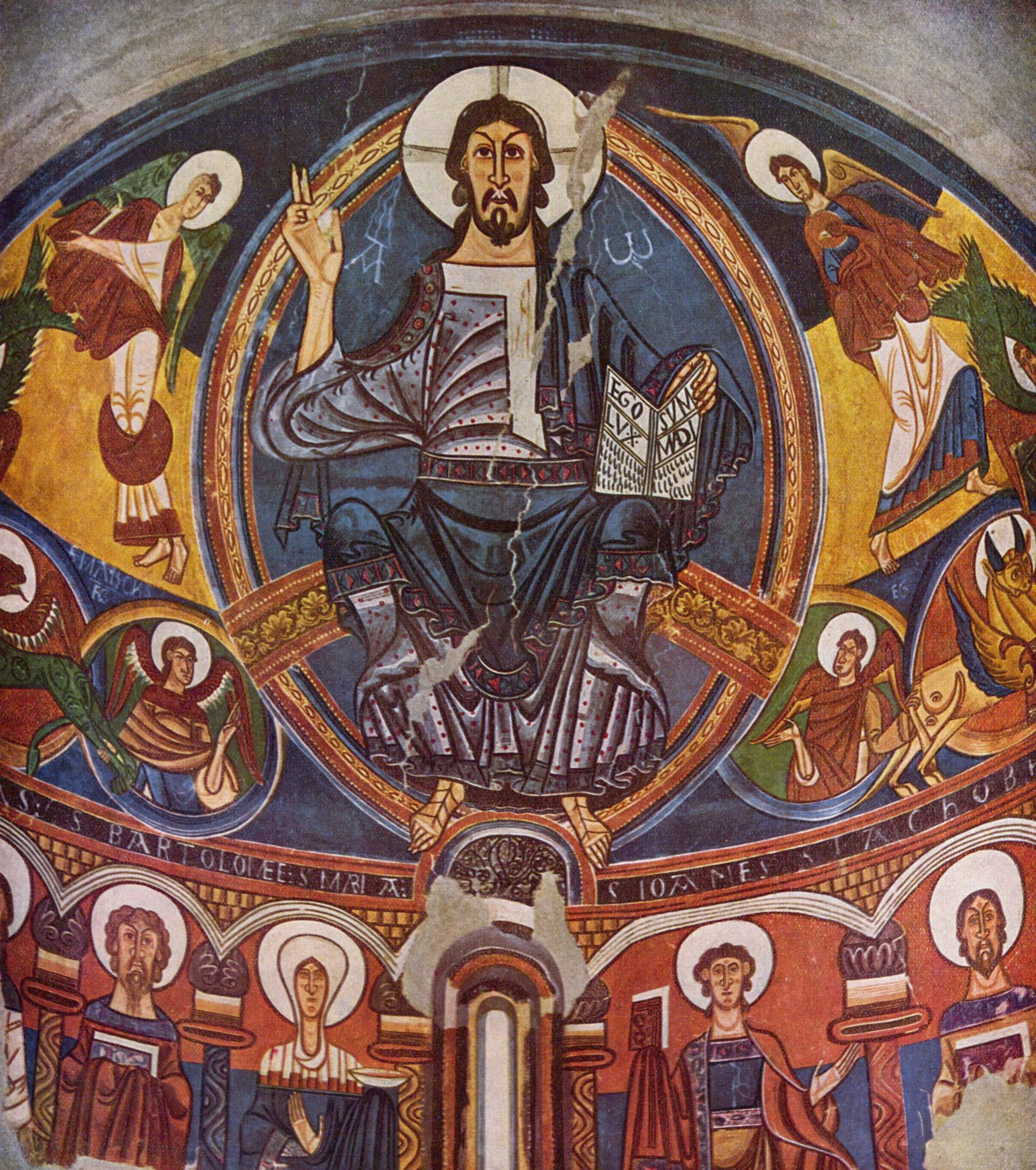
Pantocrator. Fresco românico da autoria do Mestre de Taüll, atualmente no Museu Nacional de Arte da Catalunha

Ao longo do século X, a edificação de igrejas e mosteiros é feita sobretudo através da mimetização e aperfeiçoamento dos modelos estéticos vernaculares romanos, o que estaria na origem da designação românica. As próprias construções romanas eram muitas vezes demolidas e recicladas, aproveitando-se o material disponível e integrando-se métodos e motivos ornamentais antigos nas novas construções. A partir das primeiras experiências durante o que se convencionou designar por arte pré-românica, o estilo desenvolveu-se e propagou-se pela Europa de forma notavelmente homogénea, motivado por um surto sem precedentes a nível de construção de novos espaços religiosos. Praticamente todos estes espaços foram decorados com pinturas murais, embora hoje em dia sejam muitíssimos poucos os exemplos sobreviventes. Entre as características mais distintivas do românico conta-se os paramentos de grande espessura, o uso do arco de volta perfeita, aberturas de pequena dimensão, e o uso de arcaria cega nas paredes. Os grandes portais profusamente decorados com escultura e alto-relevo, quase sempre pintados, tornam-se um dos elementos centrais das fachadas, sobretudo em França. Os capitéis são na sua maioria decorados com motivos animalistas e figuras de bestiário. Desenvolve-se também a forma característica da fortaleza Europeia, crucial para a política e guerra.
A ourivesaria românica atinge um dos seus períodos áureos durante arte mosana, onde se destacam artistas como Nicolas de Verdun e obras de matriz clássica como a pia batismal da igreja de São Bartolomeu, que contrastam com as figuras distorcidas de grande parte da figuração contemporânea. As iluminuras de maior riqueza artística encontram-se normalmente em bíblias e saltérios. A pintura mural no interior das igrejas está quase sempre presente, e segue na sua maioria um esquema narrativo fixo, mostrando o Juízo Final no lado ocidental e Cristo em Majestade no lado oriental, com várias narrativas bíblicas ao longo da nave ou, mais raramente, a pintura do próprio tecto como na Abadia de Saint-Savin-sur-Gartempe.
A partir do início do século XII, desenvolve-se em França a arquitetura gótica, distinta sobretudo pelo recurso a abóbadas de cruzaria, arcos quebrados, arcobotantes e aberturas de maiores dimensões, preenchidas com vitrais. O gótico permaneceu uma opção estética comum até ao século XVI em grande parte da Europa, e está presente sobretudo em igrejas e catedrais de grandes dimensões, como a Catedral de Chartres ou a Catedral de Reims.
Durante a Baixa Idade Média, a prática da iluminura e da cópia literária passa gradualmente dos mosteiros para oficinas especializadas, e já durante o início do século XIV a maior parte dos monges comprava livros nas livrarias. Surgem também os livros de horas enquanto forma de devoção para os leigos. A ourivesaria continua a ser a mais prestigiada forma de arte, e o esmalte de Limoges uma das técnicas mais usadas em relicários e cruzes. Em Itália, durante o século XIV, o pioneirismo de mestres como Giotto e Duccio contribui para uma cada vez maior sofisticação da pintura de painel e da técnica do fresco. A arte secular desenvolve-se sobretudo a partir do século XII, fruto da prosperidade crescente das classes abastadas, chegando até nós imensos exemplares de entalhes de marfim, como peças de jogo, pentes e pequenas figuras religiosas.

### Igreja e sociedade

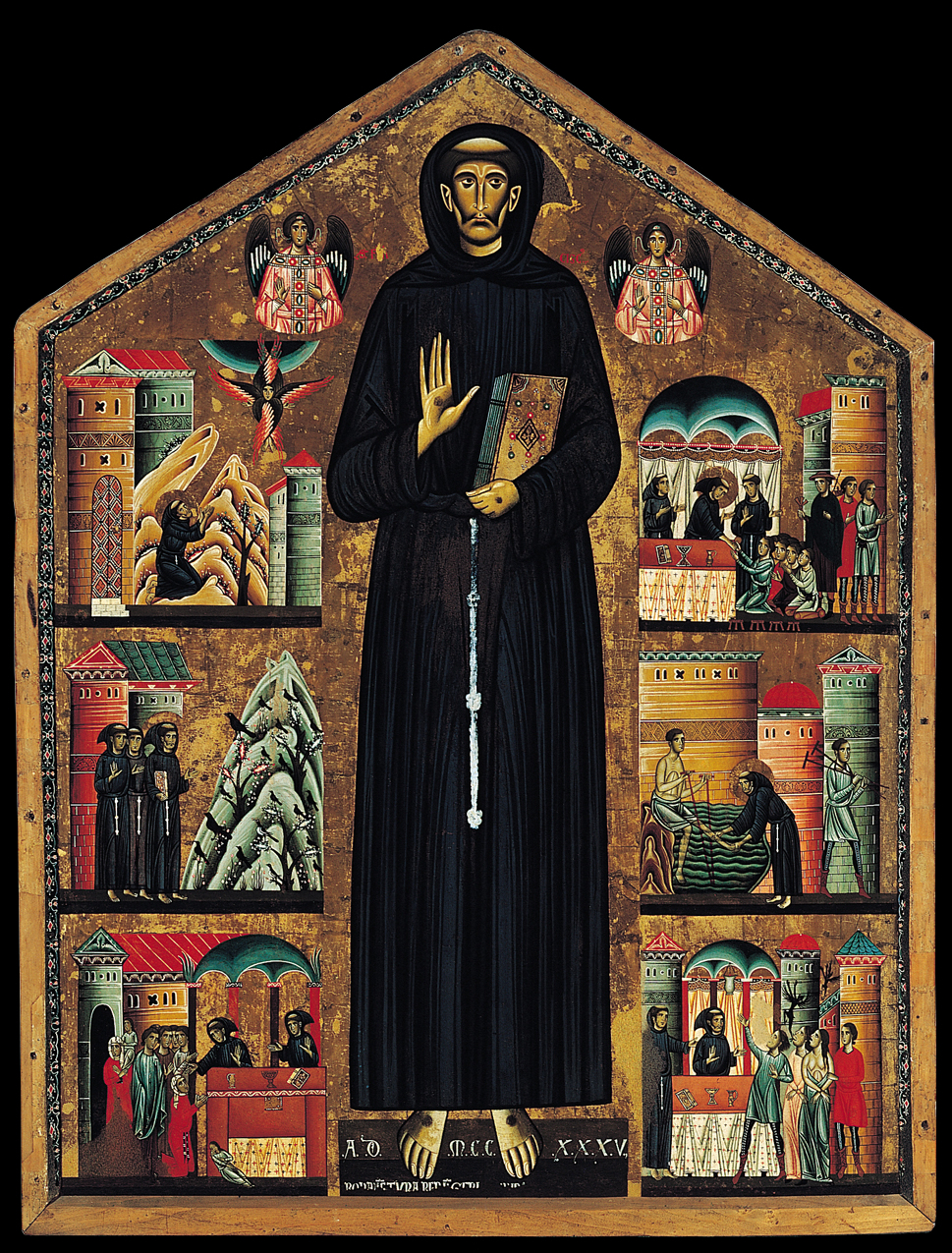
São Francisco de Assis, fundador da Ordem Franciscana, aqui representado por Bonaventura Berlinghieri (1235)

A reforma monástica é um tema central ao longo do século XI, à medida que cresce a inquietação entre a elite da Igreja relativamente ao facto dos monges não aderirem por completo a uma forma de vida estritamente religiosa, ao poder excessivo detido por bispos locais e à diversidade de cultos existente de região para região. A Abadia de Cluny, fundada em 909, dá origem a um amplo movimento de reforma monástica, chegando a unir na sua ordem, no seu apogeu, mais de um milhar de mosteiros na Europa. A ordem obtém reputação de austeridade, rigor e de independência económica e política em relação aos poderes locais, ao não permitir a interferência e participação de leigos nas suas eleições e colocando-se a si própria sobre proteção do papado.
A reforma monástica de Cluny inspirou mudanças na própria hierarquia da Igreja. Os seus princípios foram adotados durante o papado do próprio Papa Leão IX, e contribuíram para a ideologia independentista que levaria à controvérsia das investiduras no fim do século XI. A controvérsia envolveu o Papa Gregório VII e o Imperador Henrique IV, inicialmente sobre nomeações episcopais, mas que se tornou numa disputa acesa sobre questões de investidura, matrimónio dentro do clero e simonia. O imperador, que via como obrigação a proteção da Igreja, pretendia escolher os próprios bispos no seu território, enquanto o papado insistia na sua independência face ao poder secular. A questão permaneceu por resolver mesmo depois da Concordata de Worms em 1122. O conflito é um dos mais significativos episódios que esteve na base da criação de uma monarquia papal independente e equivalente às autoridades leigas.
A Baixa Idade Média foi também palco para inúmeros movimentos religiosos. Para além dos cruzados e dos reformadores monásticos, a vida religiosa abriu-se a novas formas de organização. Foram fundadas novas ordens monásticas, como a Ordem dos Cartuxos ou a Cisterciense, esta última expandindo-se rapidamente sob a liderança de Bernardo de Claraval, e novas ordens militares como a Ordem dos Templários. Muitas destas ordens são fundadas como resposta ao sentimento generalizado que o monaquismo Beneditino estava já desajustado das necessidades dos leigos, sobretudo dos que pretendiam uma comunidade monástica próxima do modelo hermético e fechado paleocristão ou viver de forma apostólica. A peregrinação religiosa era também encorajada. Os antigos locais de peregrinação, como Roma, Jerusalém e Santiago de Compostela, acolhiam um número cada vez maior de peregrinos, ao mesmo tempo que novos locais ganham destaque, como Monte Gargano e a Basílica de San Nicola.
Durante o século XIII, o papado aprova as ordens mendicantes dos dominicanos e franciscanos, cujos membros fazem juras de pobreza e de mendicidade como única fonte de rendimento. Para além das ordens reconhecidas oficialmente, surgem ao longo dos séculos XII e XIII vários outros grupos como os valdenses ou os cátaros, embora tenham sido decretados hereges pelo papa. Os cátaros chegaram mesmo a ser o alvo da Cruzada Albigense e extintos durante a inquisição medieval.

## Os séculos XIV e XV

### Fome e peste

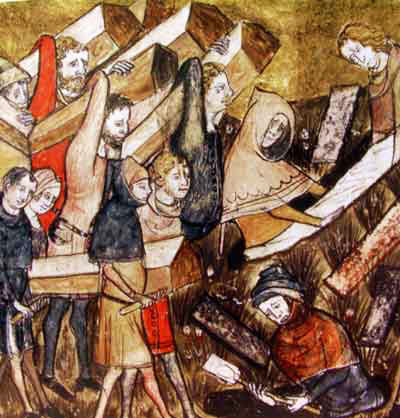
Doentes de Peste negra. Iluminura. c.. MS 13076-77, f. 24v

Os primeiros anos do século XIV são marcados por várias carestias, que culminariam na Grande fome de 1315-1317. Para além da transição climática abrupta do período quente medieval para a pequena Idade do Gelo, as várias carestias são o resultado de uma especialização excessiva em monoculturas, que deixaram a população vulnerável às devastações causadas por condições meteorológicas desfavoráveis.
No seguimento destas catástrofes, surge em 1347 a Peste Negra, uma epidemia altamente contagiosa e mortal que se disseminou por toda a Europa entre 1348 e 1350. A cifra de mortes é estimada em 35 milhões de pessoas, cerca de um terço da população, e atingiu sobretudo as cidades em virtude da elevada concentração populacional. Grandes porções do território ficaram inabitadas e os terrenos abandonados. Em função da escassez de mão de obra, o preço dos salários na agricultura subiu significativamente, o que, no entanto, seria contrabalançado pela queda abrupta da procura de géneros alimentares. A luta por salários iguais por parte dos trabalhadores urbanos esteve na origem de uma série de revoltas populares por toda a Europa, entre elas a Jacquerie em França, a revolta de 1381 em Inglaterra, e várias revoltas nas cidades de Florença, na atual Itália, e Gent e Bruges, ambas localizadas na atual Bélgica. O trauma infligido pela peste provocou um fervor religioso por toda a Europa, que se manifestaria na fundação de novas caridades, na culpabilização extrema dos flagelantes e na acusação dos Judeus como bodes expiatórios. A peste regressaria, ainda que esporadicamente e em surtos menores, ao longo de todo o século XIV.

### Sociedade e economia
As deslocações e diminuição da população em consequência da peste reflectiram-se em toda a estrutura social e económica europeia. As terras pouco produtivas foram abandonadas, uma vez que os sobreviventes puderam adquirir terras mais férteis. Embora a servidão tenha diminuído na Europa ocidental, tornou-se mais comum na Europa de leste à medida que os senhorios a impunham nos inquilinos anteriormente livres. Muitos dos camponeses no Ocidente puderam converter o pagamento em trabalho para uma renda monetária. A percentagem de servos entre os camponeses desceu de um máximo 90 % para 50 % em finais da Idade Média. Os senhorios tornaram-se também mais conscientes de interesses em comum entre si, agrupando-se de forma a exigir mais privilégios dos governos. A literacia tornou-se mais comum fora do clero e a população urbana começa a demonstrar interesse pela cavalaria, à semelhança da nobreza.
As comunidades judaicas foram expulsas de Inglaterra em 1290 e de França em 1306. Embora a alguns tivesse sido permitido regressar, à maioria não foi, tendo emigrado em direção a leste para a Polónia e Hungria. Os judeus expulsos de Espanha em 1492 dispersaram-se pela Turquia, França, Itália, Holanda e Norte de África. O assinalável crescimento da banca em Itália durante os séculos XIII e XIV foi em parte motivado pela necessidade de financiamento dos constantes conflitos bélicos deste período e pela necessidade do papado em transferir dinheiro entre reinos. Muitas das instituições financeiras emprestavam dinheiro à realeza com riscos acrescidos, tendo muitas entrado em bancarrota quando os reis não saldavam as dívidas.

### O renascer do Estado
A Baixa Idade Média também testemunhou a ascensão por toda a Europa de Estados-nação monárquicos fortes, particularmente na Inglaterra, França e nos reinos cristãos da Península Ibérica — Aragão, Castela e Portugal. Os longos conflitos do final da Idade Média vieram fortalecer o domínio real sobre o próprio território, ainda que tenham sido extremamente pesarosos com os camponeses. Os reis obtinham benefícios com os conflitos através do aumento territorial e da extensão da legislação real por todos os seus reinos. O financiamento da guerra exigiu métodos de cobrança de impostos e, na maior parte das vezes, aumentos significativos na taxa de impostos. A necessidade de obter o consentimento daqueles que eram taxados levou a que corpos representativos, como o Parlamento da Inglaterra ou a Assembleia dos Estados Gerais, ganhassem algum poder e autoridade.

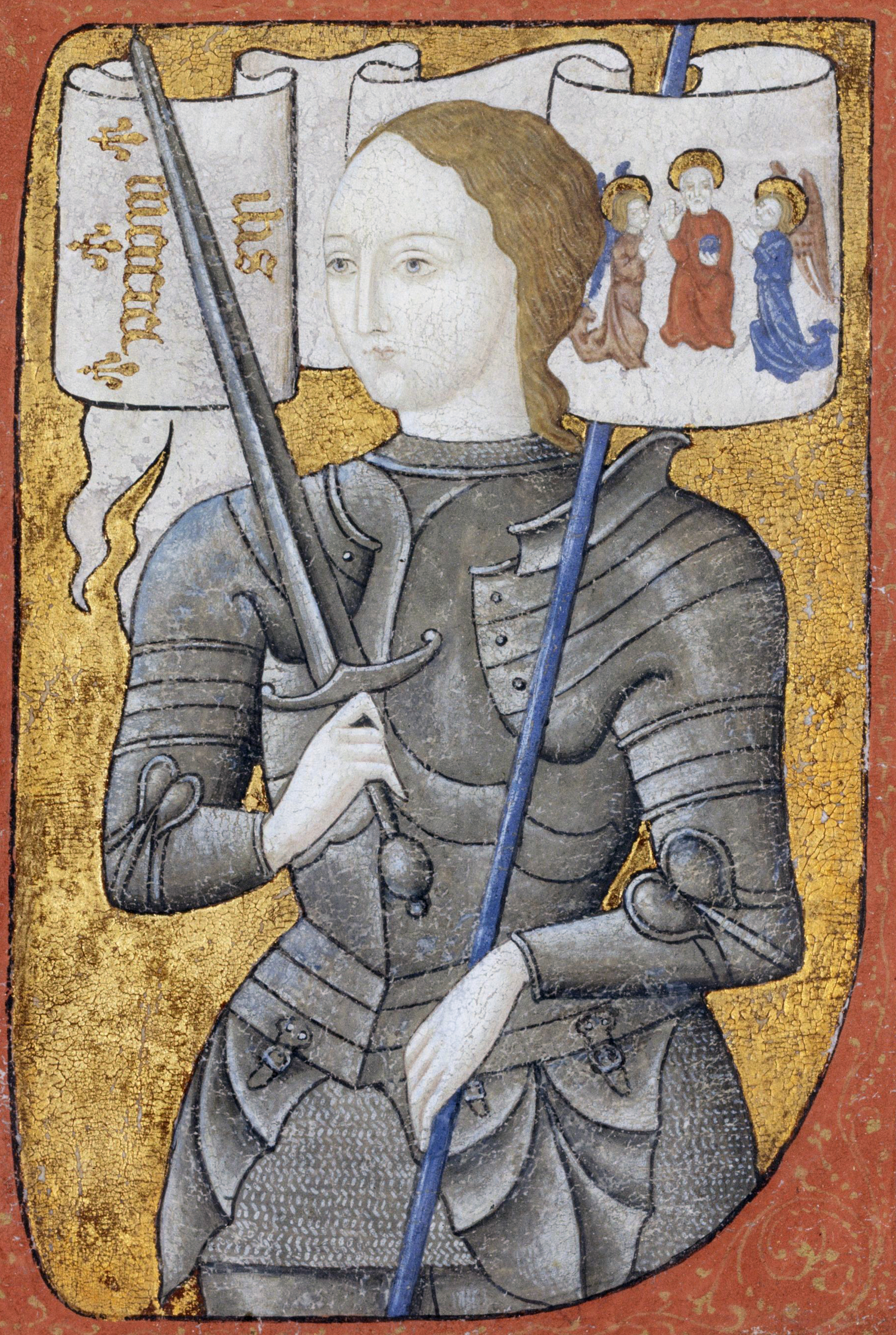
Joana d'Arc numa ilustração do século XV

Ao longo do século XIV, a monarquia francesa procurou alargar a sua influência por todo o reino, sacrificando as possessões da nobreza. Esta expansão foi alvo de resistência quando tentou confiscar as possessões da coroa inglesa no sul de França, o que levou à deflagração da Guerra dos Cem Anos, que se prolongaria até 1453. O próprio reino francês esteve na iminência da desagregação durante os primeiros anos do conflito devido ao esforço de guerra, situação que se voltaria a repetir durante os primeiros anos do século XV e apenas invertida no fim da década de 1420, com as sucessivas vitórias militares de Joana d'Arc e a vitória final do reino francês ao capturar a última colónia inglesa no sul de França em 1453. No entanto, estima-se que a população francesa no final do conflito tinha diminuído para metade. Paradoxalmente, a guerra viria a contribuir significativamente na formação da identidade nacional inglesa, proporcionando a união de várias identidades locais numa identidade cultural única e distinta da influência cultural francesa dominante até ao início da Guerra dos Cem Anos. A guerra marcou também a introdução de nova tecnologia de combate, como o arco longo e do canhão de combate na batalha de Crécy em 1346.
Apesar de o Sacro Império Romano-Germânico continuar a existir, a natureza electiva da coroa imperial impediu a formação de qualquer dinastia estável capaz de manter um estado forte. Mais a leste, os reinos da Polónia, Hungria e Boémia ganharam poder e influência. Na Península Ibérica, continuava o processo de reconquista dos reinos muçulmanos do sul, embora Portugal se tenha concentrado ao longo do século XV na expansão ultramarina, enquanto os restantes reinos lidavam com problemas sucessórios e instabilidade social no mesmo período. A Inglaterra, após a derrota na Guerra dos Cem Anos, entraria num longo período de guerra civil conhecido como Guerra das Rosas, que duraria até ao fim da década de 1490 e que só terminou após a vitória de Henrique VII sobre Ricardo III na batalha de Bosworth Field em 1485. Os reinos escandinavos da Noruega, Dinamarca e Suécia foram brevemente unificados durante a União de Kalmar, no final do século XV e nas primeiras décadas do século XVI, mas voltariam a desagregar-se depois da morte da rainha Margarida I. As maiores potências do mar Báltico continuavam a ser as cidades-Estado da Liga Hanseática. cujas rotas comerciais se estendiam da Europa Ocidental até à Rússia. A Escócia, liderada por Roberto I, viu reconhecida pelo papa a sua independência do domínio Inglês em 1328.

### Colapso do Império Bizantino

O Império Bizantino em 1265, ano que foi restabelecido, após permanecer desde a Quarta Cruzada (1204) dividido em vários estados

Embora os imperadores paleólogos tivessem conseguido recapturar Constantinopla em 1261, nunca conseguiram recuperar o domínio sobre as antigas terras do Império Bizantino. Controlavam apenas uma pequena parte da península Balcânica perto de Constantinopla, a própria cidade, e algumas terras costeiras no mar Negro e no mar Egeu. As antigas terras bizantinas nos Balcãs foram divididas entre o Reino da Sérvia, o Império Búlgaro e a República de Veneza. O poder imperial bizantino seria ameaçado por uma nova tribo oriunda da Ásia, os Otomanos, que tinham ocupado a Anatólia durante século XIII, expandindo-se progressivamente ao longo do século XIV. Em 1366, subjugam a Bulgária à vassalagem e conquistam a Sérvia após a derrota desta na batalha do Kosovo em 1389. Os reinos ocidentais reuniram-se em auxílio dos cristãos balcânicos e declararam uma nova cruzada em 1396, enviando um numeroso exército, que viria no entanto a ser derrotado na batalha de Nicópolis. Constantinopla acabaria por ser finalmente capturada pelos Otomanos em 1453.

### Controvérsia dentro da Igreja
Uma das mais significativas manifestações da instabilidade do século XIV foi o Papado de Avinhão, de 1305 a 1378, e o Grande Cisma do Ocidente que se lhe seguiu, entre 1378 e 1418, momento em que coexistiram dois, e depois três, papas rivais, cada um apoiado por estados diferentes. No início do século XV, depois de um século de instabilidade, os oficiais eclesiásticos reuniram-se no Concílio de Constança em 1414, depondo no ano seguinte um dos papas rivais, deixando apenas dois pretendentes. Seguiram-se várias deposições até que, em novembro de 1417, o concílio elege Martinho V (1417–1431).
Além do cisma, a igreja ocidental estava dívida por controvérsias teológicas, algumas das quais viriam a ser consideradas heresias. John Wyclif (m. 1384), um teólogo inglês, foi condenado por heresia em 1415 por defender o acesso dos laicos ao texto da Bíblia e por assumir posições sobre a Eucaristia contrárias à doutrina da igreja. Os ensinamentos de Wyclif influenciaram os dois maiores movimentos hereges da Idade Média – o Lollardismo na Inglaterra e os Hussitas na Boémia. Os boémios foram também influenciados por Jan Hus, sentenciado à fogueira em 1415 depois de ter sido condenado como herege pelo Concílio de Constança. A Igreja hussita, embora sujeita a uma cruzada contra si, sobreviveria até ao fim da Idade Média. Entre outras heresias criadas estão também as acusações contra a Ordem dos Templários, que estiveram na origem da sua supressão em 1312 e da divisão do seu vasto espólio entre Filipe IV de França e os Hospitalários.
O papado refinou o conceito de transubstanciação durante o fim da Idade Média, afirmando que apenas o clero regular podia partilhar o vinho da Eucaristia. Isto viria a distanciar ainda mais o clero secular do clero regular. Os leigos mantiveram as práticas de peregrinação, veneração de relíquias e a crença no poder do Diabo. Místicos como Mestre Eckhart (m. 1327) ou Thomas à Kempis (m. 1471) foram autores de obras que ensinavam aos leigos a focarem-se na sua própria espiritualidade, uma interpretação que viria a contribuir para a Reforma Protestante. A crença em bruxaria generalizou-se de tal forma que, no fim do século XV, a igreja cedeu à pressão do medo e da paranoia populista, iniciando em 1484 uma série de julgamentos pela prática de bruxaria, sendo também publicado em 1486 o Malleus Maleficarum, o mais popular manual de caçadores de bruxas.

### Académicos, intelectuais e descobrimentos

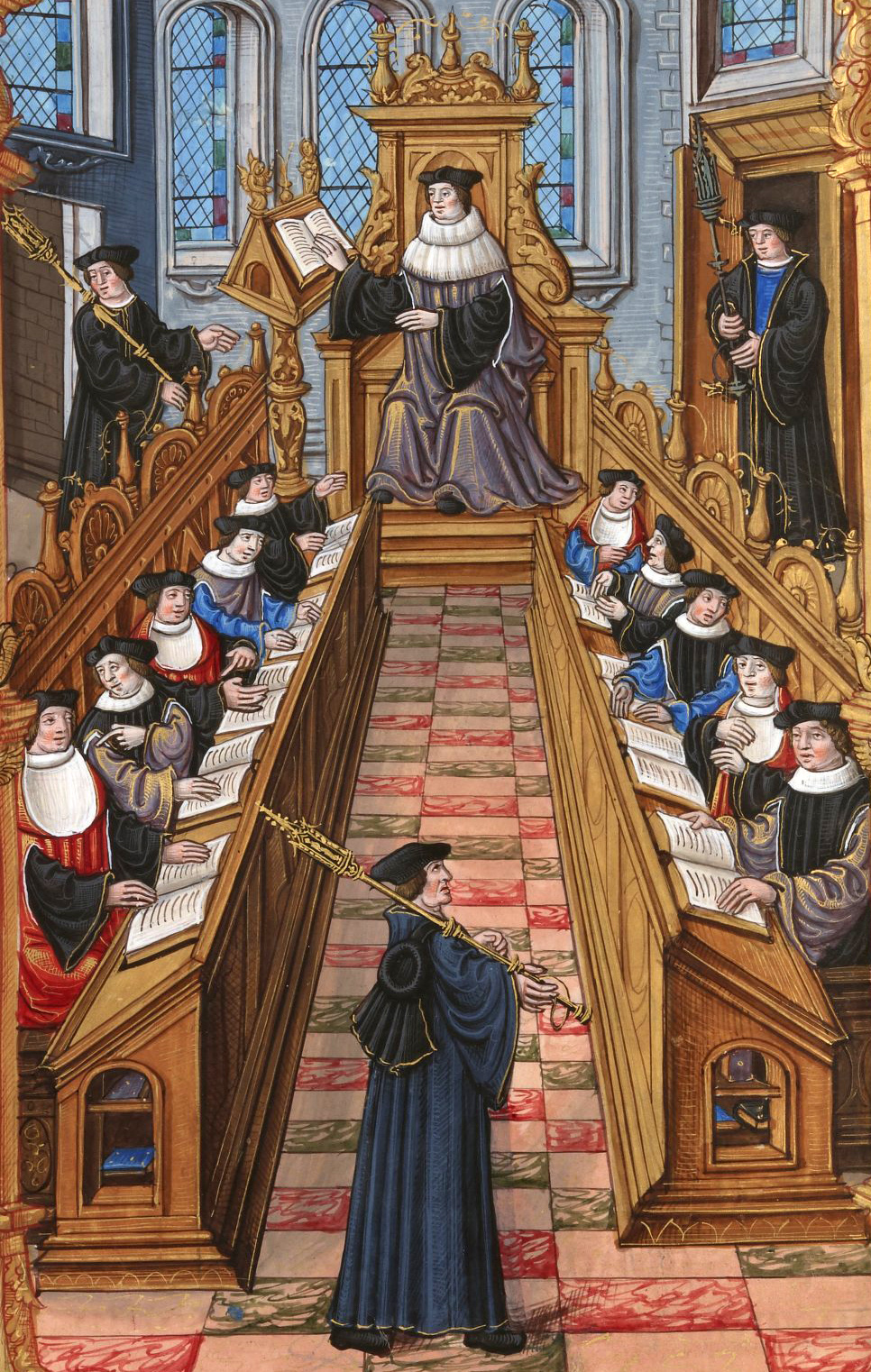
Reunião de doutorados na Universidade de Paris

John Duns Scotus (n. 1308) e Guilherme de Ockham (n. circa 1348), lideraram uma das mais notáveis reações contra a escolástica medieval, rejeitando a aplicação da razão na fé. Os seus esforços, aliados aos de vários outros autores, levariam à renúncia do ideal platónico do "universal". A persistência de Ockham em que a razão opera de forma independente da fé permitiu à ciência separar-se em definitivo da teologia e filosofia. O Direito pautou-se pelo avanço sólido do direito romano em áreas de jurisprudência anteriormente governadas pelo direito consuetudinário. A única exceção foi a Inglaterra onde prevaleceu o direito comum. Vários países fizeram um esforço no sentido de codificar as leis, tendo sido promulgados códigos jurídicos em estados tão diversos como Castela, Polónia e Lituânia.
A educação permanecia ainda direccionada ao futuro clero. A aprendizagem básica de letras e aritmética podia ser feita na própria província da família ou através do clero local, mas os assuntos secundários do trivium — gramática, retórica e lógica — eram estudados nas escolas catedrais presentes nas grandes cidades. Difundiram-se também as escolas comerciais, chegando algumas cidades de Itália a ter mais do que um destes empreendimentos. Durante os séculos XIV e XV apareceram também uma série de novas universidades por toda a Europa. Surgem grandes autores da literatura vernacular, como Dante, Petrarca e Giovanni Boccaccio na Itália do quattrocento, Geoffrey Chaucer e William Langland em Inglaterra e Cristina de Pisano na França. A literatura continuou a ser sobretudo de natureza religiosa, mas embora muitas destas obras continuassem a ser escritas em latim, aumentou a procura de textos que se debruçassem sobre santos e outros temas religiosos em línguas vernaculares. No teatro, surge o género de peças miraculosas patrocinadas pela Igreja. A invenção da prensa móvel por volta de 1450, trouxe consigo a democratização e facilidade na impressão de livros, e deu origem a inúmeras editoras em toda a Europa. A percentagem de alfabetizados cresceu, embora continuasse baixa; as estimativas apontam para que por volta de 1500 a taxa de literacia fosse de apenas 10 % entre os Homens e 1 % entre as mulheres.
Durante o início do século XV, os reinos da Península Ibérica começaram a financiar explorações além das fronteiras da Europa. O Infante D. Henrique de Portugal (m.1460) foi o impulsionador de expedições que viriam a descobrir as Ilhas Canárias, Açores e Cabo Verde ainda durante a sua vida. Em 1486, Bartolomeu Dias (m.1500) navegou ao longo da costa ocidental africana até ao cabo da Boa Esperança, ponto de difícil passagem que seria superado em 1498 por Vasco da Gama (m.1524), abrindo assim a rota marítima para a Índia. Os reinos de Aragão e Castela financiaram a viagem expedicionária de Cristóvão Colombo (m. 1506) que em 1492 viria a descobrir a América. A coroa inglesa, na figura do rei Henrique VII (r. 1485–1509) financiou a viagem de Giovanni Caboto (m. 1498), que em 1497 chegaria à ilha de Cape Breton.

### Progressos tecnológicos
O uso crescente de ovelhas com lã de fibras longas permitiu a obtenção de fio com maior resistência. As rocas de fiar tradicionais foram progressivamente substituídas por rodas de fiar, triplicando a sua capacidade produtiva. Um dos avanços técnicos com maior impacto na vida quotidiana foi a introdução de botões para fechar as peças de roupa, permitindo a criação de peças com corte adequado sem a necessidade de as atar.
Os moinhos de vento foram melhorados com a implementação de torres giratórias em função da direção do vento. O alto-forno aparece na Suécia por volta da década de 1350, melhorando a qualidade do ferro e aumentando a capacidade de produção. A primeira lei de patentes, criada em Veneza no ano de 1447, passou a proteger os direitos dos inventores.

### Arquitetura e arte noséculo XV

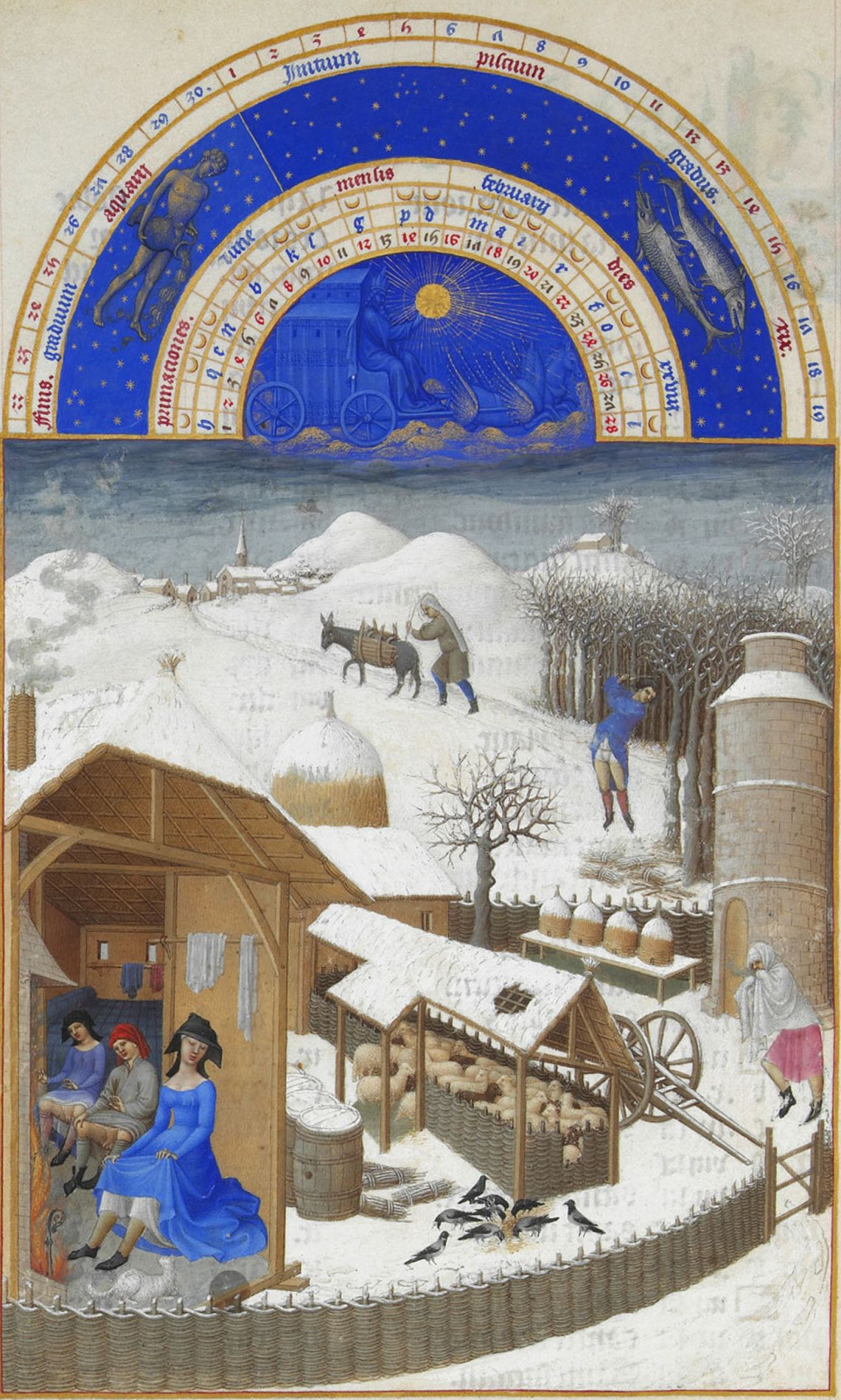
Ilustração do livro de horas Les très riches heures du duc de Berry, século XV

A arte do fim do período medieval na generalidade da Europa contrasta com a arte italiana do mesmo período. Enquanto que em Itália o contexto artístico mostrava já sinais de que se preparava o Renascimento, no norte da Europa e na Península Ibérica manteve-se o gosto e a preferência pela estética gótica praticamente até o fim do século XV, culminando na exuberância e complexidade características do gótico internacional. A encomenda de arte secular aumentou significativamente em quantidade e qualidade, muito impulsionada pelo patronato das classes mercadoras da Itália e Flandres, fazendo encomendas de retratos de si próprios em óleo e comprando imensa joalharia, cofres, arcas e majólica. Entre os objetos muito apreciados e encomendados encontrava-se também a cerâmica mourisca produzida pelos ceramistas mudéjares em Espanha. Embora entre a realeza prevalecesse o gosto por peças de prata, são poucos os exemplares que sobreviveram até aos nossos dias, como a Taça de Santa Inês. O desenvolvimento da manufatura de seda em Itália veio tornar a Europa menos dependente das importações do Império Bizantino ou do mundo islâmico. Na França e na Flandres, os conjuntos de tapeçaria como a A Dama e o Unicórnio tornar-se-iam num dos mais cobiçados objetos de luxo.
As complexas gramáticas decorativas do alto gótico, até aí visíveis sobretudo no exterior dos templos, são progressivamente adaptadas a vários elementos do interior, sobretudo em túmulos e púlpitos, como o Púlpito de Santa Andreia em Pistoia. Os retábulos pintados ou de madeira entalhada tornam-se comuns, sobretudo à medida que se começa a criar capelas laterais nas igrejas. A própria pintura flamenga dos séculos XV e XVI, através de artistas como Jan van Eyck (m. 1441) ou Rogier van der Weyden (m. 1464), rivaliza em qualidade com o próprio quattrocento italiano. Os manuscritos iluminados e os livros de temática secular, sobretudo contos, começam a ser coleccionados em larga escala pela elite no século XV. A partir de 1450 e ainda que caros, os livros impressos tornam-se extraordinariamente populares, havendo já cerca de 30 000 incunábulos impressos no ano 1500. A impressão tornou também obsoleta a iluminura, fazendo destas obras, no século XVI, um objeto com valor meramente artístico e encomendado apenas pela elite. Embora as pequenas xilogravuras, quase sempre de temas religiosos, fossem acessíveis até a camponeses, as gravuras eram mais caras e destinadas a um mercado mais abastado.

## Imagem moderna

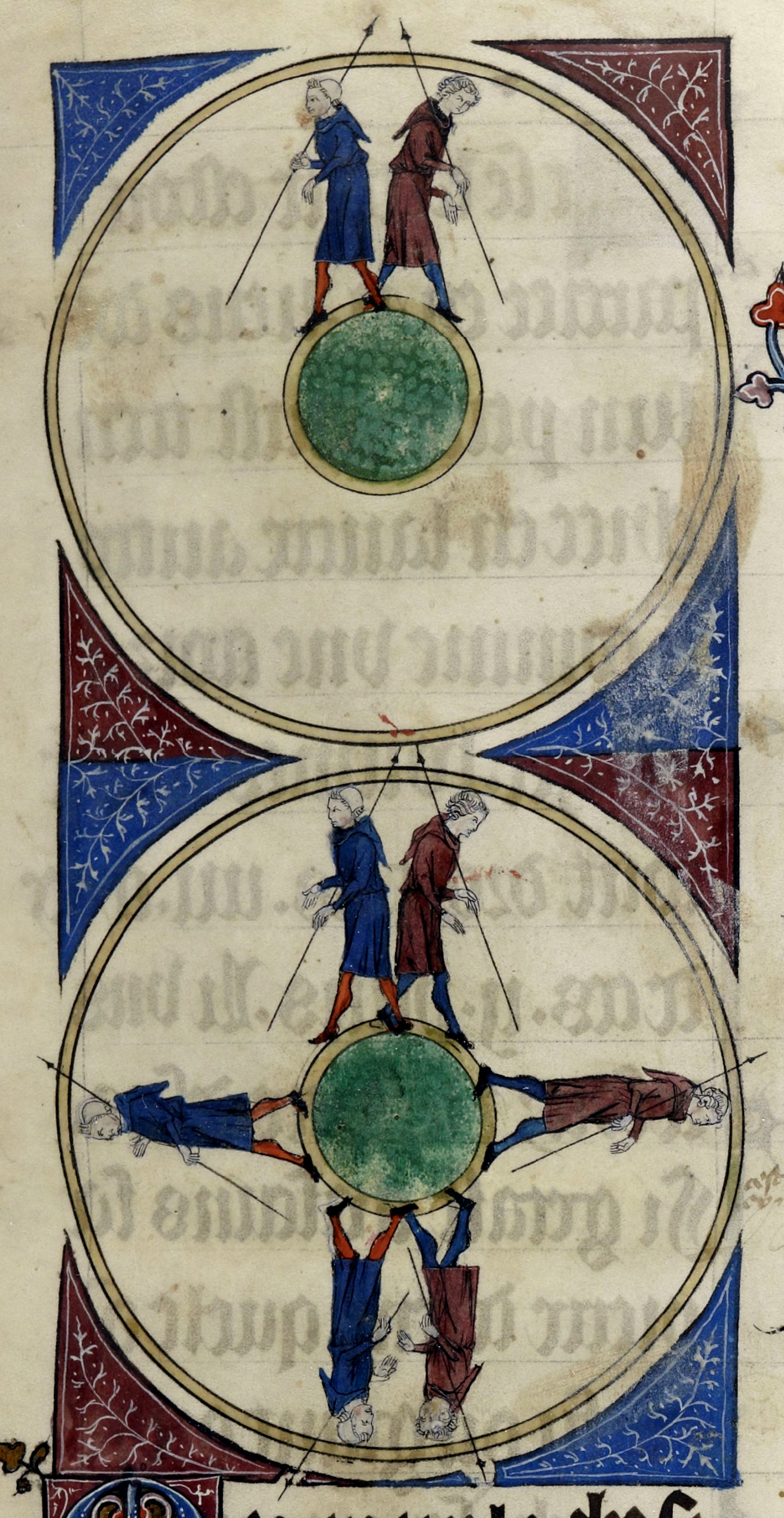
Ilustração medieval de uma terra redonda, cópia do século XIV de L'Image du monde

O período medieval é frequentemente caricaturado enquanto "tempo de ignorância e superstição", que "sobrepunha sempre os mandamentos religiosos em relação à experiência pessoal e racionalismo". Esta noção é um legado da Renascença e do Iluminismo, períodos em que os intelectuais estabeleciam sempre a comparação da sua cultura com a cultura medieval de forma preconceituosa. Os intelectuais renascentistas viam a civilização clássica como uma época de imensa cultura e civilização, e a Idade Média como um progressivo declínio dessa cultura. Por seu lado, os iluministas encaravam a razão como sendo sempre superior à fé e, por conseguinte, a Idade Média como um tempo de ignorância e superstição.
Uma corrente de pensamento defende, no entanto, que a razão e a lógica eram normalmente tidas em conta durante a Idade Média. O historiador da ciência Edward Grant, escreveu que "o facto de o raciocínio lógico ter sido expresso [no século XVIII], só pode ter sido possível devido à longa tradição medieval que definiu o uso da razão como a mais importante das atividades humanas". Também, ao contrário do que é comum acreditar-se, David Lindberg escreve que "o intelectual medieval raramente era pressionado pela força coercitiva da igreja e muito provavelmente considerava-se livre (sobretudo na ciência natural) para seguir a razão e observação até onde quer que isso os conduzisse".
A caricatura do período reflete-se também em várias crenças populares. Por exemplo, uma das especulações que começou a ser difundida durante o século XIX e que ainda é muito comum na cultura popular, é a suposição, errada, de que todas as pessoas na Idade Média acreditavam no mito da Terra plana. Na verdade, o próprio corpo das universidades medievais propunha evidências que demonstravam que a Terra seria esférica, Lindberg e Numbers afirmam mesmo que seria muito rara a existência de qualquer académico cristão medieval que não tivesse conhecimento da esfericidade da Terra ou que não soubesse até a sua circunferência aproximada. Entre outros equívocos comuns sobre o período medieval está a noção de que "a Igreja proibia as autópsias e a dissecação" ou que "o avanço do Cristianismo impediu o progresso da ciência", mitos populares que ainda são vistos como verdades históricas apesar de não serem apoiados pela historiografia contemporânea.
A Idade Média vem sendo reavaliada e em parte reabilitada há pelo menos dois séculos pelos historiadores, que têm encontrado nela uma série de aspectos inovadores e dinâmicos e vêm continuamente lançando novas luzes sobre interpretações e abordagens antes consagradas em larga escala. Porém, a opinião ainda prevalente na cultura popular a mostra como um período de barbárie, obscurantismo, superstição, intolerância, tirania, estagnação econômica, decadência moral e desorganização política, e as reiteradas tentativas dos historiadores recentes de desmistificar essa imagem têm sido pouco eficientes.
Por outro lado, desde o século XIX o período tem exercido um continuado fascínio sobre a população. Durante o Romantismo foi muito valorizado pelos intelectuais e artistas, que o viam como uma época de espiritualidade, ordem e pureza que os tempos modernos haviam perdido e que era preciso resgatar. Não por acaso a literatura se viu inundada por romances e novelas medievalistas, o tema apareceu em inúmeras pinturas, esculturas e ilustrações, e a Europa foi coberta por um vasto corpo de edifícios em estilo neogótico. Ao mesmo tempo, tradições, folclores e símbolos medievais — reais ou imaginados — foram usados como importante elemento político para a formação e consolidação de novos Estados e identidades nacionais, de narrativas étnicas e de uma historiografia nacionalista em várias regiões europeias.

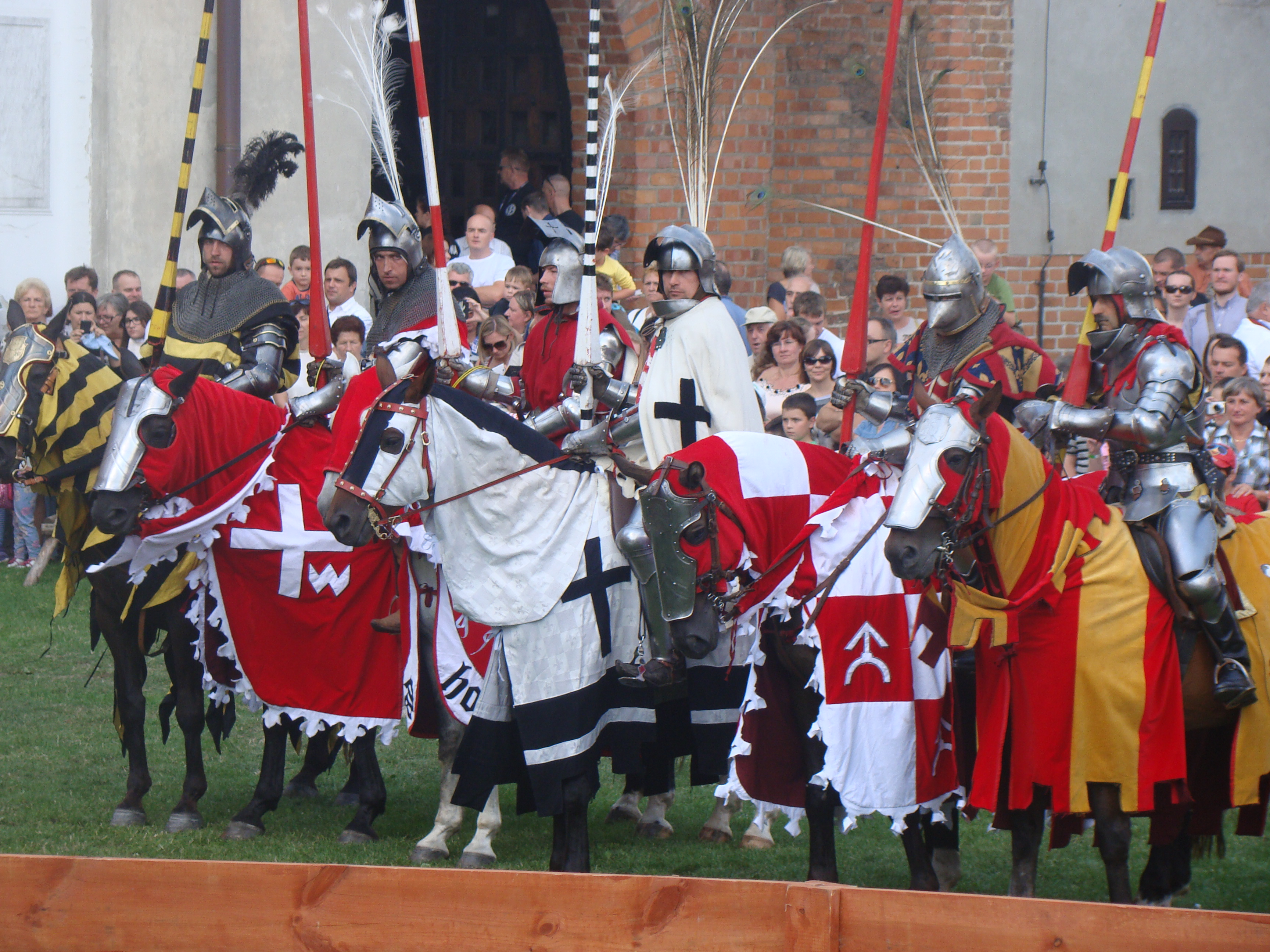
Reencenação contemporânea de um torneio medieval na Polónia

Mais recentemente o tema continua popular, atraindo as pessoas pelo seu exotismo e sua aura de mistério. Os castelos e catedrais medievais são atrações turísticas que encantam multidões, a organização de torneios de cavalaria, festas e feiras "medievais" se multiplicam até na América, suas tradições e costumes estimulam os amantes do folclore e a busca pelas raízes numa época de perda generalizada de referências, e, para muitos a quem o tempo presente parece insatisfatório ou ameaçador, tornou-se até mesmo uma era idealizada e colorida por anseios nostálgicos de retorno a uma suposta Idade Dourada. Continua sendo um elemento significativo para a sustentação de identidades e ideologias étnicas e nacionalistas, e nos últimos anos o imaginário e valores fictícios de uma Idade Média romantizada têm sido um dos combustíveis para uma ascensão do racismo, do fundamentalismo religioso, de teorias pseudocientíficas, de teorias da conspiração, de patriotismos radicais e de correntes políticas de extrema direita. Para justificar suas pretensões, esses movimentos oferecem leituras da história medieval equivocadas, ultrapassadas ou deliberadamente falsas e distorcidas. Na síntese de Jérôme Baschet,
"É assim que uns a exaltam para melhor criticar sua própria realidade, enquanto outros a denigrem para melhor valorizar os progressos do seu tempo. [...] A Idade Média não é nem o buraco negro da história ocidental nem o paraíso perdido. É preciso renunciar ao mito tenebroso tanto quanto ao conto de fadas. [...] Uma vez que ela constitui uma época manchada por um preconceito infamante excepcionalmente vigoroso, a Idade Média convida, com particular acuidade, a uma reflexão sobre a construção social do passado e sobre a função presente da representação do passado. [...] A ideia de um milênio de obscurantismo corresponde a interesses precisos: a propaganda dos humanistas, de início, e, mais tarde, o elã revolucionário dos pensadores burgueses ocupados em solapar os fundamentos de um regime antigo, do qual a Idade Média era a quintessência. [...] Em todo caso, o alhures ou o antes bárbaro são decisivos para constituir, por contraste, a imagem de um aqui e agora civilizado".

## Idade Moderna
A Idade Moderna foi um período específico da História do Ocidente que se inicia no final da Idade Média em 1453 d.C., embora os limites cronológicos sejam objeto de debate, a linha temporal deste período estende-se do final do século XV até à Idade das Revoluções no século XVIII; muitos historiadores assinalam o início desta idade na data de 29 de maio de 1453, quando ocorreu a tomada de Constantinopla pelos turcos otomanos, incluindo assim o Renascimento e a Era dos Descobrimentos (incluindo as viagens de Colombo que começaram em 1492 e a descoberta do caminho marítimo para a Índia por Vasco da Gama em 1498), e data de término com a Revolução Francesa no dia 14 de julho de 1789.
Historiadores à escala mundial nas décadas mais recentes têm argumentado que de uma perspectiva mundial, a característica mais importante que deu início à idade moderna foi a globalização. Este período da história moderna está caracterizado pela exploração e colonização do Continente Americano e o estabelecimento de contatos sólidos entre civilizações espalhadas pelo mundo. As potências mundiais envolveram-se umas com as outras através do comércio, à medida que bens, plantas, animais e alimentos viajavam do Velho Mundo para o Novo Mundo e vice-versa.
Novas economias e instituições emergiram, tornando-se mais sofisticadas e globalmente articuladas à medida que o tempo foi passando. Este processo começou nas cidades-estado medievais do norte da Itália, particularmente Génova, Veneza e Milão. Este período da história humana também inclui o estabelecimento de uma teoria econômica dominante, o mercantilismo. A colonização europeia dos continentes americano, asiático e africano ocorreu desde o século XV até ao século XX, disseminando a religião cristã por todo o mundo.
As tendências em diversas regiões do mundo durante a Idade Moderna apresentam uma mudança daquilo que havia sido ao longo de séculos a organização, a política ou a economia. O feudalismo foi posto de lado na Europa, ao mesmo tempo que este período viu também a Reforma Protestante, a desastrosa Guerra dos Trinta Anos, a Revolução Comercial, a colonização europeia do continente americano, a Era Dourada da Pirataria e o início da Idade das Revoluções, que para além de ter ocorrido a Revolução Industrial, trouxe também a ocorrência de grandes revoluções políticas e sociais como a francesa e a norte-americana.
Na Ásia, no século XVI, a economia chinesa sob a Dinastia Ming foi estimulada graças às trocas comerciais com os portugueses, os espanhóis e os holandeses, enquanto no Japão começou o período conhecido como Nanban, depois da chegada dos primeiros portugueses ao arquipélago. Outras tendências notáveis deste período incluem o desenvolvimento da ciência experimental, as viagens cada vez mais céleres graças aos avanços na cartografia e na produção de mapas, o progresso tecnológico cada vez mais rápido, a secularização das políticas civis e o aparecimento dos estados-nação. O final deste período da história humana termina com o aparecimento da Idade Contemporânea, consensualmente definida como tendo começado com a Revolução Francesa.

## Feudalismo e capitalismo
O feudalismo foi um sistema político, econômico e social que predominou durante toda a Idade Média. Mas, já no final da Idade Média, o uso da terra, fundamental para o povo naquele período, foi perdendo a força. Os campos foram abandonados e o comércio nascia fortalecido.
Depois de longos anos de devastação e desordem, começava certa estabilidade econômica. O castelo, centro das atividades econômicas, ia perdendo sua importância. O progresso do comércio artesanal, as feiras medievais, a cidade burguesa incompatível com o feudo ofereciam chances de lucro e atrativos do comércio.

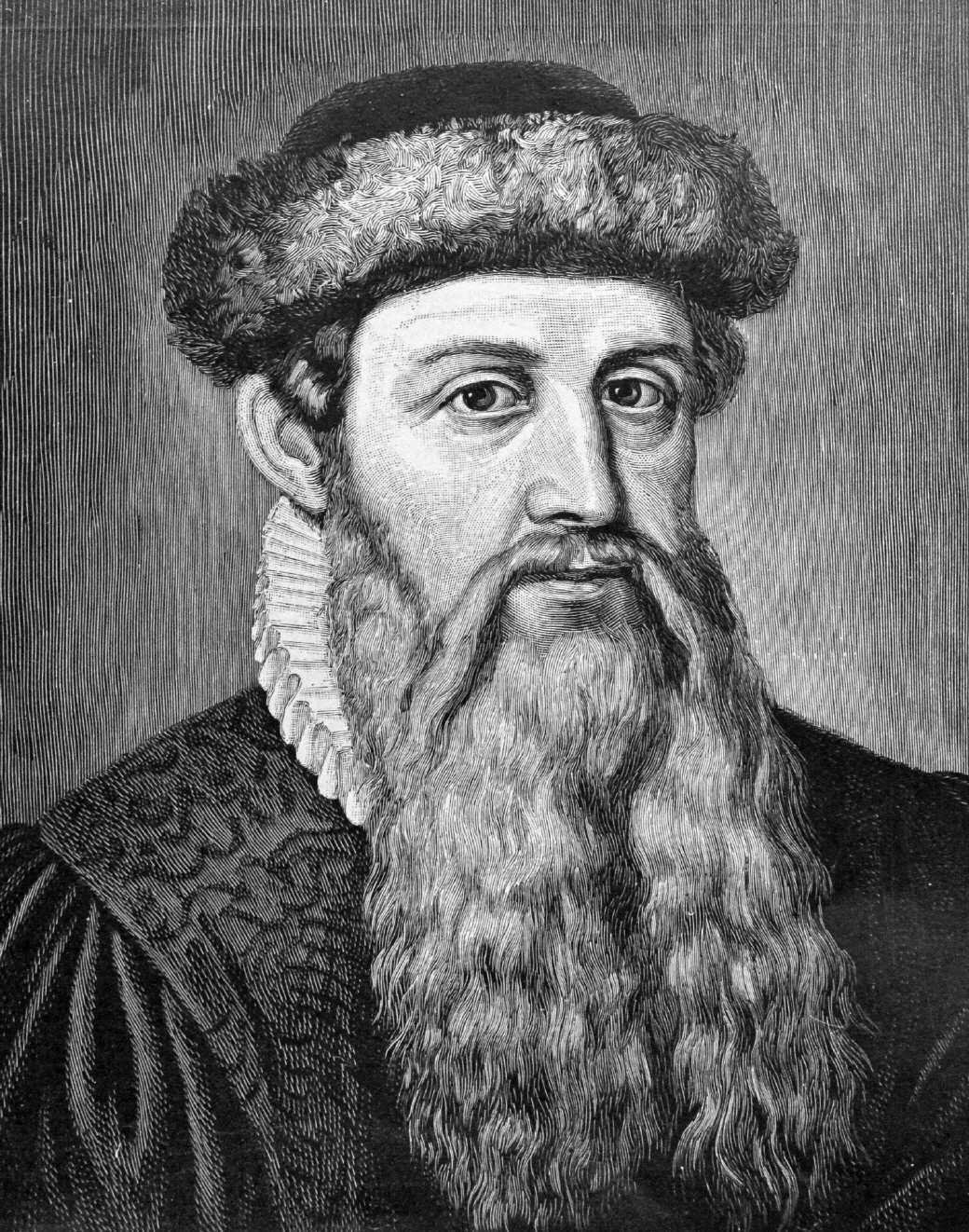
Johannes Gutenberg, o inventor da imprensa

A difusão de alguns inventos que impulsionaram o progresso técnico e os avanços da ciência contribuíram para essa transformação: a bússola, invenção dos chineses, começou a se generalizar entre os séculos XIV e XV e permitia a orientação dos navegadores em alto-mar; a pólvora, também inventada pelos chineses, introduzida na Europa (século XIV), revolucionou a arte da guerra; a imprensa foi um invento revolucionário devido ao alemão Johannes Gutenberg (século XV), e com ela se multiplicaram os livros. A vida urbana tem início, aumenta a população das cidades.
No início da Idade Moderna, as cidades se expandem, vão de forma gradual deixando para trás a experiência do feudo. Claro que elas tiveram que lutar para sobreviver, tanto na parte econômica como na social e política.
As comunicações iam se tornando mais velozes, estradas iam se abrindo, mudando toda a paisagem de cada localidade.
Uma nova classe social, que reunia banqueiros, artesãos, camponeses, mercadores, aparecia com o nome de burguesia.
O dinheiro adquiriu valor e o comércio superou a terra.

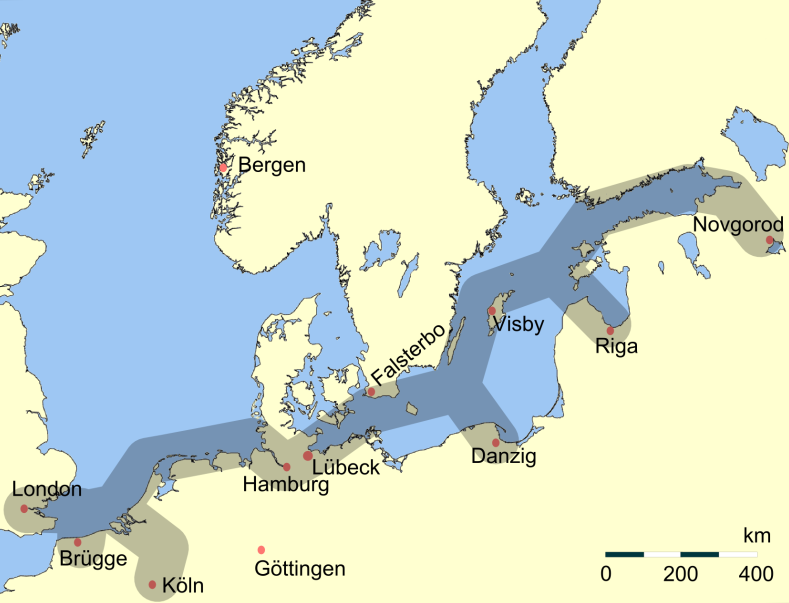
Liga Hanseática

A passagem econômica da Idade Média para a Moderna se deu com o aparecimento do capitalismo.
Gradativamente, o comércio foi se desenvolvendo, a princípio dentro da própria cidade, depois entre duas ou mais cidades e, por fim, entre países.
Com o sistema capitalista, os trabalhadores começaram a ter um salário. Os produtos foram produzidos em maior quantidade, e nascia assim a passagem do feudalismo ao capitalismo.
O desenvolvimento das navegações vai fortalecer as rotas marítimas e comerciais abertas na Idade Média.
Crescia o comércio por terra e por mar e mudava o quadro político, econômico e social da Europa.
Grandes associações surgiram (associações livres), formando as hansas. A mais conhecida foi a Liga Hanseática ou Hansa Teutônica. Era uma associação que agrupava mais de 160 cidades no comércio com o leste da Europa.

### Progresso comercial
O progresso comercial e urbano, a burguesia, o artesanato, as feiras, as rotas terrestres e marítimas deram ao rei a certeza de que, se ele não aceitasse o comércio e se aliasse aos burgueses, certamente não teria sucesso financeiro.
Surgiu a aliança rei-burguesia, e tal fato foi, sem dúvida, a abertura do sistema capitalista.
O capitalismo é um sistema político, social e econômico que tem como características:
- produção voltada para os mercados;
- relações monetárias;
- lucro, neste sistema, é fundamental;
- acúmulo de capitais;
- livre iniciativa;
- relações assalariadas de produção.

### Fases do capitalismo
- Na sua fase pré-inicial, recebeu o nome de pré-capitalismo, porque nessa fase as relações de produção ainda não foram totalmente assalariadas (séculos XII e XV).
- Capitalismo comercial, fase em que começam a existir relações de trabalho e produção assalariadas (séculos XV ao XVIII).
- Capitalismo industrial, que surgiu na Inglaterra, com a Revolução Industrial. A acumulação de capital começou a se concentrar em grandes produções e o capital passou a dominar o processo de distribuição e consumo de mercadorias. O trabalho assalariado instalou-se definitivamente (séculos XVIII a XX).
- Capitalismo financeiro é a base do capitalismo em que se vê grande quantidade de concentração financeira. Grandes movimentos e sistemas bancários dominaram o mercado. (É o sistema predominante nos dias atuais para os países que adotam o capitalismo como sistema econômico.)
- A globalização é um dos processos de aprofundamento da integração econômica, social, cultural, política, com o barateamento dos meios de transporte e comunicação dos países do mundo no final do século XX e início do século XXI.

Portanto, a Idade Moderna surge com novos empreendimentos políticos, econômicos e sociais.
Surgiu a organização empresarial e o espírito de lucro, dando início aos tempos modernos. Abre-se um novo contexto sociocultural e econômico na Europa.

## Grandes navegações
No período de transição da Baixa Idade Média para a Idade Moderna, o Mar Mediterrâneo continuou a principal ligação entre os países conhecidos. Esse intercâmbio se fazia através das rotas das especiarias, que eram monopólio das grandes cidades italianas, como Gênova e Veneza. As mercadorias orientais (sedas, porcelanas e principalmente condimentos, como a pimenta e a canela, indispensáveis para a conservação dos alimentos), depois de passarem por muitos portos e intermediários, eram vendidas a preços altíssimos para as nações europeias, obrigando-as a uma situação de dependência dos comerciantes italianos.
A tomada de Constantinopla pelos turcos, em 1453, dificultou ainda mais o tráfico de mercadorias. Dominando a maioria dos portos mediterrâneos, os turcos exigiam elevadas taxas das caravanas comerciais, forçando assim novo aumento nos preços dos produtos.
Era necessário descobrir novas rotas que livrassem a Europa da supremacia turca e italiana. Os reinos ibéricos (Portugal e Espanha) foram os primeiros a reunir condições técnicas e financeiras para explorar as novas terras.

### A península ibérica e as grandes navegações

#### Reino português

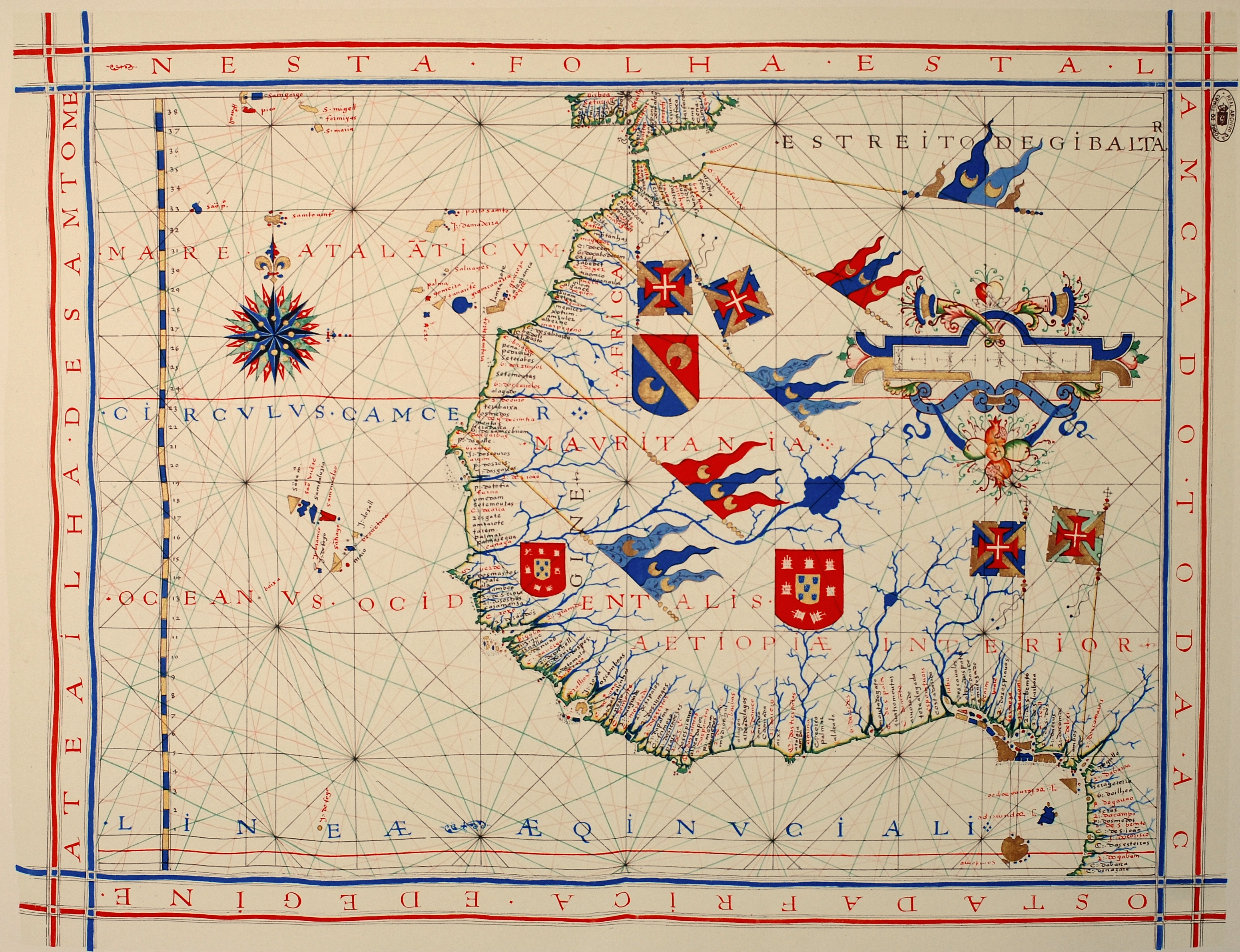
Uma carta náutica de Fernão Vaz Dourado, da África ocidental extraída do atlas náutico de 1571, pertencente ao Arquivo Nacional da Torre do Tombo, em Lisboa

Portugal foi a primeira nação a financiar expedições marítimas. Vários fatores contribuíram para esse pioneirismo: a existência de bons portos; a familiaridade portuguesa com o mar, devido à grande atividade pesqueira desenvolvida na região; uma burguesia enriquecida e disposta a investir para aumentar seus lucros; a paz interna e a centralização do poder. Portugal foi o primeiro reino a se unificar, formando um estado nacional.
A Escola de Sagres também contribuiu grandemente, fornecendo condições tecno-científicas para a navegação num oceano ate então desconhecido: o Atlântico.
Bússolas e astrolábios trazidos da China, sextantes, mapas feitos pelos melhores cartógrafos da época e, principalmente, a caravela com suas velas triangulares possibilitaram aos navegantes resistir e atravessar o bravio "Mar Tenebroso".
A expansão portuguesa iniciou-se pelo norte da África, com a tomada de Ceuta, em 1415 (importante centro de especiarias). Seguiram-se as ilhas da Madeira e Açores. Gradativamente, em expedições sucessivas, sempre contornando o continente africano, em 1487, Bartolomeu Dias contornou o Cabo da Boa Esperança no sul da África. Em 1498, Vasco da Gama chega ao porto de Calicute, na costa ocidental da Índia.
A descoberta desse novo caminho trouxe lucros fabulosos para os mercadores portugueses e, ao mesmo tempo, estabelecia concorrência com os produtos trazidos através das rotas italianas.

#### Reino espanhol

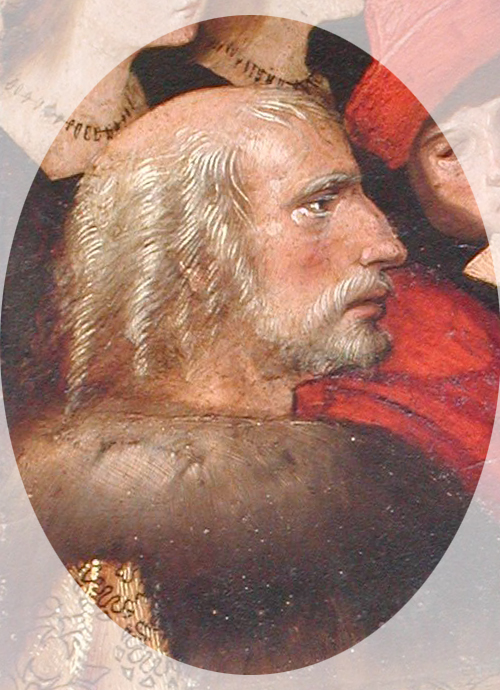
Provável retrato de Colombo em pormenor de "Virgen de los Navegantes" pintado por Alejo Fernández entre 1500 e 1536, atualmente na "Sala de los Almirantes", no Reales Alcázares de Sevilla (foto por Manuel da Silva Rosa)

Formado pela união dos reis Dom Fernando de Aragão e Dona Isabel de Castela, a Espanha lançou-se à exploração dos mares quase um século depois de Portugal. Dois motivos provocaram esse atraso:
- era necessário primeiramente expulsar os mouros (muçulmanos) do território espanhol;
- era preciso descobrir um novo caminho para não utilizar a rota portuguesa.

A Espanha não hesitou em dar o empreendimento ao estrangeiro Cristóvão Colombo. Sua teoria da esfericidade da Terra (confirmada pouco depois pelo cientista Nicolau Copérnico) não mereceu muito crédito na época.
Acreditando na possibilidade de atingir as índias sempre navegando para oeste, Colombo dirigiu suas três caravelas nessa rota, e teria alcançado as índias caso o continente americano não estivesse no caminho.
As naus espanholas desembarcaram na ilha de Guanaani (atual ilhas Bahamas) e depois em Cuba e São Domingos. Era o ano de 1492. Certo de que obtivera sucesso, Colombo deu o nome de índios aos habitantes encontrados na nova terra. Realizou ainda outras viagens, sempre explorando as ilhas americanas.

#### Intervenção católica

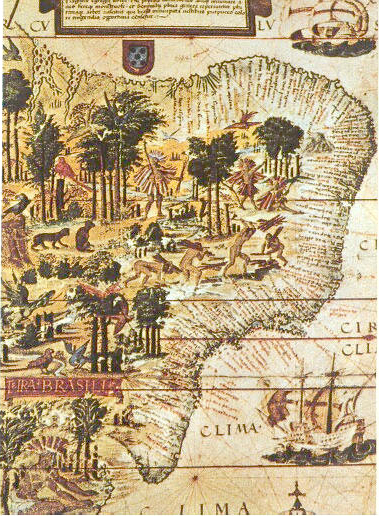
Detalhe do mapa "Terra Brasilis" (Atlas Miller, 1519), atualmente na Biblioteca Nacional de França

A descoberta da América por Colombo provocou disputa entre os reinos ibéricos, interessados na posse de terras. Portugal preocupou-se em firmar um tratado que lhe assegurasse o domínio das terras existentes a leste do oceano Atlântico.
O acordo entre os dois países foi julgado pelo papa Alexandre VI, que confirmou um novo tratado. Partindo-se de uma linha imaginária traçada a partir do polo (37°), o Tratado de Tordesilhas estabeleceu que as terras encontradas a oeste dessa linha pertenceriam à Espanha e aquelas situadas a leste seriam de Portugal.
Por esse motivo, a esquadra de Pedro Álvares Cabral, que se dirigia às Índias, fez um desvio proposital para oeste para garantir ao rei português a posse das terras do Brasil.
Os outros países europeus desconsideraram esse tratado, que os excluía, e procuraram se estabelecer e explorar o novo continente.

### Características da colonização ibérica
As novas conquistas não ofereceram interesse imediato a Portugal. O comércio de especiarias estava no auge: o aumento de consumo e sua falta no mercado europeu faziam com que as cargas dos navios que retomavam das índias fossem disputadas e as mercadorias alcançassem preços elevados na revenda. Por esse motivo, Portugal limitou-se a estabelecer algumas feitorias nas novas terras, para desenvolver atividades extrativas. Com a demarcação de terras entre Espanha e Portugal e a posterior ocupação europeia das terras, os indígenas ficaram expostos diante estas duas frentes de expansão como pelas frentes missionárias e de plantations. Tais frentes não eram movimentos pacíficos e pretendiam incorporar o mesmo território e os mesmos indivíduos (SCHMITZ, 1991, p. 49). Utilizava-se da mão-de-obra indígena, onde poderia ocorrer o escambo, troca de utensílios europeus por outros materiais, serviços ou mesmo indígenas destinados ao escravismo. No sul do Brasil, por volta de 1600, acontecem as "descidas", escravização sistemática dos índios. Eram promovidas pelos moradores de São Vicente que aportavam em Laguna, Araranguá, Mampituba e Lagoa dos Patos, onde na costa existiam feitorias para negociar os indígenas. Segundo Schmitz (1991, p. 50), este comércio tinha como mentores pajés e mestiços, que quando os navios chegaram à barra, eram enviados emissários ao sertão pelos chefes chamados Tubarões para avisar que havia utensílios para trocar por gente.
Mas a exclusividade da rota marítima durou pouco. Inglaterra, França e Holanda, ignorando propositadamente o tratado que dividia a América entre as duas nações, passaram a utilizar-se dos caminhos recém-descobertos para suas próprias transações comerciais. O aumento da oferta de produtos provocou a queda dos preços e, portanto, dos lucros obtidos. Os reinos ibéricos tentaram, então, nova atividade lucrativa, através do povoamento e exploração colonial.

#### Colonização portuguesa
Fez-se ao longo do litoral atlântico, insistindo-se no cultivo de produtos raros na Europa. Um deles, a cana-de-açúcar, encontrou condições de solo e clima propícios no Nordeste do Brasil, tornando-se a base da economia lusitana na época.
A necessidade de homens para a lavoura, homens que trabalhassem para donatários e não para seu próprio enriquecimento, alterou a relação inicial entre brancos e índios. "A legislação portuguesa sempre procurou contrariar ou dificultar a imigração, embora milhares de camponeses europeus não tivessem terras e passassem fome" (Décio Freitas). Livres, com valores culturais e estrutura social e econômica bem diversos dos colonizadores, os índios não se sujeitavam às imposições dos brancos. As lutas entre colonizadores e índios condenaram ao desaparecimento inúmeras nações indígenas, ao mesmo tempo que instituíam a mais abominável exploração humana: o regime escravo.

#### Colonização espanhola
Os conquistadores espanhóis encontraram impérios indígenas ricos e evoluídos, como os dos maias, astecas e incas. Esses povos possuíam conhecimentos de astronomia e geometria, cultivavam a terra utilizando o sistema de irrigação, além de terem um artesanato e uma arquitetura evoluídos.
Para dominar esses povos, os espanhóis aproveitaram-se de suas armas e cavalos (desconhecidos para os nativos) e também das rivalidades entre tribos, aliando-se às menores para conquistar os maiores impérios. Com suas tradições destruídas e cidades arrasadas, foram forçados a aceitar o trabalho obrigatório (encomienda). Cada comunidade indígena estava sob supervisão de brancos (encomenderais), determinando também a (mita), o trabalho forçado dos aldeões na realização das obras públicas e outros serviços ao governo.
Considerar o elemento nativo como inferior foi o traço comum na colonização dos países ibéricos. Desrespeitaram e baniram a cultura local, provocando desaparecimento de muitas nações indígenas em nome da "civilização" que Ocidente trouxe como "legado" que deveria ser incorporado às terras conquistadas. Em menos de cem anos, vitimaram-se três quartos da população americana. Tornou-se imperiosa a vinda de escravos africanos.

### Política econômica
O objetivo da colonização foi primordialmente explorar da forma mais lucrativa possível seus domínios coloniais. Não havia nenhuma intenção de povoamento: trabalhadores livres, em grande número, buscariam seu próprio enriquecimento e dificultariam a fiscalização e taxação de impostos.
Estabeleceram-se novos princípios econômicos para as relações entre metrópole e colônia. As principais leis mercantilistas foram:
- Metalismo: acreditava-se que a riqueza de uma nação era medida pela quantia de metais preciosos que possuísse. As colônias espanholas, ricas em minérios, tornaram essa nação a mais poderosa da época;
- Pacto Colonial: definia as relações entre metrópole/colônia. A colônia vendia seus produtos exclusivamente para a metrópole e dela comprava tudo de que necessitasse. Essa exclusividade comercial influiu negativamente no desenvolvimento da colônia. Sua margem de lucro era determinada pela metrópole, que reservava para si a revenda dos produtos coloniais a preços bem mais elevados no mercado europeu. Na importação colonial, a metrópole agia como intermediária, comprando os produtos de outros países para vendê-los com lucros de comerciante na colônia.

Esse comércio desvantajoso, aliado à proibição de instalar manufaturas próprias e produzir artigos semelhantes aos da metrópole, gerou uma situação de total dependência econômica, que posteriormente prejudicou a independência política e financeira dos países dominados.
- Balança comercial favorável: países como Inglaterra e França, que não puderam contar com o afluxo de metais preciosos, desenvolveram uma política de contenção de importações, enquanto estimulavam as exportações. Dessa forma, o dinheiro arrecadado no comércio externo era bastante superior àquele gasto na compra de produtos estrangeiros, deixando um saldo financeiro favorável ao país. Para isso, os governos tomaram medidas protecionistas: estimulava-se a produção agrícola e manufatureira do país; impunham-se altas taxas alfandegárias aos produtos importados, forçando a redução de consumo dos mesmos; não se permitia a importação de produtos que concorressem com os de fabricação nacional; proibia-se a exportação de matérias-primas que pudessem desenvolver mercadorias semelhantes às fabricadas pelo país.
- Monopólios: a comercialização era permitida a grupos de mercadores escolhidos pelo rei. Esses grupos tinham seus locais de compra e venda predeterminados, não podendo operar fora de suas regiões. Os monopólios permitiam ao soberano um eficaz controle das transações efetuadas nos diversos países.

No início do século XVII, a prática provou que o equilíbrio da balança comercial e os monopólios contribuíram decisivamente para a supremacia anglo-francesa no conjunto das nações europeias. O ouro em quantidade, sem aplicação sólida, não garantia o progresso de um Estado. A Espanha, que não aplicou seus lucros na melhoria das técnicas agrícolas e tampouco na instalação de manufaturas, perdeu sua posição para os países que desenvolveram a produção interna e fortaleceram o comércio nos dois níveis: externo e interno.

## Renascimento
Os homens da Idade Média consideravam os aspectos e fatos da vida e da história de acordo com os ideais religiosos. Para eles, a vida terrena e os acontecimentos históricos se explicavam pela vontade de Deus, um ser superior. Toda a ciência, a literatura e a arte daquela época dependiam do pensamento religioso.
Todavia, no decorrer do século XIII, a Itália e o resto da Europa começaram a modificar seu modo de pensar, voltando suas atenções para uma vida concreta e terrena, onde o homem passou a ter importância como o grande protagonista de acontecimentos e determinando, ele mesmo, a sua vontade.
No Renascimento, o mundo aparece como cenário das ações humanas, e não como expressão da vontade divina. A natureza também atrai as atenções e se torna objeto de observações e estudos por parte dos renascentistas.
A palavra Renascimento indica, em todos os seus aspetos, o prosseguimento da vida econômica, social e cultural que aconteceu na Itália e depois no resto da Europa.
O termo Renascimento vem de renascer da Idade Média, isto é, renascer ou reviver os valores da Antiguidade clássica greco-romana.

### Origens
O Renascimento começou na Itália, com o desenvolvimento das cidades e do comércio.
As cidades italianas abrigavam nobres senhores, como os Lourenço de Médici, da cidade de Florença; os Gonzaga, da cidade de Mantova; os Sforza, da cidade de Milão, e tantos outros nobres senhores que, gozando de prosperidade econômica, resolveram financiar e proteger artistas, cientistas e literatos.
Esses protetores de artistas eram chamados mecenas.

### Causas
- A descoberta do Novo Mundo (Américas): As Grandes Navegações trouxeram novas experiências culturais e científicas.
- O humanismo: Durante toda a Idade Média, o homem foi uma criatura frágil e submissa à vontade de Deus. Com o humanismo, ele acaba por se tornar responsável por si mesmo e não mais subordinado à vontade divina.
- A queda de Constantinopla, a importante capital do Império Romano do Oriente, grande centro comercial e cultural medieval. Muitos intelectuais de Constantinopla se dirigiram à Itália após a sua queda.
- O apoio dos mecenas, ricos senhores que patrocinavam artistas e literatos.
- A invenção da imprensa: Os livros não seriam mais manuscritos, o que facilitaria a divulgação da cultura.
- Abertura das universidades: Os humanistas fizeram reviver e renascer valores da Antiguidade clássica greco-romana.
- Características: O Renascimento tem como características: criação, originalidade, novos ideais, renovação artística e intelectual.
- Retorno à cultura greco-romana: Antigos valores são reaproveitados.
- Racionalismo: O uso da razão, mais do que dos sentimentos.
- Hedonismo: Os prazeres de viver a vida no dia a dia foram valorizados.
- Neoplatonismo: Alguns valores da Igreja foram criticados e abandonados.

Chamamos de humanismo o movimento literário e cultural que fez reviver os estudos da literatura clássica grega e romana, indispensáveis para a formação do homem e para levá-lo a viver com sabedoria e harmonia em sociedade.
O interesse dos humanistas era fazer reviver e valorizar diferentes culturas, enfatizando o homem, a ponto desse movimento ser chamado de antropocentrismo, colocando o homem como centro dos interesses e atenções.
Os humanistas desprezaram alguns valores cristãos, embora fossem cristãos, e apenas desejavam dar uma nova interpretação às mensagens do Evangelho.
Os humanistas queriam a todo custo criar uma nova cultura: introduziram métodos críticos na leitura e interpretação de fontes, reconstruindo textos originais, eliminando deformações e omissões dos copistas medievais.
Muitas universidades foram fundadas, porém o ensino era ainda medíocre. Muitos príncipes, nobres e humanistas reuniram importantes obras manuscritas da Antiguidade, a preço de ouro, e juntos começam a formar grandes bibliotecas. Surgiram, também, associações culturais chamadas academias.

### Renascimento literário
O papa Nicolau (1447-1455) reuniu no seu palácio mais de 5 mil manuscritos, que mais tarde viriam a formar a biblioteca do Vaticano, hoje uma das mais ricas do mundo.
A invenção da imprensa, em 1450, pelo alemão Johannes Gutenberg, foi responsável pela impressão da Bíblia e, daí por diante, surgiram muitos livros, facilitando o contato dos leitores com a cultura. Nesse meio tempo, os artistas italianos se entusiasmaram pela arte greco-romana e tentaram fazê-la reviver.
Grandes humanistas apareceram em toda a Europa e deram força ao movimento literário.

#### Itália
- Dante Alighieri (1265-1321), escritor italiano. Participou da vida política da cidade de Florença, mas por motivos políticos foi exilado. Escreveu Divina Comédia, que já foi traduzida em 50 idiomas. É uma das maiores obras da literatura universal. Na Divina Comédia, Dante Alighieri descreve uma viagem ao além, narrando o inferno, o paraíso e o purgatório.
- Francesco Petrarca (1304-1374), italiano, considerado o pai do humanismo. Estudou Direito na Universidade de Bolonha. Suas principais obras são Canzonieri, coletânea de poesias líricas, Epístolas (escritas em latim), A vida solitária e outras.
- Giovanni Boccaccio (1313-1375) nasceu em Paris e morreu na Itália. Sua grande obra é Decameron. Satiriza os costumes da sociedade de seu tempo.
- Nicolau Maquiavel (1469-1527), escritor e político italiano. Sua grande obra é O Príncipe; nela ele expõe sua doutrina política, conhecida pelo nome de maquiavelismo. Para ele, a arte de governar está na astúcia e na força; o chefe de Estado deve ser um "senhor absoluto" e utilizar todos os recursos e meios para atingir seus objetivos políticos.

#### França
- François Rabelais (1494-1553), autor que pretendeu satirizar os costumes educacionais da época. Sua obra-prima, Gargântua e Pantagruel, é uma narrativa baseada em lendas populares francesas e nela Rabelais satiriza os costumes da época.
- Michel Montaigne (1533-1592), escritor francês. Estudou Direito e sua principal obra é Ensaios. Nela, ele comenta e analisa o comportamento, as reações do homem e os problemas do seu tempo, tomando por base suas próprias experiências.

#### Inglaterra
- Thomas Morus (1478-1535), estadista e religioso inglês. Foi político e homem de moral admirável. Sua obra-prima é Utopia. Com essa obra ele ficou conhecido em toda a Europa. É um romance político e social, no qual ele aconselha os homens a seguirem o Estado. O Estado é o bem comum e dele virá proteção e segurança para todos.
- William Shakespeare (1564-1616), teatrólogo e poeta inglês, autor de mais de 40 peças, 154 sonetos e 2 poemas. Dentre as peças, destacamos: Romeu e Julieta, O mercador de Veneza, Sonhos de uma noite de verão, Macbeth, Rei Lear.

#### Espanha
- Miguel de Cervantes (1547-1616). Sua obra-prima é Dom Quixote de La Mancha. Ela narra as desventuras de um cavaleiro arruinado, Dom Quixote, representando o sonho e a aventura, e Sancho Pança, seu fiel escudeiro, na sua simplicidade de homem do campo.
- Dom Quixote é um livro que vai da dor ao prazer, do ridículo ao grandioso. É uma sátira à cavalaria medieval.
- Lope de Vega (1562-1635), grande teatrólogo espanhol. Escreveu cerca de 1 500 peças.

#### Portugal
- Luís de Camões (1524-1580), filho de fidalgos. Viajou para as Índias, onde ficou muitos anos a serviço do rei de Portugal.
 Sua grande obra é Os Lusíadas, publicada em 1572, dedicada ao rei Dom Sebastião. Deixou muitos sonetos e poemas líricos, além de algumas peças de teatro. Camões morreu mendigando para sobreviver, pobre e esquecido.
- Gil Vicente (1470-1536), fundador do teatro nacional português. Foram várias as suas obras, como Auto da fúria, Auto da alma, Quem tem farelos?, Auto da Barca do Inferno, Farsa de Inês Pereira e tantas outras.

#### Holanda
- Erasmo de Roterdão (1466-1536), professor de grego e de Teologia na Universidade de Oxford. O pensamento de Erasmo se caracteriza por um enorme desprezo pelas lutas de religião. Sua principal obra é Elogio da loucura. Nessa obra ele satiriza a igreja católica e a sociedade de sua época. É considerado o pai do humanismo moderno.

### Renascimento artístico
A principal característica da pintura renascentista é a libertação. Os homens do Renascimento se sentiam o centro do Universo, expondo sua própria personalidade ao mundo que os circundava, procurando leis de equilíbrio e de harmonia para imitá-la na vida e na arte.
A renovação do humanismo e do Renascimento transforma convenções, ideias, ambientes e cria a base cultural que se irá manifestar na Idade Moderna.

#### Itália
- Brunelleschi (1377-1446), escultor e arquiteto italiano. Além de erguer a Catedral de Milão, trabalhou também na Igreja de São Lourenço, no Palácio Pitti e na cúpula da Catedral de São Pedro, no Vaticano.
 Foi ele quem descobriu as leis da perspetiva central, sendo esse um dos fatores que ajudaram no desenvolvimento da arte italiana renascentista.
- Leonardo da Vinci (1452-1519), italiano. Foi um famoso pintor, escultor, arquiteto, matemático, cientista, músico e inventor. Famosos são seus estudos sobre plantas, pássaros e anatomia do corpo humano, mesmo porque a Bíblia ensina que o homem foi criado à semelhança de Deus; por isso, para ele, as proporções humanas serviriam de modelo aos artistas.
 Leonardo foi um gênio e um grande inventor: inventou a tecelagem mecânica, a força motriz do vapor, o paraquedas e técnicas para aviação.
 Na pintura, introduziu o esfumaçado na coloração. Delicado e gradual, ele partiu do claro ao escuro, da luz à sombra, como podemos observar nos retratos de Gioconda, da Virgem das Rocas e da Anunciação. Suas obras mais famosas são Santa Ceia e Gioconda (ou Mona Lisa).
 Leonardo da Vinci não entendia a arte separada da ciência. A arte deve ter clareza, retratar as coisas belas da natureza e também revelar a mais intima e secreta das leis da ciência. Foi considerado uma das principais figuras da Renascença.
- Ghirlandaio, nascido Domenico de Tomaso Bigordi (1449-1494), pintor italiano, suas obras mais importantes são a Vida da Virgem, pintada na Capela Tornabuoni da Igreja de Santa Maria Novella, e a Vida de São Francisco, pintada na Igreja da Santa Trindade, ambas em Florença, Itália.

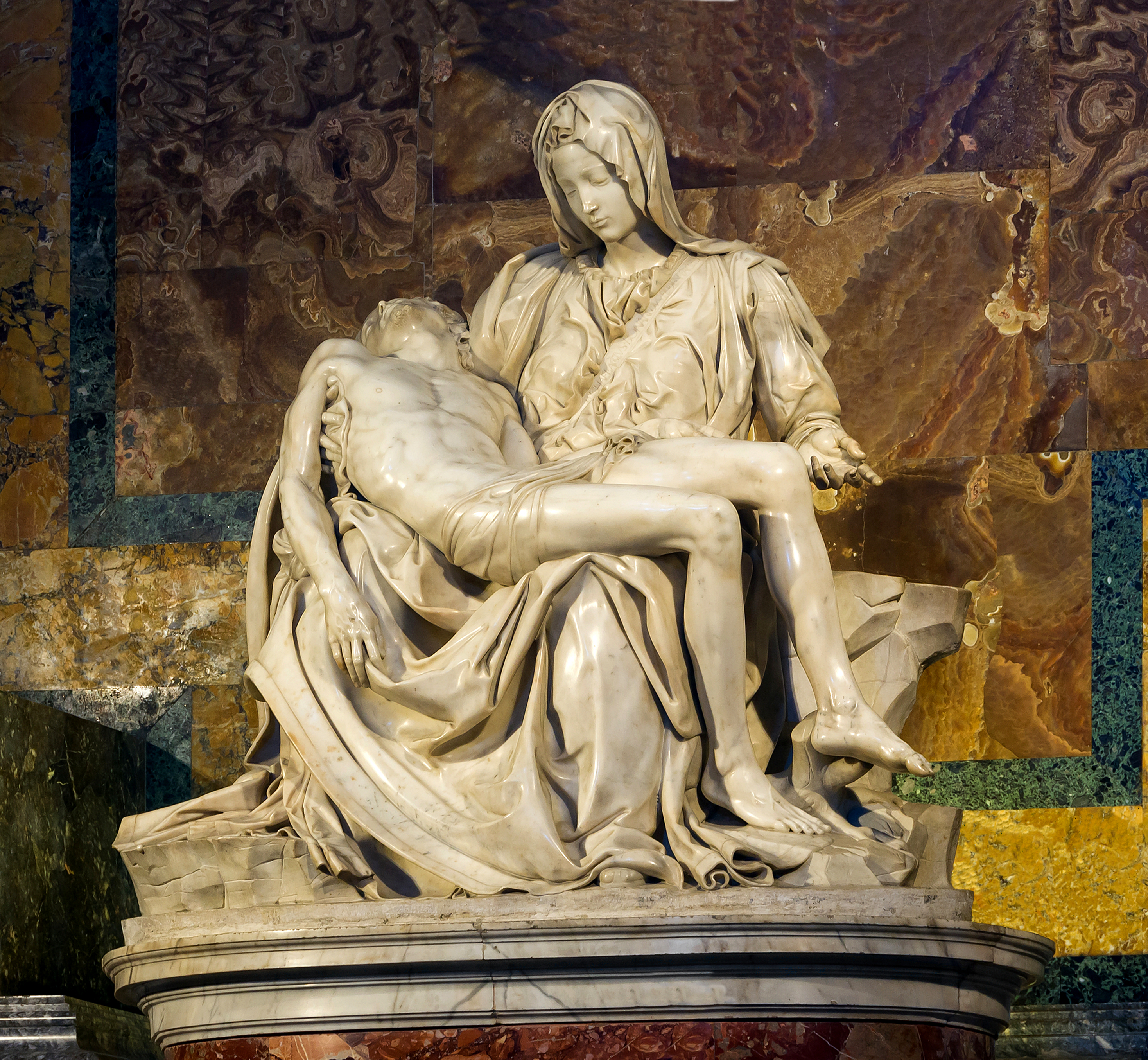
Pietà, uma das esculturas criadas pelo escultor e pintor Michelangelo Buonarroti

- Pietà, uma das esculturas criadas pelo escultor e pintor Michelangelo BuonarrotiMichelangelo Buonarroti (1475-1564), pintor, escultor, arquiteto e poeta italiano.
 Estudou pintura com Ghirlandaio e escultura com Bertoldo. Foi um protegido de Lourenço, o Magnífico.
 Esteve em sua arte constantemente preso ao pensamento da corrupção do mundo e da redenção do homem, por isso quase todas as suas obras exprimem tormento interior, sofrimento e trabalho.
 A sua grandeza como pintor se faz presente nesta obra, pintada na Capela Sistina, contando a história do Gênesis e em torno do Juízo Final, obra máxima da arte religiosa no Renascimento.
 Como escultor, o destaque fica para as suas estátuas Pietà, David e Moisés.
 Na arquitetura, foi o criador da cúpula da Igreja de São Pedro.
 Na poesia, deixou um livro denominado Rimas.
- Rafael Sanzio (1483-1520), pintor italiano. Sua arte girou em torno de várias madonas com meninos. Este estilo o acompanhou por toda a sua trajetória artística.
 Rafael e muitos outros artistas renascentistas tiveram o fundamento religioso nas suas obras.
 Ele foi autor de várias obras e muitos (a)frescos pintados em vários quartos do Vaticano.
- Tiziano Vercelli (1490-1576), pintor italiano.
 Em 1516, foi nomeado pintor oficial da corte veneziana e, em 1548, foi nomeado conde palatino por Carlos V.
 Suas obras mais importantes são: Retrato equestre de Carlos V, Adão e Eva, São João Batista no deserto e tantas outras.
- Donatello, nascido Donato di Betto Bardi (1386-1466), escultor italiano, considerado o iniciador do realismo na escultura. Fez inúmeros trabalhos, encontrando-se os mais importantes em Florença, Pádua, Siena. Esculpiu bustos, madonas e cenas do Evangelho.
- Sandro Botticelli (1444-1510), pintor italiano. Decorou a Capela Sistina, onde pintou as 24 figuras dos profetas, Cristo, atentado pelo demônio, o inferno dantesco. Pintou cenas mitológicas, sendo famosas as obras: O nascimento de Vênus e Alegoria da Primavera.

#### Bélgica
- Rubens, nascido Peter Paul Rubens (1577), o maior dos pintores flamengos. Demonstra euforia da vida, as formas são livres, as pinturas femininas (as mulheres) são pesadas e as pinturas masculinas (os homens) são sólidas, bem constituídas.
 Principais telas: Rapto das filhas de Leucipo, Rapto de Europa, Coração de Maria de Médicis e outras.

#### Espanha
- Diego Velázquez (1599-1660), grande pintor espanhol. Autor de As meninas, Os bêbados, Esopo e tantos outros trabalhos.
- Miguel Servet (1511-1553), médico espanhol. Dirigiu seus trabalhos em torno da circulação pulmonar.

#### França
- Pierre Lescot (1515-1578), arquiteto francês. Foi o construtor da fachada ocidental do pátio do Louvre (Paris).

#### Alemanha
- Albert Dürer (1471-1528), pintor alemão, autor de Adoração dos magos.

### Renascimento científico

#### Polônia
- Nicolau Copérnico (1473-1543), polonês. Seu trabalho girou em torno da revolução da órbita celeste. Ele contestava que a Terra fosse o centro do Universo e dava a ideia da teoria heliocêntrica.
 Segundo Copérnico, o mundo material não possuía centro. Dessa forma, ele mostrou aos homens que as mesmas leis que regiam os fenômenos da Terra podiam ser aplicadas ao Universo.
 Copérnico colocou o Sol, e não a Terra, como centro do Universo. Essa teoria se chamou heliocentrismo.

#### Inglaterra
- Isaac Newton (1642-1727), matemático e físico inglês.
 Descobriu as leis da gravitação universal. O número de pesquisas e descobertas de Newton é muito grande.
 Aperfeiçoou estudos sobre matemática. Esboçou ideias da ciência natural, ao definir os conceitos de massa, causa, força, inércia, espaço, tempo e movimento.
 Descobriu as leis que regem o fenômeno das marés, aperfeiçoou a fabricação de lentes e espelhos. Trabalhou na decomposição da luz, criando o disco de Newton.
- William Harvey (1578-1657), médico inglês. Ficou famoso pelos trabalhos de circulação sanguínea.

#### Itália
- Galileu Galilei (1564-1642), italiano. Foi um grande pesquisador nas áreas de matemática, física, astronomia. Para ele, os corpos celestes deviam ser estudados e a Via-Láctea não dependia do nosso Sistema Solar. Estudou a aceleração nas quedas dos corpos e anunciou o princípio da inércia.

Foi perseguido pela igreja católica porque suas teorias não estavam de acordo com o pensamento vigente.[carece de fontes?]

#### França
- Ambroise Paré (1509-1590), francês. Fez notáveis trabalhos na medicina, em torno da cirurgia, e eles se tornaram importantes nos progressos médicos.
 Seus grandes trabalhos foram em torno de fazer estancar hemorragias e ligação de artérias.
- René Descartes (1595-1650), francês, filósofo, matemático, físico e astrônomo. Estudou com os jesuítas e saiu da França, ingressando como voluntário no exército de Maurício de Nassau.
 Como filósofo, Descartes é chamado o pai do racionalismo.
 Criou a geometria analítica e fez descobertas na física, escrevendo o tratado sobre a luz.
 No campo da filosofia, escreveu vários livros, como Discurso do método, Meditações metafísicas.

#### Bélgica
- Andreas Vesalius (1514-1564), médico belga, nascido em Bruxelas. É considerado, dentro da medicina, o pai da anatomia moderna.

#### Alemanha
- Johannes Kepler (1571-1630), astrônomo e cientista alemão. Estudou as leis dos movimentos dos planetas e conseguiu apresentar teorias sobre o planeta Marte. Suas leis são famosas dentro da física.

### Conclusão
O Renascimento foi um fenômeno histórico que fez reviver valores, criar outros novos e trouxe o despertar de novos momentos na literatura, na arte e na ciência.
A sociedade da época aproveitou muito da cultura renascentista, que até hoje chega para nós. Foi o Renascimento, sem dúvida, o alvorecer da Idade Moderna.

## Reforma e Contrarreforma
A Reforma foi um movimento que surgiu dentro da Igreja Católica como resposta às dúvidas dos fiéis e às discussões religiosas. As ideias renascentistas valorizaram o homem e suas realizações, a expansão comercial permitiu o confronto de valores e culturas diversas e provocou um "repensar" crítico do mundo, até então dominado pelo clero romano. As alterações político-econômicas da época exigiam uma reformulação na estrutura social, mas a Igreja retardou sua ação, permitindo o aparecimento da crise nas ideias católicas.
No plano político, a autoridade papal (supranacional) interferia no poder do rei. A obrigatoriedade do consentimento do papa na administração dos soberanos ia enfraquecendo o poder deles sobre o Estado. A teoria do Estado independente de Maquiavel começava a frutificar.
No plano econômico, a Igreja continuava proibindo a usura (juros altos) e pregando a venda das mercadorias por um preço justo. Essa teoria era incompatível com o enriquecimento e a ascensão da burguesia comercial. Os negociantes queriam liberdade de preços para garantir a expansão de seus negócios e aumentar seus lucros.
Os camponeses, sem esperanças dentro de suas vidas miseráveis, queriam livrar-se das taxas impostas pelos grandes senhores e também do dízimo obrigatório cobrado pela Igreja.
Essa insatisfação era alimentada pela corrupção que se verificava nas ordens clericais. Como representantes de Deus, investidos de poder supremo sobre os homens, suas preocupações se restringiam à política, à guerra e às artes, ignorando a necessidade das almas que lhes cabia conduzir. A riqueza e o conforto em que viviam desagradava aos fiéis, que desejavam uma religião mais próxima dos ensinamentos e exemplos de Cristo.

### Precursores
A decadência moral dos sacerdotes favoreceu o aparecimento de numerosas seitas, que contestavam alguns dogmas católicos e propunham uma vida de desapego aos bens materiais. Entre estes, destacaram-se os valdenses (seguidores de Pedro Valdo) e os albigenses (da cidade francesa de Albi), que pregavam maior fraternidade entre os homens, uma vida mais humilde, com a divisão dos bens entre os membros de suas comunidades. Essas atitudes foram consideradas "heresias" e a Igreja, através dos tribunais da Inquisição, perseguiu e matou aqueles que se obstinavam em seguir essas seitas.
Outros pregadores, como o inglês John Wycliffe (professor em Oxford) e o estudante tcheco John Huss, condenaram o poderio da Igreja, propuseram a secularização de seus bens e o acesso dos fiéis às escrituras. A morte de John Huss e do monge florentino Savonarola, líder político que criticou o humanismo renascentista e a corrupção do papa Alexandre VI, aumentou o conflito que se instalava entre os poderes dominantes na época.
Outro fator que desmoralizou a autoridade da Igreja Católica foi a crise do papado, que foi o controle que os reis franceses exerceram sobre o papa durante o século XIV, com a transferência da sede do Vaticano de Roma para Avinhão (França). Os demais países contestaram e a Igreja chegou a possuir dois pontífices: um em Roma e outro na França.

### A Reforma de Martinho Lutero
Era bastante ruim a situação da Alemanha, no século XV. Sem um poder centralizado, dividida entre vários senhores feudais e praticando uma economia agrária, custava a desenvolver-se economicamente. O povo estava esmagado pelos tributos feudais e o dizimo. A Igreja recolhia ali inúmeros impostos e era proprietária de grandes extensões de terras.
A única consolação do povo era a fé. Mas como acreditar numa Igreja que vendia os cargos eclesiásticos a quem pagasse mais e que não escondia os filhos ilegítimos dos "celibatários" sacerdotes? E, pior do que tudo: oferecia o perdão dos pecados através do pagamento de bulas que comprovavam a absolvição do papa (indulgência).
A indignação aumentou quando o monge Tetzel foi à Alemanha para a venda de bulas, no intuito de arrecadar mais dinheiro para a construção da Basílica de São Pedro. Martinho Lutero, monge alemão, criticou os abusos de Tetzel e começou a denunciar publicamente a corrupção da Igreja Romana.
A preocupação de Lutero era com a salvação da alma, mas, perseguido e ameaçado de excomunhão, não recuou e expôs suas ideias na Catedral de Wittenberg (as 95 Teses de Lutero).
Lutero, contrariando a doutrina adotada pela Igreja Romana de que o homem se salva pelas boas obras, adotou as ideias de Santo Agostinho, "O homem se salva pela fé". Propôs uma igreja mais simples, onde o Evangelho fosse discutido pelos fiéis, que teriam a Bíblia traduzida no seu próprio idioma (O próprio Lutero traduziu a Bíblia para o alemão). Também era contrário ao celibato clerical e favorável a que as terras da igreja passassem a pertencer ao Estado.

### Revoltas sociais
A doutrina luterana provocou uma divisão entre os nobres alemães, muitos deles ansiosos por se apoderar dos bens do clero, para aumentar seus domínios. O apoio desses nobres foi decisivo para que as ideias de Lutero prosperassem. Reunidos pelo imperador Carlos V (do Sacro Império Romano-Germânico) para que voltassem a fé católica, muitos nobres protestaram (daí o nome protestantes dado àqueles que aderiram à nova religião). Sem conseguir um acordo, o rei deu consentimento para que cada nobre escolhesse livremente sua religião. Os camponeses eram obrigados a adotar a religião de seu senhor.
Os pequenos nobres, animados com a perspetiva de mudanças e melhor divisão de riquezas, disputaram com os grandes senhores as terras anteriormente pertencentes a Igreja. Essa revolta dos pequenos cavaleiros foi rapidamente vencida pelos príncipes.
Ao mesmo tempo, surgiram líderes entre os camponeses. Baseados nas escrituras, queriam o fim dos privilégios feudais, o não pagamento de taxas consideradas abusivas e um tratamento digno. Os camponeses afirmavam que essa nova ordem era agradável e compatível com a justiça divina. As revoltas camponesas foram duramente criticadas por Lutero, que autorizou os nobres a combatê-las com rigor e violência, pois "não há nada mais daninho que um homem revoltado…".
Essa defesa dos interesses feudais fez com que o luteranismo fosse a religião dos grandes senhores, que passaram a ser os líderes espirituais da nova Igreja. A doutrina luterana espalhou-se pela Alemanha, Suécia, Noruega e Dinamarca.

### Calvinismo
As ideias protestantes foram adotadas também na Suíça. Em Genebra, com a pregação de João Calvino, o protestantismo sofreu uma reformulação e maior radicalização.
Calvino desenvolveu a teoria da predestinação: Deus escolhe os eleitos segundo seu critério, para nós desconhecido, mas justo e infalível, ou seja, o homem nasce salvo ou não, e ocupar um alto posto ou enriquecer pelo trabalho eram sinais da escolha divina.
Para a cidade de Genebra, com um comércio desenvolvido e uma poderosa burguesia, essa doutrina significava o reconhecimento da riqueza e do trabalho dos negociantes como situação abençoada aos olhos de Deus.
Calvino tornou-se um autêntico líder político e estabeleceu, de maneira rígida, as regras a serem seguidas pelos calvinistas:
- estudo e discussão do Evangelho;
- igrejas sem ornamentos, como vitrais, música, imagens, pois estes atrapalhavam a concentração dos fiéis;
- obrigação de levar uma vida de trabalho e austeridade, com a proibição de jogos de azar, cartas, bailes e teatros.

Em resumo: a conduta calvinista estimulava a poupança e reduzia os gastos desnecessários. Essa teoria estava de acordo com a filosofia de vida dos burgueses que, enfim, possuíam uma religião que os valorizava.

### Anglicanismo
A Inglaterra, sob o reinado de Henrique VIII, conheceu uma nova religião: anglicanismo, que reconhecia o rei como chefe supremo da Igreja e do Estado. O rompimento com o Vaticano deveu-se principalmente a fatores políticos: Henrique VIII desejava a anulação de seu casamento com Catarina de Aragão, irmã do rei espanhol. Catarina havia se tornado estéril, sem ter deixado herdeiros masculinos para garantir a sucessão real. O monarca temia que, com sua morte, a Inglaterra passasse a ser dependente do poderoso império espanhol. A recusa do papa em dar o divórcio provocou a separação das Igrejas Romana e Inglesa, que ficou com as terras do Vaticano na Inglaterra e não pagou mais os dízimos obrigatórios.

### Outras consequências
A partir dela surgiram novas igrejas protestantes: huguenotes (França), reformistas (Países Baixos), presbiterianos (Escócia) e puritanos (Inglaterra).
Essas igrejas aboliram a obrigatoriedade do latim nos ofícios religiosos, desconsideraram a autoridade papal, adotaram como válidos apenas dois sacramentos: o batismo e a eucaristia, acabaram com o celibato para os sacerdotes e permitiram a livre interpretação da Bíblia, aumentando a participação dos fiéis no culto (reuniões de oração e leitura). Criaram uma religião mais individual, em que os santos e os padres passaram a ser dispensáveis.

### Contrarreforma
Os movimentos protestantes diminuíram consideravelmente a influência da Igreja Romana em vários países e provocaram a perda de suas terras nesses domínios.
A expansão rápida do protestantismo e a pressão dos católicos para a moralização de sua religião fizeram surgir uma reação para afirmar o credo católico. Esse movimento foi liderado pela ordem dos Capuchinhos, que viviam na austeridade tradicional, e pelo cardeal Ximenes, da Universidade de Salamanca. Mas a Igreja só conseguiu reafirmar-se definitivamente após a promulgação das resoluções do Concílio de Trento (reunido entre 1545 e 1563 na cidade de Trento, na Itália), que estabeleceu:
- Rejeição ao protestantismo.
- Manutenção dos sete sacramentos.
- Obrigatoriedade do uso do latim na missa.
- Manutenção do celibato para sacerdotes.
- Fim da venda de indulgências.
- Restauração dos tribunais da Santa Inquisição para julgamento de atos e ideias contrárias ao pensamento católico.
- Reafirmação da doutrina de Boas Obras: o homem se salva pela fé e pela caridade que pratica.
- Criação da Congregação do Índex, que censurava livros e espetáculos (determinando o que não devia ser lido ou visto pelos católicos).
- Criação da Companhia de Jesus, fundada por Inácio de Loyola. Tinha por lema "lutar por Deus e pela cruz". Os jesuítas, formados dentro de rígida disciplina moral, atuaram decisivamente, combatendo o avanço do protestantismo. Através do ensino e pregação, destacaram-se também na evangelização das civilizações recém-descobertas no continente americano.

A reabilitação moral da Igreja deteve o avanço do protestantismo, mas não impediu a divisão de doutrinas. A partir da Reforma, o mundo não estava mais submetido à supremacia da Igreja Romana.

## Primórdios do absolutismo europeu
Foi na parte política que houve as maiores transformações dos tempos modernos. Se observarmos bem, foi sempre a figura do rei que ficou em destaque em todo o curso da História, desde as velhas monarquias ocidentais e orientais até hoje. O rei sempre foi a autoridade máxima.
Ainda hoje, temos países em que o rei é o governante, como, por exemplo, na Inglaterra e na Suécia, que são sistemas monárquicos modernos, constitucionais.
As causas gerais desse sistema de absolutismo em toda a Europa foram:
- A influência do Direito Romano, que começou a se restaurar no século XII.
- O prestígio da própria tradição feudal, com o rei concentrando todos os poderes.
- A Igreja que, por fim, preferiu associar-se ao poder civil.
- A criação de exércitos permanentes pelos reis, que proibiam guerra entre vassalos, cassando-lhes o direito de formar tropas e cunhar moedas.
- O apoio que a burguesia, oprimida pela nobreza, deu aos reis.
- A decadência da cavalaria feudal.
- A ampliação do domínio real por alianças de famílias ou por conquistas.

Tudo isso levou à centralização monárquica, constituindo-se o novo absolutismo, desta vez esclarecido e progressista, fundado numa ordem política expressa na constituição do Estado moderno e na existência de uma nova entidade coletiva que, a partir de agora, ia formar a nação.
O rei passa a ser senhor absoluto, símbolo nacional. Ele é quem faz as leis, aplica a justiça, cuida das finanças e estabelece hierarquia de funcionários; enfim, ele é a fonte de todos os poderes.

### Felipe II e o domínio espanhol na Europa
No ano de 1556, quando Carlos V decidiu abdicar do trono em favor de seu filho Filipe II, este herdou a coroa da Espanha, o ducado de Milão e o reino de Nápoles, os Países Baixos e as colônias americanas.
Era um domínio imenso para um jovem soberano, que tinha um autoconceito da própria autoridade real. Ele mostrou, desde os primeiros atos de seu governo, a firme decisão de concentrar em suas mãos o poder.
Filipe II, por trinta anos, reinou nesse vasto império, controlando pessoas e afazeres, até aqueles de menor importância. Tudo isso por um ambicioso programa de reconduzir a unidade do mundo católico sob o domínio da Espanha.
Na parte interna, sufocou revoltas regionais e perseguiu hereges, mouros e hebreus.
Na política externa, empenhou-se em defender a Santa Sé, levantar a bandeira do catolicismo em todos os países que estavam envolvidos em guerras de religião e lutar sem trégua para impedir o avanço dos turcos no mar Mediterrâneo.
Com a morte de Filipe II, no ano de 1598, pode-se constatar que bem pouco dos objetivos políticos por ele implantados durante anos, com profunda obstinação, tiveram efeitos satisfatórios. A Espanha, nessa época, acumulou metais preciosos, sua indústria ficou quase que paralisada e, assim, seus domínios foram ficando arruinados.
A Espanha estava esgotada pelas guerras, as quais foi submetida durante anos. Suas finanças fundamentavam-se na terra, na agricultura e na indústria, em plena decadência.
Enquanto isso, a Holanda e a Inglaterra se tornavam duas grandes potências navais. Nesse mesmo tempo, a França superava a crise de uma guerra civil e implantava suas bases para uma futura supremacia na Europa.

### Formação dos Países Baixos
A Bélgica e a Holanda foram os primeiros Países Baixos a experimentar o peso da política autoritária de Filipe II e também os primeiros a opor forte e tenaz resistência a ele.
As inimizades, que já há tempos punham em choque a rica burguesia flamenga contra os exageros do fiscalismo espanhol, explodiram em uma revolta em 1566, quando Filipe II pretendia introduzir nos Flandres o Tribunal da Inquisição. Nobres, burgueses, populares, calvinistas e católicos se uniram em luta, que assumiu as características de uma guerra de libertação nacional.
No ano de 1579, sob a chefia de Guilherme I, Príncipe de Orange, proclamaram sua independência e se constituíram na República das Sete Províncias Unidas, em 1581, formando a Holanda.
No ano de 1648, a Espanha se decidiu a reconhecer a independência dessa nova República.
A Holanda, em pouco tempo, havia se tornado uma grande potência marítima. Com uma frota de 20 mil embarcações, dominava o oceano e concentrava enorme quantidade de capital em seus bancos, tornando-se o maior centro monetário da Europa.
Porém, as lutas entre a Holanda e a Espanha ainda perduraram até 1648, quando chegou ao fim a Guerra dos Trinta Anos, que envolveu, no início do século XVII, a maioria das nações europeias, por motivos políticos, econômicos e religiosos.
No ano de 1526, com ofensivas fulminantes, os turcos haviam conquistado grande parte da Hungria e chegaram quase às portas de Viena.
Na África, tornaram-se donos da Síria e do Egito e controlavam a Argélia, de onde partiam as frotas de piratas bárbaros para dominar os cristãos e escravizá-los.
Em agosto de 1571, uma frota veneziana caía prisioneira dos turcos otomanos, na ilha de Chipre. Os turcos ameaçavam tomar o Mar Mediterrâneo.
Filipe II havia iniciado uma luta contra eles. As lutas eram sem tréguas, feitas com armas brancas e sempre com represálias sanguinárias.
Foi no ano de 1571 que as potências cristãs resolveram se reunir sob a proteção do papa Pio V, na Liga Santa, e conseguiram defrontar-se com os turcos em uma grande batalha naval, no coração de seus domínios. No dia 5 de outubro de 1571, a frota cristã, composta de 208 navios, sob o comando de João da Áustria (irmão de Filipe II), se confrontou nas águas de Lepanto (na Grécia) com a frota turca, formada de 230 navios. A vitória dos cristãos foi triunfante.
A Batalha de Lepanto foi o maior evento militar do século XVI e pôs fim ao domínio turco no Mediterrâneo, que passou ao domínio espanhol.
Poucos anos depois, Filipe II obteve outro sucesso na política colonial. Em 1580, a dinastia portuguesa entregava, por falta de herdeiros diretos, a coroa de Portugal para a Espanha, e Filipe II ficou governando colônias portuguesas na Índia Oriental e na América do Sul. Foi a época do domínio espanhol no Brasil (1580-1640).
Os domínios espanhóis eram tão vastos que se dizia que neles "o Sol nunca se punha", pois se estendia do Oriente ao Ocidente.

### Lutas político-religiosas na França
A França também sofreu a intervenção política e religiosa de Filipe II.
Esse país, cansado de longas lutas contra Carlos V, era palco de agitações e grandes contrastes sociais. A monarquia, aproveitando-se da crise, queria restabelecer seus privilégios. Nesse clima de aguda tensão, o calvinismo renascia e ganhava força entre os artesãos, entre alguns elementos da pequena burguesia urbana e até das nobres famílias feudais. Porém, entre os camponeses, uma grande massa não aderiu ao calvinismo e continuou fiel ao catolicismo.
Iniciou-se, assim, uma série de intermináveis guerras religiosas, que ameaçavam destruir a unidade política da França. Os católicos encontraram no Duque de Guise um capitão hábil e decidido. Os huguenotes (assim eram chamados os calvinistas franceses) insistiam para que os Bourbons, importante família da França, lutassem a seu lado.
Naturalmente Filipe II apoiou os católicos. Os huguenotes foram apoiados pela anglicana Isabel I da Inglaterra; eles faziam arruaças, invadiam igreja, destruíam imagens e matavam católicos.

Noite de São Bartolomeu, 25 de agosto de 1572

Por mais de trinta anos (1562-1598), a França foi teatro de uma violenta guerra civil. O episódio mais trágico foi a Noite de São Bartolomeu (24 de agosto de 1572), quando milhares de huguenotes foram a Paris, convidados para o casamento do seu comandante, o capitão Henrique de Bourbon, com Margarida de Valois, irmã do rei Carlos IX.
Os huguenotes, atraídos ao palácio para a festa, foram massacrados enquanto dormiam. Outros milhares foram assassinados em praça pública, por ordem da rainha mãe, Catarina de Médicis. Ela estava convencida de que só liquidando os huguenotes poderia ser restabelecida a paz no reino.
A rainha convenceu seu filho Carlos IX a fechar os olhos diante desse plano de massacre, e Henrique de Guise preparou tudo para realizar o plano.
Na manhã de 24 de agosto de 1572, um domingo, a guarda real tomou posição diante do Louvre. Os calvinistas foram para lá saber do que se tratava, e bastou o primeiro tiro para dar início ao tumulto. A ordem do rei e da rainha era de matar só os chefes calvinistas, mas a população, fanática, juntou-se a eles, e a matança foi geral. Só pela manhã foram mortos mais de 2 mil huguenotes. Parece que o rei e a rainha, assustados com tudo aquilo, quiseram conter o massacre, mas a luta continuou até o dia 26 de agosto.
Foi o mais vergonhoso massacre religioso da história.
Os chefes protestantes que conseguiram salvar-se foram refugiar-se nos subúrbios de Paris.
Após o massacre de São Bartolomeu, católicos e huguenotes fizeram acordos de pouca duração.
Dois partidos surgiram: a Santa Liga do Duque de Guise e a União Protestante de Henrique de Navarra.
Havia entre os nobres franceses, Henrique III (rei da França na época) e o Conde de Guise, divergências religiosas. O rei Henrique III mandou assassinar o Conde de Guise e, em 1589, foi vítima do punhal de um fanático. Como não deixava herdeiros nem descendentes, foi sucedido por Henrique de Navarra, chefe do partido protestante, Rue subiu ao trono com o título de Henrique IV.
Henrique IV assumiu o trono e tornou-se católico, inaugurando a Dinastia dos Bourbons, que governou a França até 1792.
Para pôr fim às lutas religiosas internas, ele concedeu o Édito de Nantes (1598), um documento que concedeu a liberdade religiosa.
Com a paz interna, cresceu o comércio e a indústria na França.
O rei ganhou prestígio e o absolutismo consolidou-se. Ele morreu em 1610, assassinado por um fanático católico.

### A Inglaterra da rainha Isabel I

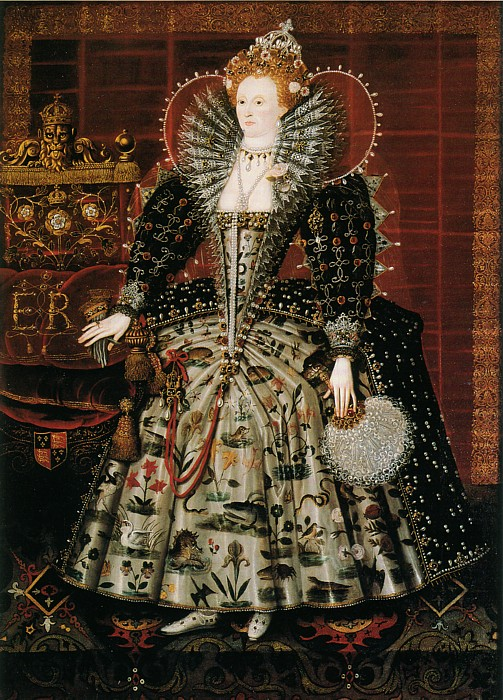
Isabel I

Isabel I de Inglaterra, a grande adversária de Filipe II de Espanha, subiu ao trono após a morte de sua irmã, Maria, a Católica, que tinha deixado uma triste recordação a seu povo, pela crueldade de seu governo e pela perseguição aos protestantes ingleses.
A jovem rainha Isabel I esforçou-se para assegurar a paz religiosa e preservar seu país do fanatismo religioso que explodia em todo o continente europeu. Sob seu reinado, foi dada continuidade às obras de Henrique VIII.
Nos campos, surgiu uma nova classe de ricos proprietários, que investiam grandes capitais para ajustar a agricultura às novas exigências da indústria. Eles não se contentavam em produzir só para o próprio consumo; queriam produzir também para vender.
Com o grande consumo de lã, as terras e os campos foram usados para pastagem de ovelhas.
A Inglaterra abria novos mercados para os produtos de sua indústria e teve, desta forma, que aumentar a sua frota, formada de navios ligeiros e bem armados, que começaram a fazer a rota atlântica para quebrar o monopólio espanhol na América e dominar o comércio mundial.
Comércio e pirataria caminhavam passo a passo. Surgiram companhias de navegação, que trocavam produtos como a lã inglesa com cereais da Polônia e sedas do Oriente. A pirataria saqueava quem estivesse por perto.
Uma esquadra foi preparada por Filipe II, da Espanha, em 1587, para invadir e conquistar a Inglaterra.
As duas potências estavam em luta desde meados do século XVI, com a pilhagem sistemática de colônias e navios espanhóis por corsários ingleses.
Divergências religiosas separavam a Espanha da Inglaterra. Além dessas divergências, explodiu uma guerra e, desde 1584, as relações diplomáticas entre esses dois países ficaram cortadas.
Para quebrar o poderio inglês, Filipe II montou a Invencível Armada, formada de 135 navios, 2 000 canhões, 10 000 marinheiros e quase 50 000 soldados, sendo que a maior parte, os mais poderosos e maiores navios eram de origem portuguesa. Era comandada pelo Duque de Medina-Sidonia. Em 1588, foi atacada por navios ingleses, antes de penetrar em águas britânicas. Após refugiar-se durante algum tempo em Calais, rumou para a Inglaterra, mas um violento temporal destruiu mais da metade de seus navios, e a esquadra voltou para a Espanha sem combater e quase sem embarcações.
Com isso, a Inglaterra passou à frente da Espanha no poderio marítimo.

## Absolutismo francês
O desejo de ordem e de unidade desenvolvido durante o século XVI levou o povo a aceitar o espírito do absolutismo, no século XVII.
As pessoas julgavam que a concentração de poderes nas mãos de um só homem, o rei, seria o melhor caminho.
As multidões queriam ver no rei a imagem de Deus. O rei, para elas, deveria ser um herói, amante da glória, protetor das letras, mas sem esquecer a predileção pelas armas (visto que a qualidade de conquistador era estimada como a mais nobre e o mais elevado dos títulos por todos os contemporâneos).
A Guerra dos Trinta Anos reforçou enormemente o prestígio internacional da França. O povo vinha reclamando, questionando mudanças políticas.
O absolutismo francês compreendeu desde os reinados de Francisco I, em 1515, até o reinado de Luís XVI, em 1792.
Duas grandes dinastias reinaram na França nesse período: a Dinastia Valois-Orléans-Angoulême e a Dinastia Bourbon.
A Dinastia Valois-Orléans-Angoulême compreendeu os seguintes reis: Francisco I, Henrique II, Francisco II, Carlos IX e a regência da rainha mãe Catarina de Médicis e Henrique III.

### Dinastia Bourbon

#### Henrique IV, o Grande

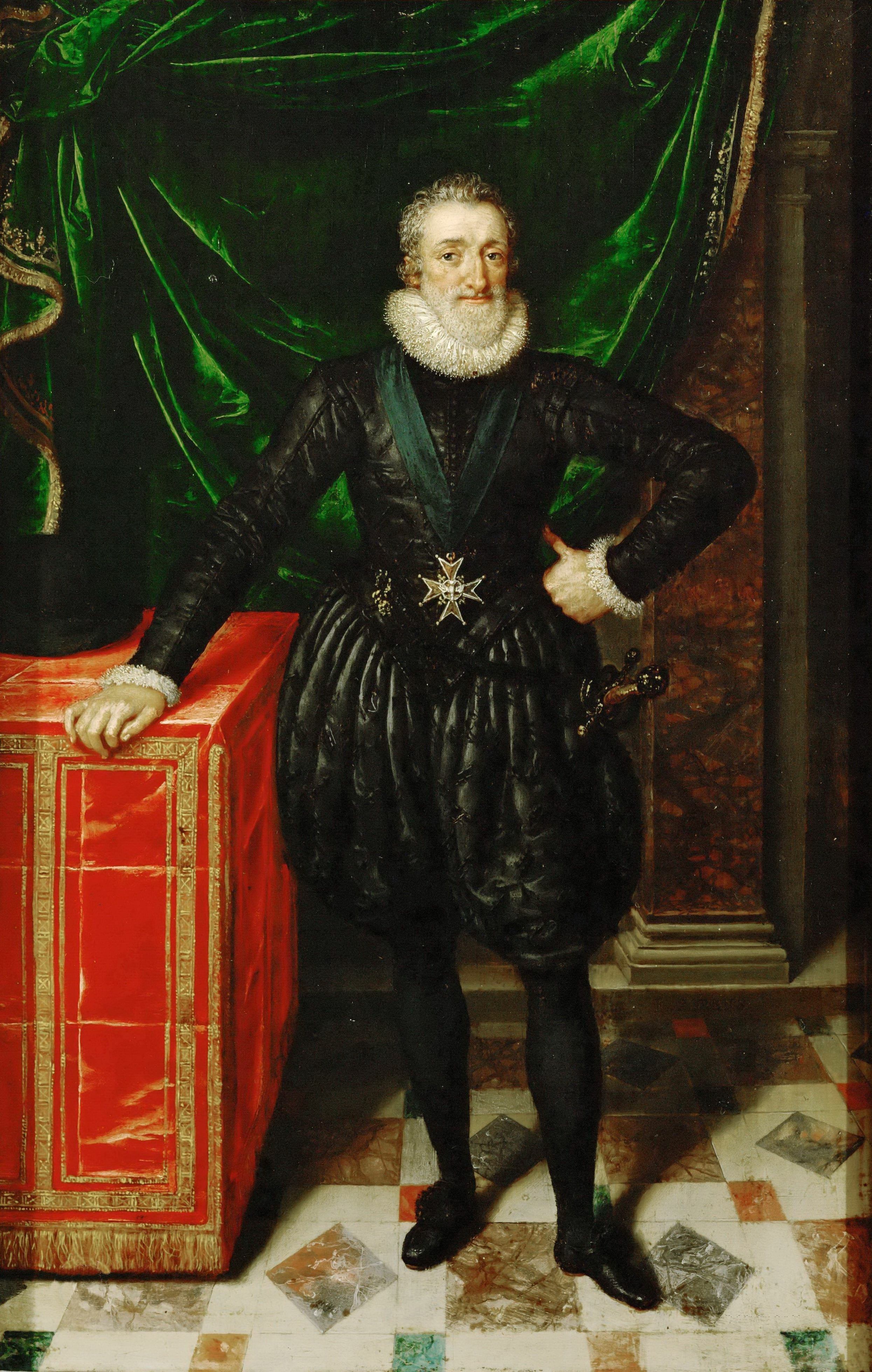
Henrique IV da França, o Grande

Foi o fundador da Dinastia Bourbon. Em 1572, tornou-se rei de Navarra. Sua família era uma das mais importantes do país. Seu principal momento na vida política foi a assinatura do Édito de Nantes (1598), documento que dava liberdade religiosa para católicos e protestantes.
Foi um rei que mereceu o título de restaurador e libertador do Estado. Morre em 1610, assassinado por um fanático religioso.

#### Luís XIII, o Justo
Filho de Henrique IV, tinha apenas oito anos de idade quando o pai morreu.
A nobreza pensou em assumir o trono mas a rainha mãe Maria de Médicis assumiu a regência em nome do filho até que ele completasse a maioridade.
No ano de 1624 foi nomeado o cardeal Richelieu como primeiro-ministro com o apoio da rainha mãe Maria de Médicis.

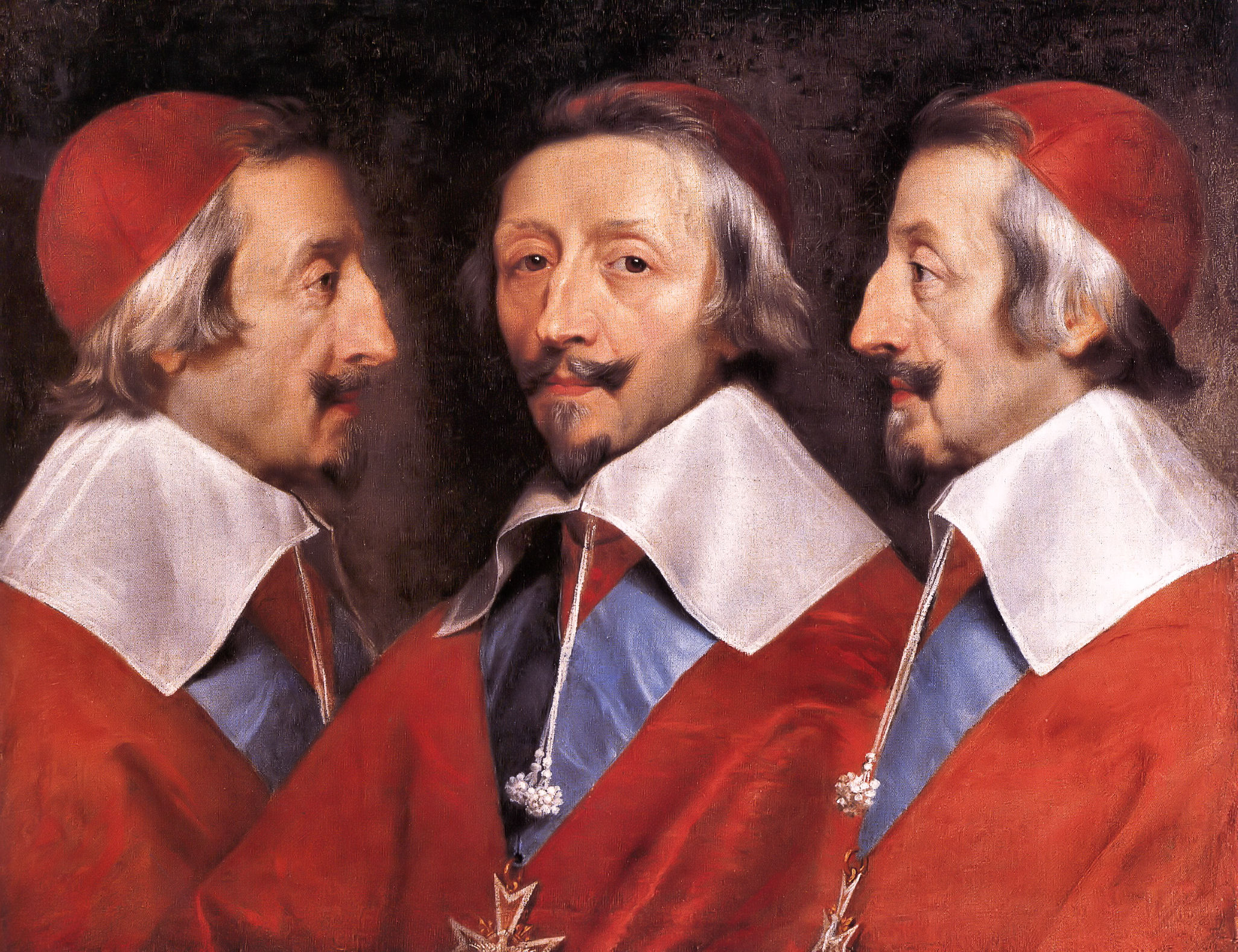
Cardeal Richelieu

O cardeal Richelieu tinha como nome de batismo Armand-Jean du Plessis. No governo da França, combateu as duas principais forças políticas: a nobreza e os protestantes.
Na política, envolveu a França em várias guerras e não pensou duas vezes quando teve que aliar-se aos protestantes contra a casa dos católicos de Habsburgo, que dominava grande parte da Europa.
Nessa fase, a França participou da Guerra dos Trinta Anos.
A França lutou contra a Áustria e teve alguns sucessos no início, mas depois foi ameaçada pelos espanhóis. A Espanha, aliada à Áustria, procurava conquistar a França.
O cardeal Richelieu reprimia quem não concordasse com sua política.
Foi um lutador incansável pela melhoria dos portos e pela criação de companhias de comércio.
Com a morte do rei Luís XIII e de Richelieu, cabia o direito de governar a Luís XIV, que era ainda uma criança. Assumiu, então, a rainha mãe Ana da Áustria.
Ana da Áustria era esposa de Luís XIII. Eles tiveram um filho, Luís XIV. Com a morte do rei Luís XIII e do cardeal Richelieu, ela resistiu às pretensões da nobreza e nomeou como ministro o cardeal Jules Mazzarino, que ajudou a governar a França até a maioridade de Luís XIV.

#### Luís XIV, o Grande

Luís XIV da França

Subiu ao trono da França em 1661, depois de anos da regência da rainha mãe Ana da Áustria e da morte do cardeal Mazzarino.
Nesse período, a França esteve no auge do seu esplendor absolutista.
Esse soberano fez por merecer o apelido de Rei-Sol. Ficou célebre por sua frase: L'État c'est moi ("O Estado sou eu").
A sua corte era organizada segundo as regras de um cerimonial complicado, que tinha seu centro na pessoa do rei, que era quase divinizado.
Tudo isso foi feita de maneira a afirmar o poder absolutista de Luís XIV. De fato, para ele, o rei era o único dono do Estado e sua autoridade não devia ser discutida por nenhuma magistratura, ou por seus súditos.
Os aristocratas foram privados por Luís XIV de ocupar cargos administrativos. Os cargos de administração do Estado foram distribuídos diretamente e controlados por ele.
A nobreza foi, portanto, afastada do poder político, mas isso não fez melhorar a condição dos camponeses que trabalhavam em suas terras.
Os nobres não pagavam taxas e continuavam a impor seus tributos e prestações, que vinham da época feudal.
A política do rei, mediante o desenvolvimento das manufaturas e das atividades comerciais, ia favorecendo essencialmente os burgueses, isto é, os grandes empresários (de tecidos, de construção naval) e os comerciantes de grande porte (exportadores e importadores de matérias-primas, de comestíveis, etc.), que eram os únicos capazes de investir grandes capitais.

##### Guerras de expansão
Com Luís XIV, continuou a política de expansão da França.

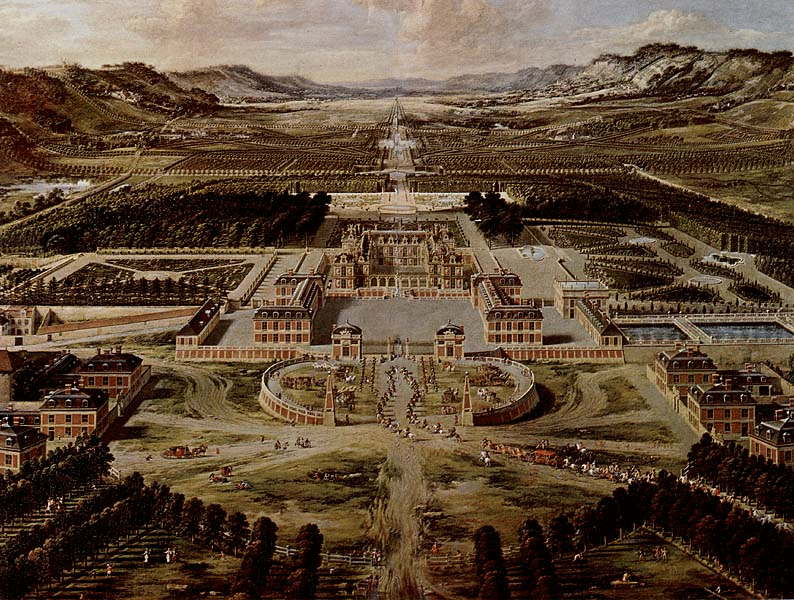
O Palácio de Versalhes como era antigamente

O invencível exército francês dominava já a Europa depois da vitória contra a Espanha e os Habsburgos.
Profundamente renovado era seu exército, armado de fuzis novíssimos e de baionetas, com uma potente artilharia. O exército francês só foi vencido no mar, durante uma invasão aos Países Baixos (1672-1678), quando romper os diques e alagar o próprio territórios a render-se aos invasores.
Luís XIV perseguiu protestantes, e muitos deles deixaram o país.
Foi ele quem mandou construir o Palácio de Versalhes, onde morou e no qual trabalhavam mais de 4 mil funcionários. Seu exército uniformizado servia o rei e guardava o palácio.
Essa obra, os gastos da corte e o envolvimento da França em guerras político-religiosas arruinaram a economia francesa.

##### Política do Rei Sol
O Conselho de Estado, órgão consultivo, era constituído de pessoas que o rei escolhia, e só ele estabelecia critérios para seus componentes.

##### Colbertismo

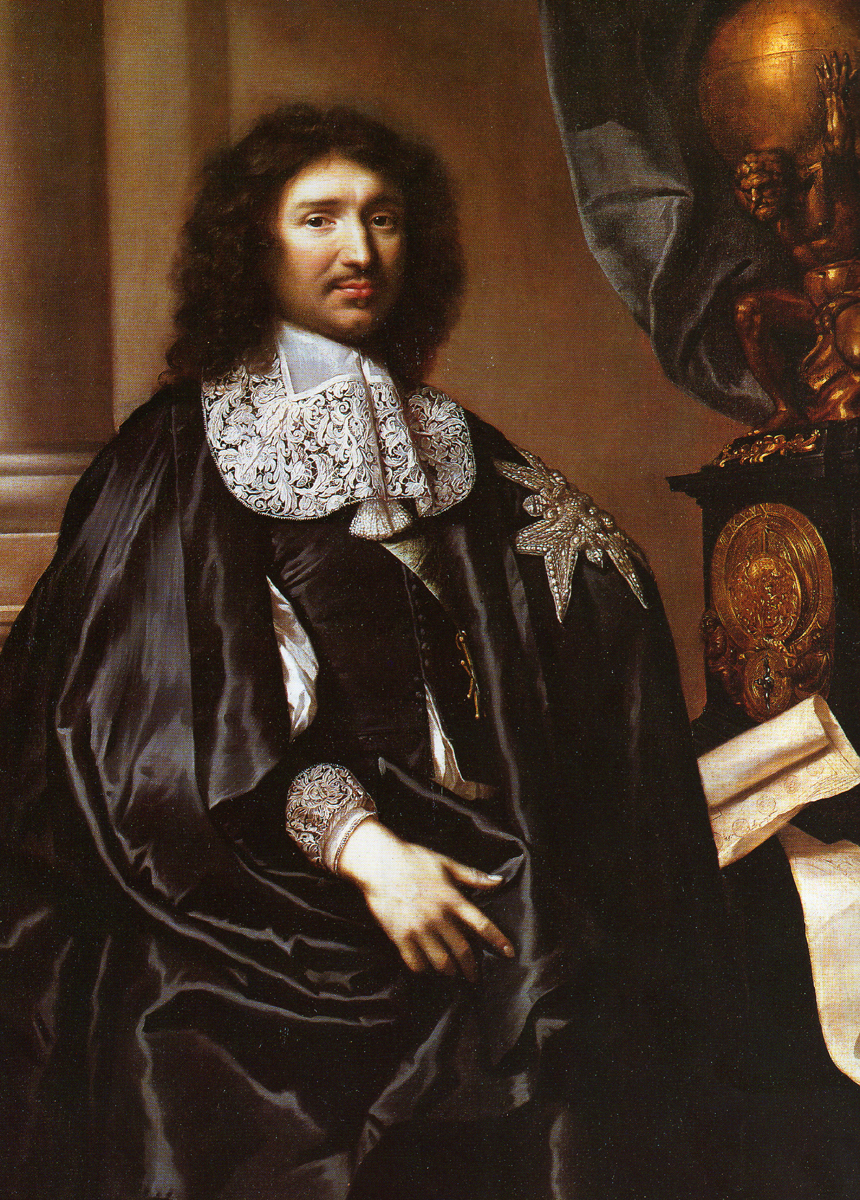
Jean-Baptiste Colbert

Entre os ministros que formavam o conselho, destacaram-se, o ministro da Guerra (Louvois), o ministro da Fazenda (Colbert) e Vauban, que auxiliava o rei nas técnicas de defesa militares.
O colbertismo foi uma política adotada pelo ministro da Fazenda, que aperfeiçoou o sistema de cobranças de impostos e exerceu um rígido controle sobre a receita e a despesa do Estado.
Organizou um sistema de contabilidade pública e procurou conter os gastos excessivos, conseguindo o milagre de equilibrar o orçamento tradicionalmente deficitário do país.
Estimulou a vida econômica francesa, adotou uma série de medidas sábias e inteligentes, apoiou o comércio internacional.
O colbertismo trouxe para a França indiscutíveis benefícios. Porém, a intervenção exagerada dos poderes públicos na economia provocou a diminuição da produção. Após a morte de Colbert, não tendo sido encontrado um ministro que o substituísse a altura, a França entrou em decadência e o governo de Luís XIV sofreu reveses.

##### Balanço do reinado
O despotismo de Luís XIV não se limitou ao plano político, cultural e religioso.
Revogou o Édito de Nantes e perseguiu huguenotes, proibido o culto de protestantes. Nos assuntos religiosos da Igreja Católica, teve atritos com o papa.
Na política exterior, o rei Luís XIV desejava alcançar as fronteiras naturais (Pirenéus, Alpes), o que levou a lutas constantes contra a Holanda, a Espanha e a Áustria.
Ao final de tão longo reinado (54 anos), a França havia aumentado seu território e se sobressaindo diante das nações europeias, porém sua economia estava na bancarrota. Os gastos excessivos haviam arruinado o país.
Luís XIV morreu em 1715.

#### Luís XV, o Bem-Amado

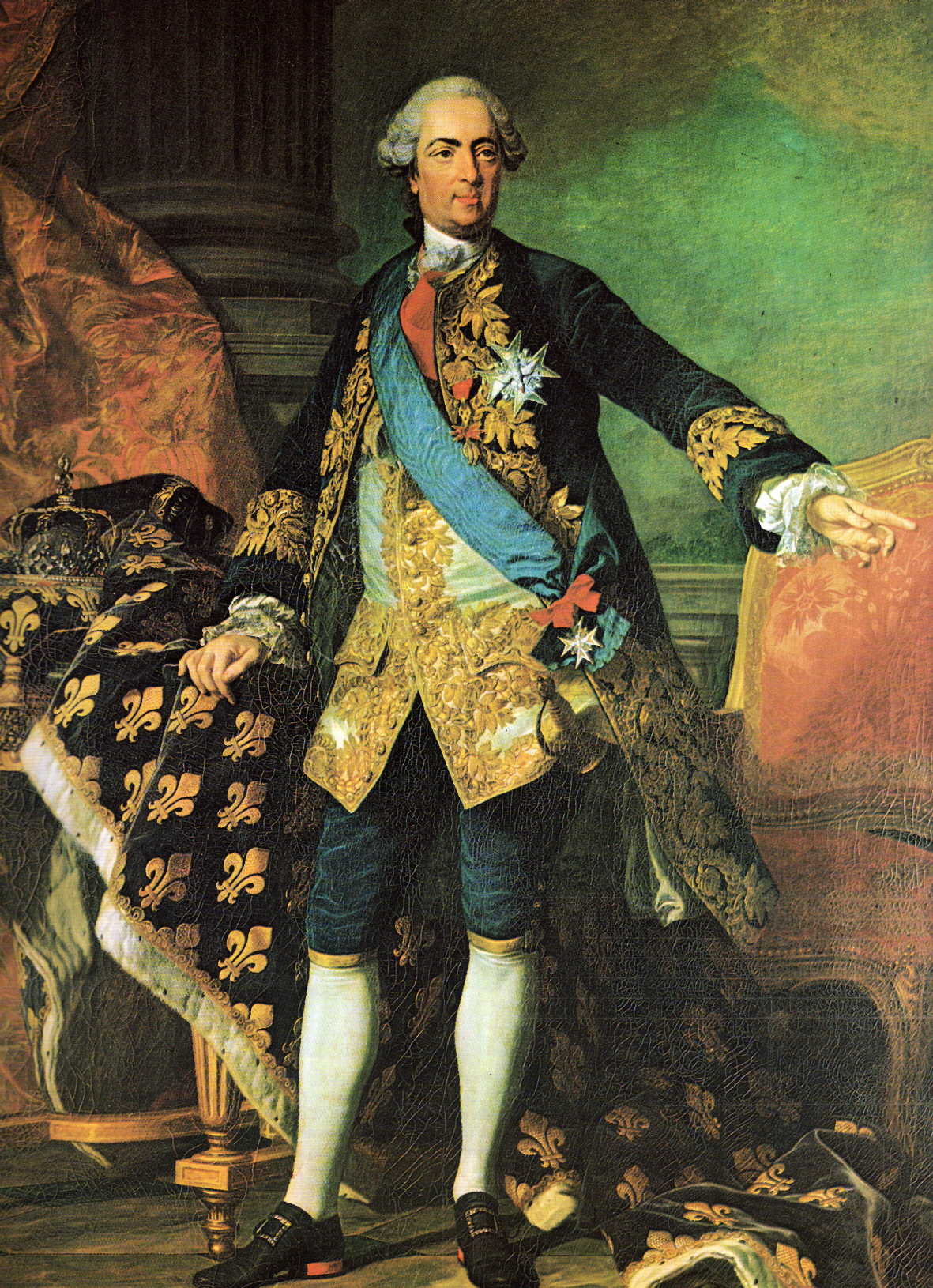
Luís XV, o Bem-Amado

Bisneto de Luís XIV, herdou a coroa em 1715. Durante a primeira parte de seu governo, o reinado foi exercido por seu tio, o Duque Felipe de Orléans. A regência terminou em 1723, data em que foi chamado o cardeal Fleury, que orientou na vida política.
Luís XV lançou seu país em dois conflitos externos: a Guerra da Sucessão da Áustria e a Guerra dos Sete Anos.

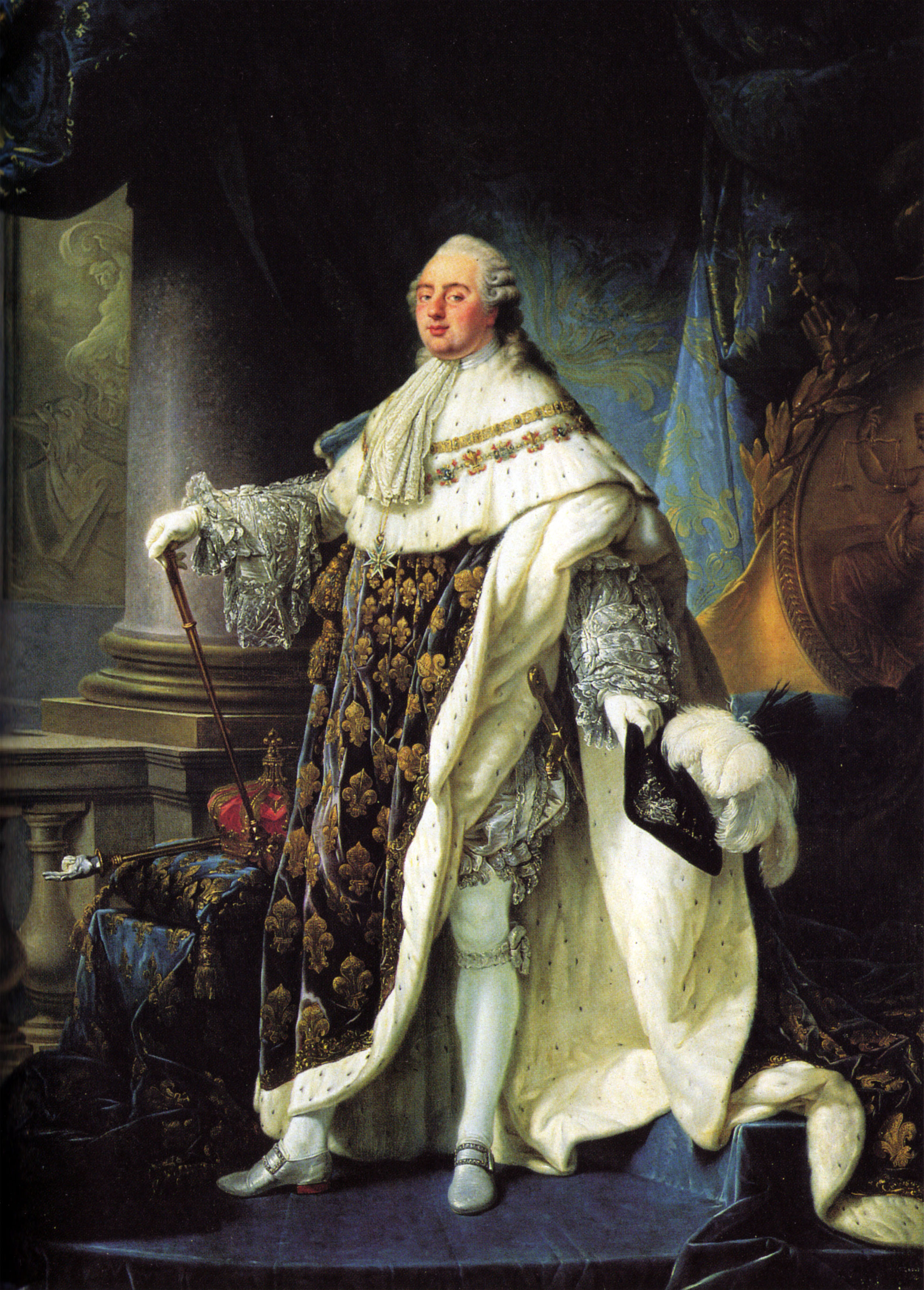
Luís XVI da França

Ao morrer, em 1774, deixou a França empobrecida e mergulhada em sérios problema econômicos.
Seu sucessor foi Luís XVI.
Neto de Luís, subiu ao trono em 1774. O povo esperava melhoras com ele no poder.
Esse rei governou na época da Revolução Francesa. Ele e sua esposa Maria Antonieta morreram guilhotinados pelos líderes da Revolução Francesa, que pôs fim ao absolutismo na França e introduziu o sistema da República.

## Absolutismo inglês
O absolutismo na Inglaterra teve início com Henrique VII, primeiro rei da Dinastia Tudor. Esse soberano encontrou um país enfraquecido pelas lutas internas, que aceitou sem resistência a centralização do poder. Mais tarde, a submissão da Igreja inglesa ao poder real (anglicanismo), com Henrique VIII, e a prosperidade econômica do reinado de Isabel I, mais a habilidade desses reis de "controlar" o Parlamento, permitiu-lhes um domínio total sobre seu país.
A morte de Isabel I (1603), que não deixou herdeiros, fez com que o trono passasse a seus parentes escoceses, os Stuarts.
Jaime VI & I, rei da Escócia e da Inglaterra, era favorável às ideias absolutistas. Para fortalecer seu poder, lançou novos impostos sem autorização do Parlamento e tentou reforçar a Igreja Anglicana (da qual era chefe supremo), perseguindo católicos e protestantes. Sua falta de habilidade política colocou o Parlamento contra seu governo e sua intolerância religiosa desagradou principalmente aos burgueses e ao povo. Foi durante o seu governo que se iniciou o povoamento da América do Norte. Muitos. colonos fugiam das perseguições religiosas provocadas por ele.

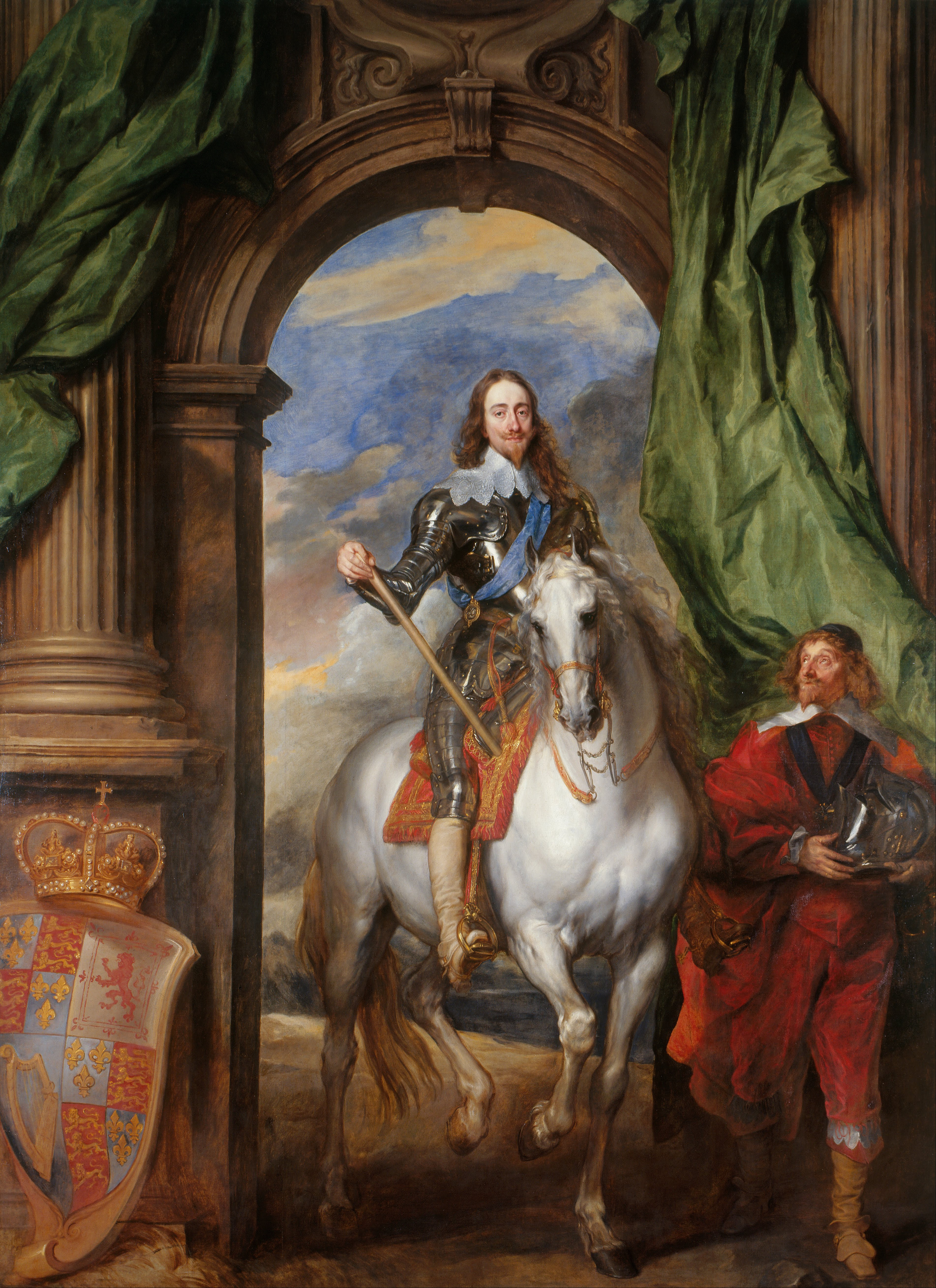
Retrato equestre de Carlos I com o senhor de Saint Antoine, por Antoon van Dyck

Seu filho, Carlos I, adotou a política paterna, aumentando as divergências entre o poder real e os membros do Parlamento, que, agora, raramente eram convocados.
Durante seu reinado, Escócia e Irlanda revoltaram-se por causa dos altos impostos cobrados.
Para esmagar a rebelião, Carlos I foi forçado a convocar o Parlamento: precisava de dinheiro para pagar o Exército. Depois de conseguir seu objetivo, o rei procurou dissolver o Parlamento. A burguesia, cansada de tanto autoritarismo, não aceitou essa atitude e iniciou uma rebelião para depor o rei. A Inglaterra se dividiu em dois partidos opostos:
- os cavaleiros, que apoiavam o poder real. Eram grandes proprietários de terras, nobres e altos representantes da Igreja Anglicana;
- os cabeças-redondas, que queriam adotar a forma republicana de governo. Pertenciam a esse partido os pequenos nobres rurais, burgueses e camponeses.

Os cabeças-redondas venceram e condenaram à morte o rei Carlos I. Nas lutas, destacou-se a liderança de Oliver Cromwell, membro da pequena nobreza que, apoiado pelos puritanos, assumiu o poder com a tarefa de reorganizar o Estado.

### Era Cromwell

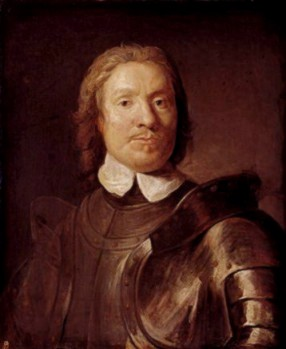
Oliver Cromwell por Gaspard de Crayer

O governo de Cromwell (1649-1658) se caracterizou por medidas centralizadoras. Reagiu com violência e sufocou todos os movimentos contrários à sua política, quer por parte da nobreza escocesa, quer por parte dos protestantes, membros do partido dos cabeças-redondas. Rapidamente esqueceu os ideais republicanos da Revolução, tornando-se um autêntico monarca absolutista, fazendo-se nomear "Lorde Protetor" da Inglaterra, com poderes hereditários.
A rebelião irlandesa, iniciada no governo de Carlos I, foi duramente esmagada: matou inúmeros padres, apossou-se das terras dos católicos irlandeses, distribuindo-as entre os protestantes. Pretendia com isso acabar definitivamente com essas revoltas. (O tempo encarregou-se de mostrar seu erro: as disputas que se verificaram entre católicos e protestantes na Irlanda, iniciadas nessa época, duram até nossos dias.)
No plano administrativo, sua realização mais importante foram os Atos de Navegação, que obrigavam os países importadores a transportar suas mercadorias unicamente em navios ingleses ou, então, de seu próprio país.
Essa medida estimulou a construção naval e a Inglaterra superou a Marinha neerlandesa (a maior frota da época), tornando-se a Rainha dos Mares. Graças a ele, o Imperialismo Britânico foi não só possível, mas dominante até o início da Primeira Grande Guerra, quando a Inglaterra viu seu lugar ser ocupado por a mais nova potência mundial, os Estados Unidos da América.
Apesar de governar sem o Parlamento, recebeu apoio do Exército e da burguesia, esta satisfeita com os lucros obtidos graças à política econômica adotada pelo seu governo.
Com a morte de Cromwell, em 1658, a Inglaterra voltou a viver um breve período de agitação. Seu filho, Ricardo, não foi capaz de manter-se no governo e começou nova disputa pelo poder. Para evitar nova guerra civil, que poria a perder os avanços econômicos conquistados, a burguesia aceitou a restauração da monarquia, desde que o rei se submetesse às leis do Parlamento, isto é, a restauração da Monarquia Parlamentarista.

### Restauração monárquica (1660-1688)

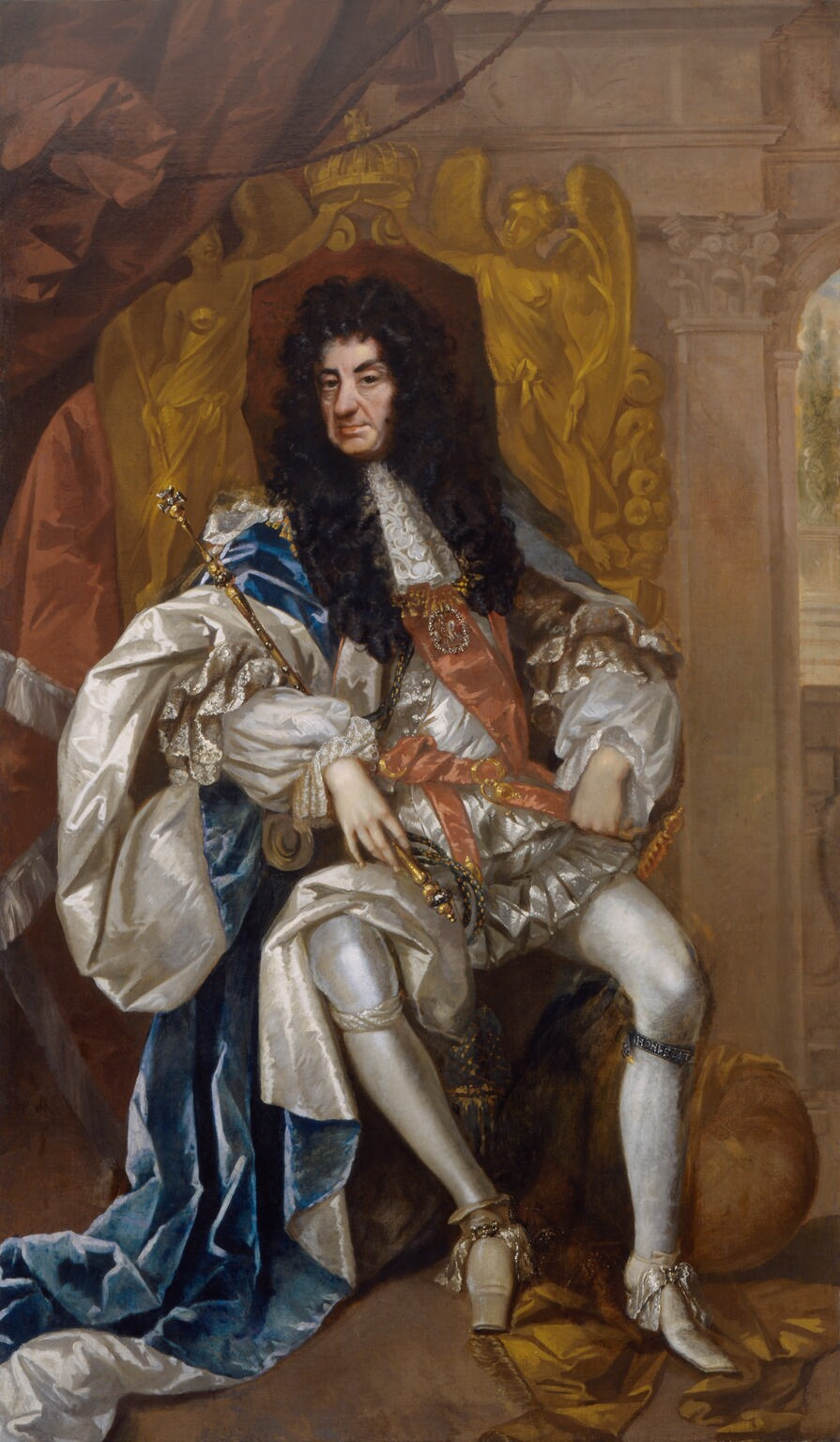
O rei Carlos II da Inglaterra

Carlos II, herdeiro de Carlos I, que estava exilado na França, assumiu o trono inglês, jurando obediência à Constituição. No entanto, apoiado pelo rei absolutista Luís XIV, procurou concentrar o poder em suas mãos e, ao mesmo tempo, reabilitar a Igreja Católica. Seu governo foi marcado por protestos dos parlamentares, que conseguiram uma única vitória: a lei do habeas-corpus, que garantia ao indivíduo proteção contra prisões sem comprovação de crime.
Seu irmão e sucessor, Jaime II, era católico declarado (é preciso lembrar que um retorno ao catolicismo implicaria a devolução das terras que os anglicanos haviam tomado da Igreja Católica). Para evitar que, novamente, a religião católica se tornasse a religião oficial na Inglaterra, nobres e burgueses se uniram para depor o rei, entregando o poder à sua filha Maria Stuart (protestante).

### Revolução Gloriosa
Maria Stuart e seu marido, Guilherme de Orange (neerlandês) aceitaram o trono inglês. Ao desembarcar com seu exército na Inglaterra, Guilherme recebeu apoio das cidades inglesas. Pressionado pela situação, Jaime II renunciou e a revolução se fez sem lutas.

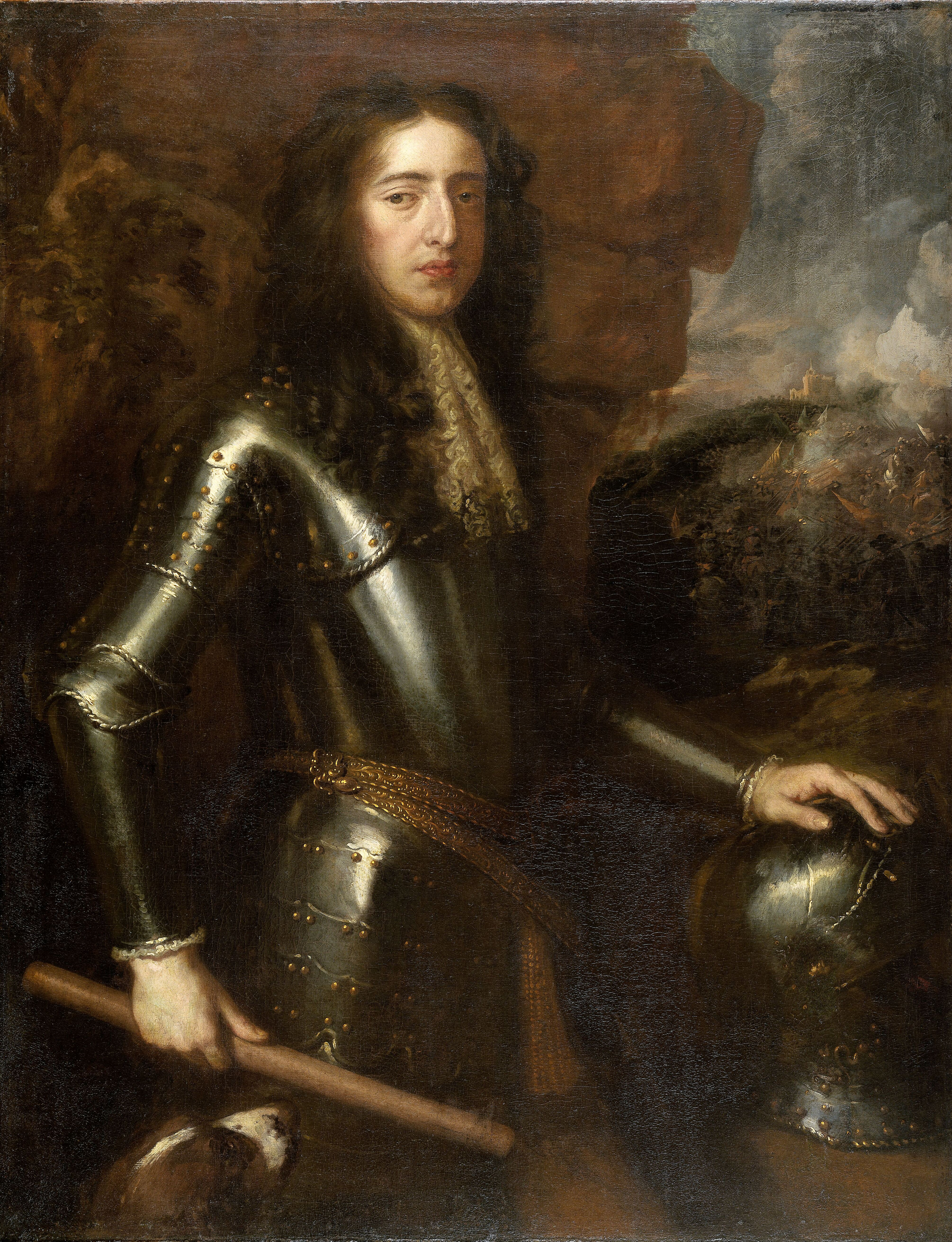
Guilherme III da Inglaterra

Antes de serem coroados, os novos soberanos juraram respeitar a "Declaração de Direitos" que, entre outros itens, proibia o rei de convocar exércitos sem autorização do Parlamento e aumentar os impostos, garantia a liberdade individual e a propriedade privada.
Essa revolução, que afirmou definitivamente a superioridade do Parlamento sobre o poder real, determinou maior desenvolvimento inglês e, por isso, recebeu o nome de "Revolução Gloriosa".

#### Consequências
Desde essa época, o Parlamento passou a dirigir a política inglesa. Com o tempo, o primeiro-ministro, escolhido entre os membros do partido mais votado, passou a exercer a função de chefe de governo. Dar a expressão "O Rei reina, o Ministro governa".
O rompimento definitivo com o absolutismo favoreceu o desenvolvimento de nova política econômica, adequada aos interesses da crescente burguesia: optou-se pelo livre comércio, dando fim aos monopólios. Qualquer pessoa que tivesse recursos suficientes poderia iniciar uma atividade produtiva e comerciar livremente em qualquer região de sua escolha. Isso estimulou grandemente a produção agrícola e manufatureira e fez com que a Inglaterra conseguisse reunir condições favoráveis para ser a pioneira na Revolução Industrial.

## Século XX
O século XX iniciou em 1 de janeiro de 1901 e terminou em 31 de dezembro de 2000. Foi um período que se notabilizou pelos inúmeros avanços tecnológicos, conquistas da civilização e reviravoltas em relação ao poder. No entanto, esses anos podem ser descritos como a "época dos grandes massacres", já que nunca houve tantas mortes em conflitos quantas às ocorridas nesse século. Os cientistas europeus Giovanni Arrighi e Eric Hobsbawm escreveram sobre o período, o qual também intitularam seus livros, mas de perspectivas distintas: O longo século XX e Era dos Extremos: o breve século XX, 1914-1991, respectivamente. Também é associado ao Século Americano.[carece de fontes?]
O século XX foi marcado por um período de mudanças tecnológicas, políticas e sociais. Com invenções como a lâmpada, o automóvel e o telefone no final do século anterior, a qualidade de vida aumentou para muitos, ao passo que esse progresso não só prosseguiu no século XX, assim como foi essencial para grandes mudanças no cenário político global. Os Estados Unidos tiveram grandes ganhos econômicos e políticos; por volta de 1900, os Estados Unidos eram a potência industrial líder no mundo em termos de produção. A África, América Central, América do Sul e Ásia também gradualmente rumaram a uma maior autonomia. Com a criação de novos estados independentes em ex-possessões europeias, o balanço de poder ao longo do século XX começou a se deslocar para fora da Europa.
Na Europa, mudanças começaram também. O Império Britânico alcançou o ápice de seu poder. Império alemão e Reino de Itália, que passaram a existir como nações unificadas no final do século XIX, trataram de crescer em poder, economia e influência. Com o nacionalismo à toda a força nesse momento, as potências europeias competiram entre si por terras, força militar e poderio econômico. A Ásia e a África, para a maioria, ainda estava sob controle de seus conquistadores europeus como consequência do neocolonialismo. Exceções existiram, contudo, como na China e no Japão. Além disso, Império do Japão e o Império Russo estavam em guerra entre si em 1905. A Guerra Russo-Japonesa foi uma das primeiras instâncias de uma potência europeia é derrotada por uma nação asiática. A própria guerra reforçou o militarismo japonês e desenvolveu o crescimento de status do Japão por poder no cenário internacional. A Rússia czarista, por outro lado, não lidou bem com a derrota. A guerra expôs a fraqueza militar do país e o crescente retrocesso econômico. Os Estados Unidos foram um elemento de crescente influência na política mundial durante o século XIX. Tornaram sua presença conhecida no cenário mundial desafiando a os espanhóis na Guerra Hispano-Americana, ganhando colônias de Cuba e das Filipinas como protetorados.
Agora, com crescimento na imigração e uma resolução de uma questão de unidade nacional através da sangrenta Guerra Civil Americana, os Estados Unidos estavam surgindo também como uma usina de força industrial, rivalizando com a Grã-Bretanha, Alemanha e França.
As repercussões das Guerras Mundiais, Guerra Fria e globalização criaram um mundo onde as pessoas estão mais unidas do que em qualquer outro momento da história da humanidade, como exemplificado pelo estabelecimento do direito internacional, da ajuda internacional e das Nações Unidas. O Plano Marshall - que gastou US$ 13 bilhões (US$ 100 bilhões em dólares americanos de 2019) para reconstruir as economias das nações do pós-guerra - lançou a "Pax Americana". Ao longo da segunda metade do século XX, a rivalidade entre os Estados Unidos e a União Soviética criou enormes tensões em todo o mundo que se manifestaram em vários conflitos armados e no perigo onipresente de proliferação nuclear. A dissolução da União Soviética em 1991 após o colapso de sua aliança europeia foi anunciada pelo Ocidente como o fim do comunismo, embora no final do século cerca de uma em cada seis pessoas na Terra vivesse sob o regime comunista, principalmente na China, que estava crescendo rapidamente como potência econômica e geopolítica.
Demorou mais de duzentos mil anos de história humana até 1804 para que a população mundial atingisse 1 bilhão; a população mundial atingiu cerca de 2 bilhões em 1927; no final de 1999, a população global atingiu 6 bilhões, com mais da metade concentrada no Leste, Sul e Sudeste Asiático. A alfabetização global foi em média de 80%. A penicilina e outras descobertas médicas combinadas com as campanhas globais da Organização Mundial da Saúde para a erradicação da varíola e outras doenças responsáveis por mais mortes humanas do que todas as guerras e desastres naturais combinados produziram resultados sem precedentes; a varíola agora só existia em laboratórios. As máquinas estavam sendo utilizadas em todas as áreas de produção, alimentando uma cadeia de abastecimento nacional cada vez mais intrincada, ou seja, pela primeira vez na história, a humanidade não estava mais limitada por quanto poderia produzir, mas sim pela vontade das pessoas de consumir. As melhorias no comércio reverteram o conjunto limitado de técnicas de produção de alimentos usadas desde o período Neolítico, aumentando muito a diversidade de alimentos disponíveis, resultando em uma melhora na qualidade da nutrição humana. Até o início do século XIX, a expectativa de vida era de cerca de trinta na maioria das populações; as médias de vida global ultrapassaram 40+ anos pela primeira vez na história, com mais da metade atingindo 70+ anos (três décadas a mais do que um século antes).

### "A Grande Guerra"

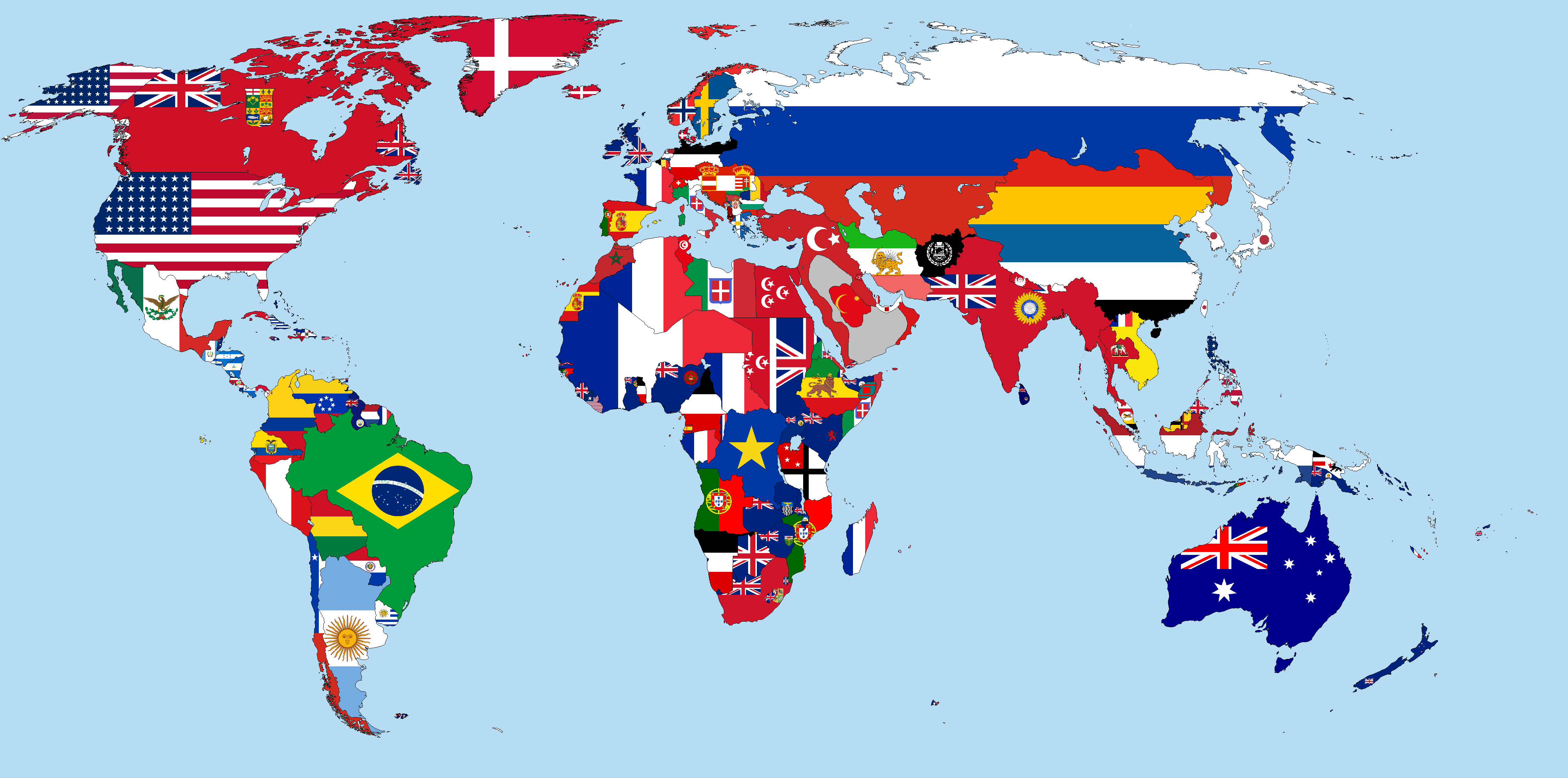
Mapa político do mundo em 1914

A Primeira Guerra Mundial começou em 1914 e terminou em 1918. Foi iniciada com o assassinato do herdeiro do trono do Império Áustro-Húngaro, o Erzherzog (Arquiduque) Franz Ferdinand (mais conhecido nos países lusófonos como Francisco Ferdinando ou Francisco Fernando), por Gavrilo Princip (Gabriel Príncipe) da organização nacionalista Sérvia "Mão Negra". Chamado pelo nacionalismo eslavo para ajudar, os russos vieram a ajudar os sérvios quando foram atacados. Alianças tecidas, corrida armamentista crescente e velhos ódios arrastaram a Europa para a guerra. Os aliados da I Guerra Mundial, conhecidos como "A Tríplice Entente", compreendia o Império Britânico, o Império Russo e a França, assim como o Reino de Itália e os Estados Unidos mais tarde na guerra (em retaliação aos submarinos alemães, que torpedearam o navio RMS Lusitania). Do outro lado, Alemanha, juntamente com a Áustria-Hungria e mais tarde o Império Otomano, ficaram conhecidos como "As Potências Centrais".
Em 1917 a Rússia terminou com ações hostis contra as Potências Centrais após a queda do Czar. Os Bolcheviques negociaram o Tratado de Brest-Litovsk com a Alemanha apesar de ter custado muito à Rússia. Apesar de a Alemanha ter trocado do Frente Oriental para a Ocidental grande quantidade de forças após o Tratado de Brest-Litovsk, não conseguiu parar o avanço dos aliados, especialmente com a entrada das tropas norte-americanas em 1918.
A própria guerra foi também uma oportunidade para as nações combatentes exibirem sua força militar e engenhosidade tecnológica. Os alemães introduziram a metralhadora e gases mortais. Os britânicos foram os primeiros a usar tanques. Ambos os lados tiveram uma oportunidade de testar suas novas aeronaves para ver se elas poderiam ser usadas em combate. Acreditou-se que a guerra seria curta, mas desde que a guerra de trincheiras foi criada como a melhor forma de defesa, os avanços em ambos os lados foram muito lentos. Portanto, a guerra arrastou-se por um período mais longo e causou mais fatalidades que o esperado.
Quanto a guerra finalmente terminou em 1918, os resultados aprontaram o cenário para os próximos cinquenta anos. Primeiro e mais importante, os alemães foram forçados a assinar o Tratado de Versalhes, forçando-os a fazer pagamentos exorbitantes para reparar os danos causados durante a Guerra. Muitos alemães sentiram que aquelas reparações eram injustas porque eles não haviam de fato "perdido" a guerra nem sentiam que haviam causado a guerra. A Alemanha nunca foi ocupada por tropas aliadas, no entanto teve que aceitar um governo democrático liberal imposto pelos vitoriosos após a abdicação do Kaiser Wilhelm II (Guilherme II).
Muito do mapa da Europa foi redesenhado pelos vitoriosos baseados na teoria que guerras futuras poderiam ser prevenidas se todos os grupos étnicos tivessem sua própria "pátria". Novos estados como a Jugoslávia e Checoslováquia foram criados do antigo Império Áustro-Húngaro para acomodar as aspirações nacionalistas desses grupos. Um órgão internacional chamado de a Liga das Nações foi formado para mediar disputas e prevenir futuras guerras, apesar de que sua efetividade foi severamente limitada, entre outras coisas, pela recusa dos Estados Unidos de se juntar a ela.
O mundo inteiro sentiu o gosto amargo do que o combate industrializado em escala mundial poderia fazer. A ideia de guerra como uma nobre defesa de um país por uma boa causa desapareceu, quando os povos de todas as nações refletiram acerca das deficiências de seus líderes, que haviam causado a dizimação de toda uma geração de jovens. Ninguém tinha interesse em outra guerra de tamanha magnitude. O pacifismo tornou-se popular e virou moda.
- Tropas russas se posicionando. O cenário se formava
- Fokker Dr. I
- A queda muro de Berlim em 9 de novembro de 1989, a vitória capitalista na Guerra Fria

#### Revolução Russa
A Revolução Russa de 1917 deflagrou uma onda de revoluções comunistas por toda a Europa, alertando muitos de que uma revolução mundial socialista poderia ser realizada em um futuro próximo (ver: Revoluções de 1917-23). Contudo, as revoluções europeias foram derrotadas, Lenin morreu em 1924, e em poucos anos Josef Stalin deslocou Leon Trotsky como o líder "de facto" (ver: Divergências entre Stalin e Trotsky) e concentrou-se no "socialismo em um só país". Abandonou a NEP (Nova Política Econômica), instituída em 1922 por Lenin e, embarcou em um plano ousado de coletivização forçada e industrialização acelerada com seus planos quinquenais. A maioria dos socialistas e mesmo muitos comunistas tornaram-se desiludidos com o subjugo autocrático de Stalin, suas punições e assassínios de seus "inimigos" no grande Expurgo, assim como as notícias de fome (Holodomor), democídio que ele impôs ao seu próprio povo.
O comunismo fortaleceu-se nas democracias ocidentais enquanto a economia global implodiu em 1929 naquilo que ficou conhecido como Grande Depressão. Muitas pessoas viram isso como o primeiro estágio do fim do sistema capitalista e foram atraídos para o comunismo como uma solução à crise econômica.
- Lenin e Kalinin em 1920.
- Foice e martelo. Símbolo de uma das correntes político-econômicas deste século: o Comunismo.
- Conosco Deus, pela ressurreição da Rússia! Propaganda anticomunista do Exército Branco russo.

### Entre duas guerras
"Entreguerras" é a denominação dada ao período que se estende do fim da primeira guerra mundial, em 11 de novembro de 1918, até o início da segunda guerra mundial, em 1 de setembro de 1939.
O período foi marcado pela quebra da bolsa de Nova Iorque, associada a graves tensões políticas, culminando com a ascensão dos regimes totalitários em alguns países europeus e também no resto do mundo. Na Alemanha e na Itália, surgiram o nazismo e o fascismo, respectivamente. No Brasil, além do surgimento de um movimento de inspirações semelhantes ao fascismo, o integralismo, houve a ascensão de Getúlio Vargas ao poder, instaurando o Estado Novo. Esse período entreguerras pôs fim à hegemonia do capitalismo, e o socialismo foi colocado em prática. Quando o socialismo infiltrou-se na Rússia deu origem aos partidos de oposição ao czarismo.

#### Depressão económica

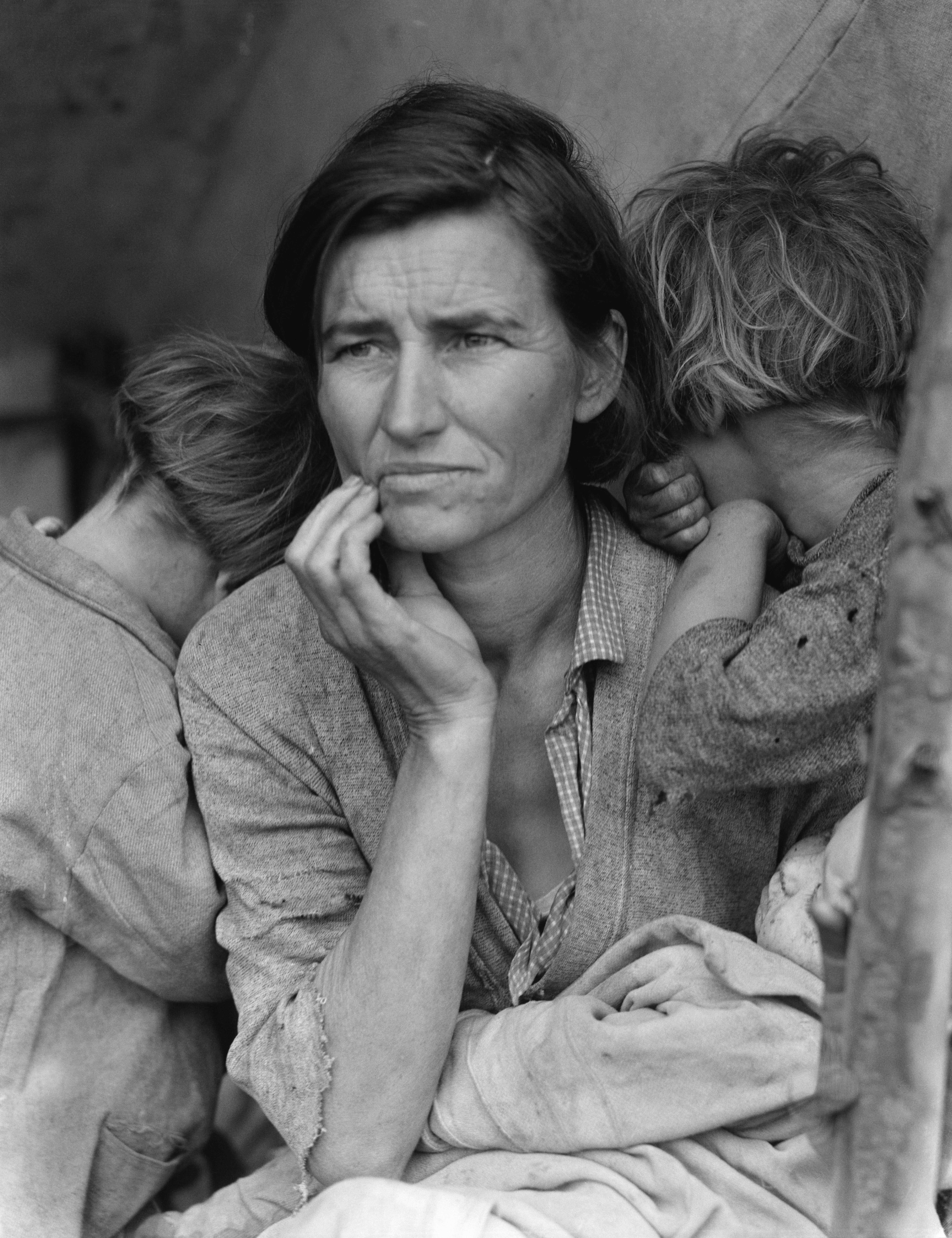
Migrant Mother, de Dorothea Lange, uma das fotografias americanas mais famosas da década de 1930, mostrando Florence Owens Thompson, mãe de sete crianças, de 32 anos de idade, em Nipono, Califórnia, março de 1936, em busca de um emprego ou de ajuda social para sustentar sua família. Seu marido havia perdido seu emprego em 1931, e morrera no mesmo ano. Foto apontada pela revista Life como uma das 100 Fotografias que Mudaram o Mundo

A economia após a Primeira Guerra Mundial permaneceu forte ao longo da década de 1920. A guerra proveu estímulo para a indústria e para a atividade econômica em geral. Houve muitos sinais de alerta predizendo o colapso do sistema econômico global em 1929 que foram de uma maneira geral incompreendidos pelas lideranças políticas da época. A resposta à crise geralmente fez a situação piorar, uma vez que milhões de pessoas assistiram suas economias tornarem-se irrisórias e a ideia de um emprego estável com um salário razoável se dissipando.
Muitos procuraram repostas em ideologias alternativas como o comunismo e o fascismo. Eles acreditavam que o sistema econômico estava em colapso e novas ideias eram necessárias para resolver a crise. As primeiras respostas à crise eram baseadas na pressuposição que o mercado livre iria corrigir a si mesmo, contudo, este fez pouco para corrigir a crise ou aliviar o sofrimento de muitas pessoas. Portanto, a ideia de que um sistema existente seria reformado pela intervenção governamental na economia (keynesianismo) ao invés de uma abordagem laissez-faire tornou-se proeminente como uma solução para a crise.
Governos democráticos assumiram a responsabilidade de prover serviços necessários para na sociedade e aliviar a pobreza e assim nascia o estado de bem-estar social. Estes dois princípios político-econômicos, a crença em intervenção governamental e o estado de bem-estar social, como oposição à crença de que o mercado livre e instituições privadas, iria definir muitas batalhas políticas pelo resto do século.

#### A ascensão das ditaduras
O fascismo apareceu pela primeira vez na Itália com a ascensão ao poder de Benito Mussolini em 1922.
Quando Adolf Hitler chegou ao poder na Alemanha em 1933, uma nova variante do fascismo chamada nazismo apoderou-se da Alemanha, extinguiu a república de Weimar e encerrou a experiência alemã com a democracia.
O Partido Nacional Socialista na Alemanha era dedicado à restauração da honra e do prestígio alemão, a unificação dos povos de língua germânica e a anexação da Europa Central e Oriental como estados vassalos, com a população eslava servindo com trabalho escravo para atender aos interesses econômicos alemães. Houve também um grande apelo para a pureza racial (a ideia de que os alemães eram a Herrenvolk ou raça mestra) e um vicioso antissemitismo/antijudaísmo que promoveu a ideia de que os judeus eram sub-humanos (Untermensch) e dignos apenas de extermínio.
- Suástica: símbolo máximo do nazismo
- Benito Mussolini e Adolf Hitler
- Símbolo do Antifascismo (ver: Resistência alemã e Resistência italiana).

Muitos povos na Europa Oriental e os Estados Unidos saudaram a ascensão de Hitler com alívio ou indiferença. Não viam nada de errado com uma Alemanha forte pronta para desafiar a ameaça comunista ao Ocidente (ver: Anticomunismo). O antissemitismo durante a Grande Depressão rapidamente se espalhou já que muitos estavam contentes de culpar os judeus de causar a crise econômica (ver: Dolchstoßlegende - "Lenda da punhalada pelas costas").
Hitler começou a colocar seu plano em movimento, anexando a Áustria no Anschluss, ou reunificação da Áustria com a Alemanha, em 1938. Ele então negociou a anexação dos Sudetos (Sudentenland), uma área montanhosa de língua alemã da Tchecoslováquia, na Conferência de Munique. Os britânicos estavam ávidos de evitar guerra e acreditavam na promessa de Hitler de proteger a segurança do estado checo. Hitler anexou o resto do estado checo logo a seguir. Não poderia mais ser dito que Hitler estava puramente interessado em unificar o povo alemão.
O fascismo não era a única forma de ditadura a ascender no período pós-guerra. Quase todas as novas democracias nas nações da Europa Oriental caíram e foram substituídas por regimes autoritários. A Espanha também tornou-se uma ditadura sob a liderança do General Francisco Franco após a Guerra Civil Espanhola. Estados totalitários tentaram alcançar controle total sobre seus povos bem como sua total lealdade. Eles mantiveram o estado sobre o indivíduo, e foram responsáveis por alguns dos piores atos na história, como o Holocausto, ou mesmo um Grande Expurgo perpetrado por Estaline em seu próprio povo mais tarde quando seu regime foi responsável por milhões de mortes. De fato, nesse momento, a democracia parecia estar em declínio. Foi um período de medo e dúvida, explorado por diversos homens inescrupulosos que cometeram atos terríveis com o apoio de suas populações.

### Segunda Guerra Mundial

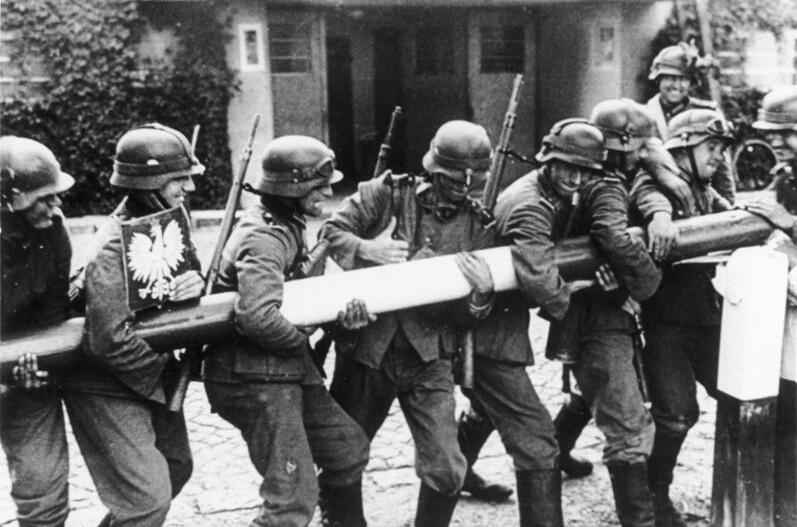
1º de Setembro de 1939: soldados alemães derrubam a fronteira da Polônia

O marco inicial ocorreu no ano de 1939, quando a Wehrmacht (forças armadas alemãs) e o Exército Vermelho (URSS) invadiram a Polônia (ver: Invasão da Polônia e Invasão soviética da Polónia). De imediato, a França e a Inglaterra declararam guerra à Alemanha. De acordo com a política de alianças militares existentes na época, formaram-se dois grupos: Aliados (liderados por Inglaterra, URSS (desde 1941), França e Estados Unidos) e o Eixo (Alemanha Nazista, Itália e Japão). A 27 de setembro de 1940, em Berlim, as Potências do Eixo firmaram o Pacto Tripartite. A Segunda Guerra Mundial (1939–1945) opôs os Aliados às Potências do Eixo, tendo sido o conflito que causou mais vítimas em toda a história da Humanidade. As principais potências aliadas eram a República da China, a França, a Grã-Bretanha, a União Soviética e os Estados Unidos. O Brasil se integrou aos Aliados em 1943. A Alemanha, a Itália e o Japão, por sua vez, perfaziam as forças do Eixo. Muitos outros países participaram na guerra, quer porque se juntaram a um dos lados, quer porque foram invadidos, ou por haver participado de conflitos laterais. Em algumas nações (como a França e a Jugoslávia), a Segunda Guerra Mundial provocou confrontos internos entre partidários de lados distintos. O líder alemão de origem austríaca Adolf Hitler, Führer do Terceiro Reich, pretendia criar uma "Nova Ordem Nazista" na Europa, baseada nos princípios nazistas da suposta superioridade alemã, na exclusão; e, supostamente eliminação física incluída; de algumas minorias étnicas e religiosas, como os judeus e os ciganos, bem como deficientes físicos e homossexuais; na supressão das liberdades e dos direitos individuais e na perseguição de ideologias liberais, socialistas e comunistas.

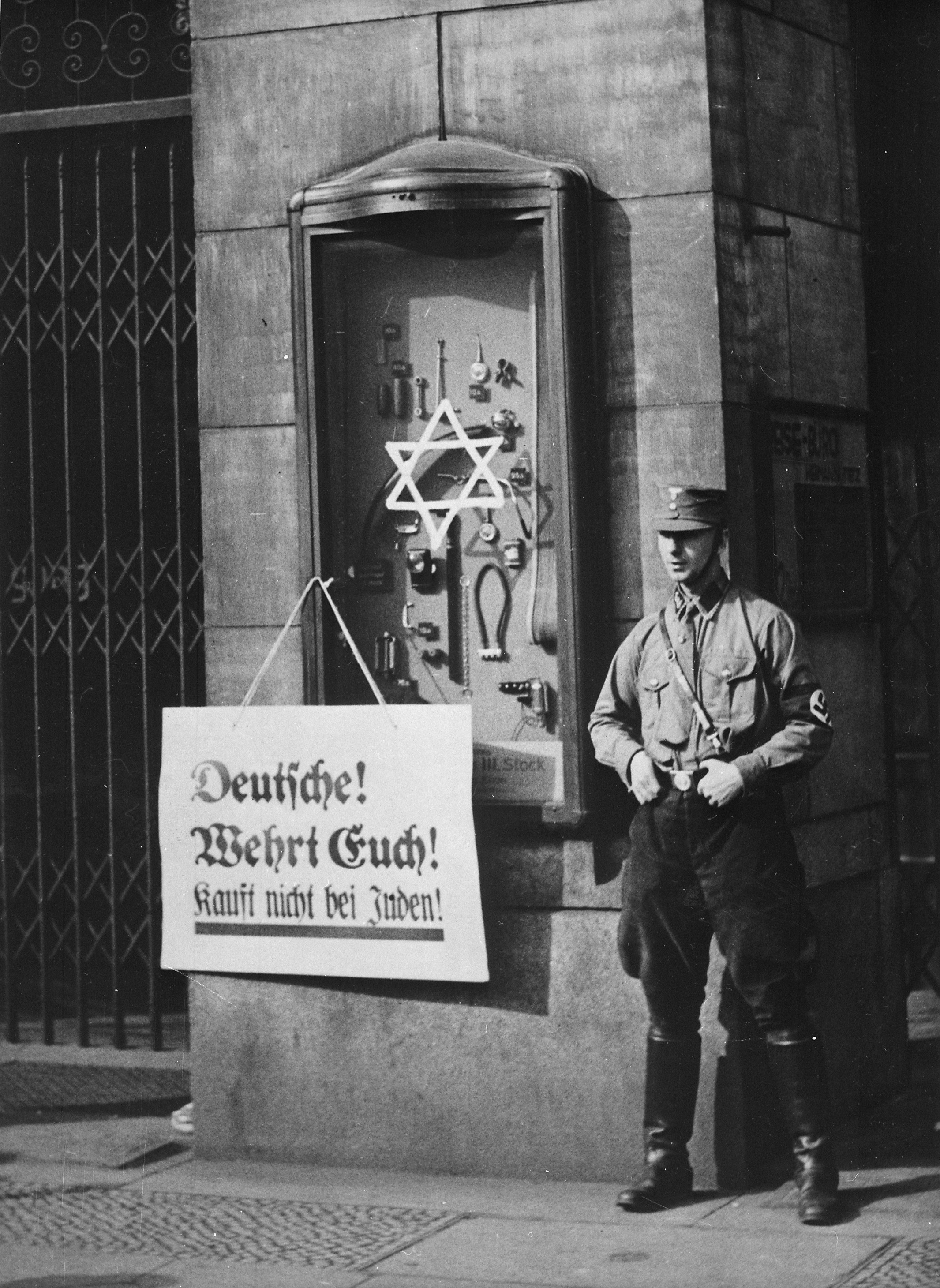
Antissemitismo na Alemanha Nazista: "Não compre dos Judeus!"

Tanto a Itália como o Japão entraram na guerra para satisfazer os seus propósitos expansionistas (ver: Grande Itália e Expansionismo japonês). As nações aliadas (como a França, a Grã-Bretanha e os Estados Unidos) opuseram-se a estes desejos das potências do Eixo. Estas nações, juntamente com a União Soviética, após a invasão desta pela Alemanha (operação Barbarossa), constituíram a base do grupo dos Aliados.
O período de 1939 a 1941 foi marcado por vitórias do Eixo, lideradas pelas forças armadas da Alemanha, que conquistou o Norte da França, Iugoslávia, Polônia, Ucrânia, Noruega e territórios no norte da África. O Japão anexou a Manchúria, enquanto a Itália conquistava a Albânia e territórios da Líbia.
Em 1941 o Japão ataca a base militar norte-americana de Pearl Harbor no Oceano Pacífico (Havaí). Após este fato, considerado uma traição pelos norte-americanos, os estados Unidos entraram no conflito ao lado das forças aliadas.
De 1941 a 1945 ocorreram as derrotas do Eixo, iniciadas com as perdas sofridas pelos alemães no rigoroso inverno russo durante a batalha de Stalingrado. Neste período, ocorre uma regressão das forças do Eixo que sofrem derrotas seguidas. Com a entrada dos Estados Unidos, os aliados ganharam força nas frentes de batalhas.
O Brasil participa diretamente, enviando para a Itália (região de Monte Cassino) os pracinhas da FEB, Força Expedicionária Brasileira. Os cerca de 25 mil soldados brasileiros conquistam a região, somando uma importante vitória ao lado dos Aliados.

#### A guerra na Europa

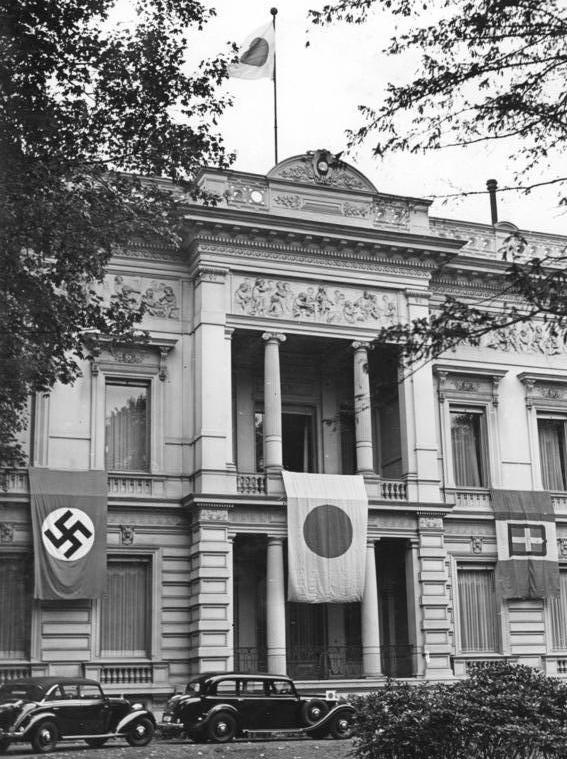
Bandeiras do Terceiro Reich, Império do Japão e Reino de Itália em Berlim, quando da oficialização do Pacto Tripartite em setembro de 1940

Logo após os eventos na Checoslováquia, Reino Unido e França garantiram proteção à Polônia, que parecia ser o próximo na lista de Hitler. A Segunda Guerra Mundial oficialmente começou em 1 de setembro de 1939. Nesta data, Hitler lançou sua Blitzkrieg, ou guerra-relâmpago, contra a Polônia. Grã-Bretanha e França, para grande surpresa de Hitler, imediatamente declararam guerra à Alemanha, mas a ajuda que podiam oferecer à Polônia era irrisória. Apenas poucas semanas depois, as forças polacas estavam subjugadas e o seu governo fugiu para o exílio em Londres.
Iniciando a II Grande Guerra, os alemães haviam lançado um novo tipo de estratégia de guerra, caracterizado pelas forças altamente móveis e o uso de aeronaves de grande porte. A estratégia alemã se concentrava na devoção do Wehrmacht, ou forças armadas alemãs, no uso de grupos de tanques, chamados de divisões Panzer, e grupos de infantaria móvel, em harmonia com incansáveis ataques do céu. Cerco também era uma parte importante da estratégia. Esta mudança esmagou qualquer expectativa de que a Segunda Guerra Mundial seria lutada nas trincheiras como a primeira.
Enquanto as forças de Hitler conquistavam a Polônia, a União Soviética, sob o Secretário Geral Josef Stalin, estava agindo para garantir territórios em uma parte secreta de um tratado de não-agressão (o Pacto Molotov-Ribbentrop) entre a URSS e a Alemanha. Este tratado deu a Stalin caminho livre para as repúblicas bálticas da Estônia, Letônia e Lituânia, assim como a Polônia Oriental, todos que permaneceriam como possessões soviéticas após a guerra. Em 17 de Setembro teve início a Invasão Soviética da Polónia. Stalin também lançou um ataque à Finlândia, que ele esperava reduzi-la a nada além de um estado fantoche soviético, mas o Exército Vermelho encontrou dura resistência no que ficou conhecido como a Guerra do Inverno, e teve sucesso em ganhar apenas um limitado território dos finlandeses. Esta ação levaria mais tarde a uma aliança entre os finlandeses e a Alemanha quando do ataque à União Soviética em 1941.
Após a derrota da Polônia, um período conhecido como Guerra de Mentira aconteceu durante o inverno de 1939-1940. Tudo isso mudou em 10 de maio, 1940, quando os alemães lançaram um ataque massivo aos Países Baixos (Bélgica, Holanda e Luxemburgo), mais provavelmente para superar a Linha Maginot de defesas nas fronteiras franco-alemãs. Com isto testemunhou-se a incrível queda do Eben Emael, um forte belga considerado inviolável e guardado por 600 belgas, a uma força de apenas 88 paraquedistas alemães. O pior foi que o Rei Leopoldo III da Bélgica se rendeu aos alemães em 28 de maio sem avisar seus aliados, expondo o flanco inteiro das forças aliadas para grupos de panzers alemães. Seguindo-se à conquista dos Países Baixos, Hitler ocupou a Dinamarca e a Noruega, começando em 9 de abril de 1940. A Noruega era mais importante estrategicamente por causa de suas rotas navais que supriam minas suecas cruciais para a máquina de guerra nazista. A Noruega resistiu por algumas semanas cruciais, mas a Dinamarca rendeu-se após apenas quatro dias.
Com o desastre nos Países Baixos, a França, considerada àquela época possuir o melhor exército do mundo, durou apenas quatro semanas, com Paris sendo ocupada em 14 de junho. Três dias depois, o Marechal Philippe Pétain se rendeu aos alemães. A disputa na França também levou a um dos maiores mistérios da guerra, e o primeiro grande tropeço de Hitler, na batalha de Dunquerque, onde um terço de milhão de soldados britânicos e franceses encurralados foram evacuados não apenas por barcos de guerra britânicos, mas por cada barco que o exército conseguiu encontrar, incluindo botes de pesca. Hitler se recusou a "arriscar" seus panzers em ação em Dunquerque, seguindo conselho do Ministro da Aeronáutica Herman Göring e permitindo à Luftwaffe, ou Força Aérea alemã, cuidar do serviço. A ironia nisso foi que os homens que escaparam formariam a cúpula do exército que invadiria as praias da Normandia em 1944. Hitler não ocupou toda a França, mas por volta de três quartos, incluindo toda a costa do Atlântico, permitindo que o Marechal Pétain permanecesse como ditador de uma área conhecida como França de Vichy. Contudo, membros do Exército francês que escaparam se uniram ao redor do General Charles de Gaulle para criar as Forças Francesas Livres, que continuaria a batalhar com Hitler por uma França independente. Neste momento, Mussolini declarou guerra aos aliados em 10 de Junho, pensando que a guerra estava quase acabada, mas ele conseguiu ocupar apenas alguns poucos metros do território francês. Ao longo da guerra, os italianos seriam muito mais um peso aos nazistas do que uma mão, e mais tarde custariam a eles um tempo precioso durante a ocupação da Grécia.
Aqui está uma das maiores ironias da história. Hitler agora permanecia em uma posição única. Ele já havia conquistado um montante incrível de território em um curto espaço de tempo, e teve a chance de dominar toda a Europa (ver: Europa ocupada pela Alemanha Nazista). Certamente, de um ponto de vista militar, é incrível que Hitler tivesse perdido a II Guerra Mundial. Ao longo de 1940 e 1941, ele tomou conhecimento e controle virtual da Hungria, Romênia e Bulgária, assim como a Finlândia como um desconfortável aliado. O segredo é que Hitler apoiou as ideias de generais como Heinz Guderian, geralmente chamado de profeta da guerra acelerada, e Erwin Rommel, um gênio militar que emergiu na II Guerra Mundial. Hitler atribuiu seus sucessos ao seu próprio gênio militar, e sua autoconfiança seria mais tarde a principal causadora da derrota da Alemanha. Hitler poderia agora tornar-se governante da Europa, e possivelmente ditador do mundo, se ele apenas tivesse seguido os planos de senso comum defendidos pelos muitos generais alemães. Contudo, ele não seguiu, salvando o mundo de dominação nazista.

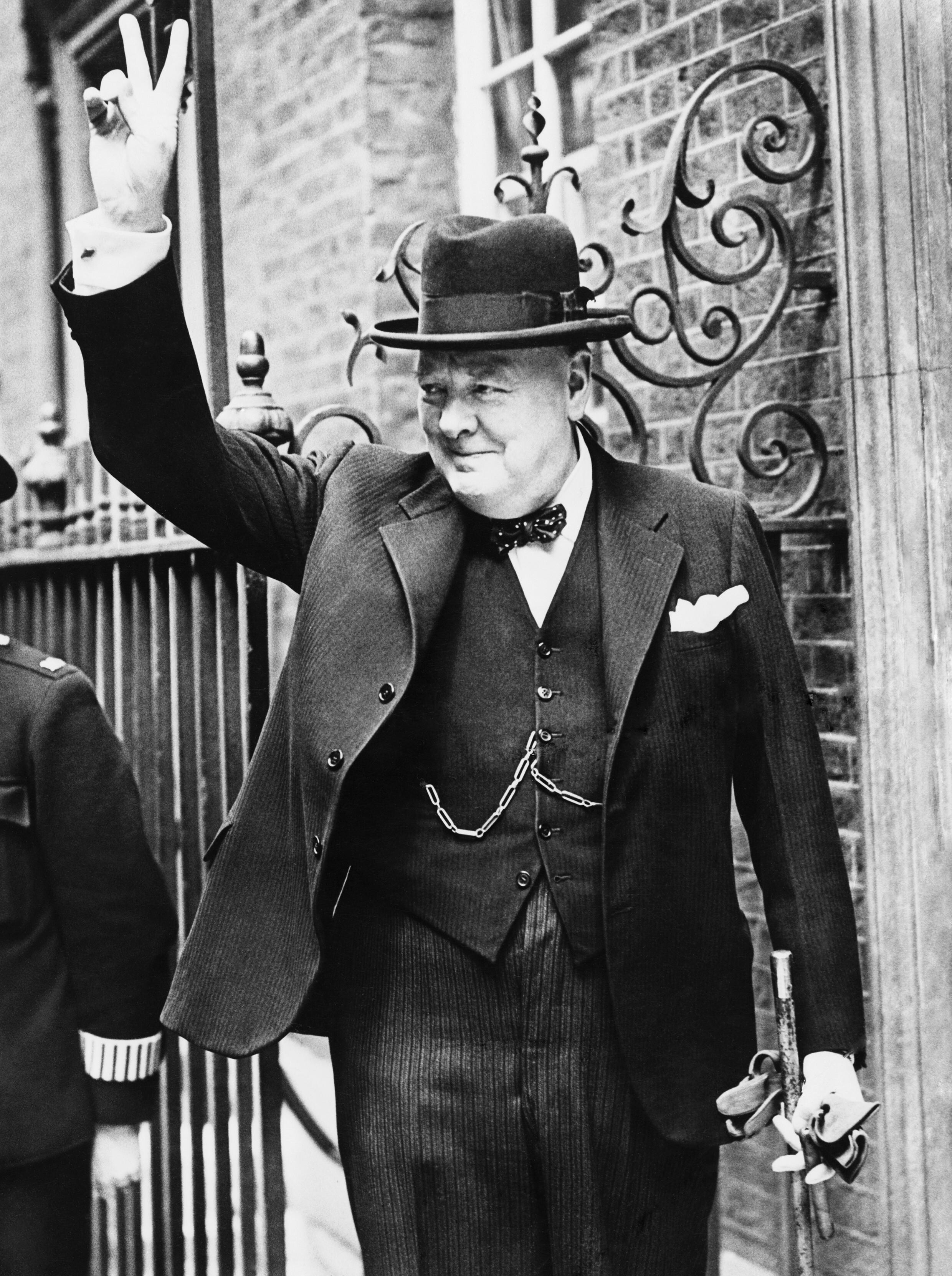
Winston Churchill

Hitler agora se vira para a Grã-Bretanha, que ficou sozinha contra ele. Ele ordenou a seus generais que desenhassem planos de invasão, com o nome código de Operação Leão Marinho, e ordenou à Luftwaffe para lançar um ataque aéreo maciço contra as ilhas britânicas, o que viria a ser conhecido como Batalha da Grã-Bretanha. Os britânicos no começo sofreram perdas consideráveis, mas conseguiram virar a guerra contra a Alemanha, abatendo 2 698 aviões alemães ao longo do verão de 1940 contra apenas 915 perdas da Royal Air Force (RAF). O ponto-chave da virada aconteceu quando os alemães interromperam ataques bem-sucedidos contra fábricas britânicas de aviões e estações de comando e coordenação de radar e passaram a bombardear civis, o que ficou conhecido como bombardeio de terror usando o distinto som de "bomba" criado pelo bombardeiro alemão, o Stuka. A mudança veio após uma pequena força de bombardeio britânica ter atacado Berlim. Hitler ficou furioso. Contudo, esta decisão de mudar o foco do ataque permitiu aos britânicos reconstruir a RAF e mais tarde forçar os alemães a adiar indefinidamente a Leão Marinho.
A importância da Batalha da Bretanha é que ela marcou o começo da derrota de Hitler. Em segundo lugar, marcou o advento do radar como uma arma fundamental na guerra aérea moderna. Com o radar, esquadrões de combatentes poderiam ser rapidamente organizados para responder aos bombardeiros que vinham tentar bombardear alvos civis. Também foi possível a identificação do tipo e um palpite no número de aeronaves inimigas a caminho, assim como rastrear aviões amigos.
Hitler, abatido por sua derrota sobre os céus da Inglaterra, agora mirava a leste para a União Soviética. Apesar de ter assinado o pacto de não-agressão com Estaline, Hitler desprezava o comunismo e desejava destruí-lo na terra de seu nascimento. Ele originalmente planejou lançar o ataque no começo da primavera de 1941 para evitar o desastroso inverno russo. Contudo, um golpe pró-aliado na Jugoslávia e a derrota quase vergonhosa de Mussolini em sua invasão à Grécia da ocupada Albânia fez com que Hitler lançasse uma campanha pessoal de vingança na Jugoslávia e ocupasse a Grécia ao mesmo tempo. Os gregos teriam uma vingança amarga; o ataque causou um atraso de muitas semanas cruciais da invasão da Rússia.

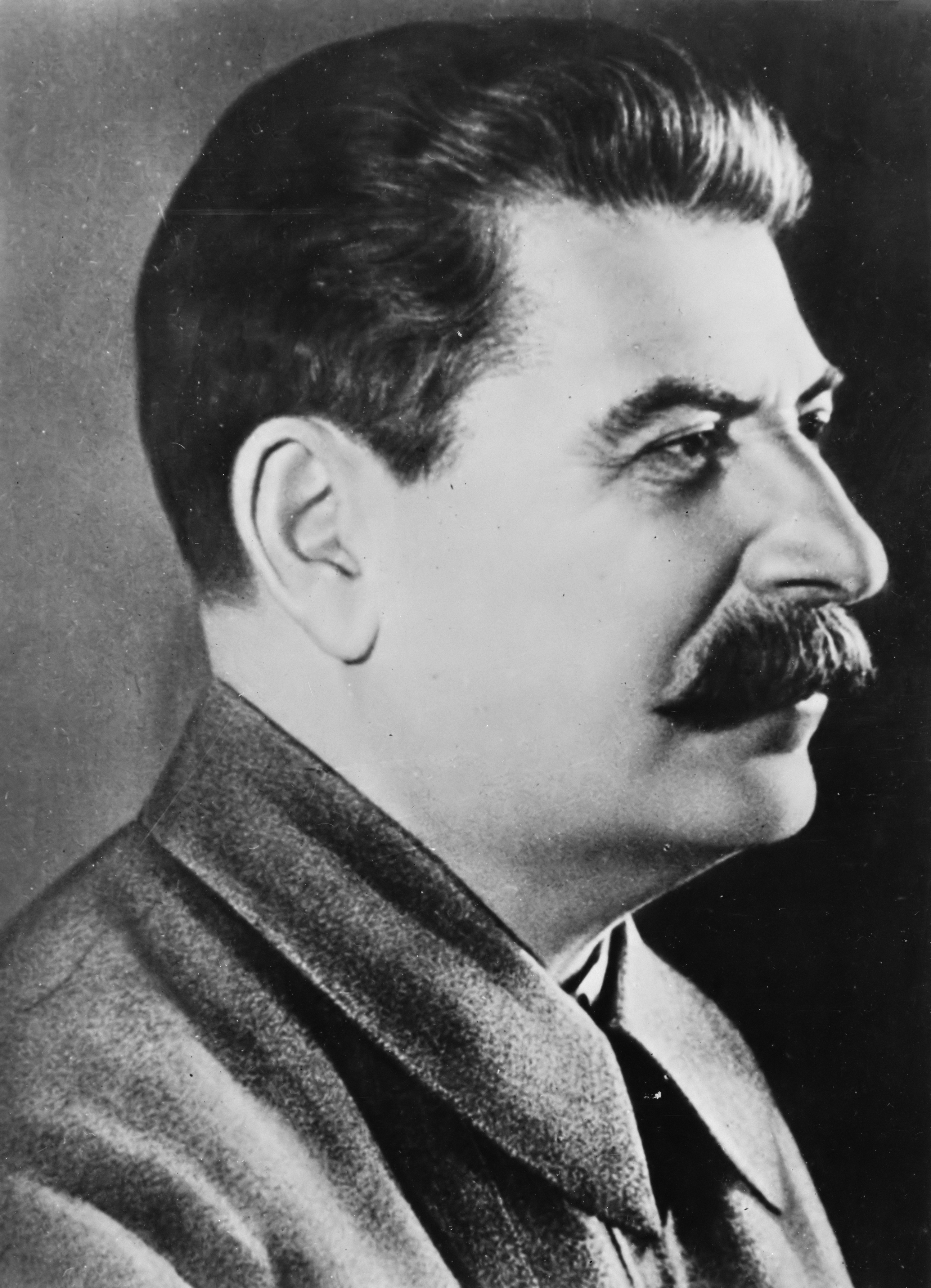
Josef Stalin

Em 22 de Junho de 1941, Hitler apontou a Estaline o maior exército que o mundo havia visto. Mais de três milhões de homens e suas armas foram postos em serviço contra os soviéticos. Estaline havia sido avisado sobre o ataque, tanto por outros países quanto por sua própria rede de inteligência, mas havia se recusado a acreditar nisso. Portanto, o exército russo estava totalmente despreparado e sofreu incríveis retiradas no início da guerra, apesar das ordens de Estaline de contra-atacar os alemães. Ao longo de 1941, forças alemãs, divididas em 3 grupos do exército (Grupo do Exército A, Grupo do Exército B e Grupo do Exército C), ocuparam os estados bálticos da Ucrânia e Bielorrússia, levantaram cerco em Leningrado (atual São Petersburgo) e avançou até 22 quilômetros de Moscovo. Neste momento crucial, o inverno russo, que começou cedo naquele ano, atrasou o Wehrmacht alemão a um ataque aos portões de Moscovo. Estaline havia planeado evacuar a cidade, e já tinha movido funções importantes do governo, mas decidiu ficar e lutar pela cidade. Tropas recentemente chegadas do leste sob o comando do gênio militar Marechal Gueorgui Júkov contra-atacaram os alemães e os afastaram de Moscovo. O exército alemão então enfrentou o inverno.

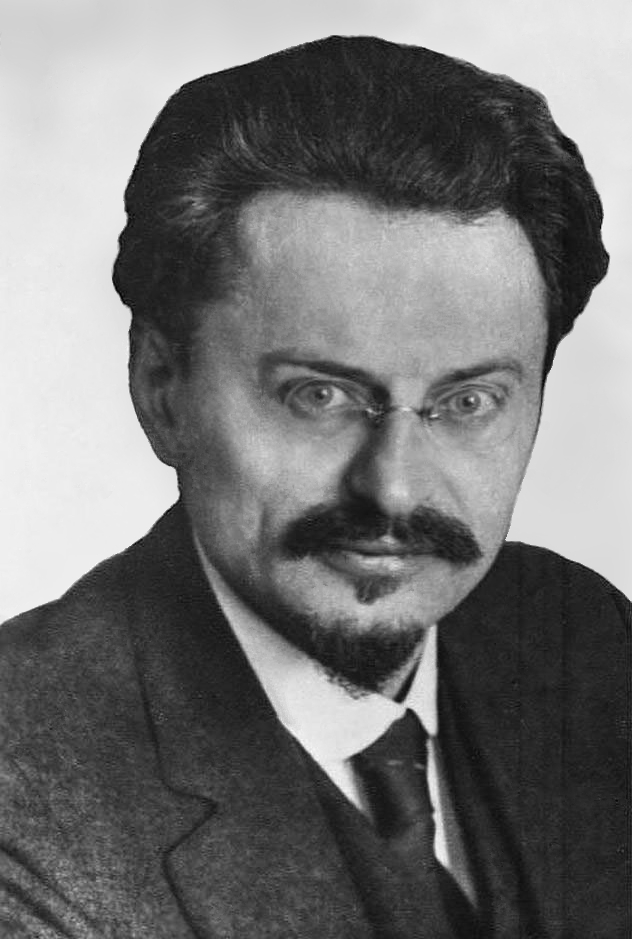
Leon Trotsky

Aqui marca o terceiro grande tropeço de Hitler. Ele poderia ter ganho a guerra da URSS exceto por algumas razões. Uma, ele começou a guerra tarde demais para evitar o inverno russo. Segundo ele tentou capturar muito território muito rápido; ele queria que o exército alemão avançasse sem parar até os Urais, o que somava 2 600 000 km² de território, quando ele provavelmente deveria ter se concentrado em tomar Moscovo e então partir para o coração da União Soviética. Terceiro, ele ignorou a experiência similar de Napoleão Bonaparte quase cento e cinquenta anos antes em sua tentativa de conquistar a Rússia. Apesar disso, Estaline não estava em uma boa posição. Aproximadamente dois quintos do poder industrial da URSS estava em mãos alemãs. Além disso, os alemães eram no início vistos por muitos como libertadores lutando contra os comunistas. Estaline também não era um general muito hábil, e assim como Hitler, no início tentou lutar na guerra como um estrategista militar. Contudo, Hitler conseguiu virar todas as vantagens que tinha contra si, e perdeu a única esperança que restava: conquistar o Cáucaso e tomar controle do Norte da África e do Oriente Médio rico em petróleo.
Mussolini lançou uma ofensiva no Norte africano da Líbia, controlada pelos italianos, contra o Egito, controlada por britânicos. Contudo, os britânicos esmagaram os italianos e estavam prestes a conquistar a Líbia. Hitler decidiu ajudar enviando alguns milhares de tropas, uma divisão da Luftwaffe (o Afrika Korps) sob comando do primeiro-general Erwin Rommel. Rommel decidiu usar sua pequena força para repetidamente esmagar as forças maciçamente superiores do Reino Unido e recapturar a cidade portuária de Tobruk e avançar até o Egito. Contudo, Hitler, enrolado com sua invasão à União Soviética, recusou mandar Rommel e mais tropas. Se tivesse, Rommel poderia ter conquistado o Oriente Médio, onde os regimes aliados ao Eixo tinham tomado a rota no Iraque e Pérsia (atual Irão). Lá, Rommel poderia ter cortado uma das principais rotas de fornecimento aos soviéticos através da Pérsia, e ajudado a tomar o Cáucaso, virtualmente neutralizando a efetividade britânica na guerra e potencialmente selando o destino da URSS. Contudo, Hitler tropeçou novamente, jogando fora os últimos vestígios da vantagem alemã em sua ofensiva em 1942.
Após o inverno, Hitler lançou uma ofensiva nova na primavera de 1942, com o objetivo de capturar o Cáucaso rico de petróleo e a cidade de Estalingrado. Contudo, ele repetidamente mudou suas tropas para onde elas não eram mais necessárias. A ofensiva falhou, e o 6º Exército inteiro, considerada uma das melhores tropas alemãs, ficou aprisionada em Estalingrado. Hitler agora recusou-se a deixar o 6º Exército escapar. Ele insistiu que o exército alemão forçaria sua entrada. Herman Goering também assegurou a Hitler que a Luftwaffe poderia fornecer ao 6º Exército adequadamente, quando ele poderia na realidade apenas fornecer apenas uma fração mínima da munição e da ração necessárias. Consequentemente, o faminto 6º Exército rendeu-se, deixando uma grande surpresa aos alemães. Ao final, a derrota em Estalinegrado foi o momento da virada da guerra no leste.

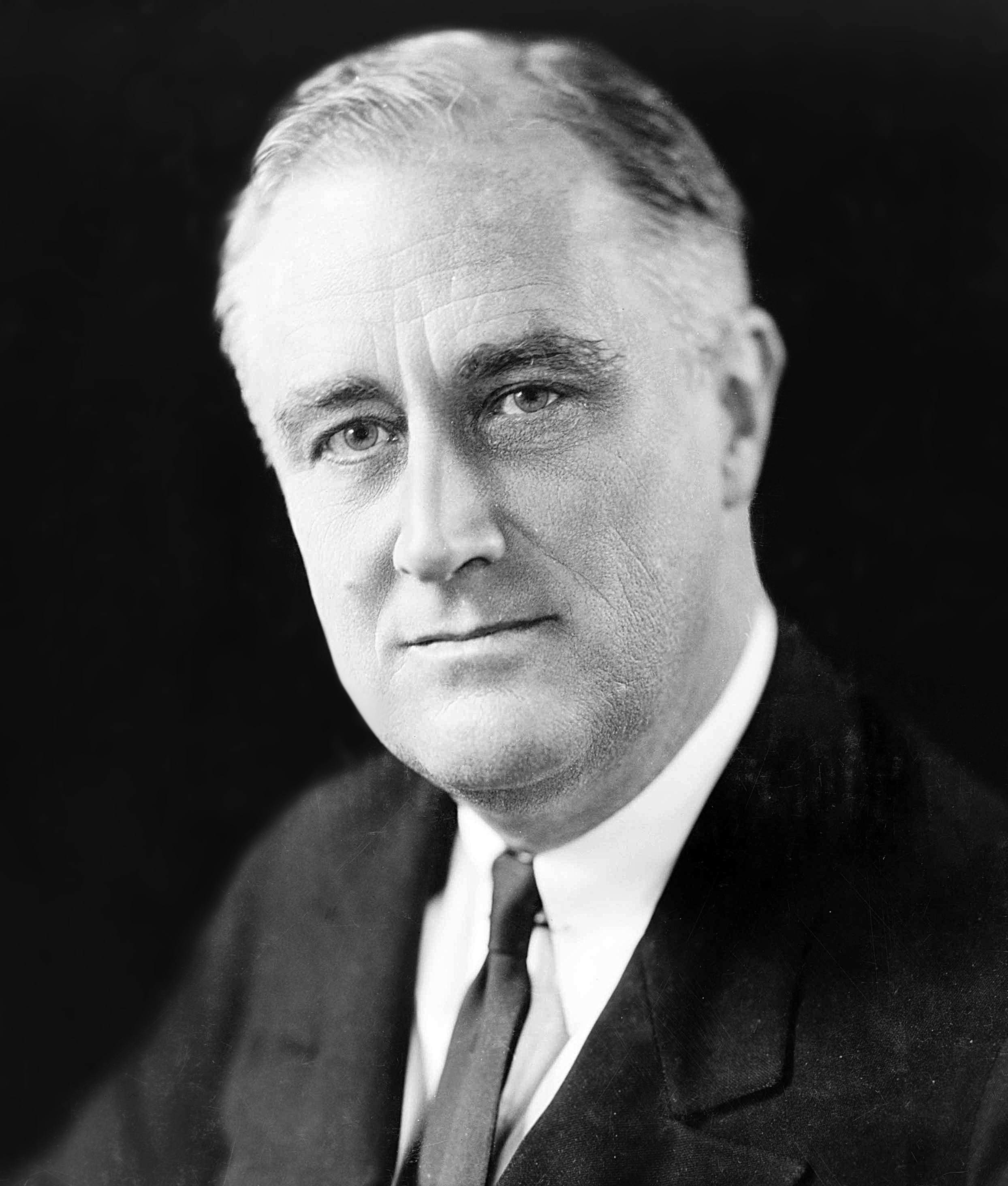
Franklin Delano Roosevelt

Enquanto isso, os japoneses atacaram os Estados Unidos em Pearl Harbor no Havai em 7 de Dezembro de 1941. Este ataque desastroso forçou os norte-americanos a entrarem na guerra. Hitler não precisaria ter declarado guerra aos Estados Unidos, mantendo assim sua neutralidade na Europa, mas não o fez assim. Tanto ele quanto Mussolini declararam guerra apenas alguns dias após o ataque. Naquele momento, a maioria dos generais alemães, preocupados com a guerra na Rússia, nem mesmo perceberam a entrada dos Estados Unidos. Seria um deslize crucial.
Ao longo do resto de 1942 e 1943, os soviéticos começaram a ganhar terreno em relação aos alemães. A batalha de tanques de Kursk é um exemplo. Contudo, a essa altura, Rommel foi forçado a abandonar o norte da África após a derrota em El Alamein, e o Wehrmacht se deparou com grandes baixas que não conseguiria substituir. Hitler também insistiu em uma política de "defesa a todo custo" que proibia a entrega de qualquer território. Ele seguiu a política da "luta até o último homem" que foi completamente ineficiente. No começo de 1944, Hitler havia perdido todas as suas iniciativas na Rússia, e ainda se esforçava para segurar a mudança de maré contra ele.
De 1942 a 1944, os Estados Unidos e a Grã-Bretanha atuaram apenas de uma forma limitada no teatro europeu, muito a contragosto de Estaline. Eles expulsaram os alemães da África, invadindo o Marrocos e a Argélia em 8 de novembro de 1942. Então, em 10 de julho de 1943, os aliados invadiram a Sicília, em preparação para um avanço pela Itália, o "ponto fraco" do Eixo, como Winston Churchill a chamou. Em 9 de setembro, a invasão da Itália começou. No inverno de 1943, a metade sul da Itália estava em mãos Aliadas. Os italianos, muitos deles que não apoiavam a guerra, já haviam se voltado contra Mussolini. Em julho, ele foi extirpado do poder e feito prisioneiro, apesar dos italianos terem contínuo apoio do eixo. Em 8 de Setembro, os italianos se renderam formalmente, mas a maioria da Itália que não estava em mãos aliadas era controlada por tropas alemãs e aqueles leais à nova República Social Italiana de Mussolini (Mussolini foi libertado por paraquedistas alemães), o que consistia na realidade na zona em encolhimento de controle alemão. Os alemães ofereceram dura resistência, mas em 4 de junho de 1944, Roma caiu.
De 1942 a 1944, a Segunda Batalha do Atlântico aconteceu. Os alemães esperavam cortar as linhas vitais de abastecimento entre o Reino Unido e a América, afundando muitas toneladas de carregamento com U-boats, submarinos alemães. Contudo, o desenvolvimento do contratorpedeiro e aeronaves com um alcance de patrulha maior foram eficientes para barrar a ameaça do U-boat. Em 1944, os alemães perderam a Batalha do Atlântico.
Em 6 de junho de 1944, os Aliados Ocidentais finalmente lançam o ataque mais que aguardado ao "Forte Europa" tão pedido por Estaline. A ofensiva, na Frente Ocidental, de nome código Operação overlord, começou cedo pela manhã do dia 6 de junho. O dia, conhecido como Dia D, foi marcado por um clima instável. Rommel, que agora estava a cargo de defender a França contra um possível ataque aliado, pensou que os Aliados não atacariam durante uma tempestade, e foi em um feriado na Alemanha. Aqui, um grande erro ocorreu para os alemães, selando o sucesso da operação. Os alemães esperavam um ataque, mas no porto natural de Calais e não nas praias da Normandia. Eles não sabiam sobre os portos artificiais. Também, pistas plantadas pelos Aliados sugeriam Calais como o local de desembarque.
Nesse ponto, a guerra parecia estar ficando pior para a Alemanha. Em 20 de julho de 1944, um grupo de oficiais alemães tentou assassinar Hitler (o Atentado de 20 de julho, do qual participaram Claus von Stauffenberg, entre outros). A bomba que usaram o feriu, mas a segunda não foi usada, e uma mesa protegeu Hitler em um lance de sorte. Os conspiradores ainda poderiam ter arquitetado um golpe, mas apenas a cúpula da Paris ocupada agiu, prendendo forças da SS e da Gestapo na cidade. O ministro da propaganda alemã, Joseph Goebbels, agiu salvando o dia para Hitler. Esta foi uma dentre várias tentativas da resistência alemã para eliminar Hitler.
Na França, os aliados tomaram a Normandia e finalmente Paris em 25 de agosto. A leste, os russos avançaram quase até a antiga fronteira russo-polaca. Nesse momento, Hitler introduziu as armas-V, o V-1, o V-2 (mais tarde) e, o canhão V-3. V-1 e V-2 foram os primeiros mísseis utilizados na guerra moderna. O V-1 era quase sempre interceptado por pilotos aéreos, mas o V-2 era extremamente rápido e carregava uma grande quantidade de carga. Contudo, este avanço chegou muito tarde na guerra e não teve muito efeito prático. Os alemães estavam também próximos de introduzir um grande número de novas armas terríveis, incluindo aeronaves de propulsão avançada, que eram muito rápidas para aeronaves comuns, e melhorias em submarinos que permitiriam aos alemães lutar novamente de forma eficiente no Atlântico. Tudo isso veio muito tarde para salvar Hitler. Apesar da invasão de setembro na Holanda ter falhado (operação Market Garden), os aliados fizeram avanços contínuos. No verão de 1944, Hitler apostou tudo em uma última tentativa desesperada no Oeste, conhecida como a Batalha do Bulge, que, apesar do avanço inicial, foi um fracasso, por causa da introdução de novos tanques aliados e baixo número de tropas entre os alemães, o que evitou qualquer ação real de ser tomada.

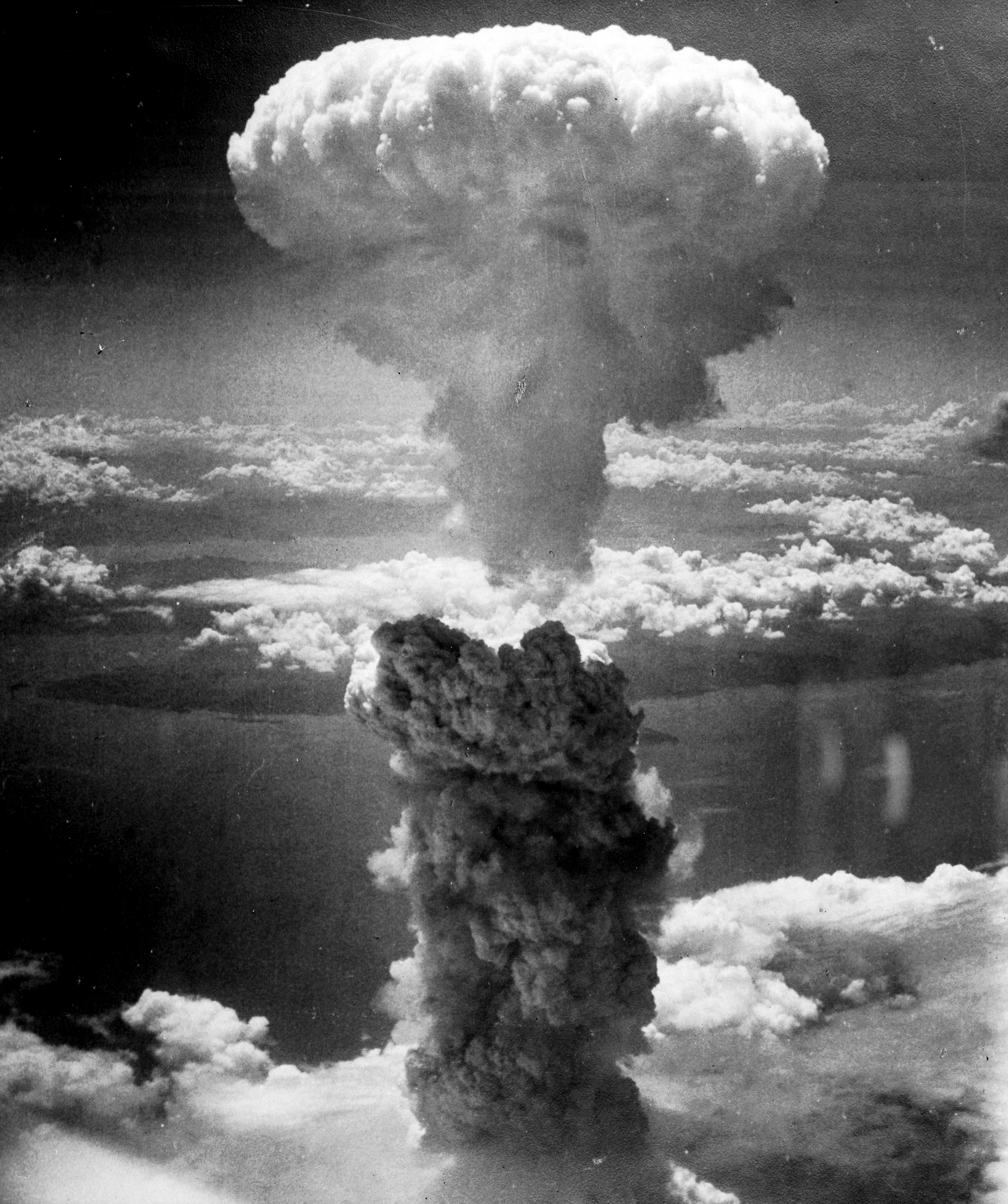
Bombardeio atômico sobre Nagasaki que determinou o fim da II Guerra Mundial

No início de fevereiro de 1945, os três líderes aliados, Franklin Roosevelt, Winston Churchill, e Joseph Stalin se encontraram na recém liberada Yalta na Crimeia na União Soviética na Conferência de Yalta. Ali, eles acordaram em relação a um plano para dividir a Europa do pós-guerra. A maior parte do leste foi para Stalin, que concordou em permitir eleições livre na Europa Oriental, coisa que nunca cumpriu. O oeste ficou para a Grã-Bretanha, França e Estados Unidos. A Alemanha seria dividida entre os quatro, assim como Berlim (ver: Zonas ocupadas pelos Aliados na Alemanha). Aqui o território da Guerra Fria foi estabelecido. As fundações da Cortina de Ferro e da corrida nuclear foram sedimentados por estes três homens em Yalta.
No começo de 1945 Hitler já estava muito enfraquecido. Os russos lançaram um ataque devastador a partir da Polônia, onde libertaram Varsóvia, contra a Alemanha e a Europa Ocidental, com a intenção de tomar Berlim. Os alemães sucumbiram no oeste, permitindo que os aliados penetrassem Alemanha adentro. Entretanto, o comandante das forças aliadas, o general estadunidense Dwight D. Eisenhower, recusou-se a atacar Berlim e, ao invés disso, ficou obcecado com relatórios sobre possíveis atividades de guerrilha no sul do país, o que na verdade só existia na propaganda de Joseph Goebbels. Em 25 de abril os russos tinham Berlim sitiada. Hitler permaneceu na cidade, em seu bunker (Führerbunker), e suicidou-se cinco dias depois, depois de uma cerimônia de casamento com sua amante de longa data, Eva Braun. Os alemães aguentaram mais sete dias sob o comando do Almirante Karl Doenitz, seu novo líder, mas acabaram se rendendo incondicionalmente em 7 de maio, encerrando a guerra na Europa (ver Dia da Vitória na Europa).
Nos dias 6 e 9 de agosto, após os Estados Unidos desenvolverem duas bombas nucleares (Little Boy e Fat Man), uma tropa de americanos as lançaram cada uma sobre as cidades japonesas de Hiroshima e Nagasaki respectivamente, detonando ambas as cidades. Com isso, o Japão finalmente se rendeu no dia 2 de setembro, e assim se encerrou oficialmente a guerra após 6 anos.

#### A guerra do Pacífico
- Tanques japoneses nas Filipinas
- O afundamento do porta-aviões japonês Shoho
- Yamato: O "super navio" japonês

#### O Holocausto

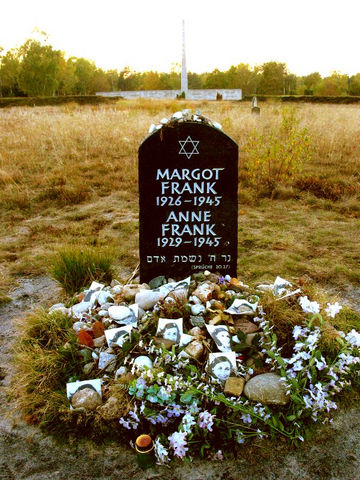
Sepultura simbólica de Margot e Anne Frank, vítimas de Bergen-Belsen

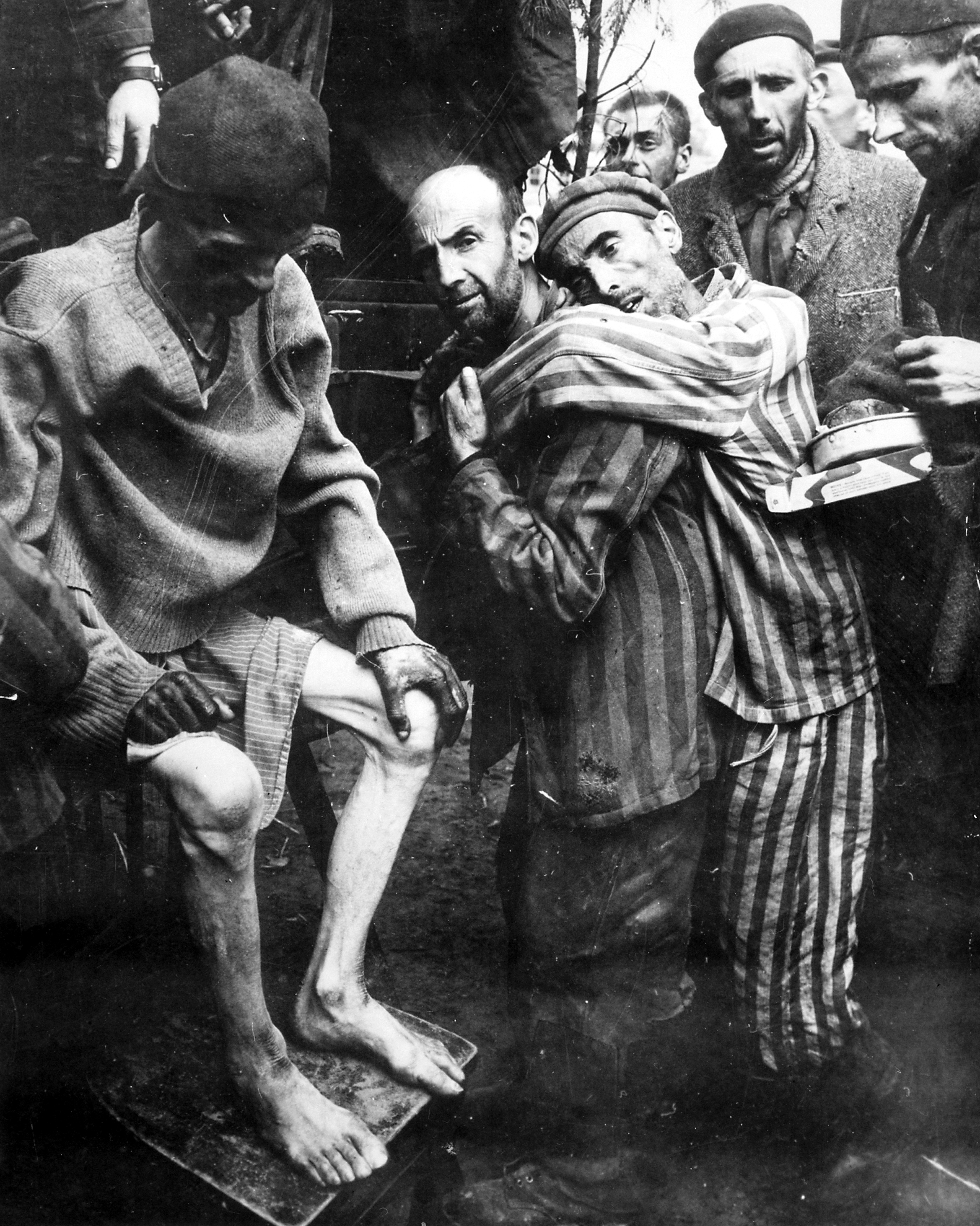
Sobreviventes de um campo de extermínio

O Holocausto (que grosso modo significa "completamente queimado") foi o extermínio deliberado e sistemático de milhões de judeus, ciganos, eslavos, opositores políticos, prisioneiros de guerra soviéticos, homossexuais e doentes mentais e psiquiátricos, dentro do programa governamental denominado Aktion T4, antes e durante a Segunda Guerra Mundial, sob o Terceiro Reich na Alemanha. Alguns autores, porém, consideram que o Holocausto se refere apenas ao extermínio dos judeus.
Na realidade, a perseguição aos judeus teve início com a ascensão ao poder do partido nacional-socialista, muito antes da guerra, sendo o primeiro grande acontecimento a Kristallnacht ("Noite dos Cristais"). Os sentimentos antissemitas que já de há muito existiam de forma latente entre a população alemã foram consistentemente inflamados pela máquina de propaganda nazista (ver: Leis de Nuremberg).
Após a conquista da Polônia, o Terceiro Reich, que havia previamente deportado judeus e outros "indesejados", repentinamente tinha dentro de suas fronteiras a maior concentração de judeus do mundo. A solução foi isolá-los do resto da população, deportando-os para campos de concentração ou obrigando-os a viver em guetos, em condições deploráveis e de superpovoamento. Dezenas de milhares morreram assim de fome e de doença, quantas vezes na própria rua. À medida que a Alemanha ia conquistando novos territórios, as SS e os Einsatzgruppen, unidades paramilitares, reuniam e assassinavam sistematicamente os judeus.
Mas foi na Conferência de Wannsee que o regime nazi mostrou o quão longe era capaz de levar a sua loucura (ver: Eugenia nazista e Política racial da Alemanha Nazista). Com efeito, pretendia-se que o extermínio completo da população judaica fosse mais célere, eficaz e, sobretudo, sistemático. Assim, em 1942, os principais líderes nazis reuniram-se em Wannsee, nos arredores de Berlim, a fim de encontrarem aquilo que designaram como a Solução Final da Questão Judaica (em alemão, "Endlösung der Judenfrage"). Em 4 de Outubro de 1943, o comandante da SS, Heinrich Himmler, proferiu o Discurso de Posen, onde deixou claro o destino que regime reservava para os indivíduos considerados Untermensch (sub-humanos).
Tendo-se criado toda uma rede de campos de extermínio na Alemanha e na Polónia, deu-se início, em todos os territórios sob o domínio do Terceiro Reich (a França e a União Soviética ocupadas, a Polónia, a Hungria, os Países Baixos, etc.), à deportação em massa dos judeus. Nestes campos foram mortos milhões de judeus: fuzilados, enforcados e, sobretudo, gaseados. Os deportados foram igualmente utilizados como mão-de-obra escrava e como cobaias de experiências médicas. Para além disso, a fome e a sede, a insalubridade, a exposição aos elementos, os maus-tratos, a pura exaustão ceifou centenas de milhares de vidas. Em termos globais estima-se que o total das vítimas do Holocausto se situe entre os nove e os onze milhões, seis milhões dos quais judeus.
No Julgamento de Nuremberg, a unânime condenação das experiências médicas levadas a cabo pelos nazistas levou à criação do Código de Nuremberg, um documento que visa definir uma ética para a investigação médica em seres humanos.
À entrada de um dos campos, Auschwitz, pode ler-se "Arbeit Macht Frei" ("O trabalho liberta"). No total, foram mortos sete milhões de judeus, homossexuais, Testemunhas de Jeová, ciganos e prisioneiros políticos, a maior parte nos campos de concentração. Nos campos morreram também milhões de prisioneiros soviéticos e aliados.
Ao que tudo indica, o cidadão comum estava bem-informado sobre a existência dos campos de concentração, amplamente noticiada em muitos jornais e revistas. Em muitos locais da Alemanha e países ocupados, os judeus tinham de atravessar, às centenas, cidades e aldeias, a caminho das empresas que os utilizavam como mão-de-obra escrava. Há alguma controvérsia quanto o real conhecimento do holocausto pela população alemã. De qualquer forma, os soldados aliados testemunharam que o cheiro dos campos podia ser sentido numa área de muitos quilómetros. Um pequeno número de pessoas nega liminarmente que o Holocausto tenha ocorrido (ver: Negacionismo do Holocausto), se bem que tais teses tenham vindo a ser solidamente refutadas pelos mais conceituados historiadores (ver: Críticas ao Negacionismo do Holocausto).

### O mundo do pós-guerra
Depois da Segunda Guerra Mundial, a maioria do mundo industrializado estava em ruínas como resultado das bombas aéreas, bombardeios navais, e leis de proteção de campanha. Os Estados Unidos foram uma exceção notável a isto; com exceção de Pearl Harbor e alguns outros incidentes isolados, os EUA não sofreram ataques em sua terra natal. Os Estados Unidos e a União Soviética, que, apesar da devastação de suas áreas mais populosas, reconstruíram-se rapidamente, encontraram-se dividindo o mundo como as duas superpotências dominantes.
Muito do oeste da Europa foi reconstruído depois da guerra com assistência do Plano Marshall. Alemanha, grande instigadora da guerra, foi colocada sob controle militar pelos Estados Unidos, Grã-Bretanha, França e a União Soviética. Berlim, apesar de estar em território soviético, foi dividido entre os quatro poderes. A ocupação de Berlim continuaria até 1990. O Japão também foi colocado sob ocupação americana; a ocupação iria durar cinco anos, até 1949. Estranhamente, estas duas potências do Eixo, apesar da ocupação militar, logo cresceram para se tornar a segunda (Japão) e terceira (Alemanha ocidental) maiores economias do mundo. Em resposta ao Plano Marshall, a União Soviética criou em 1949, o COMECON (Conselho para Assistência Econômica Mútua). Inicialmente, o COMECON prestou auxílio aos países da Europa oriental, posteriormente também recebendo como membros, países da América Latina e Ásia.
Seguindo o fim da guerra, os Aliados da Segunda Guerra Mundial processaram um grande número de oficiais alemães por crimes de guerra e outras ofensas no Tribunal de Nuremberg. Apesar de Adolf Hitler ter cometido suicídio, muitos de seus cabeças, incluindo Hermann Göring, foram declarados culpados. Julgamentos menos conhecidos de oficiais do eixo também ocorreram, incluindo o Tribunal Militar Internacional para o Extremo Oriente que julgou os Crimes de guerra do Japão Imperial. Muitos dos crimes de guerra dos Aliados ficaram impunes.
A falha da Liga das Nações em prevenir a Segunda Guerra Mundial essencialmente dissolveu a organização. Uma nova tentativa de paz mundial começou com a fundação das Nações Unidas em 24 de outubro de 1945 em São Francisco, Califórnia. Hoje, quase todos os países são membros, mas o sucesso da organização em seus objetivos é duvidoso.

#### Israel e Palestina

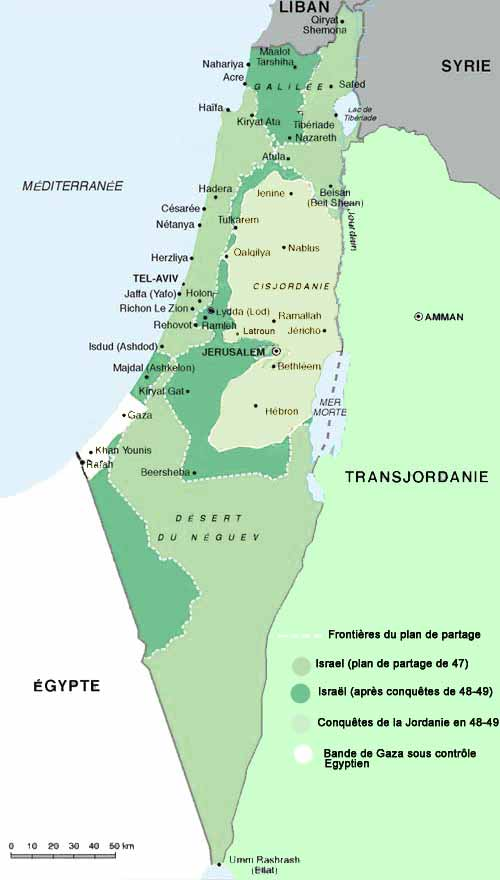
O Estado de Israel entre 1947 e 1949.

O fim da Segunda Guerra Mundial apresentou um panorama bem diferente do da Primeira Guerra: neste, a desmobilização militar foi generalizada e a produção bélica cessou. Após 1945, entretanto, as grandes potências não só conservaram os seus exércitos, mas desenvolveram ainda mais a indústria bélica, num quadro em que o armamentismo casava-se com a paz.
Fato que ficou conhecido como a corrida armamentista na Guerra Fria.
O mundo se organizou sobre novas bases, destituindo a Europa da posição de eixo do poder mundial e elegendo Washington D.C. e Moscou como novos centros, o que reativou o confronto entre capitalismo e socialismo. As nações tendiam para um ou outro polo de poder, fixado a bipolarização do mundo, marcadas pela tensão internacional, alimentada pelo conflito ideológica e política dos Estados Unidos e da União Soviética.
Os Estados Unidos despontaram como um Estado superior a qualquer outro em recursos materiais, financeiros e tecnológicos, como a nação detentora da bomba atômica, do domínio nuclear, com a vantagem de não ter sofrido a devastação e a exaustão da guerra em seu território. Para a União Soviética era vital igualar-se aos norte-americanos a fim de que o socialismo pudesse sobreviver. Assim, embora tivesse saído da guerra com um saldo catastrófico; 1 700 cidades arrasadas, 60 mil quilômetros de estradas de ferro destruídas e mais de vinte milhões de mortos; Josef Stálin colocou como metas prioritárias de seu governo a reconstrução nacional e a corrida nuclear.
Em 1949, a União Soviética alcançava parte de seus objetivos, ao dominar a tecnologia bélica nuclear. A partir daí, a conjuntura internacional estabelecia que as grandes potências seriam as que possuíssem o domínio bélico atômico. Vinte anos depois do final da Segunda Guerra, 25 nações já possuíam estatuto nuclear militar.
A Europa, embora devastada, aderiu à nova ordem, compondo com os blocos rivais. Na França, após o afinal da guerra, organizou-se a Quarta República, formada por uma aliança entre os seguidores de Charles de Gaulle, o líder do governo no exílio, e membros dos movimentos da Resistência francesa. O novo governo caracterizou-se pela divisão e instabilidade interna e pela busca contínua de recuperação econômico-financeira.
O Holocausto acelerou os esforços para repatriar e assentar judeus na Palestina. A Grã-Bretanha, que previamente havia ocupado a Palestina sob mandato da Liga das Nações, retirou-se e partiu a área em territórios palestinos e judaicos com assistência das Nações Unidas. As tensões étnicas, religiosas e políticas criadas por isso atormentaram o mundo desde então. Três guerras regionais: a Crise de Suez em 1956, a Guerra dos Seis Dias e a Guerra do Iom Quipur, envolveram Israel e países fronteiriços.
Os palestinos de Israel também resistiram ativamente à ocupação israelense na Faixa de Gaza assim como na Cisjordânia. Alguns participaram de ações como a Primeira Intifada e atentados suicidas contra militares israelenses e alvos civis, alvos que grupos como o Hamas não fazem distinção.

#### O fim do império

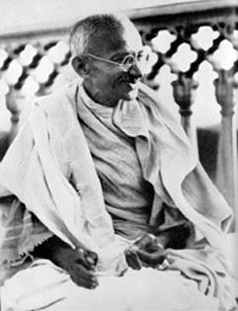
Mahatma Gandhi: a figura central na independência da Índia

Quase todas as principais nações que estavam envolvidas na II Guerra Mundial começaram a abrir mão de suas colônias logo após o conflito. Os Estados Unidos deram a independência às Filipinas, sua principal possessão no Pacífico. Potências europeias como a Grã-Bretanha também começaram a se retirar de suas possessões na África e na Ásia. A França foi forçada a sair tanto da Indochina quanto, mais tarde, da Argélia.

#### Uma "Cortina de Ferro" se forma
A segunda metade do século XX foi profundamente prejudicada pela competição entre as duas superpotências mundiais: os Estados Unidos e a União Soviética. A situação ficou especialmente tensa com o advento das armas nucleares. Os Estados Unidos, explodiram sua primeira bomba nuclear e usaram tais armas contra Hiroshima e Nagasaki.
A União Soviética explodiu sua primeira bomba em 9 de agosto de 1949. A Grã-Bretanha, França e a República Popular da China também desenvolveram capacidades nucleares, realisticamente posando como ameaça de aniquilação da raça humana pela primeira vez na história.
Um grupo de países, os países não alinhados, optou por manter uma posição de neutralidade durante a Guerra Fria. Desejando assegurar tal neutralidade, estes promoveram a criação do Movimento Não Alinhado.
A Guerra Fria foi nomeada assim porque as duas superpotências opositoras nunca lutaram diretamente entre si. A guerra entre as duas potências poderia ter sido apocalíptica; a ameaça de uma destruição mútua certa preveniu as duas potências de iniciar um conflito aberto. Ao contrário, eles competiram por influência política e focaram em corrida armamentista e corrida espacial.
Também lutaram entre si indiretamente através de guerras por procuração, tais como a Guerra do Vietnã e a Guerra do Afeganistão. A Europa foi transformada em terra de ninguém de nações aliadas. Os Estados Unidos fundaram a Organização do Tratado do Atlântico Norte (OTAN) com a intenção de organizar as nações capitalistas da Europa Ocidental na resistência aos soviéticos.
Em resposta, a União Soviética instalou regimes comunistas em países na Europa Oriental que haviam sido ocupados ao final da II Guerra Mundial, criou o Comecon (Conselho para Assistência Econômica Mútua) e organizou estes países no Pacto de Varsóvia. A URSS também construiu o Muro de Berlim para servir como uma barreira entre a Berlim Ocidental, ocupada pela OTAN e Berlim Oriental, ocupada pelos soviéticos. O território alemão também foi dividido entre Alemanha Ocidental e Alemanha Oriental juntamente com as zonas de ocupação do final da guerra (ver: Zona de ocupação soviética na Alemanha e Zonas ocupadas pelos Aliados na Áustria). Esta divisão deu vida ao discurso de Winston Churchill sobre a Cortina de Ferro, na qual ele proclamou que "Uma cortina de ferro caiu sobre a Europa."

#### Guerra por proximidade

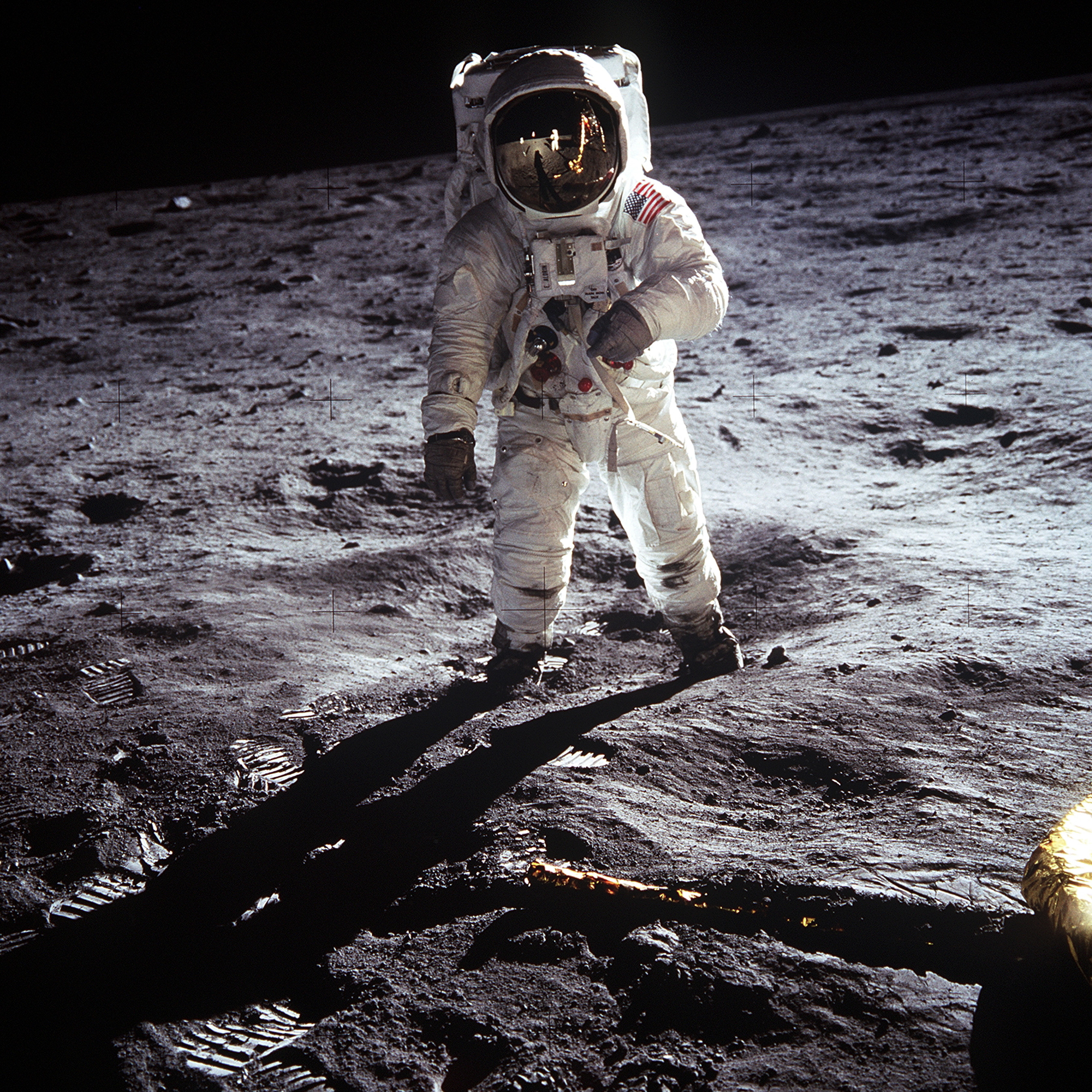
Uma das imagens mais fantásticas do século XX: o homem na Lua, 1969

Duas guerras e uma terceira quase-guerra seriam o foco da batalha do capitalismo versus comunismo. A primeira foi a Guerra da Coreia, luta entre a Coreia do Norte, apoiada pela República Popular da China, e a Coreia do Sul, apoiada pelos Estados Unidos. A invasão da Coreia do Norte na do Sul levou à intervenção dos Estados Unidos. O general Douglas MacArthur liderou as tropas americanas, e do Canadá, Austrália, Grã-Bretanha e outros países em repelir a invasão do Norte. Contudo, a guerra chegou a um impasse depois que a intervenção chinesa empurrou as forças da ONU de volta, e um cessar-fogo terminou as hostilidades, deixando as duas Coreias divididas e tensas pelo resto do século.
A Guerra do Vietnã é provavelmente a segunda guerra mais visível do século XX, após a Segunda Guerra Mundial. Após a retirada francesa de sua antiga colônia, o Vietnã se partiu em duas metades, assim como a Coreia. Conflito entre Norte e Sul acabou por tornar-se uma guerra regional. Os Estados Unidos forneceram ajuda para o Vietnã do Sul, mas não foi diretamente envolvido até que a Resolução do Golfo de Tonkin, aprovada em reação a um suposto ataque norte-vietnamita aos contratorpedeiros norte-americanos, trouxe os Estados Unidos à guerra como beligerante.

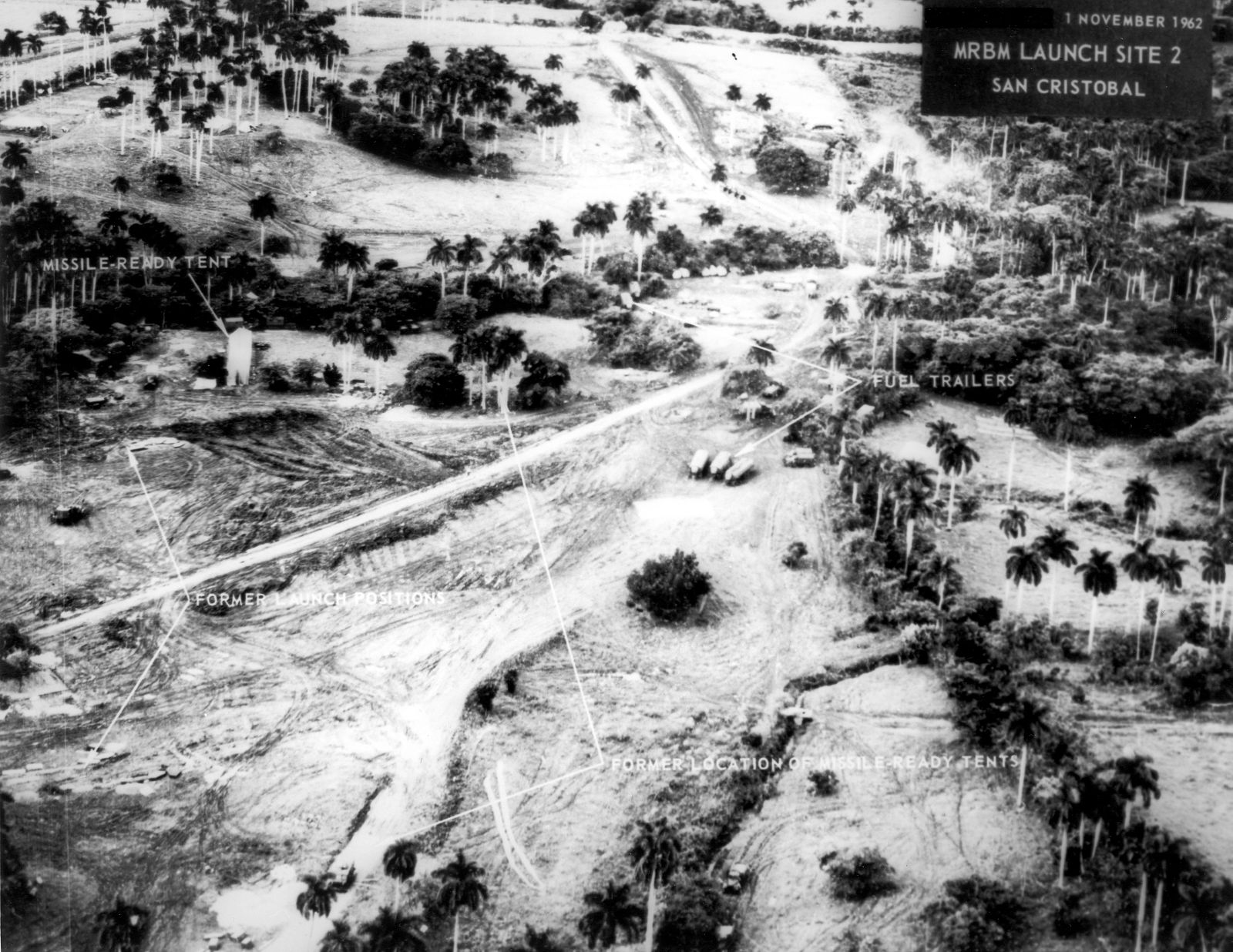
Vista aérea mostrando base de lançamento de mísseis soviéticos em Cuba, novembro de 1962. Tal acontecimento, conhecido como "Crise dos mísseis de Cuba", foi o momento mais tenso da Guerra Fria, e muitos achavam que o mundo estava às portas de uma Terceira Guerra Mundial

A guerra foi inicialmente vista como uma batalha para conter o comunismo (ver Doutrina Truman, Contenção e Teoria do Dominó), mas, conforme mais norte-americanos eram convocados e notícias de eventos como a Ofensiva do Tet e o massacre de My Lai vazaram, o sentimento norte-americano se voltou contra a guerra. O Presidente dos Estados Unidos Richard Nixon foi eleito em parte devido a uma promessa de um "plano secreto" para parar com a guerra.
Esta Doutrina Nixon envolveu uma retirada gradual de forças norte-americanas; Unidades sul-vietnamitas deveriam substituí-las, com a cobertura de poder aéreo norte-americano. Mas o plano não foi bem-sucedido, e a guerra espalhou-se para o vizinho Camboja enquanto forças sul-vietnamitas foram empurradas mais ainda. Com o tempo, os Estados Unidos e o Vietnã do Norte assinaram os Acordos de Paz de Paris, encerrando o envolvimento dos Estados Unidos na guerra. Sem a ameaça da retaliação dos Estados Unidos, o Norte continuou a violar o cessar-fogo e invadiu o Sul com força militar total. Saigão foi capturada em 30 de abril de 1975, e o Vietnã foi unificado sob um governo comunista um ano mais tarde, efetivamente trazendo um final a uma das guerras mais impopulares de todos os tempos.
A crise dos mísseis de Cuba ilustrou quão próximo se esteve de entrar em uma guerra nuclear durante a Guerra Fria. Cuba, sob o governo socialista de Fidel Castro, firmou laços fortes com a União Soviética. Isto obviamente inquietou os Estados Unidos, devido à proximidade de Cuba. Quando o avião espião Lockheed U-2 voou sobre a ilha revelando que lançadores de misseis soviéticos estavam sendo instalados, o Presidente dos Estados Unidos, John F. Kennedy, instituiu um bloqueio naval e publicamente confrontou a União Soviética. Depois de uma semana tensa, a União Soviética voltou atrás e mandou removerem os lançadores, não querendo o risco de iniciar uma nova guerra mundial.
- John F. Kennedy
- Cenas da Guerra do Vietnã.
- Prisioneiro vietcongue em 1967.
- Soldado vietcongue em 1968.

### "Um salto gigante para a humanidade"

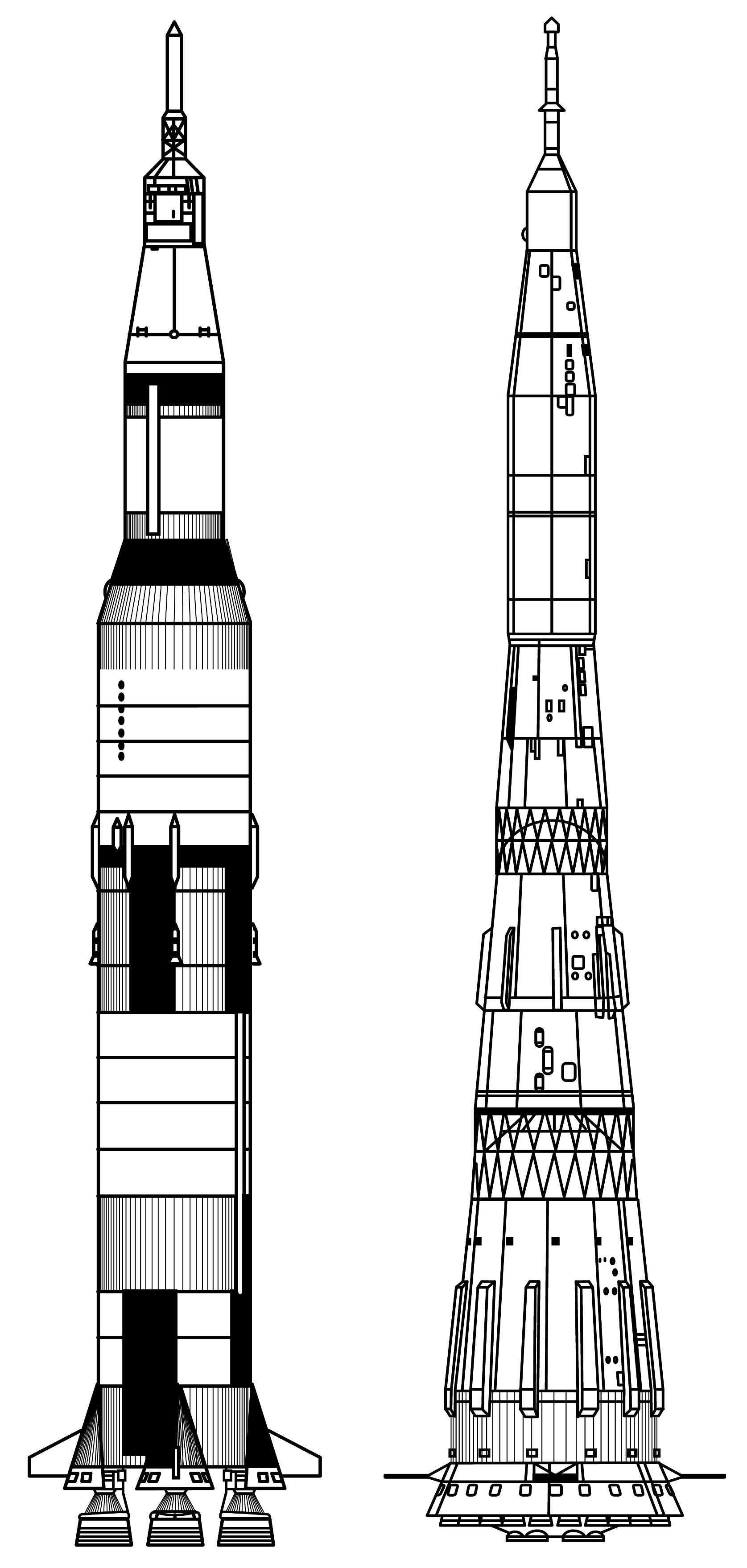
Foguetes Saturno V (Estados Unidos) e N1 (União Soviética)

Com as tensões da Guerra Fria correndo soltas, a União Soviética e os Estados Unidos levaram sua rivalidade às estrelas em 1957 com o lançamento soviético da Sputnik 1 (ver: Crise do Sputnik). Uma "corrida espacial" entre as duas potências se seguiu. Apesar da URSS ter alcançado diversos feitos importantes, como a primeira nave na Lua (Luna 2) e o primeiro humano no espaço (Yuri Gagarin), os Estados Unidos acabaram alcançando a dianteira com seus programas Mercury, Gemini e Apollo, que culminaram no pouso tripulado da Apollo 11 na Lua. Cinco outros pousos tripulados deram sequência (Apollo 13 foi forçado a abortar a missão). Em adição, ambos os países lançaram inúmeras sondas no espaço, como a Venera 7 e Voyager 2.
Nas décadas seguintes, o espaço tornou-se um lugar um tanto quanto mais amigável. Voos espaciais tornaram-se possíveis com o ônibus espacial norte-americano, que foi a primeira espaçonave reutilizável a ser usada com sucesso. A Mir e Skylab permitiram uma habitação humana prolongada no espaço. Na década de 1980, ocorreram tentativas de militarizar o espaço: o presidente dos EUA, Ronald Reagan, propôs o projeto de armas espaciais "Guerra nas Estrelas" (Iniciativa Estratégica de Defesa), para construir um sistema de defesa antimísseis orbital. Em resposta, a URSS desenvolveu o Polyus, uma estação de combate espacial. Nos anos 1990, o trabalho na Estação Espacial Internacional começou.

#### Aurora da Era da Informação
A criação do transistor revolucionou o desenvolvimento do computador. Os primeiros computadores, aparelhos eletromecânicos do tamanho de um quarto construídos para quebrar códigos criptográficos durante a II Guerra Mundial, se tornaram mais poderosos (ver: Enigma e Ultra). Computadores tornaram-se reprogramáveis ao invés de aparelhos de um propósito fixo.
A invenção da linguagem de programação significava que os operadores de computador poderiam se concentrar em solução problemas em um alto nível, sem ter que pensar em termos de instruções individuais para o próprio computador.
A criação de sistemas operacionais ou sistemas operativos também desenvolveu muito a produtividade da programação. Arquitetando nisso, os pioneiros do computador podiam agora perceber o que eles tiveram visão. A interface gráfica, pilotada por um mouse de computador tornou simples o aproveitamento do potencial do computador. O armazenamento para programas de computador progrediu de cartões perfurados e fita de papel a fita magnética, discos flexíveis e discos rígidos. Memória magnética e memória de bolha acabaram como memória de acesso aleatório (RAM).
A invenção do processador de texto, da folha de planilha e a database aprimoraram muito a produtividade sobre o antigo papel, máquina de escrever e gabinetes. A vantagem econômica dada às empresas levou a eficiências econômicas nos próprios computadores. CPUs mais econômicos levaram a centenas de empresas e designs caseiros de computadores; o computador caseiro estourou, liderado pelo Apple II, o ZX80, o Commodore PET e o MSX.
IBM, pensando em que o futuro agora estava em computadores individuais ao invés de enormes terminais presos a um mainframe, desenvolveram seu IBM Personal Computer. Crucialmente, a IBM fez todas as especificações de seu computador abertas ao invés de privadas, com exceção da BIOS. Como o único impedimento para um sistema aberto com desenvolvedores interdisciplinares era a BIOS, foi realizada uma engenharia reversa pela Compaq, e o PC IBM se tornou o primeiro sistema de computadores completamente aberto, levando-o ao seu atual domínio do mercado. Aproveitando esta onda de popularidade, os vendedores do sistema operacional do PC (Microsoft) levantaram-se para ocupar o espaço de empresa de software mais poderosa do mundo.
A década de 1980 foi considerada a Era da Informação. A ascensão de aplicativos de computador e processamento de dados transformou "informação" etérea tão preciso como comodidades físicas. Isto trouxe o espectro de "Propriedade Intelectual", aonde pessoas e companhias lutariam pelo controle de simples fatos e ideias, motivados pela nova economia focada nestas coisas. O governo dos Estados Unidos fez algoritmos patenteáveis, formando a base de Patente de Software. A controvérsia disto e de Propriedade de Software levou Richard Stallman a criar a Free Software Foundation, e começar o Projeto GNU.
Computadores também viraram uma plataforma de entretenimento. Jogos de Computador foram desenvolvidos por programadores de software exercitando sua criatividade em grandes sistemas em universidades, mas estes esforços só foram comercialmente vitoriosos com jogos de arcade como "PONG" e "Space Invaders". Uma vez que o mercado de computadores pessoais estava estabilizado, jovens programadores em seus quartos criaram a essência da indústria de jogos para jovens. Para conseguir vantagem em tecnologia avançada, jogos de console foram criados. Como sistemas de arcade, estas máquinas tinham hardware especializado desenhado para operações de jogos (como sprites e movimento paralaxe) ao invés de tarefas de computadores comuns.
Redes de computadores apareceram em dois grandes estilos: a LAN (Local Area Network), ligando computadores em um escritório ou escola entre eles, e a WAN (Wide Area Network), ligando as LANs e unindo-as. Inicialmente, computadores dependiam de redes de telefone para se linkarem, fazendo surgir a subcultura dos Bulletin Boards. Entretanto, um projeto DARPA para criar redes de computadores a prova de bomba levaram a criação da Internet, uma rede de redes. A base desta rede era o robusto protocolo de rede TCP/IP. Graças aos esforços de Al Gore, a Internet cresceu além de seu papel militar quando universidades e empresas comerciais ganharam permissão para conectar suas redes a ela.
O maior ímpeto foi o correio eletrônico, uma forma muito mais rápida e conveniente de comunicação do que a carta convencional e a distribuição de memorandos. Entretanto, a Internet continuou um "segredo bem guardado" para o público geral, que estavam acostumados com Bulletin Boards e serviços como Compuserve e America Online. Isto mudou quando Tim Berners-Lee desenvolveu uma forma mais simples do hipertexto de Vannevar Bush, que criou a World Wide Web. A "teia" subitamente transformou a Internet numa imprensa além das barreiras geográficas de países físicos; foi chamado cyberespaço. Qualquer um com um computador e conexão com a Internet poderia fazer páginas em simples formato HTML e publicar suas ideias ao mundo.
O imenso sucesso da rede também deu combustível ao comércio pela Internet. Compras em casa sempre foram um elemento de "visões do futuro" desde o desenvolvimento do telefone, mas agora a competição era para prover consumismo conveniente e interativo. Companhias de comércio através de websites ficaram conhecidas como "Ponto Com" devido ao sufixo ".com" de endereço comercial de Internet.

### O mundo no fim do século XX

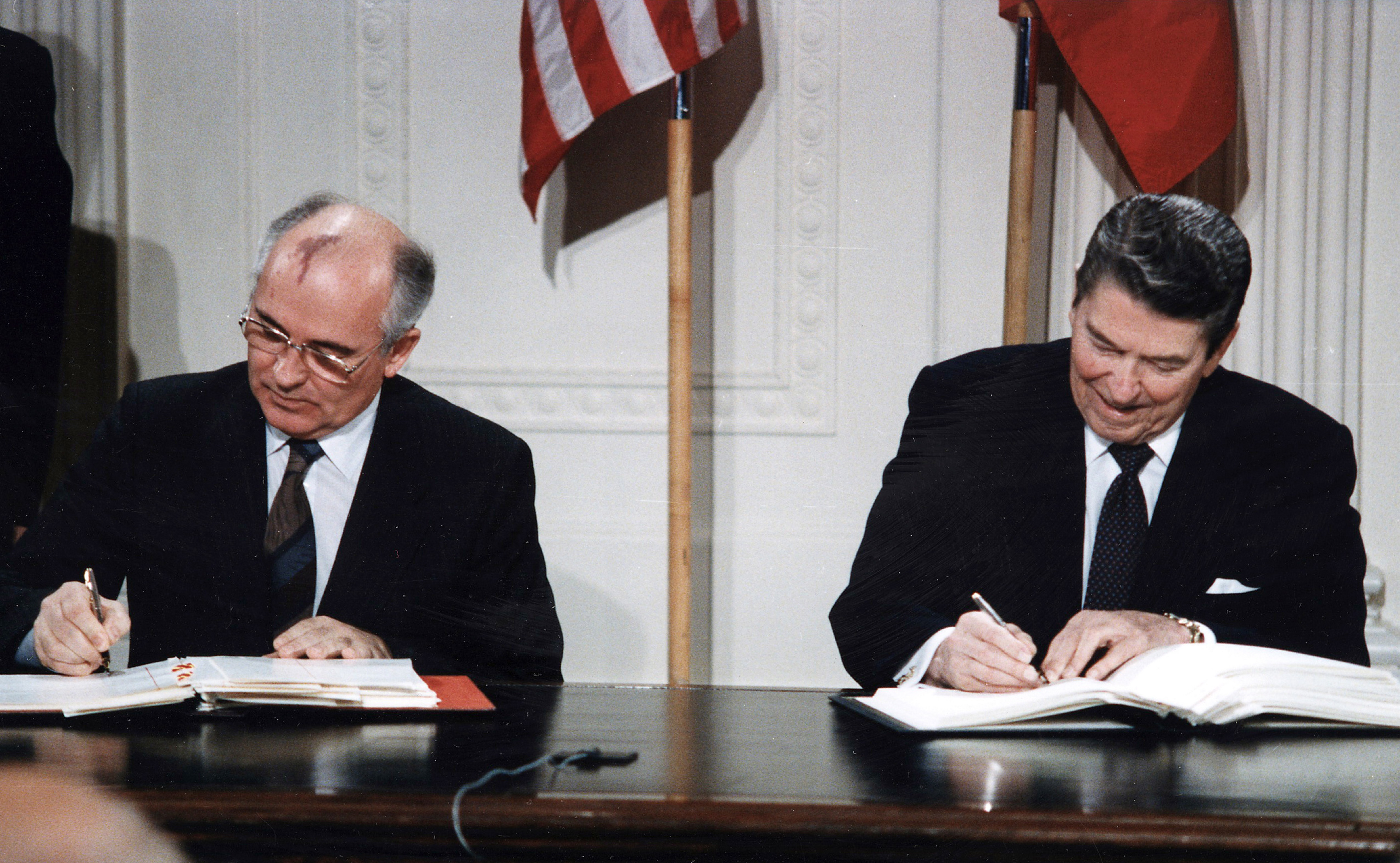
Mikhail Gorbachev e Ronald Reagan assinam o Tratado INF

A falta de democracia, o atraso econômico e a crise nas repúblicas soviéticas acabaram por acelerar a crise do socialismo no final da década de 1980 (ver: Revoluções de 1989). Em 1989 cai o Muro de Berlim e as duas Alemanhas são reunificadas. No começo da década de 1990, o então presidente da União Soviética Gorbachev começou a acelerar o fim do socialismo naquele país e nos aliados (ver: Previsões de colapso da União Soviética). Com reformas econômicas (Perestroika), acordos com os Estados Unidos e mudanças políticas (Glasnost), o sistema foi se enfraquecendo. Iniciava-se o colapso econômico da União Soviética. Era o fim de um período de embates políticos, ideológicos e militares. O capitalismo vitorioso, aos poucos, iria sendo implantado nos países socialistas.
Ao final do século XX, o mundo estava em grandes encruzilhadas. Ao longo do século, mais avanços tecnológicos foram feitos do que em toda a história precedente. Computadores, a Internet e outras tecnologias alteraram radicalmente o cotidiano. Contudo, muitos problemas desafiam o mundo.
Primeiramente, a diferença entre as nações ricas e as pobres continua a crescer. Alguns dizem que esse problema não pode ser resolvido, que havia uma quantidade específica de riqueza e só poderia ser dividida entre esse tanto. Outros dizem que nações poderosas com grandes economias não estão fazendo o suficiente para rapidamente desenvolver as economias do Terceiro Mundo. Contudo, países em desenvolvimento desafiam muitas questões, incluindo a quantidade de tarefas a serem resolvidas, populações com grande crescimento e a necessidade de proteger o meio ambiente, e o custo que isso gera.
Em segundo lugar, doenças ameaçam desestabilizar muitas regiões do mundo. Novos vírus como o SARS, Nilo Ocidental e Gripe das aves continuaram a se espalhar rápida e facilmente. Em nações pobres, a malária e outras doenças afetam a maioria da população. Milhões são infectados com o VIH, o vírus que causa a SIDA. O vírus tornou-se uma epidemia no sul da África.
Globalização crescente, especificamente uma Americanização, também estava ocorrendo. Apesar de não ser necessariamente uma ameaça, causa sentimentos antiOcidente e antiamericano em partes do mundo, especialmente o Oriente Médio. O inglês rapidamente tornou-se uma língua global, com os povos que não o falam tornando-se crescentemente em desvantagem.
Terrorismo, ditaduras e o crescimento de países com armas nucleares também são questões que requerem atenção imediata. Maior quantidade de guerras, com o fim da era dos combustíveis fósseis se aproximando, são esperadas. Ditadores como Kim Jong-un na Coreia do Norte e o Aiatolá Ali Khamenei no Irão continuam a liderar suas nações rumo a desconfiança nacional pelo possível desenvolvimento de armas nucleares. O medo existente não era de que os terroristas já estivessem tentando conseguir armas nucleares, mas que eles já tivessem as obtido.

## Século XXI
O século XXI, iniciado em 1 de janeiro de 2001 e a terminar em 31 de dezembro de 2100, é o vigésimo primeiro século da Era Cristã ou Era Comum, e primeiro século do terceiro milênio. De uma forma geral, o início do século XXI foi caracterizado por uma época de prosperidade na Europa e nos Estados Unidos, seguidos de uma forte recessão, que teve início em 2008; pela Primavera Árabe no norte da África; pelo rápido crescimento da economia da República Popular da China, que se tornou a segunda maior economia depois dos Estados Unidos; e pela ascensão da esquerda na América Latina, assim como seu declínio a partir do final da década de 2010. A estimativa para o meio do século é que a maior parte da economia global estará concentrada nos países conhecidos como BRICS: Brasil, Rússia, Índia, República Popular da China e África do Sul. Em termos de comportamento, o mundo ocidental caracterizou-se pela secularização. Em escala global, verifica-se o aprofundamento do processo de globalização da economia e da informação, potencializado sobretudo pela revolução digital, que, embora tivesse início ainda no fim do século XX, tornou-se efetivamente uma revolução no século XXI.

## Economia

### A Grande Crise Econômica de 2008

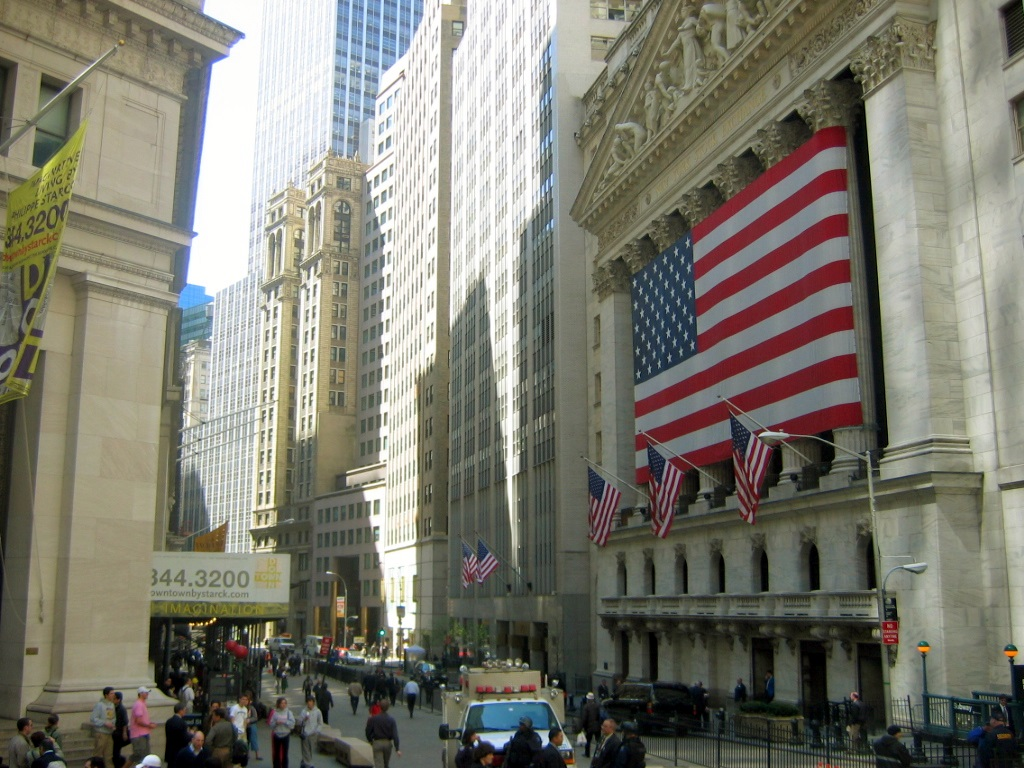
Nova Iorque em 2006 antes da crise econômica

Também chamada de a 'Grande Recessão' ou crise de 2008, considerada a pior crise desde a Grande Depressão de 1929, a crise econômica começou bem antes de 2008 mas teve o seu ápice no dia 15 de setembro de 2008 quando o banco Lehman Brothers, o quarto maior banco dos Estados Unidos, declarou a sua falência. As bolsas mundiais em todo o mundo perderam mais de US$ 900 bilhões, as ações tiveram o seu pior ano desde a grande depressão de 1929, O tesouro americano se viu obrigado a abrir as torneiras para salvar (Há controvérsias) outros bancos e evitar ainda mais prejuízo, no Brasil a tensão foi muito grande nos dias que sucederam a crise econômica e a falência do banco Lehman Brothers. “O mercado mundial estava um pandemônio, o dólar oscilava 100 pontos por dia e eram muitas as ordens de compra e venda do dólar” mas a crise econômica rapidamente se alastrou pelos grandes bancos do mundo americanos e europeus, o UBS, Citigroup e Merrill Lynch divulgaram perdas bilionárias, os bancos centrais dos Estados Unidos da zona do euro, da Inglaterra, do Japão, Alemanha, França, Espanha, Itália, Grécia e do Canadá começam a fazer intervenções conjuntas no mercado financeiro para tentar controlar a crise econômica.

## Conflitos

### Ataques de 11 de setembro de 2001 e Início da Guerra ao Terror

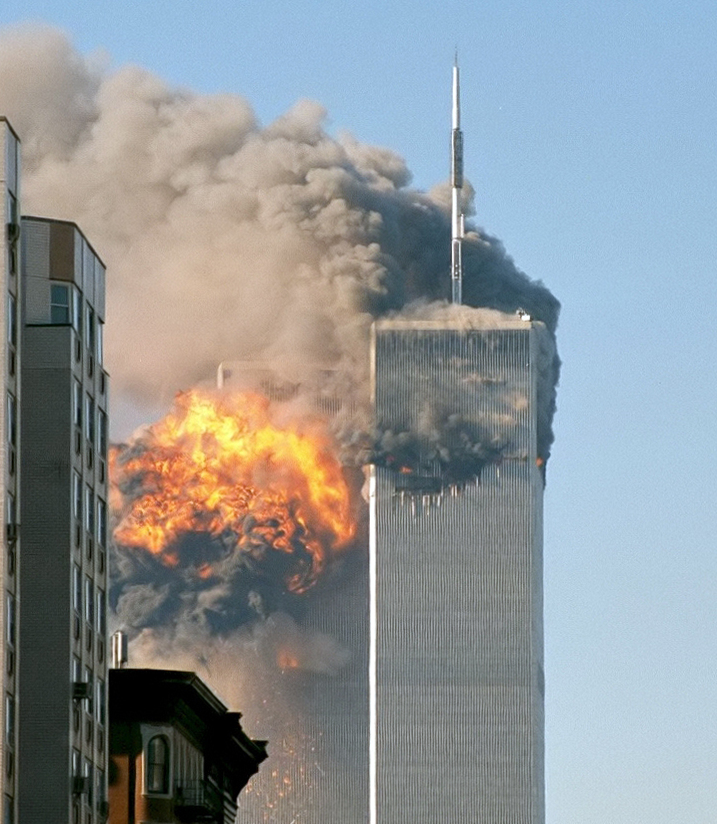
Colisão do voo 175 da United Airlines contra a Torre Sul do World Trade Center

No dia 11 de setembro de 2001, os Estados Unidos viveram o seu maior ataque terrorista de sua história. Os ataques de 11 de setembro de 2001, também foram o estopim para a Guerra do Afeganistão (2001–2021) e a Invasão do Iraque em 2003. Eram quase 9h da manhã em Nova Iorque quando um avião sequestrado por terroristas integrantes da organização fundamentalista islâmica Al-Qaeda, sob o comando do terrorista Osama bin Laden, chocou-se com uma das torres do World Trade Center (WTC), um dos prédios mais altos do mundo até então. A princípio, parecia um trágico acidente aéreo. Mas, quando cerca de 20 minutos após o primeiro ataque, outro avião colidiu com a segunda torre do WTC, ficando claro que se tratava na verdade de uma ação terrorista. Alguns minutos depois, um terceiro avião sequestrado por terroristas atingiu o Pentágono, sede do Departamento de Defesa dos Estados Unidos que fica próximo a Washington D.C., capital do país. Uma quarta aeronave também sequestrada por terroristas caiu em uma área rural no estado da Pensilvânia antes de atingir o seu alvo, após os passageiros tentarem retomar o controle da aeronave sequestrada. As Investigações apontaram que o plano dos terroristas era jogar o avião contra o Capitólio, casa do poder legislativo Norte-Americano. Três edifícios do complexo do WTC desmoronaram, incluindo as famosas torres gêmeas. As cenas de desespero da fumaça tomando conta das ruas de Nova Iorque e de pessoas se jogando pelas janelas para tentar fugir das chamas foram transmitidas pela televisão ao vivo e chocaram o mundo inteiro. Ao todo quase 3 mil pessoas morreram, incluindo os terroristas, e todos os passageiros das quatro aeronaves sequestradas, bombeiros, funcionários do Pentágono e muitas pessoas que trabalhavam no WTC. Além das vítimas, o 11 de setembro de 2001 também teve sérios desdobramentos militares. O então presidente George W. Bush aprovou, no mês seguinte, o USA Patriot Act (Lei Patriota) que permitia ao governo americano, entre outras coisas, invadir casas de suspeitos, espionar cidadãos, interrogar suspeitos (inclusive com uso da força, tortura) sem precisar pedir autorização judicial ou respeitar o direito à defesa e julgamento. Os Estados Unidos também lideraram junto com outros países, a chamada "Guerra ao Terror", que levou à invasão do Afeganistão em outubro de 2001, e do Iraque em março de 2003, países acusados de dar suporte e apoio ao grupo terrorista islâmico Al-Qaeda. O principal responsável pelo maior ataque terrorista da história dos Estados Unidos, Osama bin Laden, fundador e líder da Al-Qaeda, acabaria sendo morto por militares americanos na cidade de Abbottabad, no Paquistão, em 1 de maio de 2011.

### A Invasão do Iraque em 2003

Saddam Hussein

A invasão do Iraque começou a 19 de março de 2003 e terminou em 1 de maio de 2003. Essa foi a primeira grande etapa da invasão do Iraque o que se tornaria um longo conflito, a Guerra do Iraque. Foi lançada com o nome de “Operação Liberdade do Iraque” pelos Estados Unidos e aconteceu no contexto da Guerra Global contra o Terrorismo. Após os atentados terroristas de 11 de setembro de 2001, a invasão durou apenas 21 dias e foi bem-sucedida. Os americanos receberam apoio militar do Reino Unido, da Austrália, Alemanha, França e da Polônia. O objetivo da invasão do Iraque era derrubar o regime baathista de Saddam Hussein. A fase da invasão do conflito foi curta e consistiu em combates convencionais e na ocupação de boa parte do Iraque, resultando na destituição do governo que estava no poder. A ditadura de Saddam Hussein entrou em colapso logo após a queda de Bagdá. Os Estados Unidos contribuíram com a maior força militar, cerca de 148 000 soldados que formavam a vanguarda da Coalizão. O Reino Unido enviou 45 000 militares a frente de batalha, a Austrália enviou 2 000 militares e a Polônia apenas 194 soldados, sendo a maioria de forças especiais. Outras 36 nações contribuíram com tropas e observadores após a invasão ter sido concluída. O Kuwait e a Arábia Saudita ofereceram seus territórios para apoiar as forças aliadas.
No norte do Iraque, a milícia Curda conhecida como Peshmerga também apoiou a invasão incondicionalmente. De acordo com o presidente dos Estados Unidos, George W. Bush, e com o primeiro-ministro do Reino Unido, Tony Blair, a missão da coalizão era “desarmar o regime iraquiano, e encerrar o apoio de Saddam Hussein a organizações terroristas e libertar o povo iraquiano”.
Em 5 de novembro de 2006 Saddam Hussein é julgado por um tribunal Iraquiano e sentenciado à morte por enforcamento, juntamente com seu meio-irmão Barzan Ibrahim e o ex-chefe da corte revolucionária Awad Hamed al-Bandar.
No dia 30 de dezembro de 2006 Saddam Hussein é executado na forca, após chegada ao fim de sua ditadura em 2005. Em 2009 o presidente dos Estados Unidos Barack Obama promete, durante o seu governo, encerrar o conflito, quase 10 anos após o início da invasão do Iraque. A guerra no Iraque foi formalmente encerrada no dia 18 de dezembro de 2011, com a retirada completa do efetivo militar Americano do Iraque.

### Conflito russo-checheno e atentados contra a Rússia em 2002 e 2004
A Segunda Guerra na Chechênia teve fim em maio de 2000, após a Rússia derrotar separatistas chechenos em batalhas e tomar o controle direto sobre a Chechênia. A partir daí grupos de separatistas chechenos liderados por Shamil Basayev e grupos islâmicos iniciaram uma série de atentados terroristas contra a Rússia, tais como o ataque ao teatro de Dubrovka em 2002, onde um grupo de separatistas chechenos tomaram o local e mantiveram cerca de 850 pessoas reféns durante os dias 23 e 26 de outubro. A invasão acabou em um bombardeamento de um gás tóxico que matou cerca de 200 pessoas presentes no local, sendo até então o atentado terrorista mais mortífero ocorrido em solo russo desde os atentados contra apartamentos russos em 1999.
Outro ataque terrorista ocorreu em 2004 em uma escola da cidade de Beslan, na Ossétia do Norte, tratando-se do massacre de Beslan, e esse se tornou um dos ataques terroristas mais violentos da história da Rússia juntamente com os ocorridos em outubro de 2002 e setembro de 1999. A tomada começou no dia 1 de setembro (primeiro dia do ano letivo na Rússia), precisamente às 9:11, quando grupos terroristas armados chegaram no local em veículos policiais e militares. As pessoas que estavam na escola acharam no início que eram militares das forças armadas da Rússia, mas em seguida os terroristas deram um tiro para cima e mandaram todos entrarem no prédio e assim, invadiram e ocuparam a escola durante três dias, mantendo 1 000 pessoas reféns, sendo grande parte delas crianças. No terceiro dia a segurança russa chegou no local exigindo a retirada dos invasores, porém durante a tomada, houve séries de explosões, tiroteios e incêndios por toda parte, e acabou matando cerca de 334 pessoas, sendo 156 crianças.
Após o ataque de Beslan, o governo começou a endurecer as leis contra o terrorismo e expandir os poderes das agências policiais, e organizou uma série de protestos contra o terrorismo realizados por milhares de cidadãos na Praça Vermelha, em Moscou. Além disso, Vladimir Putin assinou uma lei que substituiu a eleição direta dos chefes das subdivisões federais da Rússia por um sistema pelo qual eles são propostos pelo Presidente da Rússia e aprovados ou reprovados pelos órgãos legislativos eleitos de cada subdivisão.
O apoio do governo da Geórgia aos separatistas chechenos foi um dos estopins para aumentar as tensões entre a Rússia e a Geórgia, que anos depois iniciariam a guerra russo-georgiana.
Em 15 de abril de 2009, é dado início a Insurgência no Cáucaso Norte, que está em andamento até os dias de hoje.

### A Guerra Russo-Georgiana de 2008
A guerra entre a Rússia e a Geórgia, foi um Conflito da Ossétia do Sul. Iniciado durante a noite do dia 7 para 8 de agosto de 2008, quando a Geórgia lançou uma grande ofensiva militar em larga escala contra a Ossétia do Sul e Abcásia. o ataque Georgiano causou vítimas entre soldados Russos e milícias ossetas, que resistiram ao assalto em Tskhinvali, cidade localizada na Ossétia do Sul. No dia seguinte, os Russos lançaram um contra-ataque massivo contra as forças Georgianas na Ossétia. e no dia 9 de agosto de 2008 abriram uma segunda frente de batalha na região da Abcásia. após cinco dias de intensos combates, as forças Georgianas recuaram, permitindo o avanço do exército Russo dentro do território Georgiano. na época o exército da Rússia chegou a posicionar as suas tropas à apenas 50 km de Tbilisi, capital Georgiana. segundo as autoridades ossetas, 1 492 pessoas morreram apenas na Ossétia do Sul. mas algumas fontes alternativas contabilizam mais de 3 000 mortos durante o conflito. e mais de 100 000 refugiados. o conflito foi encerrado no dia 16 de agosto de 2008 com a vitória do exército Russo no sul-osseta e abcásia.

### Guerra civil na Líbia em 2011
A guerra civil na Líbia começou em 15 de fevereiro de 2011 a 23 de outubro de 2011. o conflito começou a partir da mobilização da sociedade líbia. Os manifestantes exigiam mais liberdade e democracia, mais respeito pelos direitos humanos, e melhor distribuição da riqueza e a redução da corrupção. os manifestantes foram violentamente reprimidos pelas tropas de Khadafi, e isso gerou uma revolta generalizada na população Líbia, o que agravou os conflitos. Essa situação resultou numa mobilização ainda mais intensa dos grupos antiKhadafi. Nesse momento do conflito, Tripoli, a capital do país, já estava cercada por cidades controladas pelos manifestantes.

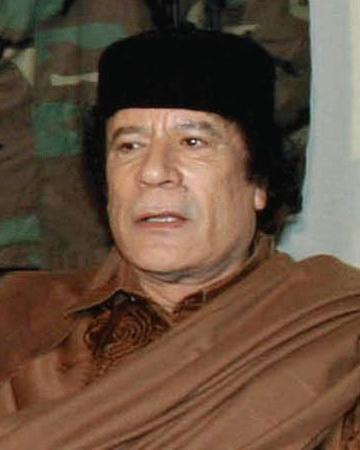
Muammar al-Gaddafi

Essa guerra civil chamou logo a atenção das nações mais poderosas do mundo, que num jogo de interesses, condenaram o governo da Líbia pelo uso da violência contra os manifestantes. França, Reino Unido, Alemanha e Estados Unidos foram alguns dos países que se posicionaram contrários ao governo de Muamar Kaddafi. No dia 19 de março de 2011, a ONU autorizou a criação de uma zona de exclusão aérea na Líbia, para evitar que Khadafi continuasse a atacar civis. Uma coalizão formada pelo Reino Unido, Estados Unidos, França, Alemanha e outros oito países iniciaram bombardeios aéreos em áreas controladas por tropas de Khadafi. Os conflitos e oposição ao governo de Muamar Kaddafi continuaram desde então. A União Africana, em parceria com a ONU e outras organizações internacionais, continuaram tentando promover negociações de paz para a Líbia. Muamar Kaddafi foi morto no dia 20 de outubro de 2011, encerrando o conflito na Líbia e a ditadura de Kaddafi de 42 anos.

### Guerra civil na Síria

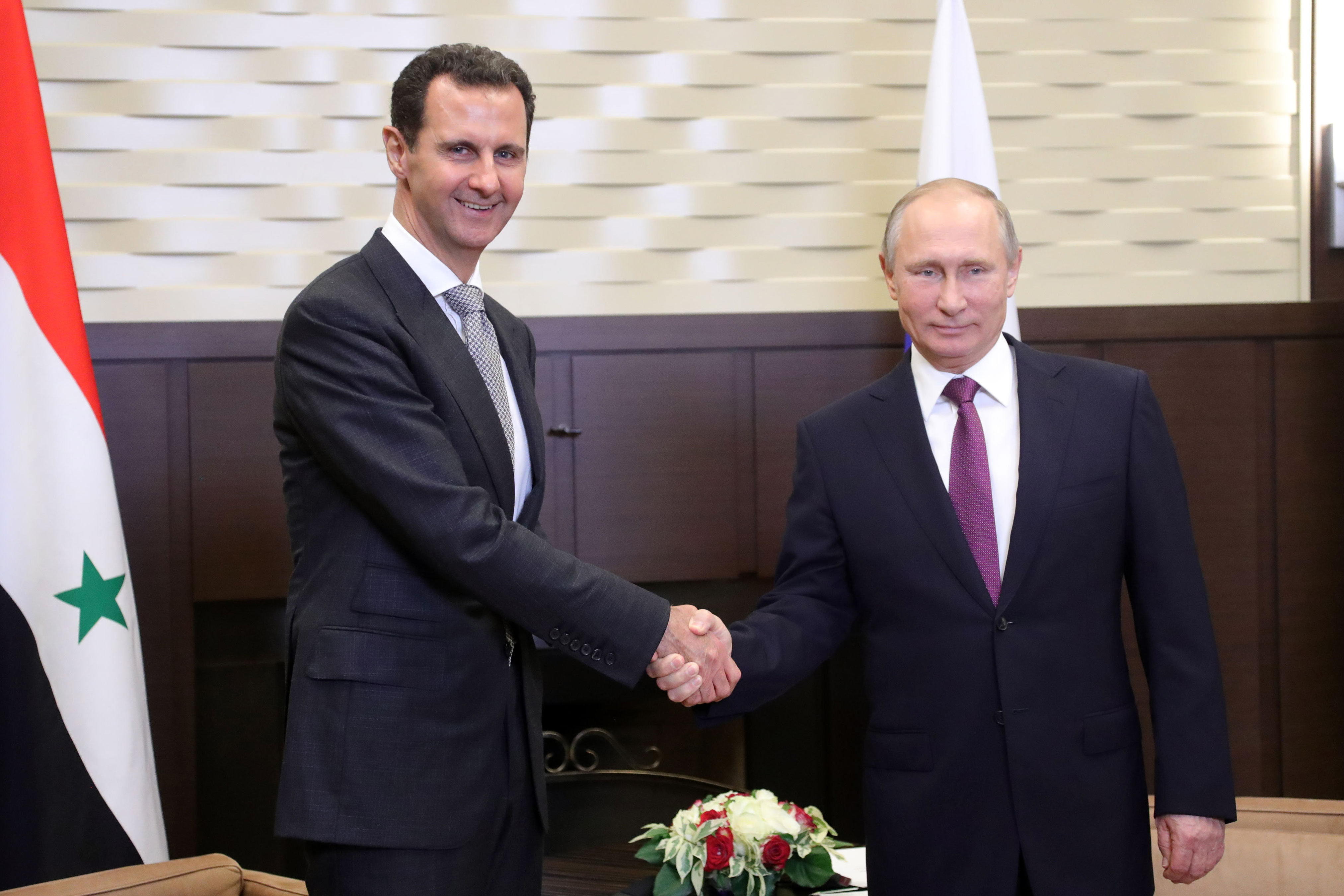
Bashar al-Assad e o seu aliado Russo Vladimir Putin em 2017

A guerra civil na Síria começou em 2011, dentro do contexto da Primavera Árabe, quando houve uma série de protestos contra o governo de Bashar al-Assad desde 2010. Em março de 2011 são realizados protestos ao sul da Síria em favor da democracia. A população revoltou-se contra a prisão de adolescentes que escreveram palavras revolucionárias, contra o governo nas paredes de uma escola.

Oposição Síria

Como resposta aos protestos, o governo ordenou que às forças de segurança abrissem fogo contra os manifestantes, causando várias mortes. A população revoltou-se ainda mais contra a repressão e exigiu a renúncia do presidente Bashar al-Assad do poder; em outros lugares do Oriente Médio e no norte da África, protestos contra governos autoritários ganhavam o apoio do Ocidente, o que ficou conhecido como a Primavera Árabe. O que era antes um protesto pacífico e calmo, logo transformou-se em uma violenta e sangrenta guerra civil. Em 4 de abril de 2017, o governo Sírio de Bashar al-Assad foi acusado de usar arma química (gás sarin) em um ataque que culminou em mais de oitenta mortes. Em resposta, os Estados Unidos lançaram dezenas de mísseis contra alvos militares na Síria. A ONU (Organização das Nações Unidas) condenou esse ataque químico e a Rússia e ameaçou intervir, aumentando a tensão naquela região. Em 10 de fevereiro de 2018, as forças armadas de Israel realizaram ataques aéreos na Síria a possíveis alvos iranianos. O exército turco invadiu uma região do norte da Síria controlada pelos Curdos, no segundo dia de uma grande ofensiva militar turca. Contra a milícia Curdo-Síria, considerada uma “organização terrorista” pela Turquia, as forças armadas da Turquia também atacaram alvos Curdos no Iraque.

### Guerra civil Iemenita
A Guerra Civil Iemenita (2015–presente) iniciada em 19 de março de 2015 que segundo a ONU (Organização das Nações Unidas) classifica como a pior crise humanitária do mundo. além da guerra civil, com milhões de pessoas morrendo de fome é uma epidemia de doenças como a cólera. O conflito tem sido marcado por massacres, excessos e violações dos direitos humanos. Que recaem especialmente sobre a intervenção militar saudita na guerra. Com a Revolta no Iêmen em 2011 é a Rebelião Houthi no Iêmen acabou se transformando em uma violenta é sangrenta guerra civil. Após uma revolta na sequência da Primavera Árabe em 2011 que forçou a saída do poder do ex-presidente Ali Abdullah Saleh após 33 anos no poder, é passou o comando do País para o seu então vice, Hadi. Hadi enfrentou uma variedade de problemas, incluindo ataques terroristas da Al-Qaeda um movimento separatista no sul, é a resistência de muitos militares que continuaram leais a Ali Abdullah Saleh assim como a corrupção, o desemprego, a violência, é a insegurança. o movimento huti, que segue uma corrente do islã xiita chamada zaidismo travou uma série de batalhas contra Saleh. os Iemenitas desiludidos com a transição de governo. incluindo os sunitas apoiaram os hutis é em setembro de 2014 eles entraram na capital do país Sanaa montando acampamentos nas ruas é bloqueando as vias. em janeiro de 2015 eles cercaram o palácio presidencial é colocaram o presidente Hadi é seu gabinete em prisão domiciliar, o presidente conseguiu fugir para a cidade de Áden no mês seguinte, os hutis tentaram então tomar o controle do País inteiro é Hadi teve que deixar o Iêmen. a Arábia Saudita e outros oito Estados sunitas árabes começaram uma série de ataques aéreos para restaurar o governo de Hadi. Essa coalizão recebeu apoio logístico é de inteligência dos Estados Unidos, do Reino Unido é da França. as Forças pró-governo, constituídas principalmente por soldados leais ao presidente Hadi, sunitas de tribos do sul e separatistas, conseguiram evitar que os rebeldes tomassem a cidade de Áden, mas após quatro meses de uma batalha violenta, que deixou centenas de mortos. tendo assegurado um espaço no porto, tropas das forças de coalizão desembarcaram lá é ajudaram a expulsar os hutis para o sul. O presidente Hadi estabeleceu residência temporária em Áden, apesar da maioria de seu gabinete continuar exilada. os hutis, no entanto conseguiram manter um cerco na cidade de Taiz é lançaram morteiros bazucas granadas de mão é foguetes através da fronteira com a Arábia Saudita. os jihadistas da Al-Qaeda na Península Arábica são rivais de organizações parceiras do Estado Islâmico têm tomado proveito do caos, confiscando territórios no sul é cometendo ataques mortais, principalmente em Áden. com o lançamento de um míssil em direção a Riad em 4 novembro de 2017 levou a Arábia Saudita a apertar o bloqueio no Iêmen. depois de que os Estados Unidos terem afirmado que o míssil que os huthis lançaram em 4 de novembro na direção de Riad era de "fabricação iraniana", o reino saudita qualificou este novo disparo de "iraniano-huthi". Porém, o Pentágono se absteve de voltar a assinalar o Irã após o tiro deste míssil é disse que coopera com os sauditas para determinar com precisão o que de fato aconteceu. "O secretário de Defesa tem conhecimento das informações recentes, segundo as quais as forças huthis com base no Iêmen lançaram um míssil balístico sobre a Arábia Saudita, é que os huthis assumiram a responsabilidade deste ataque", indicou um porta-voz do Pentágono, o comandante Adrian Rankine Galloway, em comunicado. Segundo o canal de televisão Al Masirah, controlado pelos rebeldes iemenitas, o alvo do disparo do míssil era o palácio de Iamama, residência oficial do rei Salman. Um correspondente em Riad ouviu uma forte explosão, "Um míssil balístico lançado do Iêmen foi interceptado e destruído ao sul de Riad sem deixar vítimas", declarou Turki al-Malki, porta-voz da coalizão militar dirigida pela Arábia Saudita, que intervém contra os rebeldes xiitas huthis no Iêmen. "Apontava para zonas residenciais muito povoadas em Riad". A coalizão militar liderada pelos sauditas considerou os mísseis fabricados no Irã como uma ameaça à segurança regional é internacional, é acusou os houthis de usarem pontos de entrada humanitários para importar mísseis é armas do Irã à Arábia Saudita. Os rebeldes indicaram que instalações militares é petroleiras estarão dentro de uma zona de alcance de tais mísseis do Iêmen, segundo comunicado distribuído através de seu canal de TV, al-Masirah. A coalizão alegou querer parar o contrabando de armas para os rebeldes do Irã, mas segundo a (ONU) as restrições poderiam desencadear "a maior crise de fome que o mundo já viu em décadas".

### Guerra civil Sul-Sudanesa

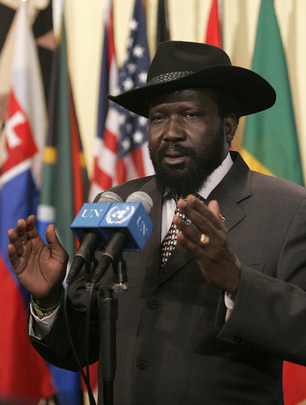
Salva Kiir Mayardit Presidente do Sudão do Sul

Conflito iniciado em 15 de dezembro de 2013 que segundo a (ONU) Organização das Nações Unidas a Guerra Civil Sul-Sudanesa deixou mais de 190 mil pessoas mortas na guerra civil. Mas o número de mortos pode chegar a 383 mil se fatores como deslocamento populacional, falta de atendimento médico, escassez de comida e doenças forem incluídos. Os conflitos responsáveis pelas mortes começaram em dezembro de 2013, dois anos depois da independência do país (antes parte do Sudão) após o Referendo sobre a independência do Sudão do Sul em 2011 discordâncias políticas entre o presidente Salva Kiir é o então vice-presidente, Riek Machar. acabaram levando os 2 Países a uma violenta é sangrenta guerra civil. Entre 2017 e 2018 em torno de 60 000 pessoas foram mortas é quase um quarto da população do país, de 12 milhões de pessoas, teve que se deslocar por conta dos combates. Um acordo de paz entre o Sudão do Sul é o Sudão do Norte foi firmado em 2015, mas infelizmente esse acordo de paz acabou fracassando. Em um sinal de como a situação no país ainda é frágil o Sudão do Sul ainda sofre com violência, desemprego é terrorismo.

### Conflito de Darfur
O conflito de Darfur (ou Guerra de Darfur) foi iniciado em 2003. Segundo a ONU (Organização das Nações Unidas), essa guerra civil matou mais de 400 mil pessoas quando um grupo de rebeldes começaram uma violenta luta armada pela separação do seu território, o Darfur. O motivo mais aparente refere-se ao fato de o governo representar e apoiar mais a elite econômica e social de religião islâmica, deixando a população de Darfur a mercê da pobreza e da indignidade. Como forma de contra-atacar essa rebelião, o governo sudanês utilizou-se da ofensiva violência estatal apoiada pelas milícias árabes chamada de janjaweed, massacrando os rebeldes que em sua maioria eram de religião e etnia diferente ao governo e seus apoiadores. intensificando a violência na região. A Organização das Nações Unidas (ONU) condenou esse massacre, pois o conflito de Darfur deixou um saldo horrível em números de mortes, de cerca de 30 a 40 mil pessoas mortas. Mas este não foi o único motivo desumano, pois os reflexos vieram, sobretudo, nos refugiados, que viviam em condições degradantes de saúde, violência e fome. Em 5 de maio de 2006, um acordo de paz entre o governo e uma facção importante do Movimento / Exército de Libertação do Sudão (SLA), que de Minni Minawi. JEM e outra facção do SLA se recusaram a assinar um acordo de paz. Em 12 de março de 2007 a missão de paz da ONU acusou o governo Sudanês de “orquestrar e participar” de crimes de guerra, perseguição, torturas, assassinatos em massa e crimes contra a humanidade. O governo Sudanês nega isso. Em 28 de janeiro de 2008 Bruxelas dá luz verde para enviar uma força Europeia no Chade e na RCA (EUFOR) para proteger os refugiados sudaneses de Darfur e chadianos deslocados e africanos Central. em 2009 violentos combates na cidade de Mouhajiriya, no sul de Darfur causaram centenas de mortes é feridos é em 4 de março de 2009 o Tribunal Penal Internacional (TPI) emitiu um mandado de prisão internacional contra Omar al-Bashir acusado de crimes de guerra e crimes contra a humanidade. A (ONU) classifica a situação em Darfur como extremamente grave.

### Guerra civil no leste da Ucrânia
A Guerra Civil no Leste da Ucrânia é um conflito iniciado em 2014 após uma grande onda de protestos que tomou conta de Kiev, capital da Ucrânia, após o então presidente Víktor Yanukóvytch rejeitar um acordo de cooperação com a (UE) União Europeia que poderia resultar na inclusão da Ucrânia como um dos membros do bloco Europeu. E logo após o: Euromaidan é a Revolução Ucraniana de 2014 acabou derrubando o presidente Ucraniano Viktor Yanukovych, que fugiu para a Rússia mas quando a revolução Ucraniana derrubou um presidente eleito, os ucranianos de origem Russa se sentiram ofendidos e reivindicaram a separação de território. Em setembro de 2014 meses depois que os confrontos começaram as forças armadas do governo da Ucrânia e os separatistas pró-Rússia decidiram interromper a violência e os combates, o cessar-fogo, entretanto, nunca vigorou por inteiro: os rebeldes tentaram tomar o aeroporto de Donetsk considerado um ponto estratégico e simbólico no conflito, e em janeiro de 2015 os rebeldes separatistas pró-Rússia conseguiram dominá-lo. Logo depois em fevereiro de 2015 os presidentes da Rússia, Ucrânia, Alemanha e França se reuniram em Minsk, Belarus, e anunciaram o “Acordo de Minsk”. As negociações pediam uma zona desmilitarizada, para a retirada em segurança dos civis, e uma maior autonomia para os separatistas pró-Rússia, entretanto, um relatório da ONU (Organização das Nações Unidas) esses acordos falharam é segundo revelaram as investigações, os dois lados “continuaram utilizando armas proibidas é não tomaram suficientes precauções para evitar a destruição de serviços básicos como escolas, creches e hospitais, e em 2014 o presidente russo Vladimir Putin assina a lei que finaliza o processo de anexação da Crimeia a Rússia e de 2014 a 2016 morreram mais de 15 mil pessoas no conflito Ucraniano.

### Guerra entre Armênia e Azerbaijão
O confronto em Nagorno-Karabakh, região disputada entre a Armênia e o Azerbaijão, deu-se em 2020, na sequência de uma escalada da tensão existente na região desde o início dos anos 90, com a dissolução da União Soviética (URSS) em 1991. Neste novo conflito, a Armênia recebeu apoio da Rússia, tendo o Azerbaijão recebido apoios da Turquia e de Israel. Foi instaurada uma lei marcial e mobilização total de guerra na Arménia e na autoproclamada República de Artsaque. A 10 de novembro de 2020, a Armênia e o Azerbaijão assinaram um acordo de cessar-fogo mediado pela Rússia para encerrar a guerra.

### Conflito entre Tajiquistão e Quirquistão
O conflito entre Quirguistão e Tajiquistão começou em 28 de abril de 2021 quanto soldados do Quirguistão e do Tajiquistão entraram em um violento confronto nas fronteiras desses dois Países da Ásia Os combates eclodiram em torno do território do enclave de Tadjique de Voruj, território Quirguiz, uma região montanhosa muito disputada entre os dois Países Quirquistão e Tajiquistão trocaram acusações pelos confrontos. O Comitê de Segurança Nacional do Quirguistão afirmou que o País vizinho Tajiquistão "provocou deliberadamente um conflito" e acusou o Tadjiquistão de ter "instalado posições de artilharia para efetuar tiros mortais". O Conselho Nacional de Segurança do Tadjiquistão acusou o exército Quirguiz de abrir fogo contra as tropas Tadjiques "na área de abastecimento de água de Golovnaya, no rio Isfara". O Tajiquistão também afirmou que um conflito eclodiu entre civis no dia anterior e que sete Tadjiques ficaram feridos quando pedras foram atiradas contra eles. Em setembro de 2019 vários tiroteios e confrontos resultaram na morte de três guardas de fronteira Tadjiques e um soldado do Quirguistão. as negociações sobre a "delimitação das fronteiras nacionais" e a "prevenção e a resolução de conflitos fronteiriços nunca apresentaram nenhum acordo.

### Conflito entre Israel e Palestina
O conflito entre Israel e Palestina que se iniciou em 11 de maio de 2021 quanto Israel iniciou um grande ataque a Faixa de Gaza com ataques aéreos, bombardeios e disparos de mísseis enquanto o Hamas um movimento Palestino Islâmico iniciou disparos de foguetes contra o território Israelense gerando um novo conflito na região do Oriente Médio que desde então A luta entre forças israelenses e o Hamas continua a aumentar; os Estados Unidos.e a (ONU) Organização das Nações Unidas exigiram um cessar-fogo imediatamente mas não houve acordo nenhum de paz e desde então Israel e a Palestina continuam em conflito.

### Guerra do Afeganistão (2001–2021)
A Guerra do Afeganistão foi uma fase da guerra civil afegã, que opôs, inicialmente (de outubro a novembro de 2001), os Estados Unidos, com a contribuição militar da organização armada muçulmana Aliança do Norte e de outros países ocidentais da OTAN (como Reino Unido, França, Canadá e outros), ao regime Talibã. A invasão do Afeganistão, liderada pelos americanos, teve início em 7 de outubro de 2001, à revelia das Nações Unidas, que não autorizaram uma ação militar no território afegão. O objetivo declarado da invasão era encontrar Osama bin Laden e outros líderes da Al-Qaeda, destruir toda essa organização e remover do poder o regime Talibã, que dera apoio a Bin Laden. Neste ponto, a primeira etapa da guerra foi bem-sucedida para a OTAN. Contudo, vinte anos mais tarde, o conflito acabou terminando com a retomada dos fundamentalistas do Talibã ao poder, em 2021.
A invasão marcou o início da guerra contra o terrorismo, declarada pelo governo Bush, após os atentados de 11 de setembro. A Aliança do Norte — grupo armado adversário dos talibãs — forneceu a maior parte das forças terrestres, enquanto os Estados Unidos e a OTAN ofereceram, na fase inicial, o apoio tático, aéreo e logístico. Na segunda fase, após a recaptura de Cabul, as tropas ocidentais aumentaram a sua presença a nível local. Nos Estados Unidos, a guerra é também conhecida pelo nome militar de "Operação Liberdade Duradoura". Segundo a "Doutrina Bush", não havia distinção entre a Al-Qaeda e as nações que a abrigavam. O ataque inicial removeu o Talibã do poder, mas logo uma insurgência liderada pelos fundamentalistas recuperou sua força. A guerra foi menos bem-sucedida na consecução do objetivo de restringir o movimento Al-Qaeda. Desde 2006, o Afeganistão tem visto as ameaças à sua estabilidade no aumento de atividade insurgente do Talibã e nos altos níveis de produção de drogas ilegais, e um frágil governo com controle limitado fora de Cabul.
Em 1 de agosto de 2010, os Países Baixos tornaram-se o primeiro país membro da OTAN a retirar suas tropas do Afeganistão, com outras nações fazendo o mesmo a partir de 2014. Na época, os analistas não acreditavam em vitória militar num país sob os governos corruptos de Hamid Karzai e Ashraf Ghani, com uma nação dividida entre diferentes etnias, tribos e áreas de influência de senhores da guerra. Com o passar do tempo, inicialmente, viu-se um enfraquecimento da insurgência islâmica, que passou a preferir atentados à bomba do que confrontos diretos com as tropas de ocupação. Em uma vitória simbólica, em 2 de maio de 2011, forças especiais dos Estados Unidos conduziram uma operação na cidade paquistanesa de Abbottabad que culminou com a morte do terrorista Osama bin Laden. Em 22 de junho de 2011, o Presidente americano Barack Obama anunciou que os Estados Unidos dariam início a uma retirada sistemática de soldados e equipamentos do país ainda em 2011. Em dezembro de 2014, as potências ocidentais da OTAN oficialmente encerraram suas missões de combate no Afeganistão, assumindo uma postura de apoio ao governo afegão para combater os rebeldes islamitas. Ainda assim, o país seguia instável internamente, com frequentes atentados à bomba e insurgência por parte dos talibãs. Em maio de 2017, cerca de 13 000 militares estrangeiros (a maioria americanos) ainda estavam estacionados no Afeganistão, sem um prazo formal para se retirarem, com a violência sectária e religiosa no país ganhando força novamente. Em 2020, após quase duas décadas de hostilidades, o governo dos Estados Unidos negociou com o Talibã um acordo de paz que permitiria a retirada americana do Afeganistão, começando no ano seguinte. Se aproveitando do váculo de poder, militantes do Talibã iniciaram uma ofensiva em larga escala por todo o Afeganistão e em agosto de 2021, eles já estavam no comando de quase todo o país enquanto o governo central afegão, apoiado pelo Ocidente, entrou em colapso, com a capital Cabul sendo tomada.
De acordo com um estudo da Universidade Brown, até abril de 2021, cerca de 174 000 pessoas morreram na guerra no Afeganistão; entre elas, cerca de 47 245 eram civis, entre 66 000 e 69 000 eram membros das forças de segurança afegãs e pelo menos 51 000 eram insurgentes islamitas, a maioria ligados ao Talibã. No entanto, o número de mortos pode ser possivelmente maior devido a mortes não contabilizadas por "doenças, perda de acesso a alimentos, água, infraestrutura e/ou outras consequências indiretas da guerra." Em 2019, com dezoito anos de duração, a guerra em território afegão se tornou o conflito mais longo já travado pelos Estados Unidos em sua história. Em 30 de agosto de 2021, a última aeronave americana deixou o Afeganistão, encerrando assim formalmente a participação dos Estados Unidos no conflito interno afegão.

### Guerra do Iraque
A Guerra do Iraque, foi um conflito que começou no dia 20 de Março de 2003 com a invasão do Iraque, por uma coalizão militar multinacional liderada pelos Estados Unidos. Esta fase do conflito foi encerrada no dia 18 de dezembro de 2011 com a retirada das tropas americanas do território iraquiano após oito anos de ocupação. O conflito aconteceu no contexto da Guerra ao Terror, lançada pelo presidente americano George W. Bush após os atentados de 11 de setembro de 2001.
A invasão começou em 20 de março de 2003, com os Estados Unidos, o Reino Unido e um punhado de nações aliadas, lançando uma pesada campanha de bombardeamento aéreo ("Choque e pavor") contra as principais cidades do Iraque, principalmente Bagdá. O exército iraquiano foi rapidamente sobrepujado pela Coalizão ocidental (encabeçada pelo exército americano), que em menos de um mês conseguiu tomar conta do país. A invasão aliada levou ao colapso do governo Baathista; o presidente iraquiano, Saddam Hussein, foi capturado na Operação Red Dawn em dezembro de 2003 e três anos mais tarde foi julgado e depois executado na forca. Contudo, o vácuo de poder após a queda do ditador e a ineficiência da ocupação estrangeira levou a uma onda de violência sectária e religiosa, principalmente amparada na rivalidade entre xiitas e sunitas, que mergulhou o país numa sangrenta guerra civil. Militantes islamitas estrangeiros começaram a chegar em peso no Iraque para lutar contra as tropas de ocupação ocidental e contra o novo governo secular iraquiano. Grupos como a Al-Qaeda se fortaleceram na região e utilizaram o território iraquiano para expandir suas atividades. Frente ao aumento da intensidade do conflito em uma sangrenta luta de guerrilha, vários países começaram a abandonar a Coalizão e retiraram suas tropas do Iraque. Os Estados Unidos foram pelo caminho oposto, aumentando consideravelmente sua presença militar no país em 2007 e, logo em seguida, a insurgência iraquiana começou a perder força. A partir de 2009, os americanos começaram o processo de desmobilizar suas tropas do Iraque, até que a retirada foi completada em dezembro de 2011.
O Governo Bush baseou sua racionalidade para lançar a guerra na ideia de que o Iraque, visto pelo Ocidente como um "Estado vilão" desde a Guerra do Golfo, possuía armas de destruição em massa (WMDs, na sigla em inglês) e que o regime de Saddam Hussein representava uma ameaça grave para os Estados Unidos e seus aliados. Oficiais e autoridades do governo americano também acusaram Saddam de dar abrigo e apoio a terroristas da al-Qaeda, enquanto outros argumentavam sobre o valor moral de derrubar uma ditadura e levar democracia ao povo iraquiano. Após a invasão, contudo, nenhuma evidência substancial foi encontrada para apoiar as acusações de que o Iraque possuía armas de destruição em massa, enquanto a hipótese de que Saddam tinha laços com a al-Qaeda se provou falsa. A racionalidade que levou os Estados Unidos à guerra foi duramente criticada, tanto pela população americana quanto pelo mundo afora. Uma das consequências internas foi o declínio considerável da popularidade de George Bush, que se tornaria um dos presidentes mais impopulares da história americana, com a esmagadora da maioria da população dos Estados Unidos acreditando, no final da década de 2000, que invadir o Iraque foi um erro.
Enquanto isso, no Iraque, foi realizado em 2005 eleições multipartidárias legitimamente democráticas, sendo a primeira em décadas. Nouri al-Maliki se tornou primeiro-ministro do país em 2006 e só deixou o cargo em 2014. O governo de al-Maliki foi, ao longo do tempo, adotando políticas que favoreciam os xiitas e assim alienou a minoria sunita da nação, o que fez ressurgir as tensões sectárias no começo da década de 2010. Se aproveitando disso, em 2014, o grupo terrorista autoproclamado Estado Islâmico do Iraque e do Levante (ISIL, na sigla em inglês) lançou uma série de ofensivas militares nas províncias de Ninawa, Saladino e Ambar, e dominaram boa parte do norte do Iraque, proclamando um Califado na região, provocando uma nova resposta militar dos Estados Unidos e das nações ocidentais.
As estimativas do total de pessoas mortas na guerra (de 2003 a 2011) divergem de fonte para fonte, com os números variando de 100 000 a até mais de 600 000 fatalidades.

### Guerra Civil Líbia (2014–2020)
A Guerra Civil Líbia (ou também Segunda Guerra Civil Líbia) é um conflito interno em andamento entre quatro organizações rivais que buscam o controle da Líbia: o governo da Câmara dos Representantes da Líbia (CPL) eleito em 2014, também conhecido como o "governo de Tobruque". Este governo tem a lealdade do Exército Nacional Líbio (ENL) sob o general Khalifa Haftar e tem sido apoiado por ataques aéreos do Egito e dos Emirados Árabes Unidos. Haftar e o governo de Tobruque inicialmente reconheceram o GNA na sequência do acordo político de 2015, mas no verão de 2016 votaram contra a tomada do GNA e assim iniciou-se uma nova rivalidade que veio escalar a partir de 2019, culminando no avanço do ELN sobre Tripoli bastião do GNA; o governo internacionalmente reconhecido como Governo do Acordo Nacional (GNA) tomou posse em março de 2016 e é liderado desde então por Fayez al-Sarraj. O GNA foi formado na sequência do "Acordo Político Líbio" supervisionado pelas Nações Unidas no final de 2015; o governo islamista rival do Novo Congresso Geral Nacional (NCGN) com sede na capital Trípoli, liderado pela Irmandade Muçulmana, apoiada por uma coligação islâmica mais ampla conhecida como Amanhecer Líbio e auxiliado por Catar, Sudão e Turquia. O NCGN anunciou a sua dissolução após a criação do GNA, mas pouco depois tentou recuperar poder até ser derrotado em março de 2017 com as suas forças a serem expulsas de Trípoli por forças leais ao GNA. Com esta derrota, o NCGN foi dissolvido; o Conselho da Shura de Revolucionários de Bengazi, liderados pela Ansar al-Sharia e; Estado Islâmico do Iraque e do Levante da Líbia.
Os lados são coalizões de diferentes grupos armados que, por vezes mudam de lado. A guerra civil Líbia ocorre como resultado da onda de violência entre as milícias que derrubaram e executaram o ditador Muamar Gadafi na Guerra Civil Líbia de 2011 (algumas islamitas e outras tribais, como a Frente Tubu), e desde então se enfrentam tanto pela rivalidade econômica como pela luta pelo poder. Os combates, os mais intensos registrados desde a morte de Gadafi, começaram em 16 de maio de 2014 quando o general líbio Khalifa Haftar lançou a "Operação Dignidade" contra grupos armados jiadistas em Bengazi e no leste do país.
Dois dias depois, as forças de Haftar tentaram dissolver o Congresso Geral Nacional (CGN) em Trípoli. O conflito impediu o CGN de bloquear novas eleições em 25 de junho de 2014. Nestas eleições, que designaram o Conselho de Deputados para substituir o CGN, os islamitas sofreram uma derrota eleitoral esmagadora. O conflito intensificou em 13 de julho, quando os islamistas, reagindo à derrota eleitoral, lançaram a Operação Amanhecer Líbio para tomar o Aeroporto Internacional de Tripoli, conseguindo finalmente capturá-lo no dia 23 de agosto, depois de 41 dias de combates. A temática unificadora da coalizão na Amanhecer Líbio é um temor de perder o poder, como consequência dos resultados das eleições.
As forças armadas do Egito e dos Emirados Árabes Unidos também se envolveram, com a realização de ataques aéreos contra o Amanhecer Líbio e forças dos Estado Islâmico. Catar e Turquia têm ajudado o Amanhecer Líbio.
Em 15 de fevereiro, o Estado Islâmico na Líbia divulgou um vídeo mostrando a decapitação de 21 cristãos coptas egípcios que o grupo já havia capturado em Sirte. As autoridades egípcias realizaram ataques aéreos contra alvos do Estado Islâmico na Líbia em resposta ao crime.

### Guerra Civil Iraquiana (2011–2017)
A Guerra Civil Iraquiana foi uma guerra assimétrica iniciada por diversos grupos iraquianos e jihadistas contra o governo central iraquiano. Os eventos que levaram a este conflito começaram logo após a invasão do país por forças anglo-americanas em 2003. A estimativa do total de pessoas mortas durante o período da ocupação estrangeira (2003-2011) diverge de fonte para fonte, com os números variando de 150 000 a até 500 000 fatalidades. Entre 2007 e 2009, a violência caiu drasticamente de intensidade. A insurgência voltou com toda a intensidade após a retirada das tropas americanas em 2011, com o conflito sectário e religioso também voltando à tona, levando a mais uma brutal onda de violência. Atentados com carros bombas, emboscadas e ações armadas em larga escala acabaram se tornando muito mais frequentes, ameaçando desestabilizar o governo iraquiano. Grupos sunitas, contrários a administração do país (controlada por xiitas, que são a maioria da população), lançaram-se em diversas ofensivas pontuais para tentar lentamente minar as autoridades de Bagdá que, apesar de receber apoio logístico e militar dos americanos, não tinha mais a alternativa de pedir auxílio direto dos exércitos dos Estados Unidos.
Milícias armadas dentro do Iraque se fortaleceram e ganharam novos recrutas durante seu envolvimento na Guerra Civil Síria. O grupo Estado Islâmico do Iraque e do Levante (também conhecido pelas siglas EIIL ou ISIS, do inglês Islamic State in Iraq and Syria ou, ainda, ISIL, de Islamic State in Iraq and the Levant) se tornou a maior força de combate dos extremistas e uma das facções mais influentes e violentas da região. A luta para derrubar o regime do presidente da Síria, Bashar al-Assad (apoiado pelos xiitas), aumentou a rixa entre as duas vertentes do islamismo e intensificou o conflito sectário em toda a região.
Em junho de 2014, grupos fundamentalistas, encabeçados pelo EIIL, iniciaram uma nova e grande ofensiva no Iraque, focando na parte norte, centro e oeste do país. Eles rapidamente tomaram diversas cidades, como Mossul e Ticrite, e tinham planos de marchar até a capital, Bagdá. Centenas de pessoas teriam morrido nos combates. O grupo soltou diversos presos de cadeias locais e capturaram dezenas de armas. O objetivo dos insurgentes era construir um grande califado islâmico englobando uma enorme área da região e por isso impuseram uma visão estrita da lei islâmica nos territórios que ocupavam. As autoridades iraquianas foram acusadas de incompetência para lidar com o ressurgente problema. Muitos soldados teriam se recusado a lutar e recuaram, frente aos avanços dos rebeldes islamitas. O governo posteriormente tentou reagir, se reagrupando e convocando tropas para futuras operações militares contra os jihadistas. Diante da escalada da violência e ameaça de desestabilização do Iraque e da região do Curdistão, os Estados Unidos e vários países da OTAN lançaram, no começo de agosto, uma campanha de bombardeio aéreo contra alvos dos militantes do EIIL. Com apoio ocidental, o governo iraquiano foi, lentamente, reconquistando terreno. Então, a 9 de dezembro de 2017, o primeiro-ministro Haider al-Abadi declarou vitória sobre o Estado Islâmico, embora ações de guerrilha e insurgência prossigam, ainda que em pequena escala.

### Invasão da Ucrânia pela Rússia em 2022
Em 24 de fevereiro de 2022, a Rússia lançou uma invasão militar em larga escala contra a Ucrânia, um de seus países vizinhos a sudoeste, marcando uma escalada acentuada para um conflito que começou em 2014. Vários analistas chamaram a invasão de a maior invasão militar na Europa desde a Segunda Guerra Mundial.
Após a Revolução da Dignidade na Ucrânia em 2014, a Rússia anexou a Crimeia, enquanto as forças separatistas apoiadas pelo governo russo tomaram parte da região do Donbas no sudeste da Ucrânia. Desde o início de 2021, um acúmulo de presença militar russa ocorreu ao longo da fronteira Rússia-Ucrânia. Os Estados Unidos e outros países acusaram a Rússia de planejar uma invasão da Ucrânia, embora as autoridades russas repetidamente negassem que tinham essa intenção. Durante a crise, o presidente russo Vladimir Putin descreveu a ampliação da OTAN pós-1997 como uma "ameaça à segurança" de seu país, uma afirmação que a OTAN rejeita, e exigiu que a Ucrânia fosse permanentemente impedida de ingressar na OTAN. Putin também expressou opiniões irredentistas russas e questionou o direito de existir da Ucrânia. Antes da invasão, tentando fornecer casus belli, Putin acusou a Ucrânia de cometer "genocídio" contra seus cidadãos que falam russo, o que foi amplamente descrito como falso e infundado.
Em 21 de fevereiro de 2022, Putin reconheceu a República Popular de Donetsk e a República Popular de Lugansk, duas regiões autoproclamadas como Estados, controladas por separatistas pró-Rússia em Donbas. No dia seguinte, o Conselho da Federação da Rússia autorizou por unanimidade o uso da força militar e as tropas russas entraram em ambos os territórios. Em 24 de fevereiro, Putin anunciou uma "operação militar especial", supostamente para "desmilitarizar" e "desnazificar" a Ucrânia. Minutos depois, mísseis atingiram locais em todo o território ucraniano, incluindo Kiev, a capital. A Guarda de Fronteira Ucraniana relatou ataques a postos fronteiriços com a Rússia e a Bielorrússia. Pouco depois, as forças terrestres russas entraram na Ucrânia. O presidente ucraniano Volodymyr Zelensky promulgou a lei marcial e clamou por uma mobilização geral no país.
A invasão recebeu ampla condenação da comunidade internacional, incluindo novas sanções impostas à Rússia, o que começou a desencadear uma crise financeira no país. De acordo com as estimativas do Alto-comissariado das Nações Unidas para os Refugiados, até 1º de maio de 2022 mais de 5,5 milhões de ucranianos fugiram do seu país por causa da guerra, e mais de 7 milhões foram obrigados a se deslocar internamente. Protestos globais ocorreram contra a invasão, enquanto os protestos que aconteceram na Rússia foram respondidos com prisões em massa e o governo russo aumentou significativamente a repressão à mídia independente. Um grande número de empresas iniciaram um boicote à Rússia e à Bielorrússia. Vários Estados forneceram ajuda humanitária e militar à Ucrânia. Em resposta à ajuda militar, Putin colocou as forças nucleares da Rússia em alerta máximo, aumentando as tensões com o Ocidente, enquanto levantava a possibilidade de uma escalada para uma guerra nuclear.

## Saúde

### Pandemia de COVID-19
Um dos acontecimentos mais importantes na área de saúde pública do Século XXI é a Pandemia de COVID-19, iniciada em dezembro de 2019, que causou centenas de milhares de mortes em todo o mundo entre 2020 e 2022. Iniciada na cidade de Wuhan, na China, espalhou-se rapidamente para a Europa, tendo seu epicentro na Itália e Espanha, e para as Américas, tendo os Estados Unidos como epicentro. A estimativa é de queda global do PIB de 4,5% para 2020, em função das diversas quarentenas impostas por todo o mundo, que paralisaram a economia.
Até julho de 2022, foram sete ondas mundiais altamente mortíferas, chegando a um pico de 16 838 mortes registradas no dia 21 de janeiro de 2021, o mais mortal de toda a pandemia. As mortes começaram a reduzir mais constantemente a partir de março de 2022 após uma campanha de vacinação mundial desenvolvida em tempo recorde, junto com o surgimento da bem menos letal variante ômicron.
Em maio de 2023, a Organização Mundial da Saúde declarou o fim da Emergência de Saúde Pública de Importância Internacional referente à COVID-19.

## Meio ambiente
O Século XXI está sendo marcado pelas discussões sobre o meio ambiente e colocando como um dos principais assuntos a serem discutidos, principalmente na preservação da Amazônia e no combate ao aquecimento global.
Entre políticos, celebridades, empresários e grupos ativistas empenhados na causa ambiental como Greenpeace, em 2018 surgiu uma jovem ativista chamada Greta Thunberg, que viaja o mundo para falar sobre o meio ambiente e suas posições sobre o assunto.